# Grande mosquée de Kairouan
Vous lisez un « article de qualité » labellisé en 2010.
La grande mosquée de Kairouan (arabe : الجامع الكبير بالقيروان), également appelée mosquée Oqba Ibn Nafi (جامع عقبة بن نافع) en souvenir de son fondateur Oqba Ibn Nafi, est l'une des principales mosquées de Tunisie, située à Kairouan. Historiquement première métropole musulmane du Maghreb, Kairouan, dont l'apogée sur les plans politique et intellectuel se situe au IXe siècle, est réputée comme étant le centre spirituel et religieux de la Tunisie, ; elle est aussi parfois considérée comme la quatrième ville sainte de l'islam sunnite,,,,,,.
Représentant l'édifice emblématique de la cité, sa grande mosquée reste le sanctuaire le plus ancien et le plus prestigieux de l'Occident musulman,. Figurant, depuis le décret beylical du 13 mars 1912, sur la liste des monuments historiques et archéologiques classés et protégés en Tunisie,, elle a également été classée, avec l'ensemble historique de Kairouan, au patrimoine mondial de l'Unesco en 1988.
Bâtie, initialement, par Oqba Ibn Nafi à partir de 670 (correspondant à l'an 50 de l'hégire), alors que la ville de Kairouan est fondée, elle est agrandie et reconstruite aux VIIIe et IXe siècles,. Elle est considérée, dans le Maghreb, comme l'ancêtre de toutes les mosquées de la région, aussi bien que l'un des plus importants monuments islamiques et un chef-d'œuvre universel d'architecture.
D'un point de vue esthétique, la grande mosquée de Kairouan apparaît comme le plus bel édifice de la civilisation musulmane au Maghreb. Son ancienneté et la qualité de son architecture font d'elle un joyau de l'art islamique. Nombreux sont les ouvrages et les manuels d'art musulman qui font référence à la mosquée.
Au-delà de son importance artistique et architecturale, elle a joué, selon l'universitaire et islamologue tunisien Mohamed Talbi, « un rôle capital dans l'islamisation de tout l'Occident musulman, y compris l'Espagne, et la diffusion du malikisme ».
Sous le règne de la dynastie des Aghlabides (IXe siècle), de grands travaux de reconstruction et d'embellissement donnent à la mosquée sa physionomie actuelle. Remarquable par son unité d'ensemble ainsi que par ses vastes dimensions, la renommée et le prestige de ce lieu de prière provient, en outre, de sa contribution dans l'acquisition et la transmission du savoir, notamment entre les IXe et XIe siècles. L'université, constituée de savants et de juristes qui dispensent leurs enseignements au sein de la mosquée, est un centre de formation aussi bien pour l'instruction de la pensée musulmane que pour les sciences profanes,. Avec le déclin de Kairouan, amorcé à partir de la seconde moitié du XIe siècle, le centre de formation intellectuelle se déplace par la suite vers l'université Zitouna de Tunis.

## Localisation et aspect général

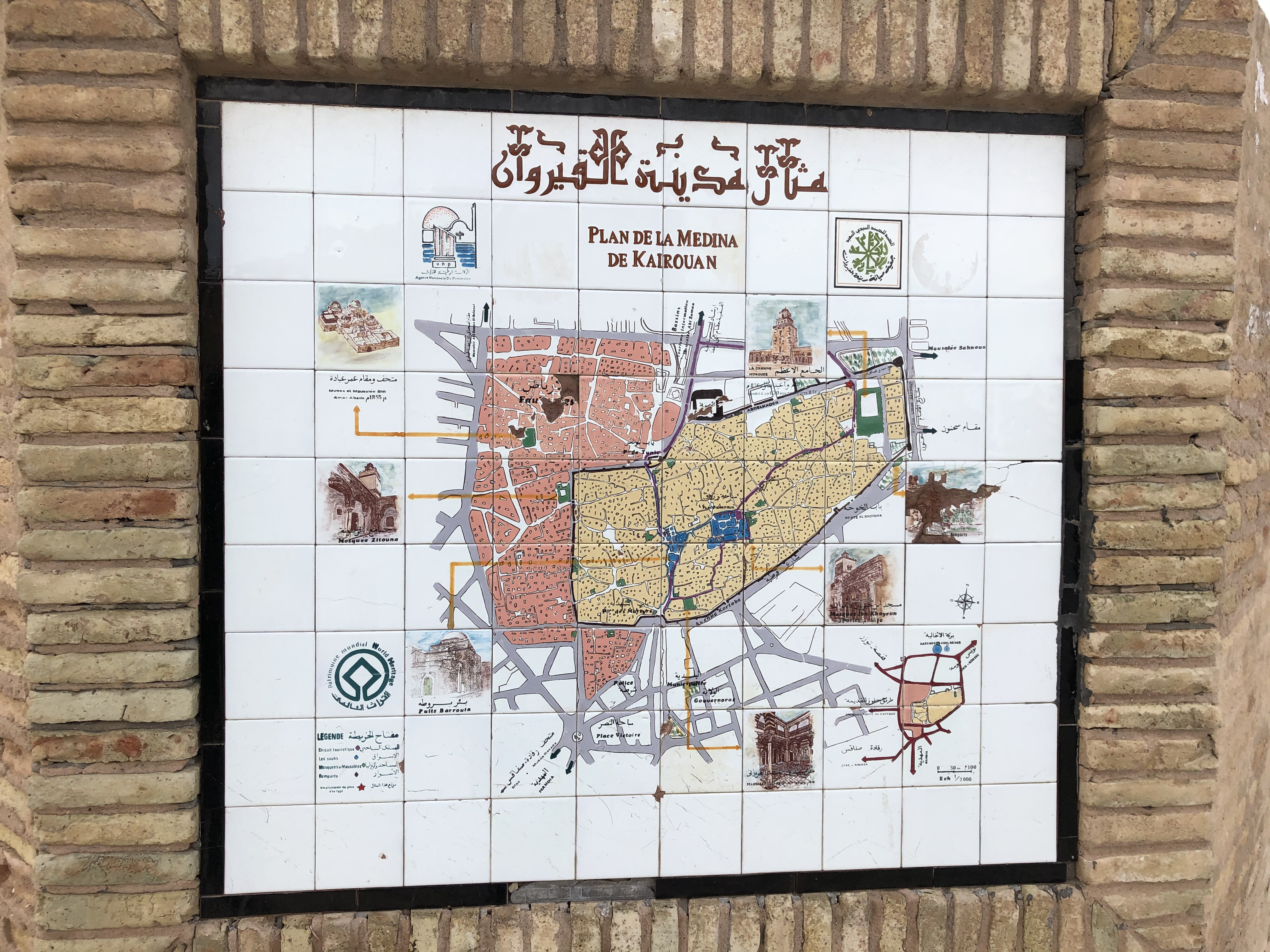
Plan de la médina de Kairouan en céramiques, localisant sa grande mosquée, représentée en vert, à droite.

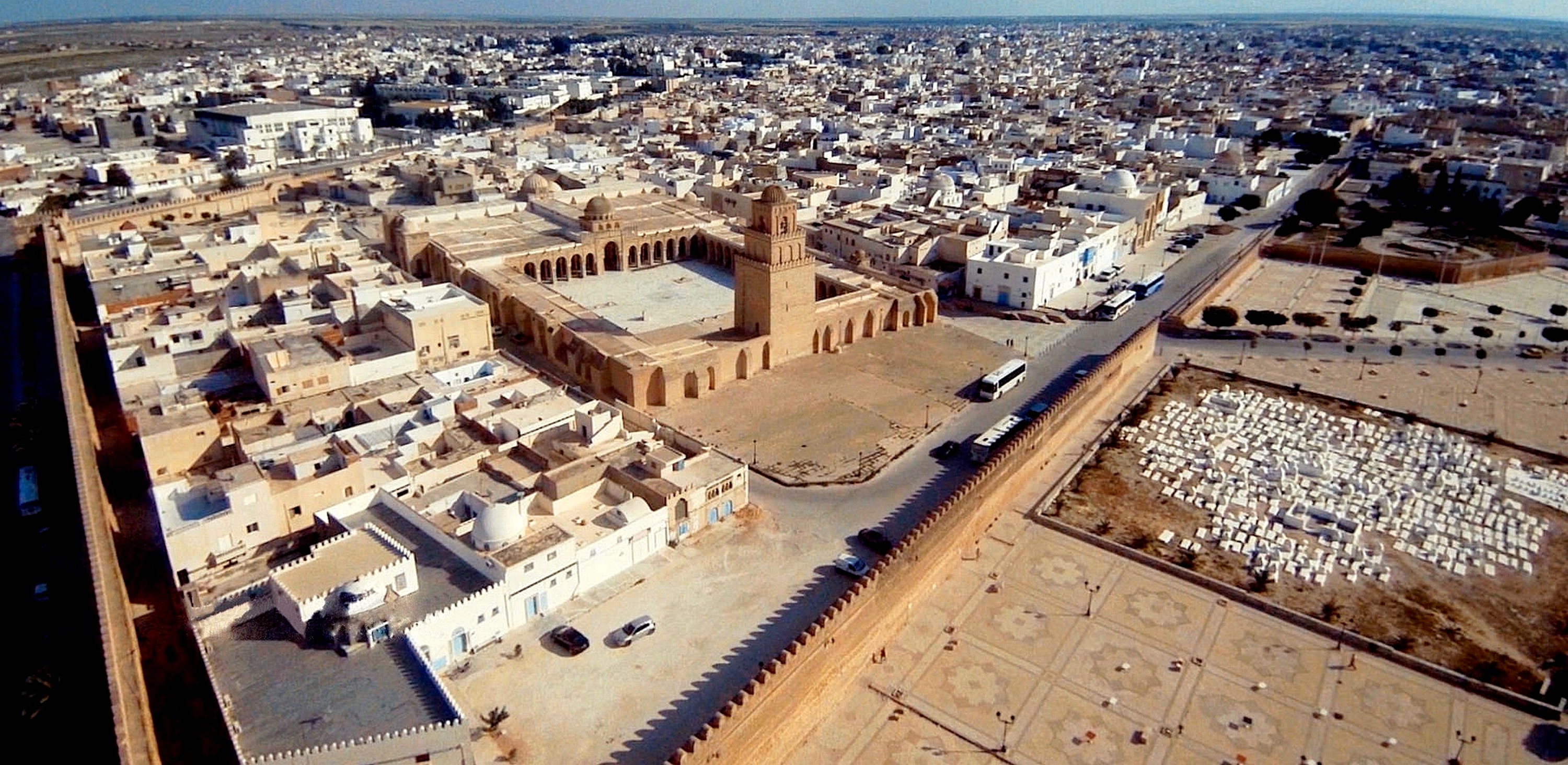
Vue aérienne de la mosquée, située à l'extrémité nord-est de la médina de Kairouan.

Située, en position excentrée, dans la partie nord-est de la médina de Kairouan, la grande mosquée est implantée dans le quartier intra-muros de Houmat al-Jâmi (littéralement « quartier de la Grande Mosquée »).
Cet emplacement devait correspondre, à l'origine, au cœur du tissu urbain de la cité fondée par Oqba Ibn Nafi. Mais en raison de la nature particulière du terrain, traversé par plusieurs affluents d'oueds, l'orientation urbaine s'est faite en direction du sud. À cela s'ajoutent les graves bouleversements qui ont marqué Kairouan, à la suite des invasions hilaliennes vers 449 de l'hégire (soit en 1057), et qui ont entraîné le déclin, aussi bien que le rétrécissement de la ville. Pour l'ensemble de ces raisons, la mosquée n'est plus située au centre de la médina, et se retrouve ainsi positionnée en périphérie, à proximité des remparts,.
Le monument est un vaste quadrilatère irrégulier, allongé dans la direction nord-sud,, qui est plus long (avec 127,60 mètres) du côté oriental que du côté opposé (avec 125,20 mètres) et moins large (avec 72,70 mètres) du côté nord, au milieu duquel se dresse le minaret, que du côté opposé (avec 78 mètres),,. Il s'étend sur une superficie totale d'environ 9 000 m2.

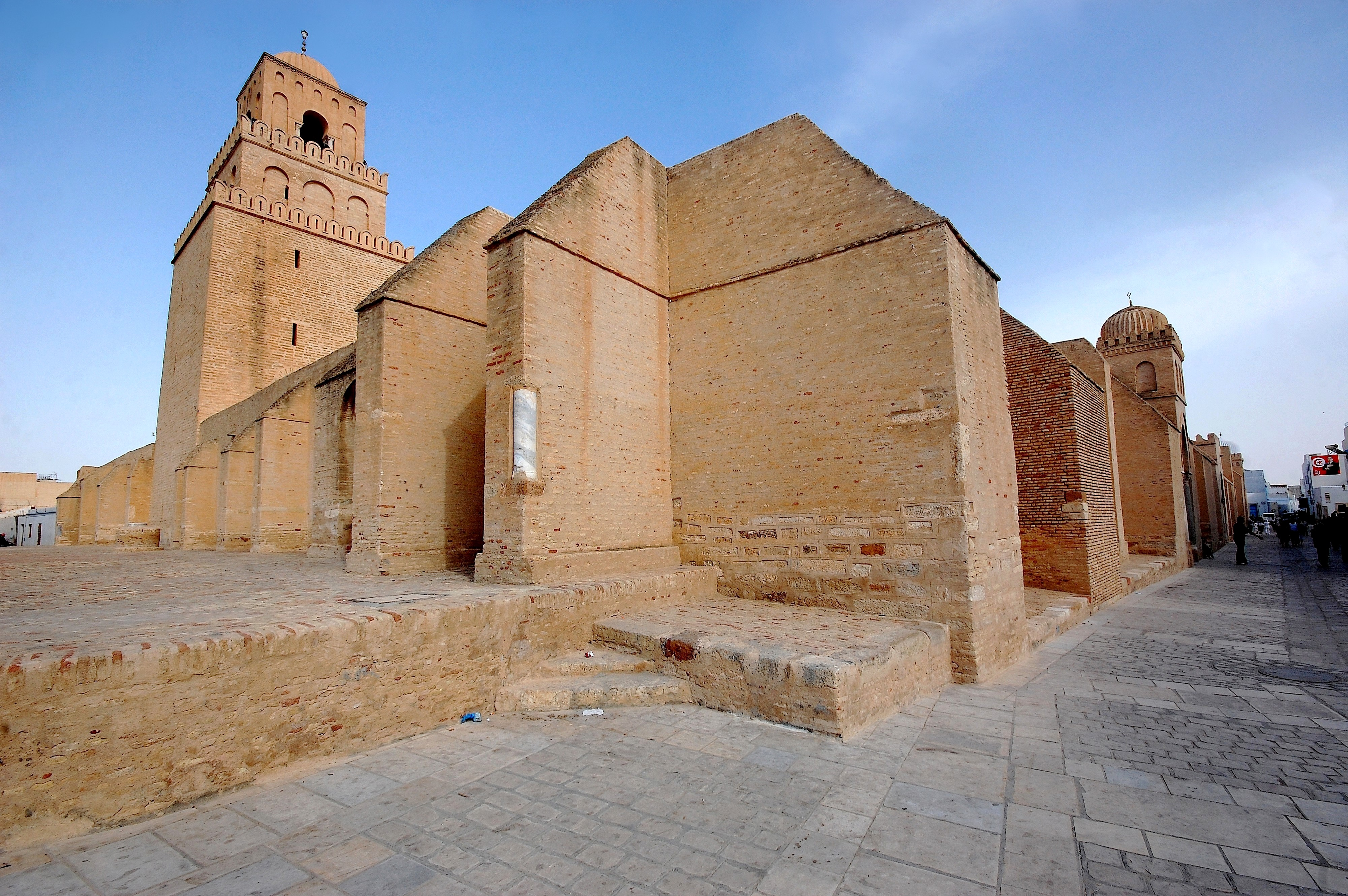
Vue centrée sur l'angle nord-ouest de la mosquée. L'aspect extérieur de l'édifice se caractérise par la présence de nombreux contreforts de tailles diverses.

Vue de l'extérieur, la grande mosquée de Kairouan est un édifice aux allures de forteresse, qui s'impose autant par ses murs massifs de couleur ocre de 1,90 mètre d'épaisseur composés de pierres de taille assez bien appareillées, d'assises de moellons et d'assises de briques cuites, que par les tours pleines des angles mesurant 4,25 mètres de côté, et les solides contreforts en saillie qui épaulent l'enceinte,.
Ces derniers présentent une partie supérieure qui est soit en pente, soit plate. Sur les côtés est et ouest, des contreforts à toit plat sont relayés par d'autres à toit en pente. Le côté sud, flanqué aux deux extrémités de deux tours d'angle carrées dont celle du sud-ouest est ornée d'une colonne angulaire en marbre blanc, présente des contreforts à toit plat répartis à intervalles réguliers, alors que ceux du côté nord sont uniquement à toit en pente. Les contreforts des côtés est et ouest sont généralement plus massifs et plus saillants que ceux des côtés nord et sud. De dimensions diverses, les contreforts ne sont pas tous de la même époque ; les plus anciens, construits en brique, reposent sur des socles en pierre de taille.
Les contreforts à toit plat, en particulier ceux de la façade méridionale qui datent du IXe siècle, sont antérieurs aux contreforts à toit en pente ajoutés à partir du XIIIe siècle. Plus qu'à une vocation défensive, les contreforts et les tours pleines servent davantage à renforcer la stabilité de la mosquée élevée sur un sol sujet au tassement ; d'ailleurs plusieurs banquettes de briques, dont la hauteur varie de 1,6 à 1,7 mètre et dont la profondeur peut atteindre quatre à cinq mètres, se trouvent à la base des murs et contribuent également à assurer leur solidité.
Bien qu'ayant une apparence sévère, les façades de l'enveloppe murale, scandées de puissants contreforts et d'imposants porches, dont certains sont surmontés de coupoles, confèrent au sanctuaire un aspect jugé saisissant et plein de grandeur,.

Vues extérieures de la mosquée
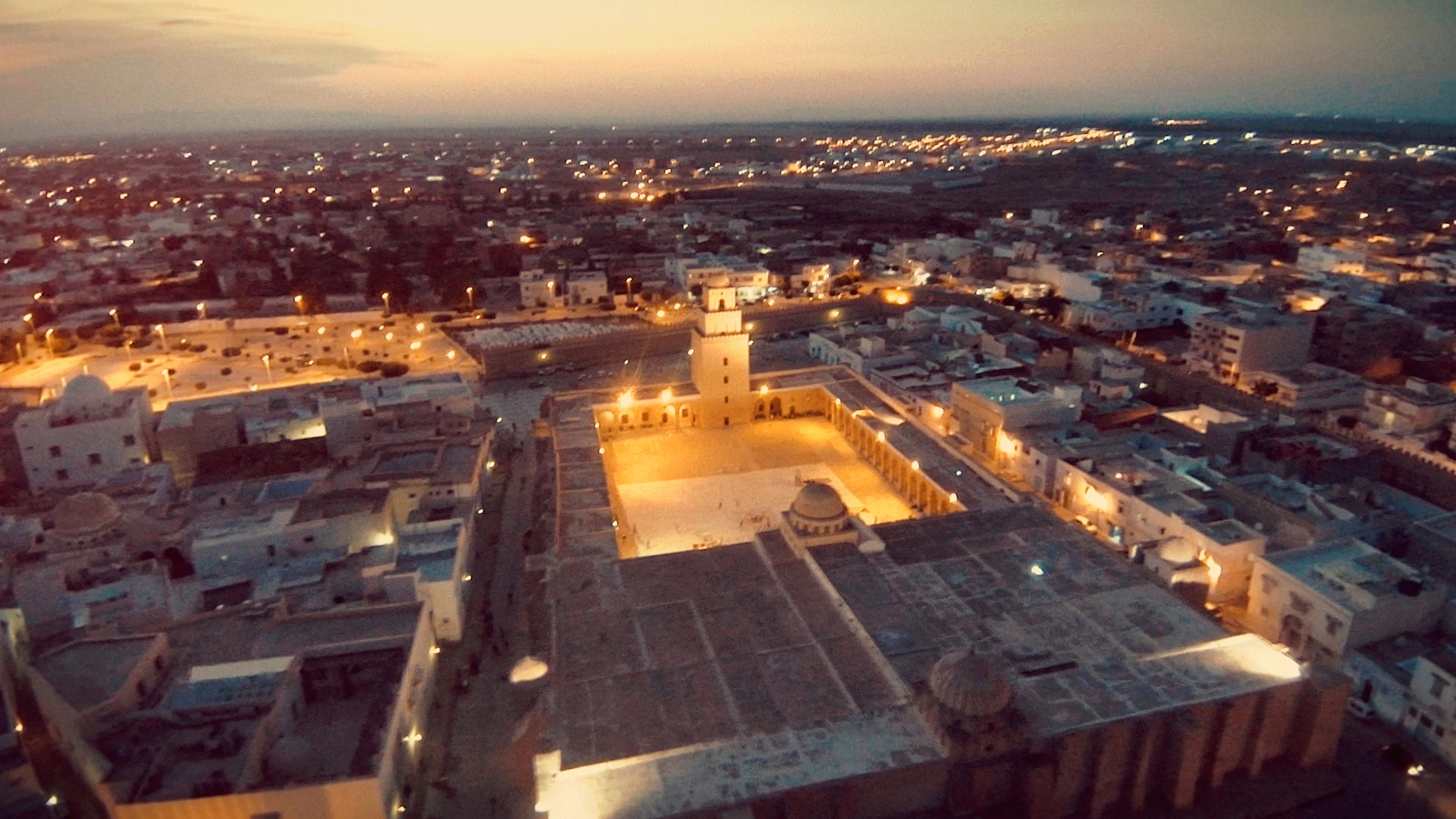
Vue aérienne nocturne de la grande mosquée de Kairouan. Ce monument se présente sous la forme d'un quadrilatère irrégulier aux vastes proportions.
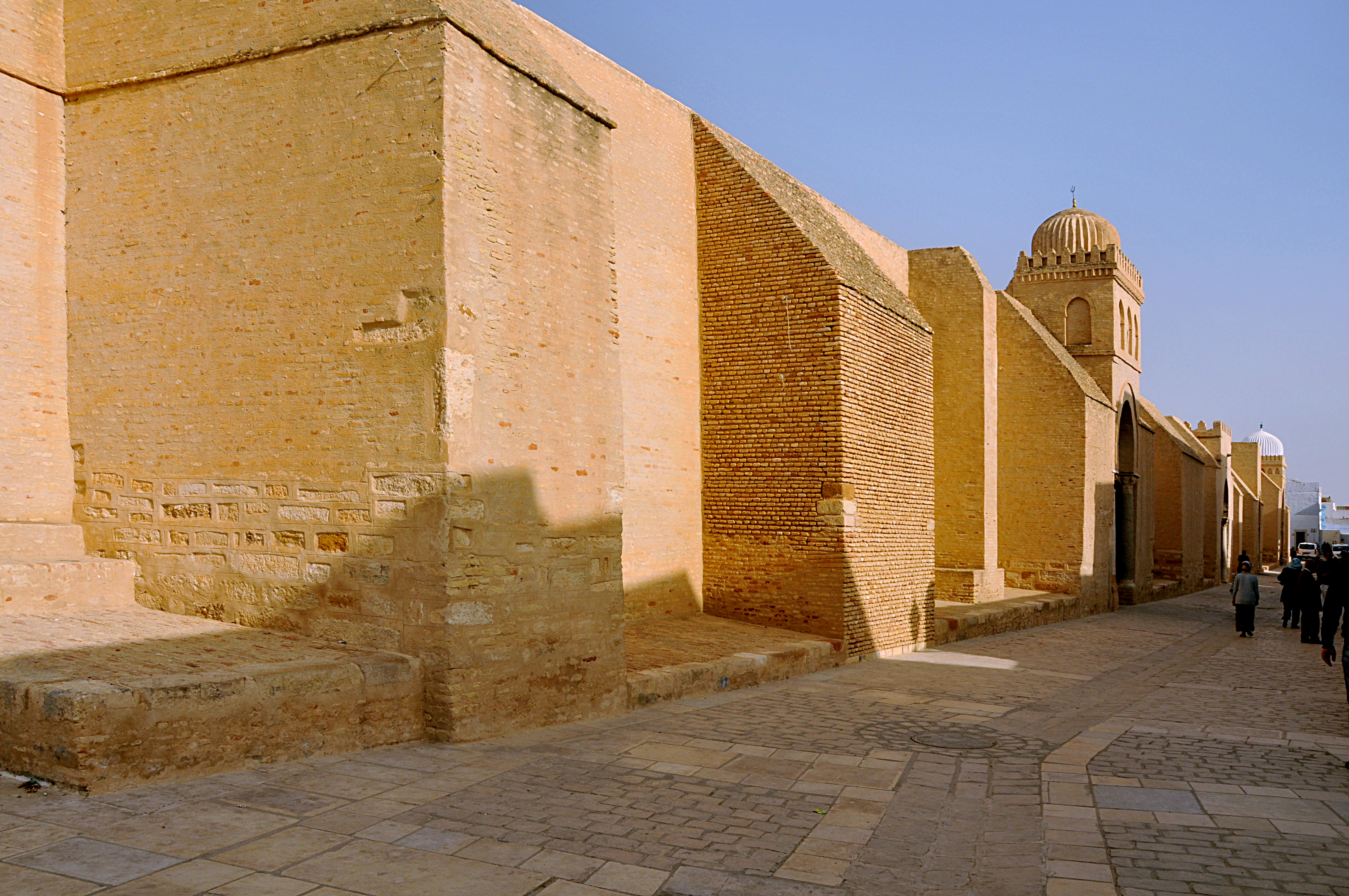
Mur et contreforts de la façade occidentale de la mosquée. Des banquettes de briques se trouvent à la base du mur, notamment entre les contreforts.
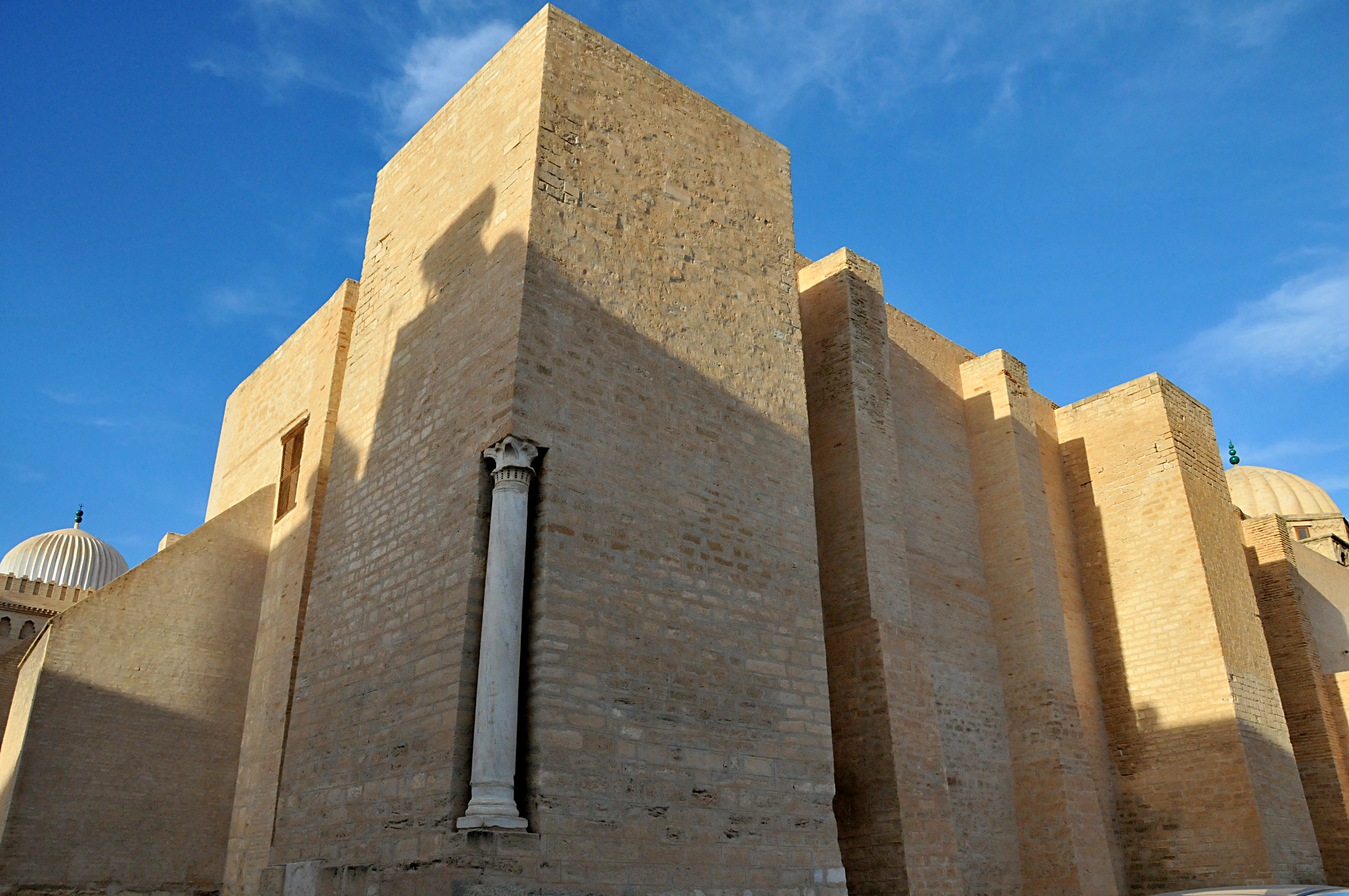
Vue de la tour d'angle sud-ouest en grande partie en pierres de petit appareil. Elle est ornée d'une colonne angulaire en marbre blanc.
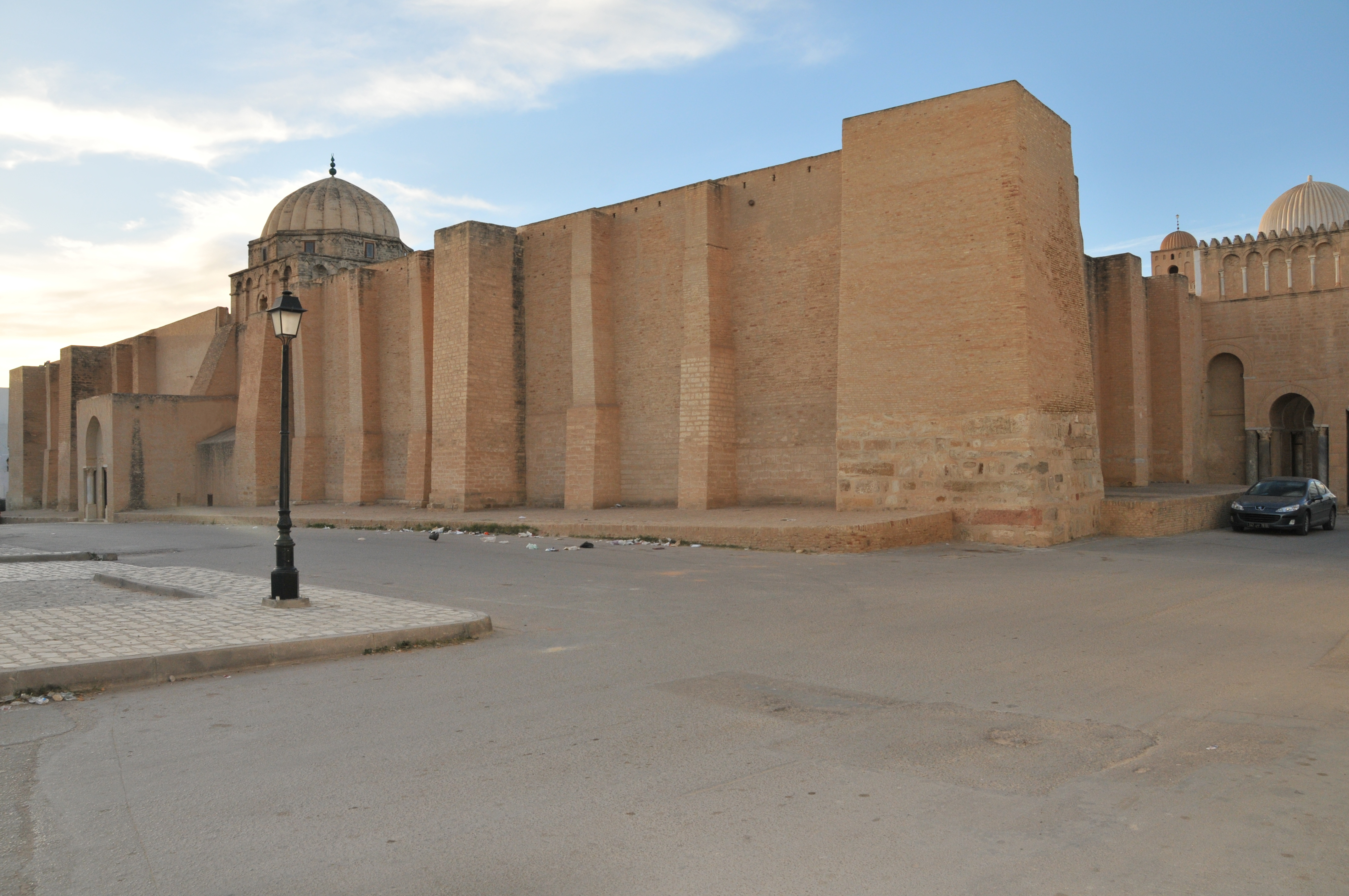
Vue de la façade sud, scandée de contreforts à toit plat. À droite : la tour d'angle sud-est dont les premières assises sont en grand appareil.
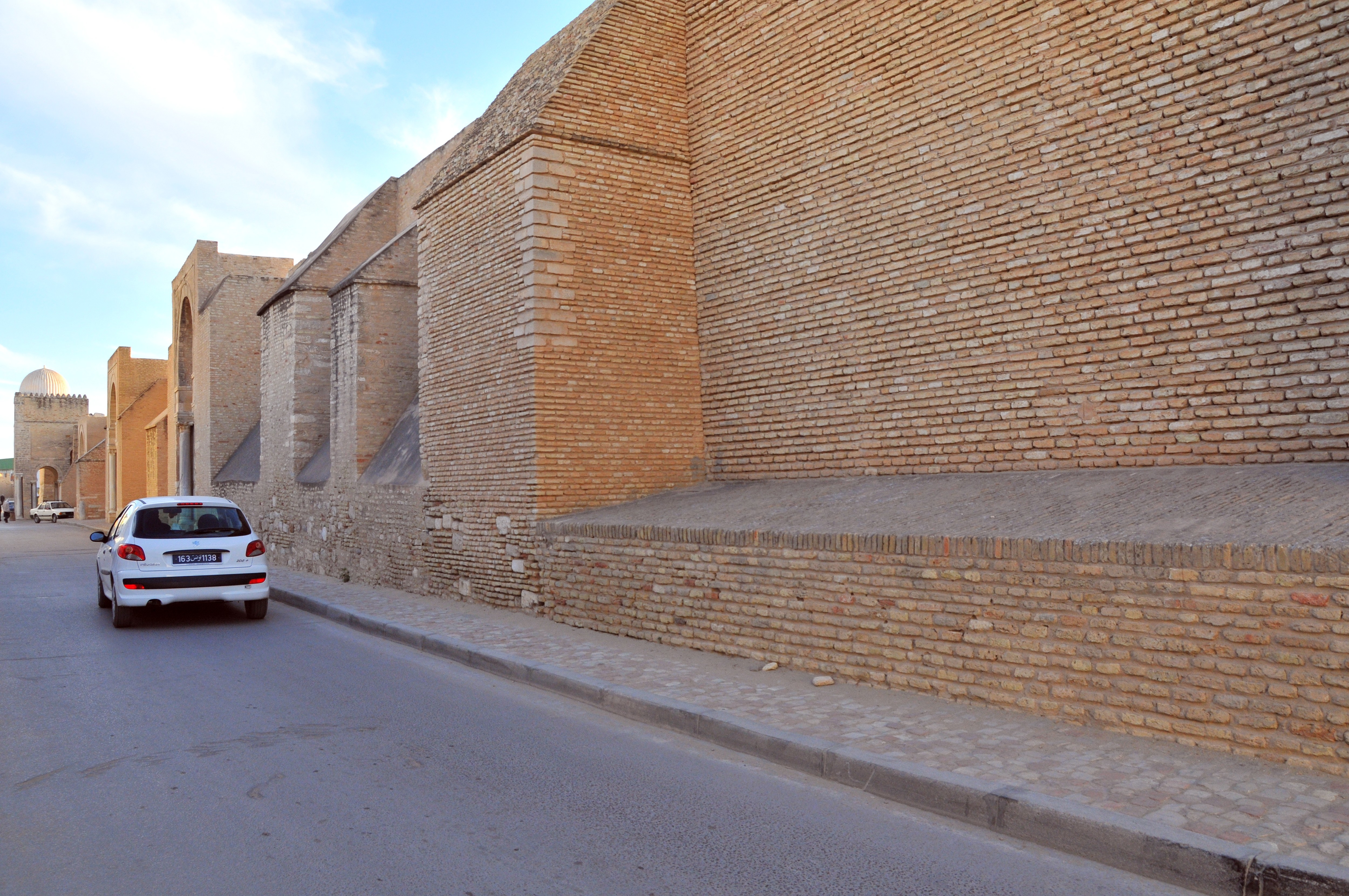
Mur et contreforts à toit en pente, faits d'assises de briques, de l'extrémité nord de la façade orientale de la mosquée.
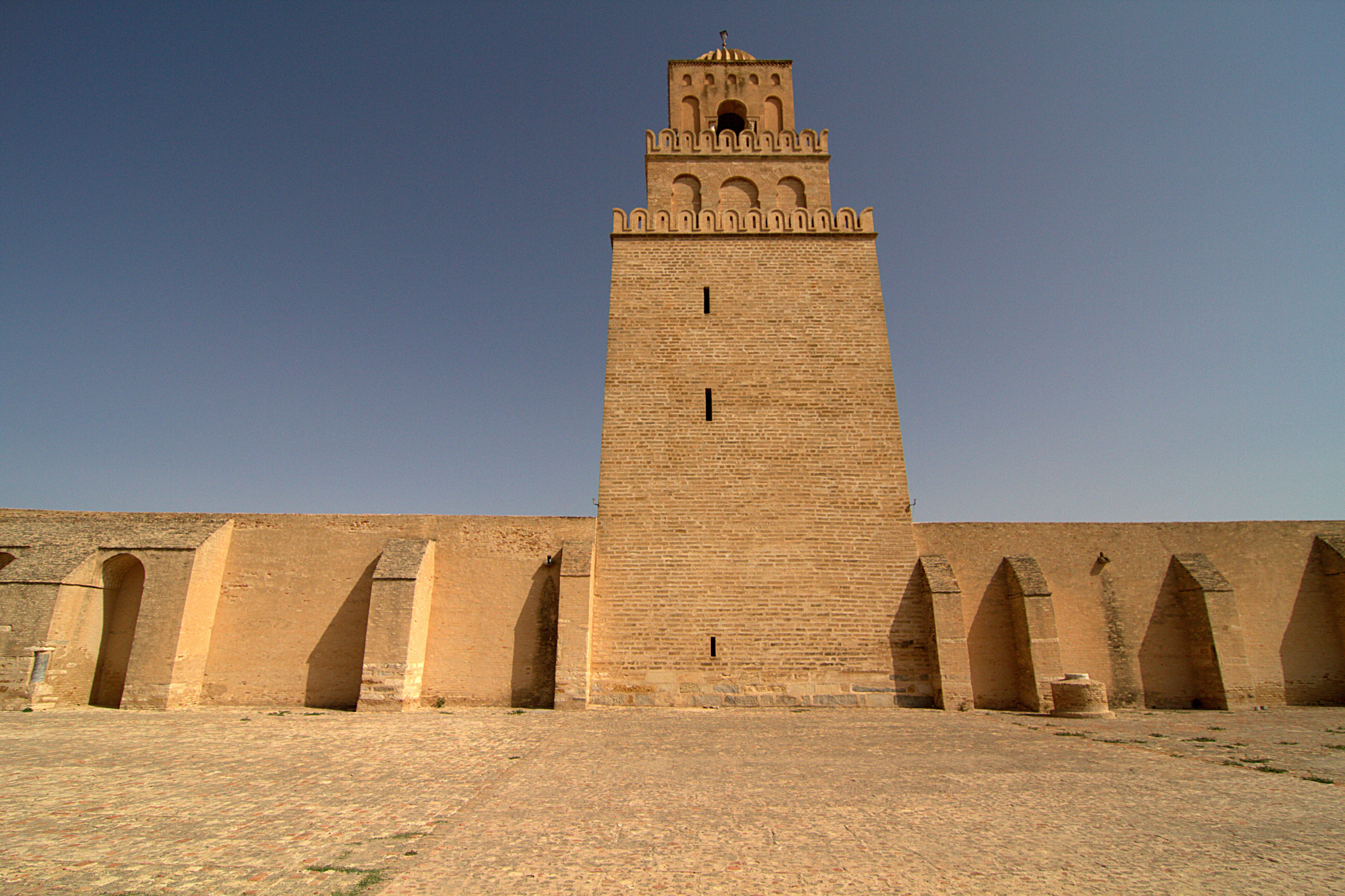
Gros plan sur la façade nord de l'édifice. Au milieu du mur, pourvu de contreforts à toit en pente, se dresse l'imposant minaret crénelé.

## Histoire

### Évolutions

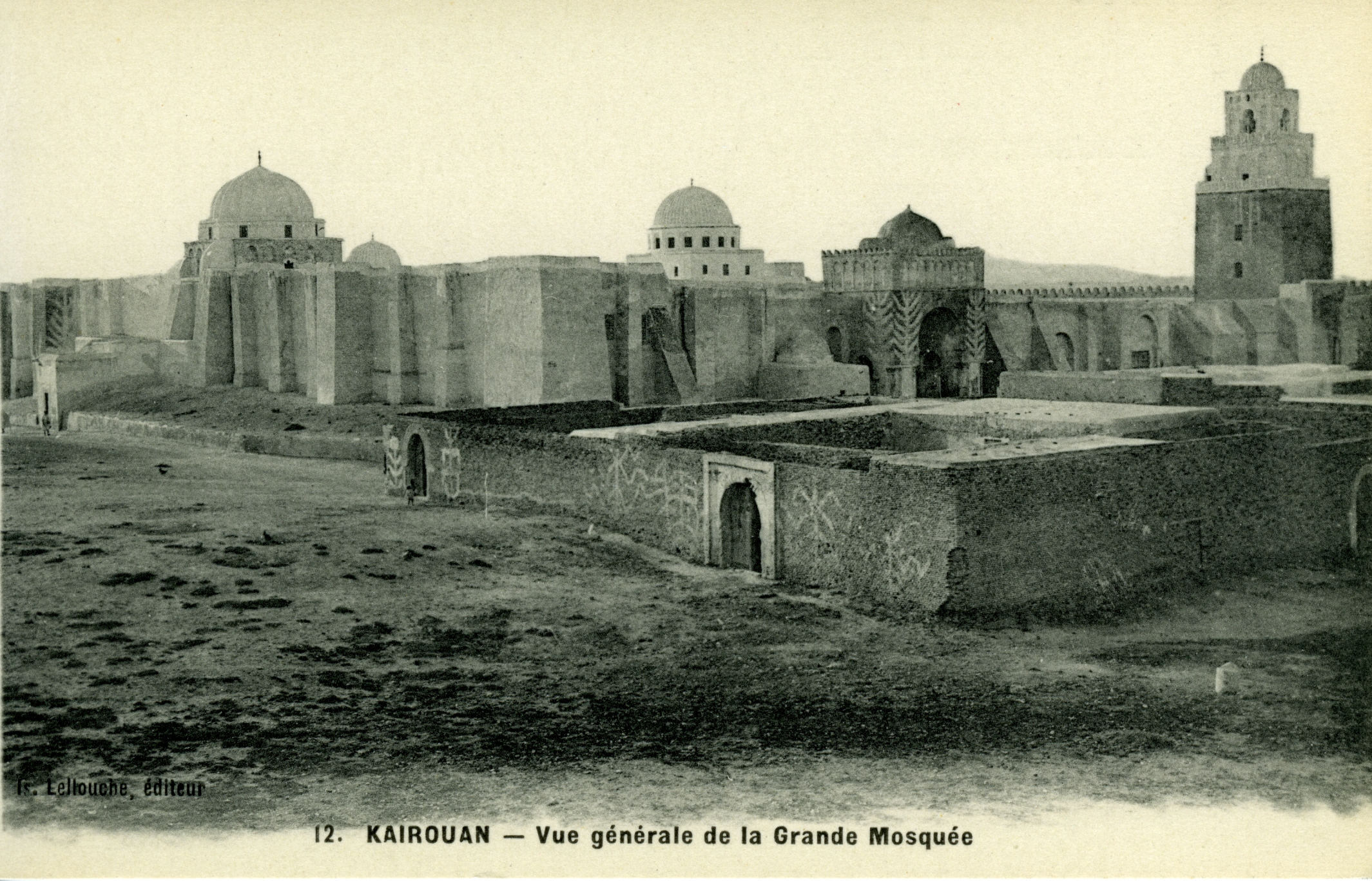
Vue de la grande mosquée de Kairouan au début du XXe siècle.

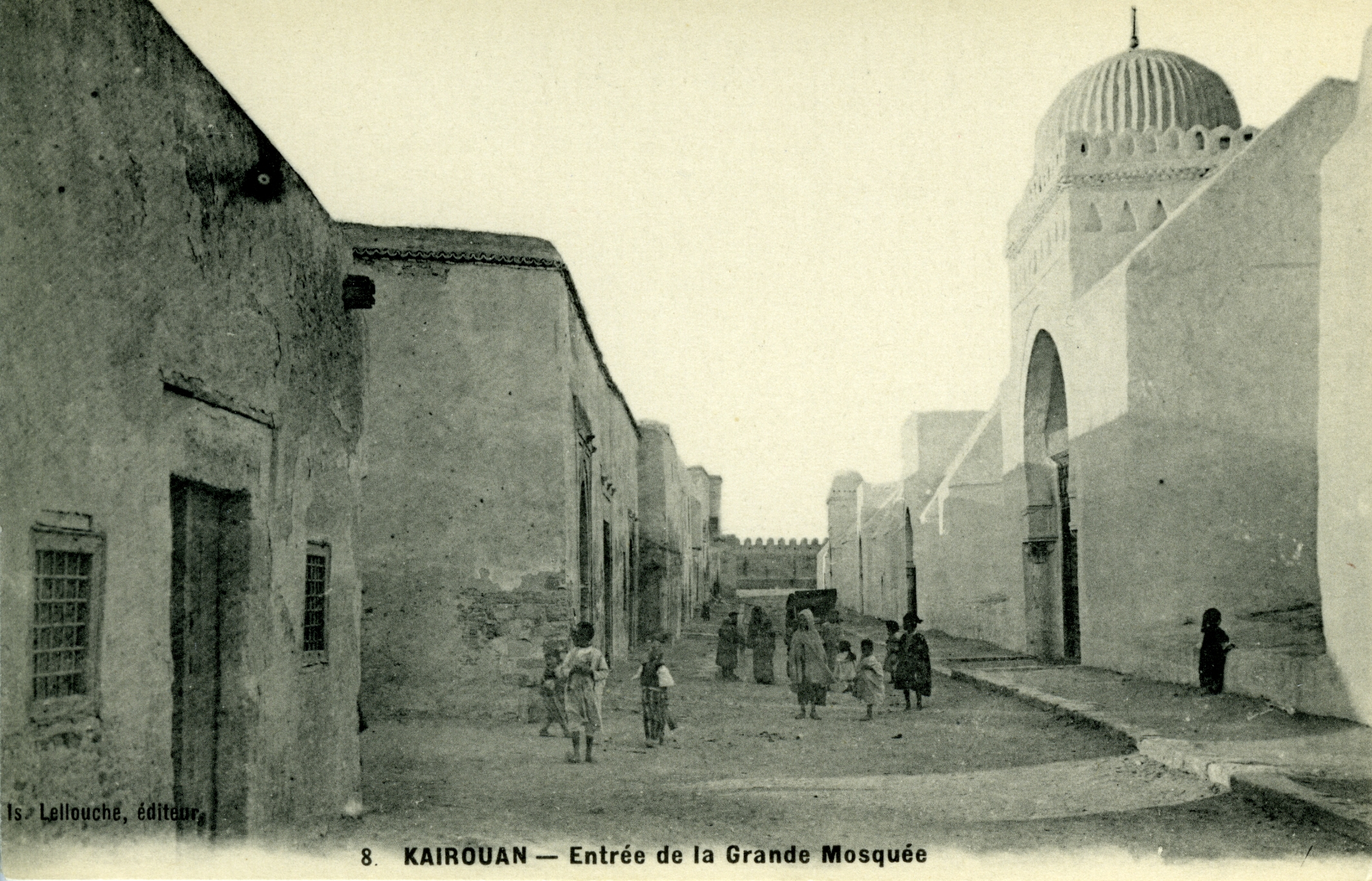
Vue de la façade occidentale de la mosquée au début du XXe siècle.

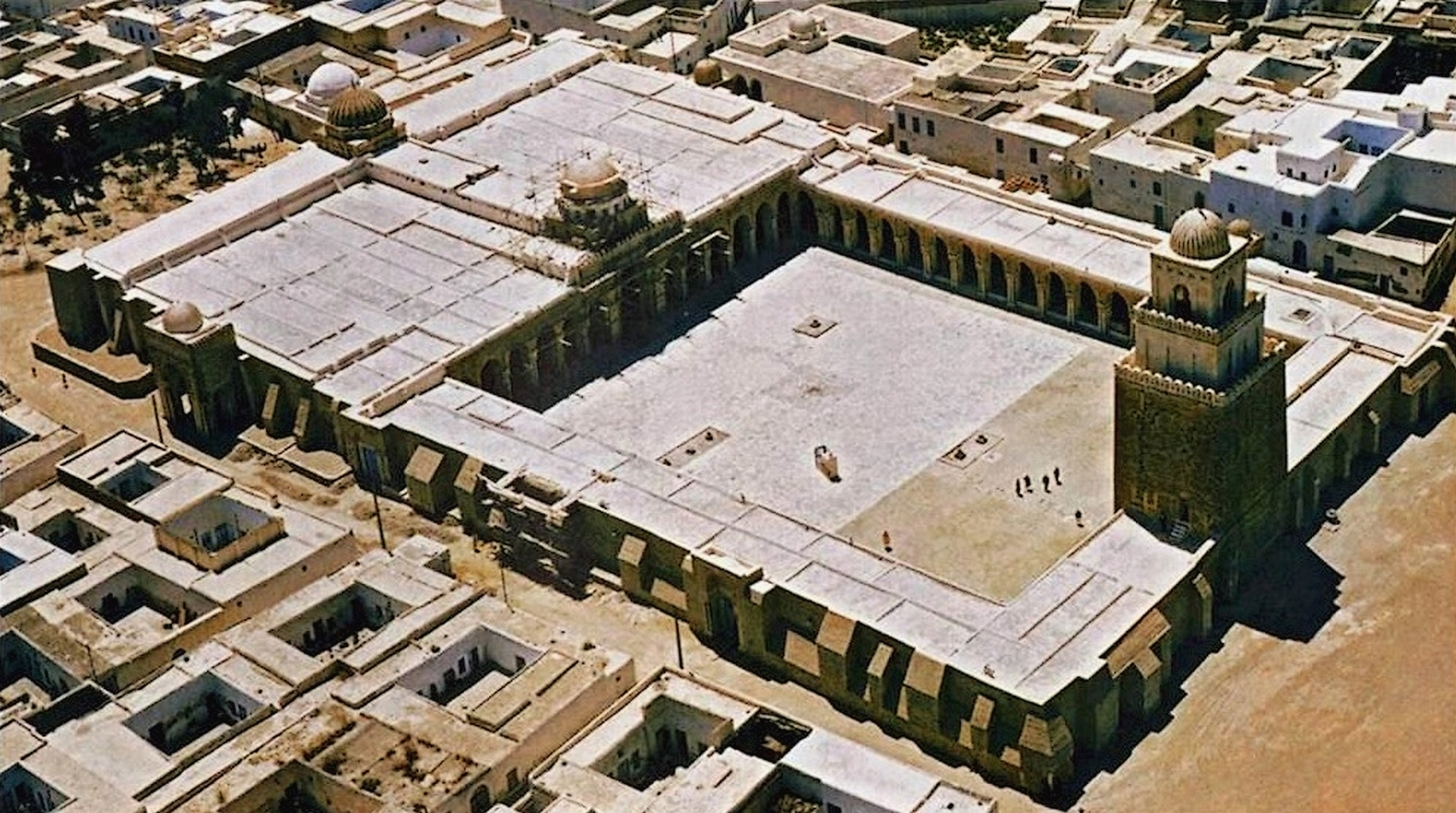
Vue aérienne de la mosquée en 1964, faisant l'objet de travaux de restauration.

Lors de la fondation de Kairouan en 670, le général et conquérant arabe Oqba Ibn Nafi (lui-même fondateur de la ville) choisit l'emplacement de sa mosquée au centre de la cité, à proximité du siège du gouverneur. Ce lieu de culte initial est élevé entre 670 et 675,. Peu de temps après sa construction, la mosquée ne semble pas avoir souffert, entre 683 et 686, durant l'occupation éphémère de Kairouan par les Berbères menés par Koceïla,,. Par la suite, elle est reconstruite par le général ghassanide Hassan Ibn Numan en 703,.
Avec l'accroissement progressif de la population de Kairouan et devant l'augmentation conséquente du nombre de fidèles, la mosquée ne suffisant plus à les contenir, Hicham, calife omeyyade de Damas, fait effectuer par l'intermédiaire de son gouverneur Bichr Ibn Safwan de nombreux travaux d'aménagement dans la ville. Ces derniers incluent la rénovation et l'élargissement de la mosquée aux alentours des années 724-728. En vue de son agrandissement, il procède, d'abord, à l'achat de terrains voisins appartenant au Banu Fihr, clan quraychite dont son plus illustre représentant est Oqba Ibn Nafi. Il fait ensuite abattre puis reconstruire la mosquée à l'exception de son mihrab ; c'est sous son égide que débute l'édification du minaret,. En 774, une nouvelle reconstruction accompagnée de remaniements et d'embellissements, a lieu sous la direction du gouverneur abbasside Yazid Ibn Hâtim,.
Sous le règne des souverains aghlabides, Kairouan est à son apogée et la mosquée profite de cette période de calme et de prospérité. En 836, Ziadet Allah Ier (817-838) fait reconstruire à nouveau, et pour la dernière fois, la mosquée ; c'est à cette époque que l'édifice acquiert, tout au moins dans sa globalité, l'aspect qu'on lui connaît aujourd'hui,. Cette campagne de reconstruction, dont le coût s'élève à 86 000 mithqals d'or (un mithqal équivalant à 4,25 grammes),,, comprend, entre autres, la réédification de la salle de prière, qui compte désormais dix-sept nefs, ainsi que l'érection de la coupole côtelée sur trompes en coquille du mihrab,. Vers 862-863, Abou Ibrahim Ahmed (856-863) agrandit la salle de prière en prolongeant les dix-sept nefs de quatre travées supplémentaires vers le nord. Il fait précéder cette dernière d'un portique (le portique sud de la cour) d'une profondeur de deux travées, et lui ajoute une coupole le surmontant en son milieu. Par ailleurs, Abou Ibrahim Ahmed contribue notablement à l'embellissement de la mosquée en la dotant d'un remarquable minbar en bois finement sculpté et en faisant redécorer le mihrab avec l'emploi, notamment, de carreaux de céramique à reflets métalliques. En 875, Ibrahim II construit encore, aux dépens de la cour, les autres portiques ; celle-ci est amputée sur les trois côtés nord, est et ouest par des galeries doubles. Cette dernière phase de travaux ne fait pas l'unanimité, car la construction de l'ensemble des portiques encadrant la cour est également attribuée à Abou Ibrahim Ahmed,.
L'état actuel de la mosquée remonte donc au IXe siècle, au règne des Aghlabides, à l'exception de quelques restaurations partielles et de quelques adjonctions postérieures effectuées vers la fin du premier quart du XIe siècle sous la domination des Zirides, en 1248 et 1293-1294 sous le règne des Hafsides,, en 1618 à l'époque des beys mouradites, au XVIIIe siècle ainsi qu'au premier tiers du XIXe siècle durant la période des beys husseinites, à la fin du XIXe siècle et au début du XXe siècle. Au cours du XXe siècle, plusieurs actions de conservation et de restauration sont effectuées, d'abord entre 1910 et 1920 par le Service des antiquités et des arts de la Régence, puis lors de la première moitié des années 1960, notamment, en 1964-1965 par la direction des monuments historiques de l'Institut national d'archéologie et d'art,.
En 1967, des travaux de restauration de grande ampleur, étalés sur cinq ans, sont lancés sur l'ensemble du monument. Ces derniers, menés par la direction des monuments historiques de l'Institut national d'archéologie et d'art avec la collaboration des architectes italiens Riccardo Gizdulich et Paolo Donati, s'achèvent par une réouverture officielle de la mosquée, en présence de Habib Bourguiba, premier président de la République tunisienne, et de son homologue algérien Houari Boumédiène, lors de la célébration du Mouled de l'année 1972. L'édifice connaît, au milieu des années 1980, des travaux complémentaires de restauration qui concernent essentiellement les murs extérieurs et leurs contreforts, les plafonds de la salle de prière, ainsi que le minaret.

### Récits et témoignages

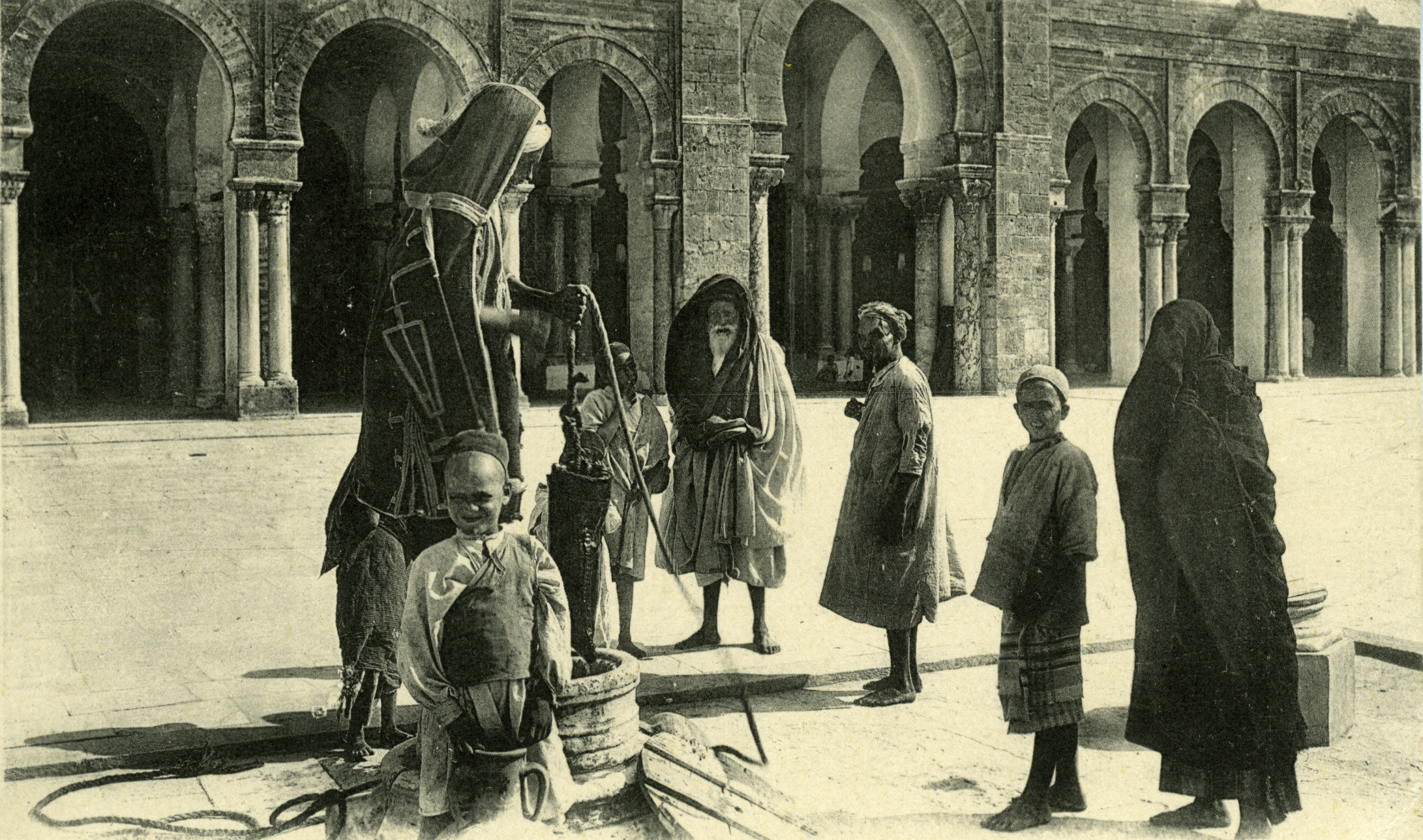
Pèlerins entourant la margelle d'une citerne située sous la cour, d'après une carte postale de 1900.

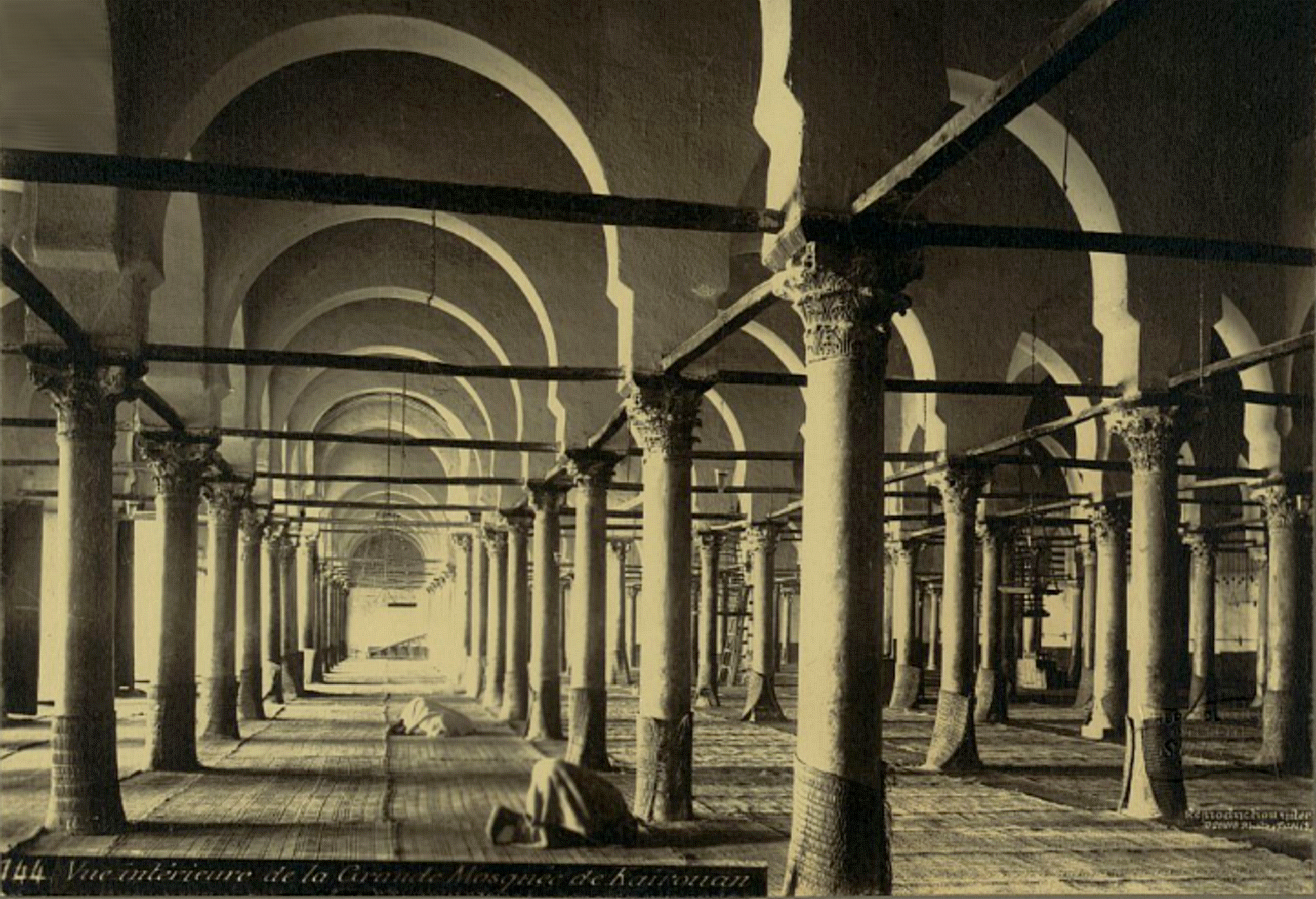
Vue intérieure de la salle de prière vers 1880.

Quelques siècles après sa fondation, la grande mosquée de Kairouan fait l'objet de nombreuses descriptions de la part d'historiens et de géographes arabes du Moyen Âge. Ces récits concernent principalement les différentes phases de construction et d'agrandissement du sanctuaire, ainsi que les apports successifs de nombreux princes au décor intérieur (mihrab, minbar, plafonds, etc.). Parmi les auteurs qui ont écrit sur le sujet, et dont les récits nous sont parvenus, figurent Al-Bakri (géographe et historien andalou mort en 1094 qui a consacré un récit suffisamment détaillé à l'histoire et à la description de la mosquée dans son ouvrage Description de l'Afrique septentrionale), Al-Nowaïri (historien égyptien mort en 1332) et Ibn Nagi (jurisconsulte et hagiographe kairouanais mort aux alentours de l'année 1435).
En se référant à un texte plus ancien d'Al-Tujibi (auteur kairouanais décédé en 1031), Ibn Naji donne, au sujet des ajouts et des embellissements apportés à l'édifice par le souverain aghlabide Abou Ibrahim Ahmed, le récit suivant : « Il construisit dans la mosquée de Kairouan la coupole qui se dresse à l'entrée de la nef centrale ainsi que les deux colonnades qui la flanquent des deux côtés, puis les galeries furent dallées par ses soins. Il fit ensuite le mihrab ». Soulignant le soin apporté par le prince à la décoration du mihrab, il ajoute que « l'émir donna au mihrab cette parure merveilleuse, employant le marbre, l'or et autres belles matières »,.
Par la suite, voyageurs, écrivains et poètes occidentaux passés par Kairouan laissent des témoignages parfois empreints de vive émotion voire d'admiration sur la mosquée. Dès le XVIIIe siècle, le médecin et naturaliste français Jean-André Peyssonnel, qui effectue un voyage d'études vers 1724, durant le règne du souverain Hussein Ier Bey, souligne la renommée de la mosquée comme un centre d'études religieuses et profanes réputé : « La grande mosquée est dédiée à Okba où il y a un célèbre collège où l'on va étudier des endroits les plus reculés de ce royaume : on y enseigne à lire et écrire la grammaire arabe, les lois et la religion. Il y a de grosses rentes pour l'entretien des professeurs ».

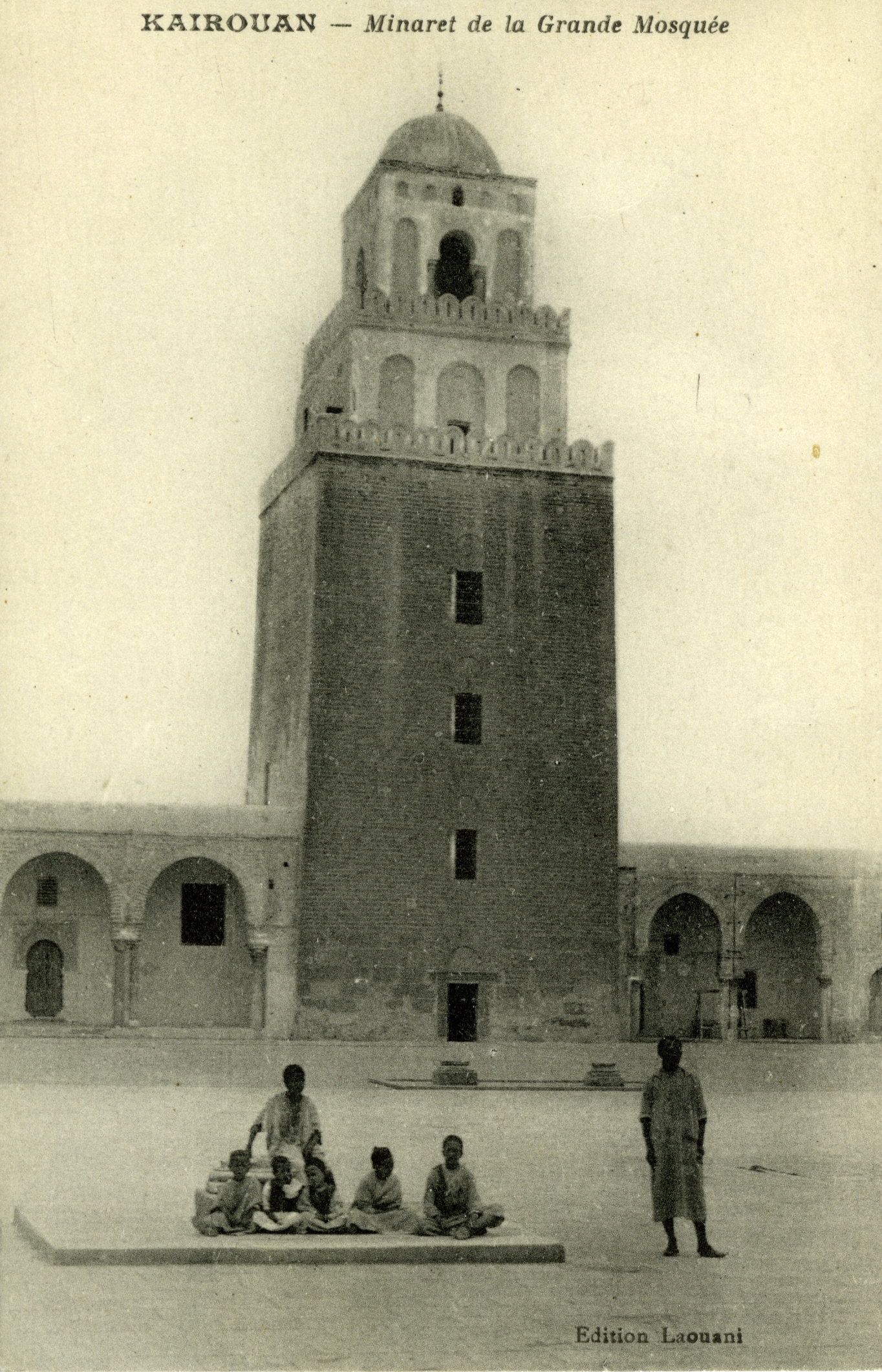
Minaret vu depuis la cour, aux alentours de 1900.

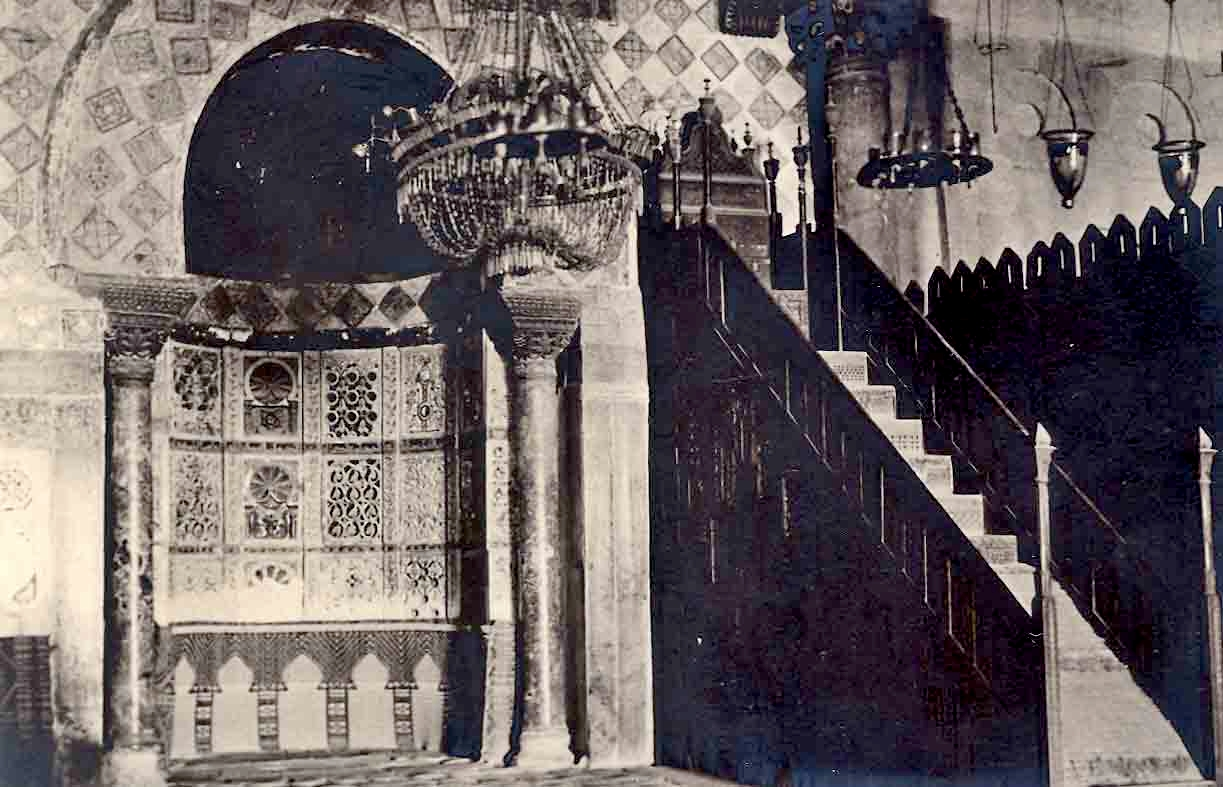
Carte postale de 1930 montrant le mihrab (niche) et, à sa droite, le minbar (chaire en forme d'escalier).

À la même époque, le voyageur et ecclésiastique anglais Thomas Shaw (1692-1751), qui parcourt la régence de Tunis et passe par Kairouan en 1727, décrit la mosquée comme celle « qui est réputée la plus magnifique et la plus sacrée de la Berbérie », mettant notamment en avant « un nombre presque incroyable de colonnes de granit ». À la fin du XIXe siècle, l'écrivain français Guy de Maupassant exprime, dans un récit de voyages intitulé La Vie errante, sa fascination pour l'architecture de la grande mosquée de Kairouan, qu'il considère « aussi parfaite et aussi magnifique que les plus pures conceptions des plus grands tailleurs de pierre », ainsi que son saisissement devant l'effet créé par ses innombrables colonnes : « L'harmonie unique de ce temple bas vient de la proportion et du nombre de ses fûts légers qui portent l'édifice, l'emplissent, le peuplent, le font ce qu'il est, créent sa grâce et sa grandeur. Leur multitude colorée donne à l'œil l'impression de l'illimité, tandis que l'étendue peu élevée de l'édifice donne à l'âme une sensation de pesanteur. Cela est vaste comme un monde… »,.
Concernant la grande variété des colonnes et de leurs chapiteaux, Maupassant note : « Le regard s'arrête, se perd dans cet emmêlement profond de minces piliers ronds d'une élégance irréprochable, dont toutes les nuances se mêlent et s'harmonisent, et dont les chapiteaux byzantins, de l'école africaine et de l'école orientale, sont d'un travail rare et d'une diversité infinie. Quelques-uns m'ont paru d'une beauté parfaite. Le plus original peut-être représente un palmier tordu par le vent ». Parmi les détails remarquables de la salle de prière, il relève à propos de la maqsura et du minbar :
« La chambre du sultan, qui entrait par une porte réservée, est faite d'une muraille en bois ouvragée comme par des ciseleurs. La chaire aussi, en panneaux curieusement fouillés, donne un effet très heureux » ; il dépeint le mihrab comme « une admirable niche de marbre sculpté, peint et doré, d'une décoration et d'un style exquis ». Au tout début du XXe siècle, le poète autrichien Rainer Maria Rilke, qui évoque la place de Kairouan dans l'histoire musulmane, décrit son admiration pour l'imposant minaret : 
« La ville est marquée par la grande mosquée. Jusqu'au XIe siècle, Kairouan fut un important centre islamique en Afrique du Nord. Existe-t-il un modèle plus beau que cette vieille tour, le minaret, encore conservé de l'architecture islamique ? Dans l'histoire de l'art, son minaret à trois étages est considéré comme un chef-d'œuvre et un modèle parmi les monuments les plus prestigieux de l'architecture musulmane. »

Photographies anciennes de la mosquée
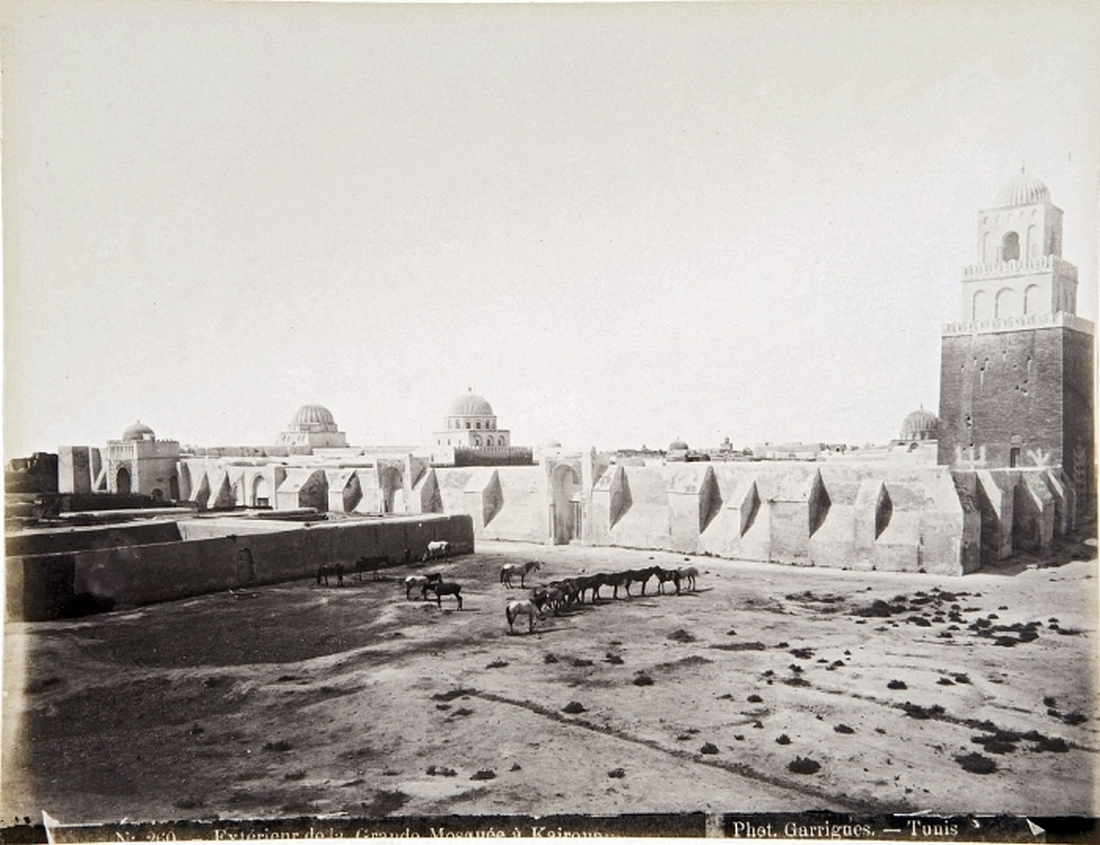
Vue générale de la grande mosquée de Kairouan vers 1880.
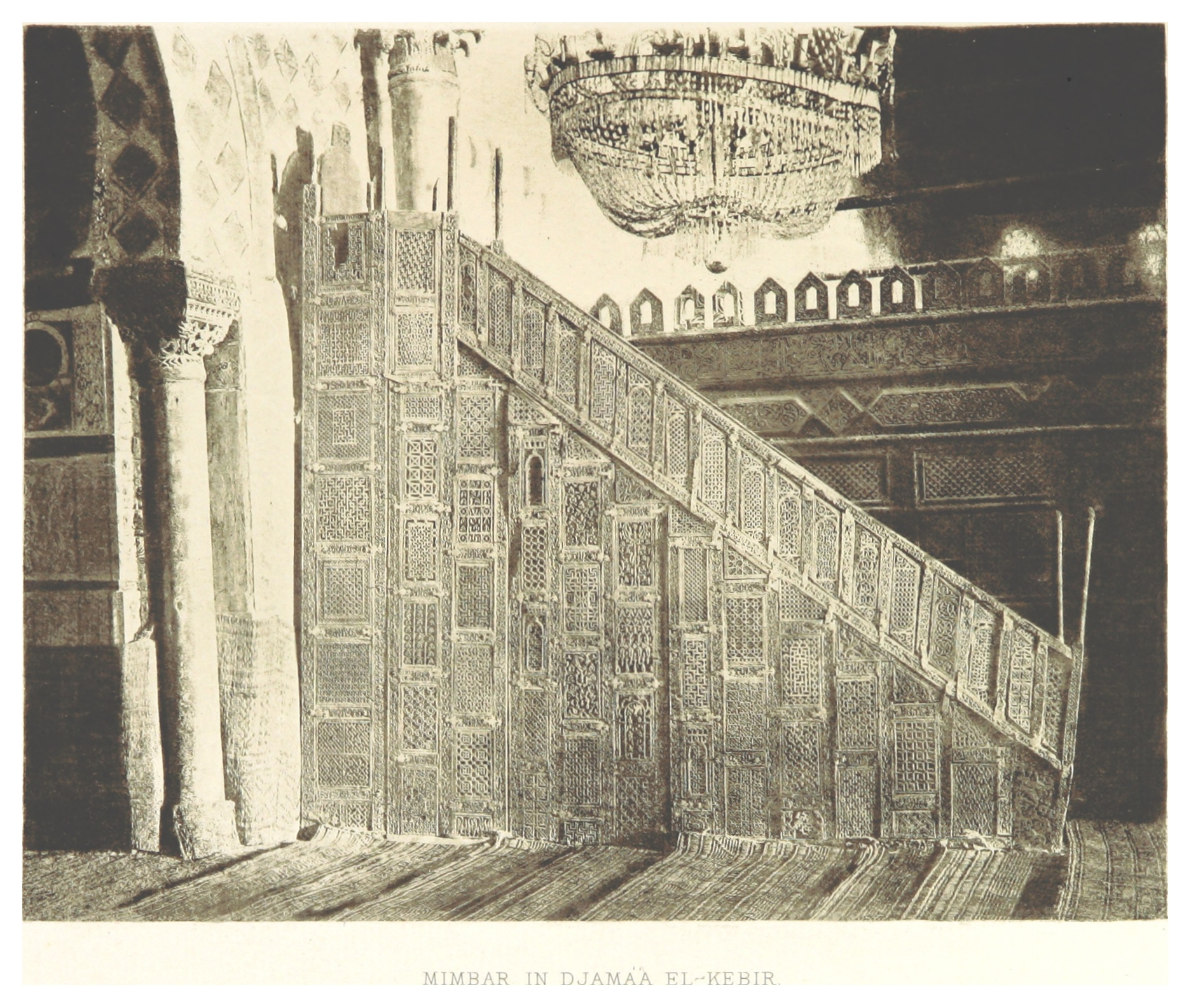
Gros plan sur le minbar avant sa restauration au début du XXe siècle, photographie extraite d'un ouvrage datant de 1887.
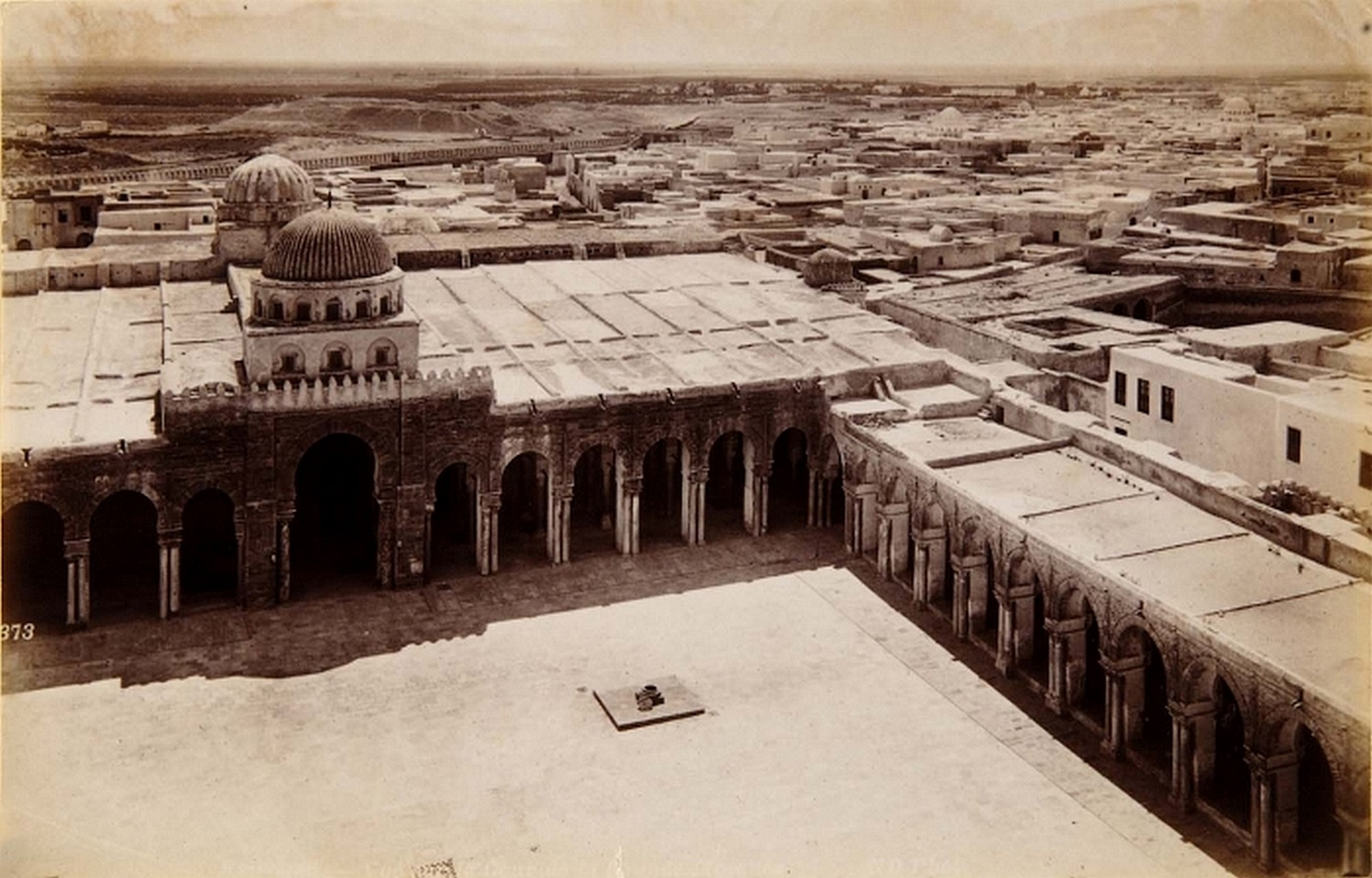
Vue montrant une partie de la cour, ainsi que le toit et les coupoles de la salle de prière (1890-1910).
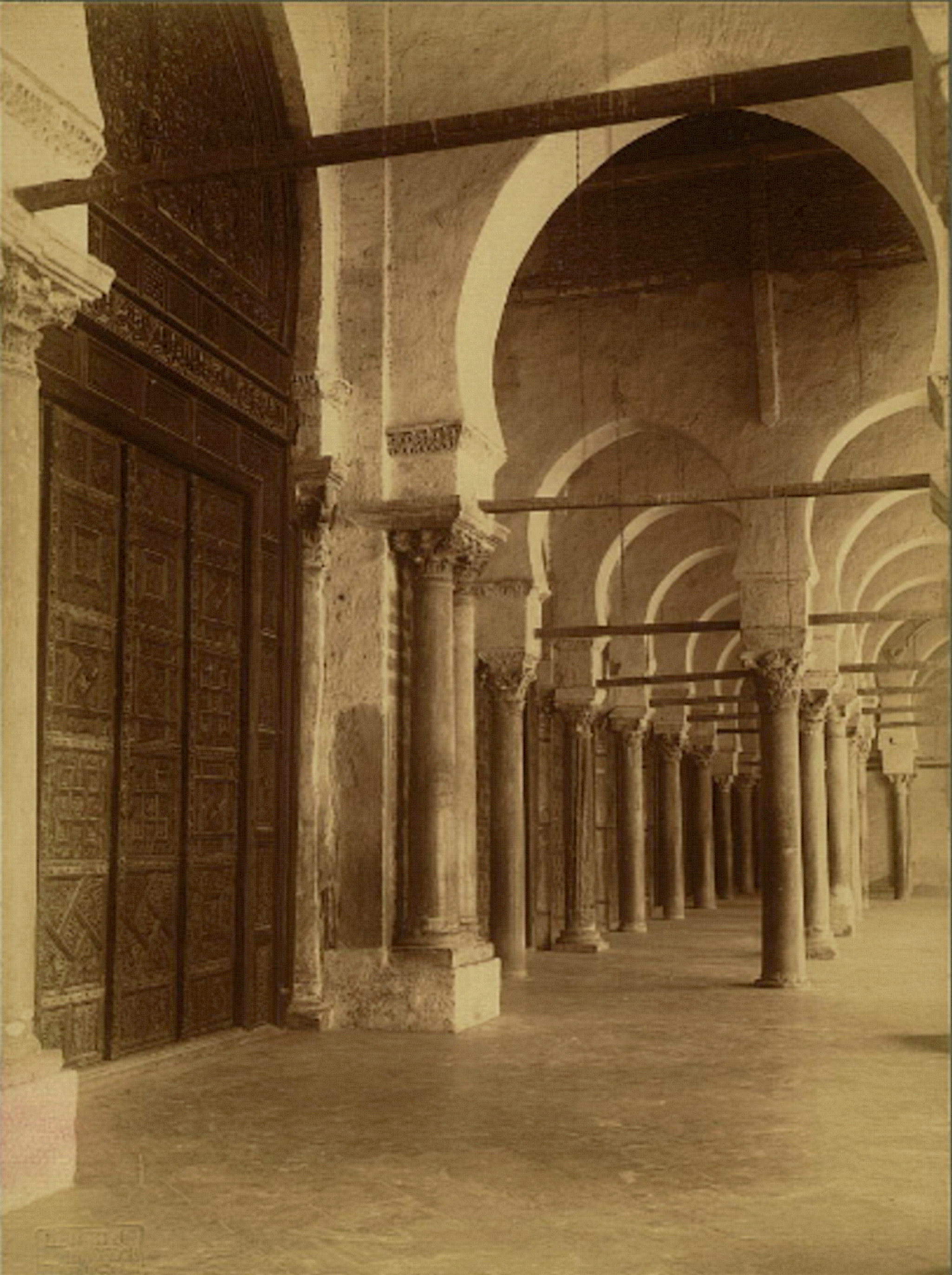
Vue datée de 1904, qui montre la grande porte centrale de la salle de prière et les arcades du portique qui la précède.
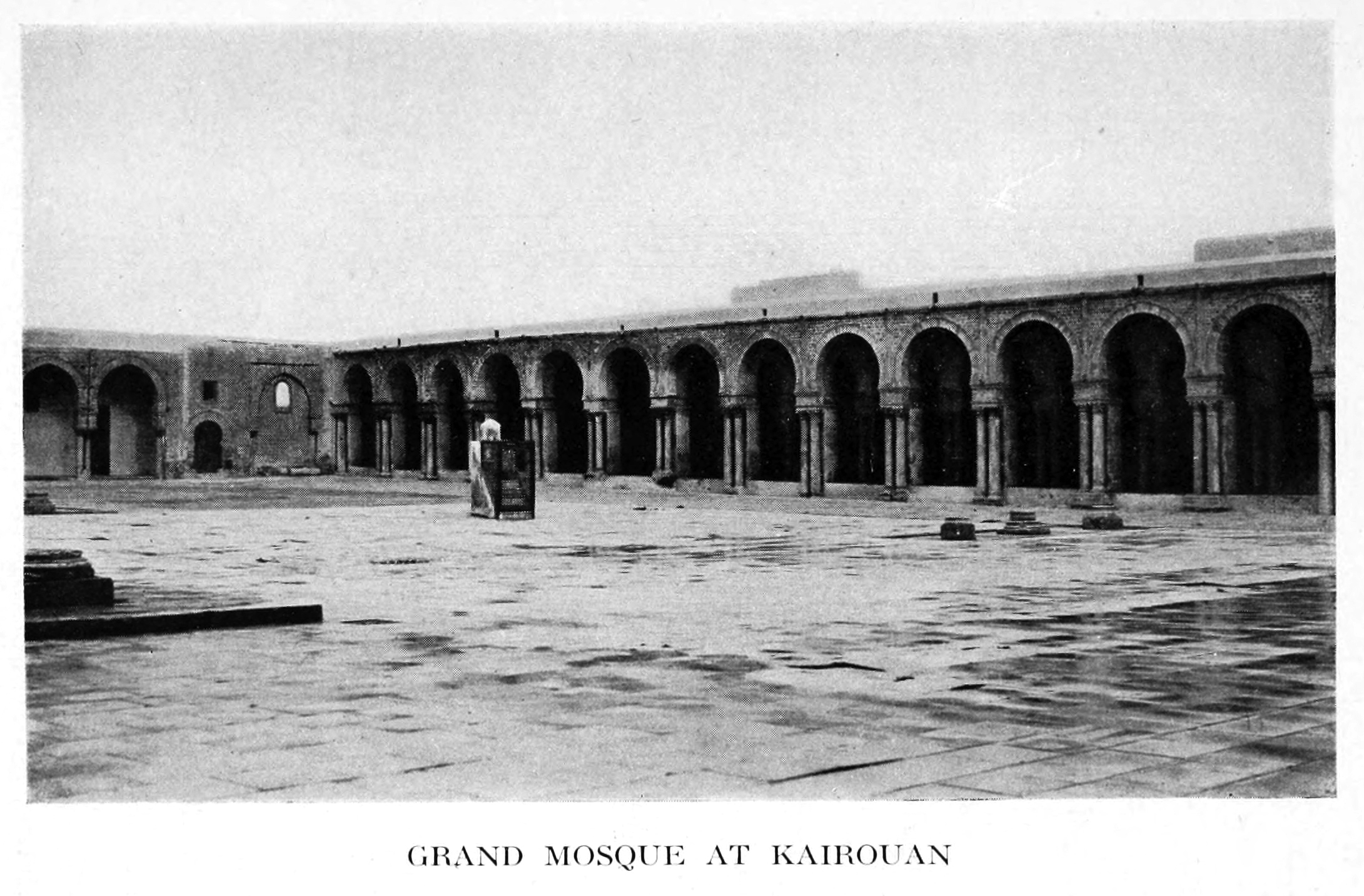
Vue partielle de la cour et de son portique oriental, photographie extraite d'un ouvrage datant de 1918.
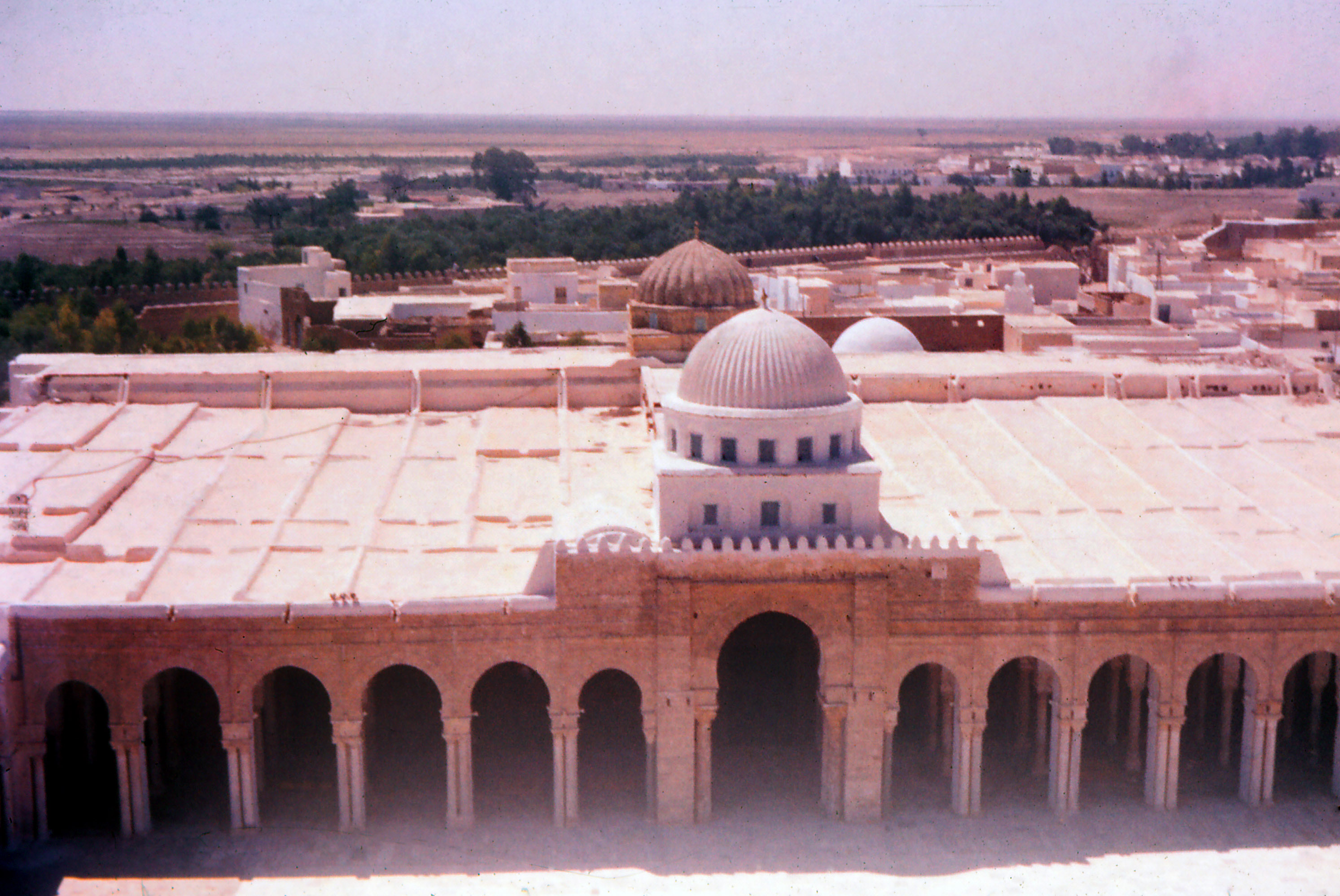
Vue datée de 1963, montrant la façade du portique méridional, précédant la salle de prière, ainsi que le toit et les coupoles de celle-ci.

## Architecture et ornements
La grande mosquée de Kairouan, d'une superficie totale de l'ordre de 9 000 m2, présente un plan en forme de quadrilatère irrégulier, approximativement trapézoïdal. Ses dimensions sont : 127,6 et 125,2 mètres pour les longs côtés, 78 et 72,7 mètres pour les petits côtés. Son périmètre est de 403,5 mètres.
| Plan d'architecte de la Grande Mosquée de Kairouan. | Schéma annoté de la Grande Mosquée de Kairouan, vue sous plusieurs angles. |

### Enceinte et porches

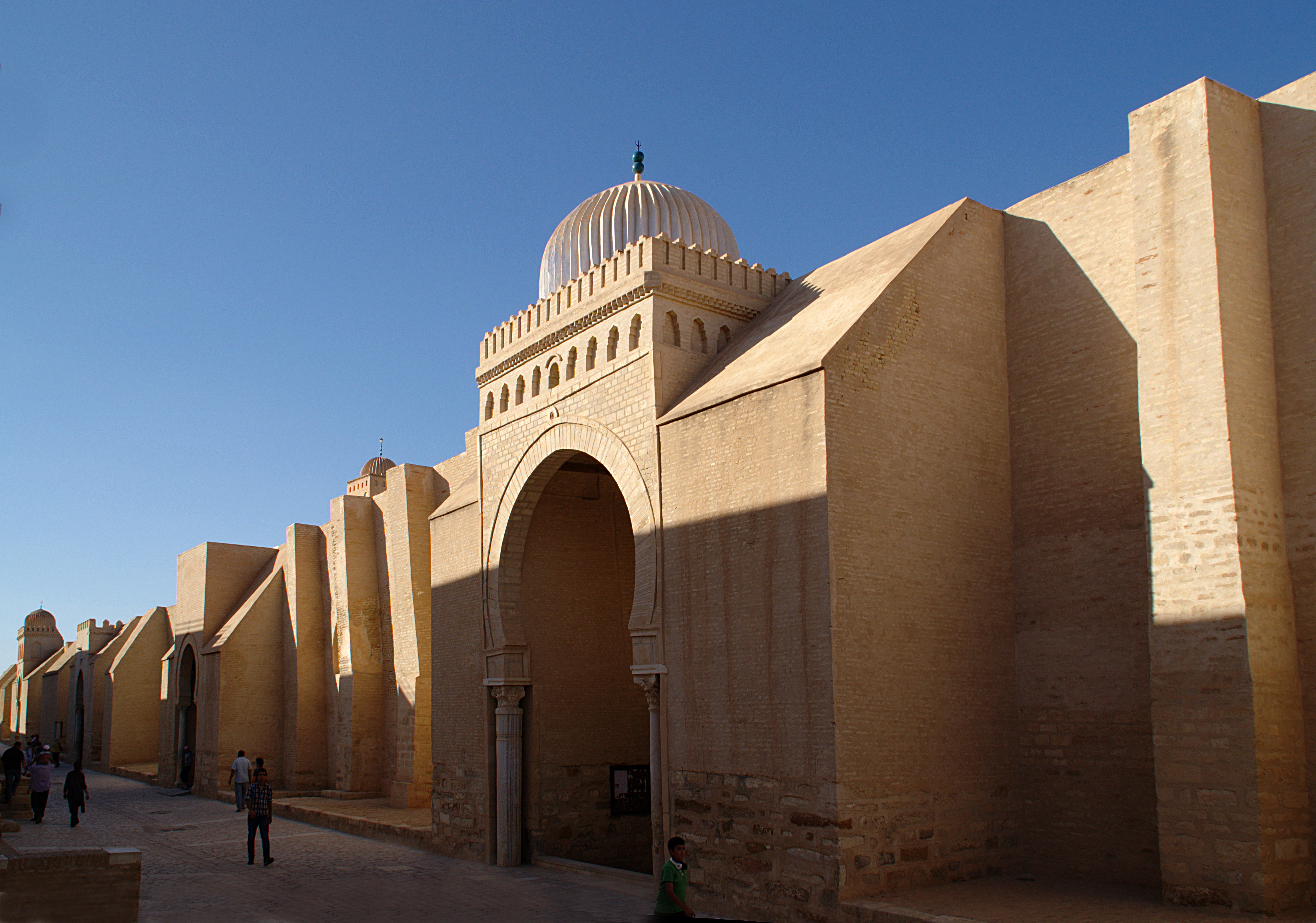
Porches et contreforts de la façade occidentale. Le porche de Bab al-Gharbi apparait coiffé d'une coupole blanche côtelée.

L'enceinte de la grande mosquée de Kairouan, dont les murs sont renforcés de contreforts de formes et de tailles différentes, est, de nos jours, percée de neuf portes : six ouvrant sur les portiques de la cour, deux ouvrant sur la salle de prière et une neuvième permet d'accéder à la salle de l'imam ainsi qu'à la maqsura. La répartition des portes se présente ainsi : quatre à chacune des façades occidentale et orientale, celle orientée au sud n'en comporte qu'une alors que la façade nord en est dépourvue. Certaines d'entre elles, comme c'est le cas de Bab al-Gharbi (Porte de l'ouest) située sur la façade occidentale, sont précédées de porches saillants flanqués de puissants contreforts et coiffés de coupoles côtelées reposant sur des tambours carrés qui portent aux angles des trompes à voussures,.

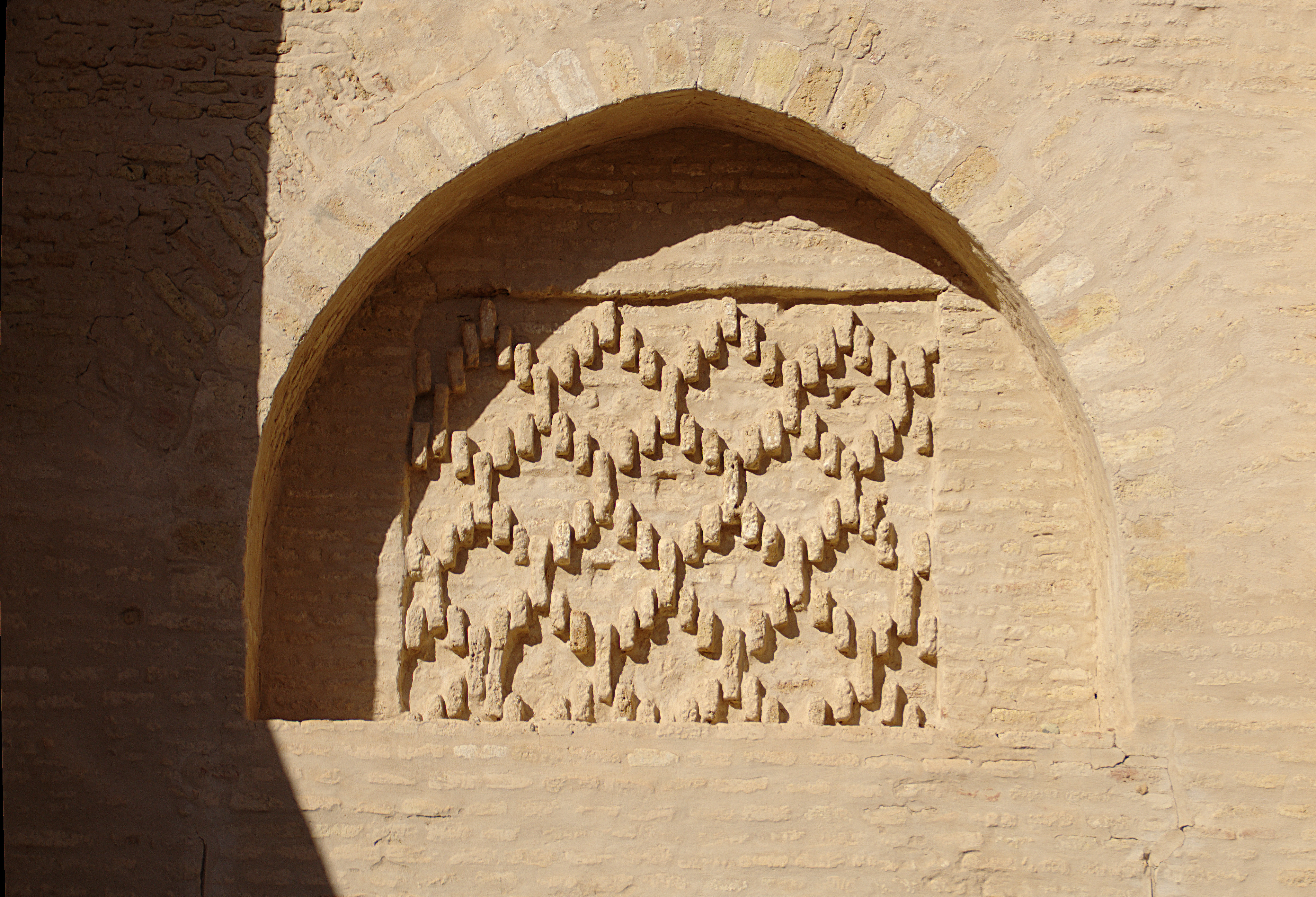
Gros plan sur une niche en arc brisé de la façade occidentale. L'arc est le vestige d'une ancienne porte murée.

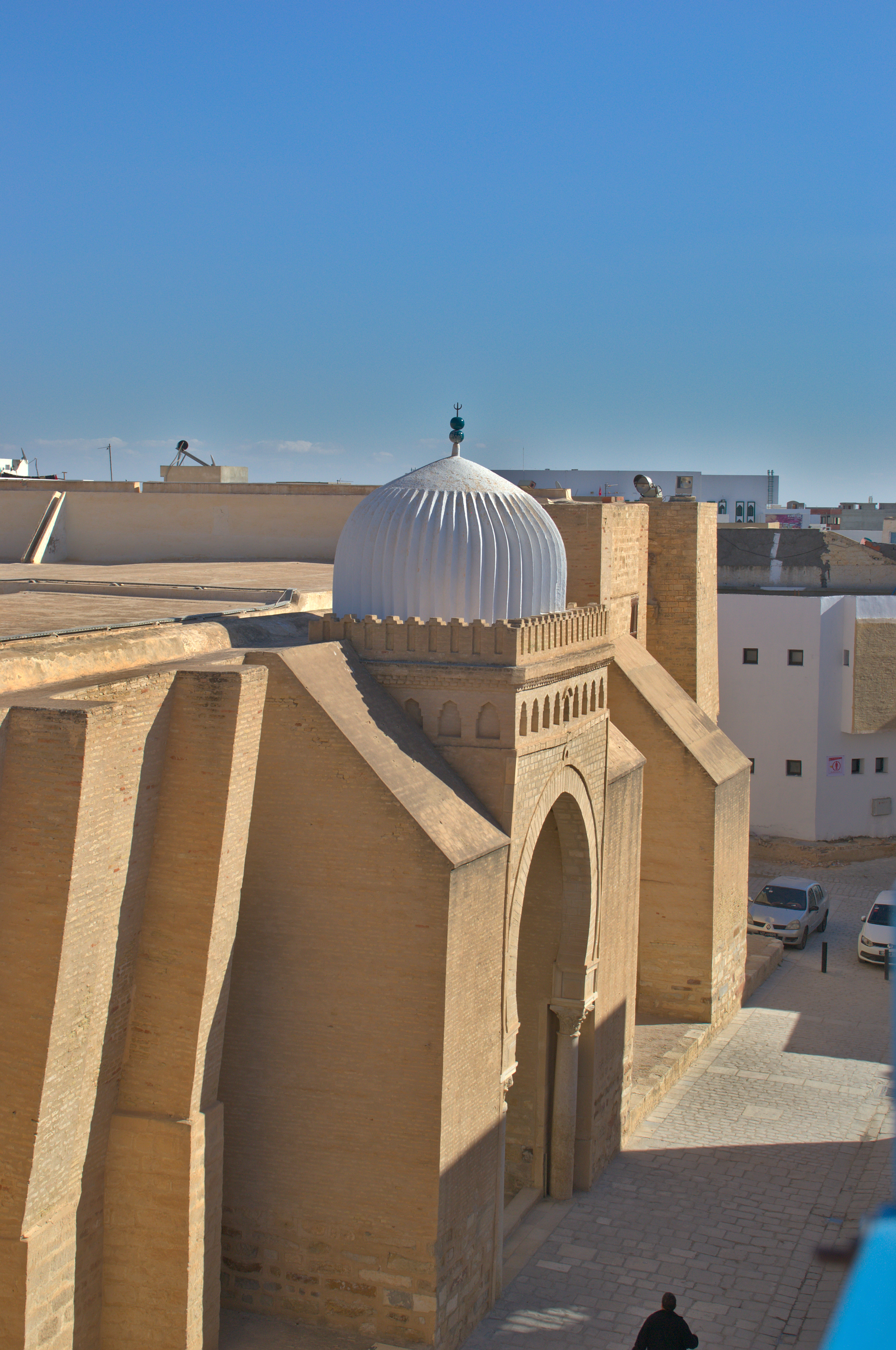
Vue de la coupole du porche de Bab al-Gharbi, premier porche depuis l'extrémité sud de la façade occidentale.

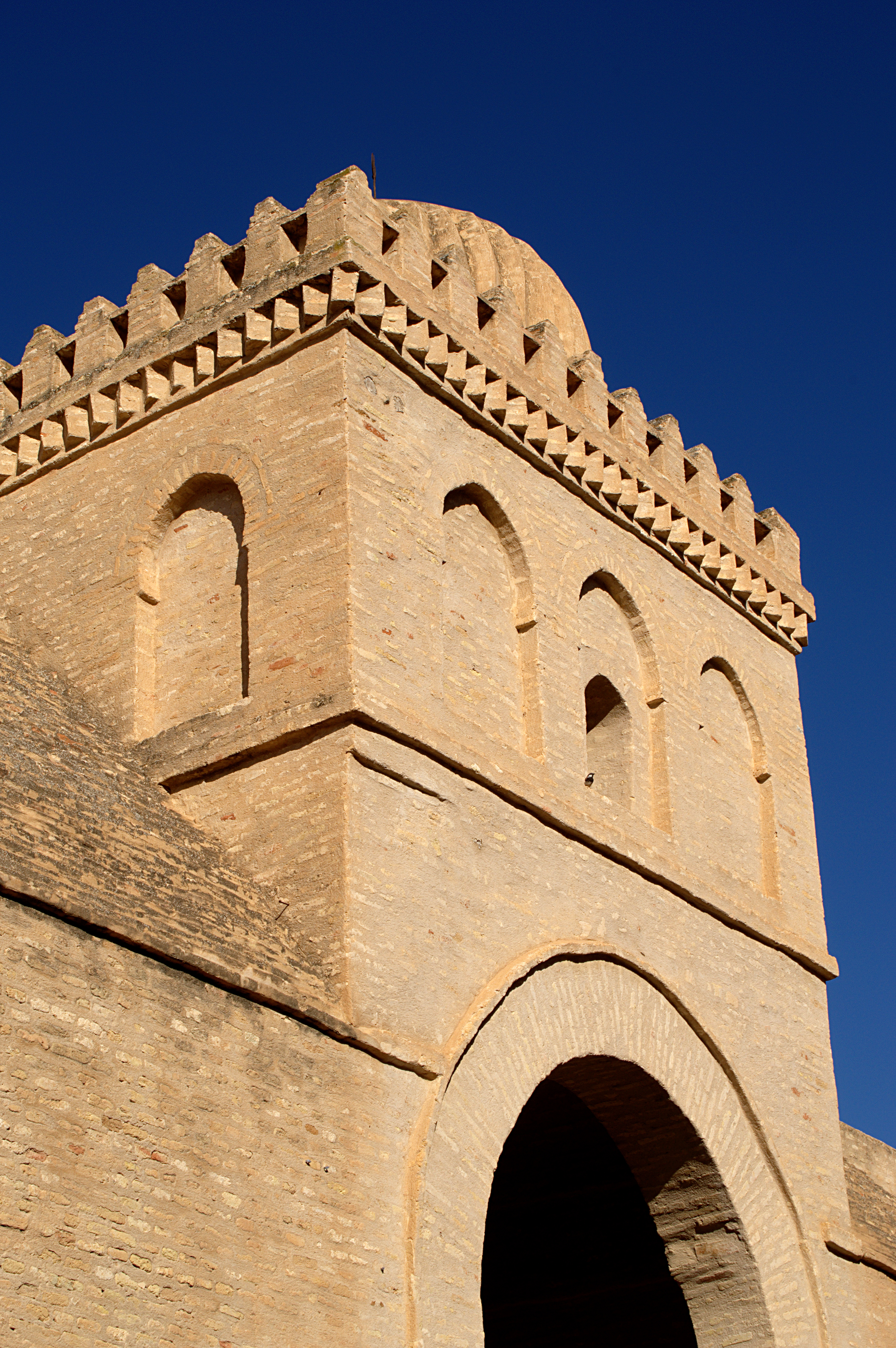
Partie supérieure du quatrième porche de la façade occidentale.

Cependant, les historiens et géographes arabes du Moyen Âge Al-Muqaddasi et Al-Bakri ont mentionné l'existence, autour des Xe – XIe siècles, d'une dizaine de portes nommées différemment de celles d'aujourd'hui : Bab as-Simat qui donne sur l'artère principale de Kairouan, Bab as-Sarrafin (porte des échangeurs), Bab al-Rahadina (porte des marchands d'étoffe), Bab al-Sabbaghin (porte des teinturiers), Bab al-Haddadin (porte des forgerons), Bab Souk al-Khamis (porte du marché du jeudi), Bab as-Sawmaà (porte du minaret) qui se trouvait dans le mur nord de la mosquée, Bab al-Khassa (porte des notables) par où entrent le souverain et sa suite, etc. Au sujet de Bab al-Khassa, et selon Al-Muqaddasi, cette issue donnait sur la rue des marchands de dattes, près de Dar al-Imara (palais du gouvernement) qui jouxtait la grande mosquée du côté sud.
Ces anciennes appellations, avancées par Al-Muqaddasi et Al-Bakri, ont disparu avec le temps et les changements apportés à l'enceinte, notamment depuis l'époque hafside. Ceci s'explique par le fait que, contrairement au reste de la mosquée, l'enceinte a subi des transformations notables pour assurer la stabilité de l'édifice ; celles-ci incluent, en particulier, l'adjonction de nombreux contreforts. Ainsi, certaines entrées ont été murées alors que d'autres ont été conservées. À la façade occidentale, un arc brisé, qui surmonte désormais une niche plate dont le fond est décoré de motifs géométriques simples (en losanges) réalisés en briques cuites, témoigne d'une ancienne porte dont l'ouverture a été bouchée depuis longtemps,.
Il en est de même sur la façade orientale où un arc en plein cintre outrepassé, surmontant un décor géométrique fait de carrés sur la pointe concentriques, est pareillement le vestige d'une ancienne porte, symétrique à celle de la façade occidentale dont l'arc brisé en est le vestige. L'entrée murée de la façade orientale daterait probablement de 836, à l'époque du souverain aghlabide Ziadet Allah Ier. À partir de la dernière décennie du XIIIe siècle, de nouvelles portes ont été aménagées à l'instar de Bab al-Ma (Porte de l'eau) et de Bab Lalla Rihana. La première, située sur la façade occidentale, porte sur une plaque marbrière une inscription commémorative qui la date de 1293-1294. La deuxième, située sur le mur oriental de l'enceinte, présente une inscription similaire la datant également de 1293-1294.

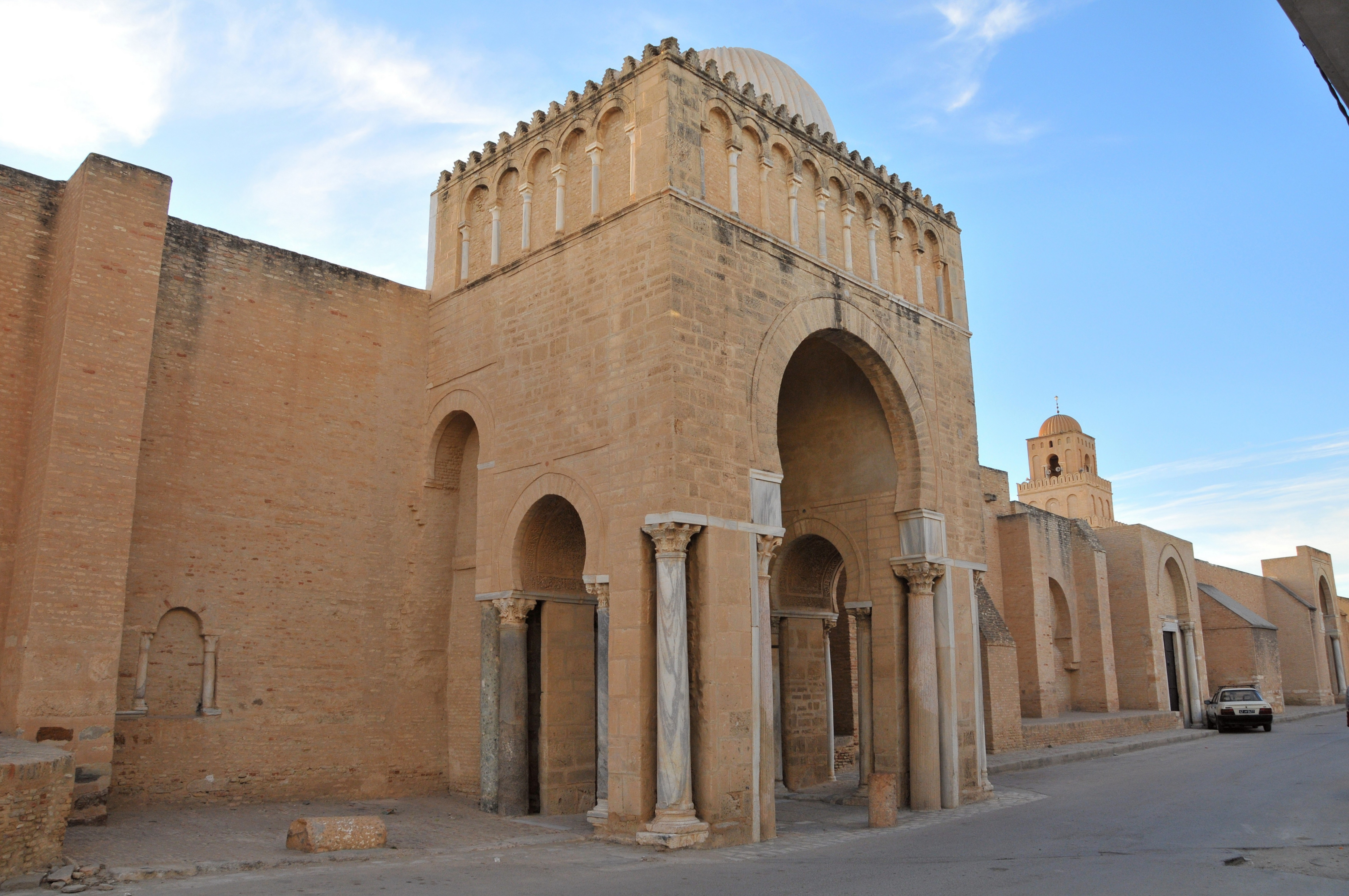
Bab Lalla Rihana, datant de la fin du XIIIe siècle, est l'entrée la plus remarquable et la plus imposante de la mosquée.

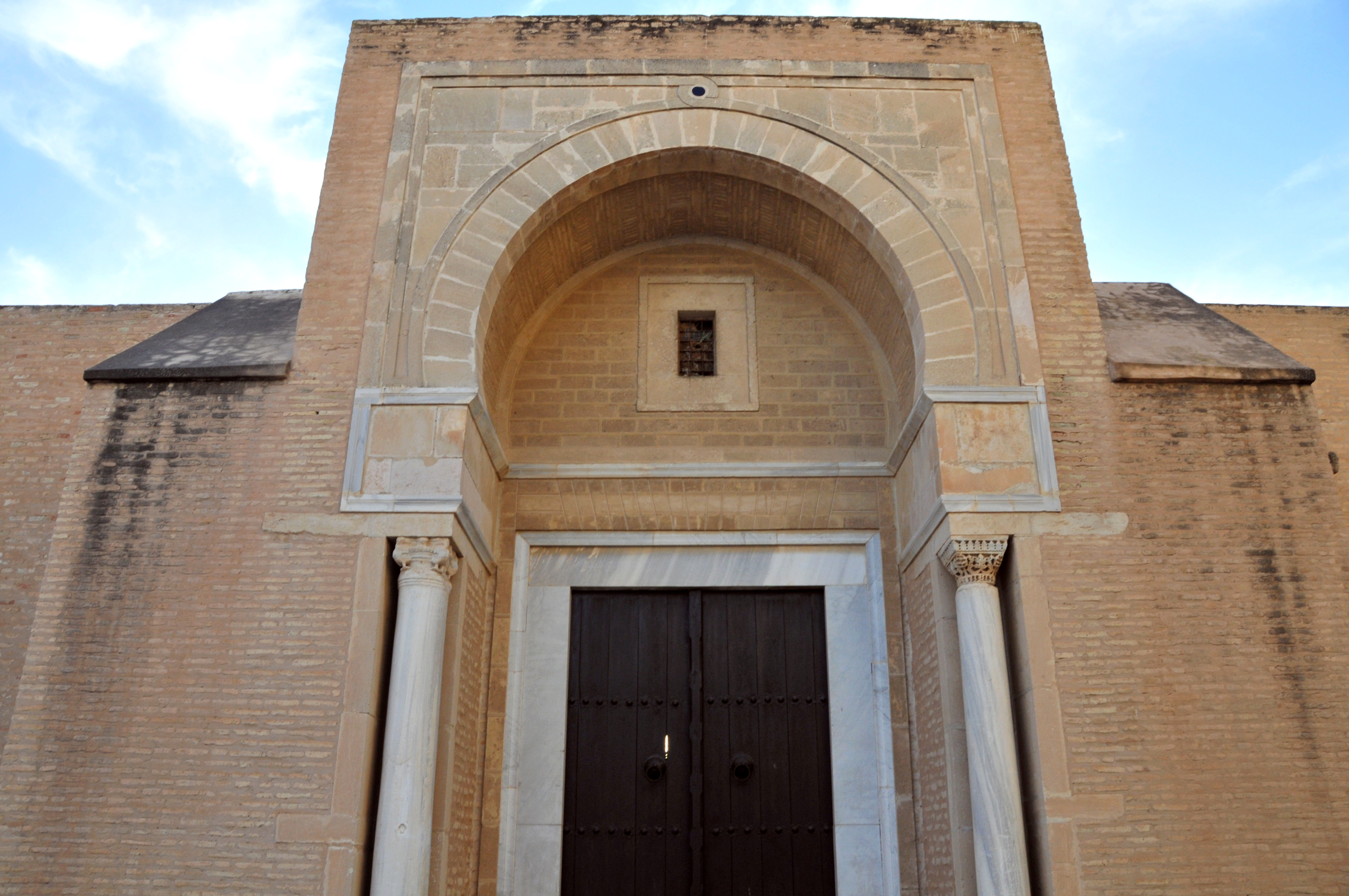
Gros plan sur un porche de la façade orientale (troisième à partir de l'extrémité sud). Il est ouvert par un arc en plein cintre outrepassé.

Les quatre portes de la façade occidentale se présentent ainsi, depuis l'extrémité sud :
- La première, Bab al-Gharbi, ouvrant sur la salle de prière, possède un linteau et des pieds-droits en marbre blanc ; un arc de décharge brisé, en briques cuites, surmonte le linteau. Deux losanges décoratifs se trouvent de part et d'autre de l'arc de décharge, tandis que le tympan de ce dernier est orné de losanges incomplets en briques cuites. La porte est précédée d'un porche, de 3,48 mètres de largeur et de 3,6 mètres de profondeur, ouvert par un arc outrepassé brisé appareillé. Celui-ci, encadré d'une moulure formant un nœud décoratif à la clef, repose par l'intermédiaire d'impostes sur deux colonnes à fûts et chapiteaux distincts. Au-dessus de l'arc se trouve une frise composée de neuf petites niches en brique cuites, toutes aveugles, à l'exception de celle du milieu qui est ouverte ; cette dernière, de forme différente, est surmontée d'un petit arc surbaissé. La frise, qui se poursuit partiellement sur les deux côtés latéraux en grande partie masqués par les contreforts, est surmontée d'une corniche en briques posées en diagonale. Un parapet, creusé d'enfoncements rectangulaires, est situé au-dessus de la corniche. Le porche est coiffé d'une coupole côtelée reposant sur quatre trompes à trois voussures concentriques ; sa calotte est creusée, de l'intérieur, de 53 cannelures qui correspondent aux 53 côtes saillantes qui l'ornent extérieurement[93].
- La deuxième, Bab al-Ma, débouchant sur la première travée du portique occidental de la cour, est précédée d'un porche de 2,75 mètres de largeur et de trois mètres de profondeur. Ce dernier est ouvert par un arc outrepassé et légèrement brisé qui repose sur deux colonnes pourvues de chapiteaux identiques ; ceux-ci sont en marbre blanc, tout comme les fûts qu'ils surmontent. Le porche est couvert d'un plafond en bois à solives apparentes[99].
- La troisième, ouvrant sur le milieu du portique occidental de la cour, est devancée par un porche mesurant 3,3 mètres de largeur et 2,63 mètres de profondeur. Celui-ci, ouvert par un arc brisé à peine outrepassé reposant sur deux colonnes à chapiteaux divers, est surmonté d'un parapet crénelé. Le couvrement est assuré par une voûte d'arêtes en briques cuites. Sous cette dernière, et au-dessus du linteau de la porte, se trouve un décor géométrique désaxé figurant des losanges incomplets en briques cuites[100].
- La quatrième, ouvrant sur l'avant-dernière travée du portique occidental de la cour, est devancée par un porche mesurant trois mètres de largeur et 2,35 mètres de profondeur. Dans sa partie inférieure, le porche est ouvert par un arc en plein cintre légèrement outrepassé, reposant sur deux colonnes à chapiteaux et bases variés, et à fûts de couleur différente : l'un blanchâtre, l'autre gris bleuté ; quant à sa partie supérieure, coiffée d'une coupole côtelée portée sur quatre trompes à deux voussures, elle est décorée d'une arcature aveugle à cinq arcs outrepassés brisés : trois sur la façade antérieure, percée au milieu d'une petite baie, et un sur chacune des deux faces latérales. Au-dessus de l'arcature se trouve une corniche à décor saillant. Cette dernière est surmontée d'un parapet crénelé, qui est creusé de petites niches rectangulaires[101].

Mur d'enceinte et porches de la façade occidentale
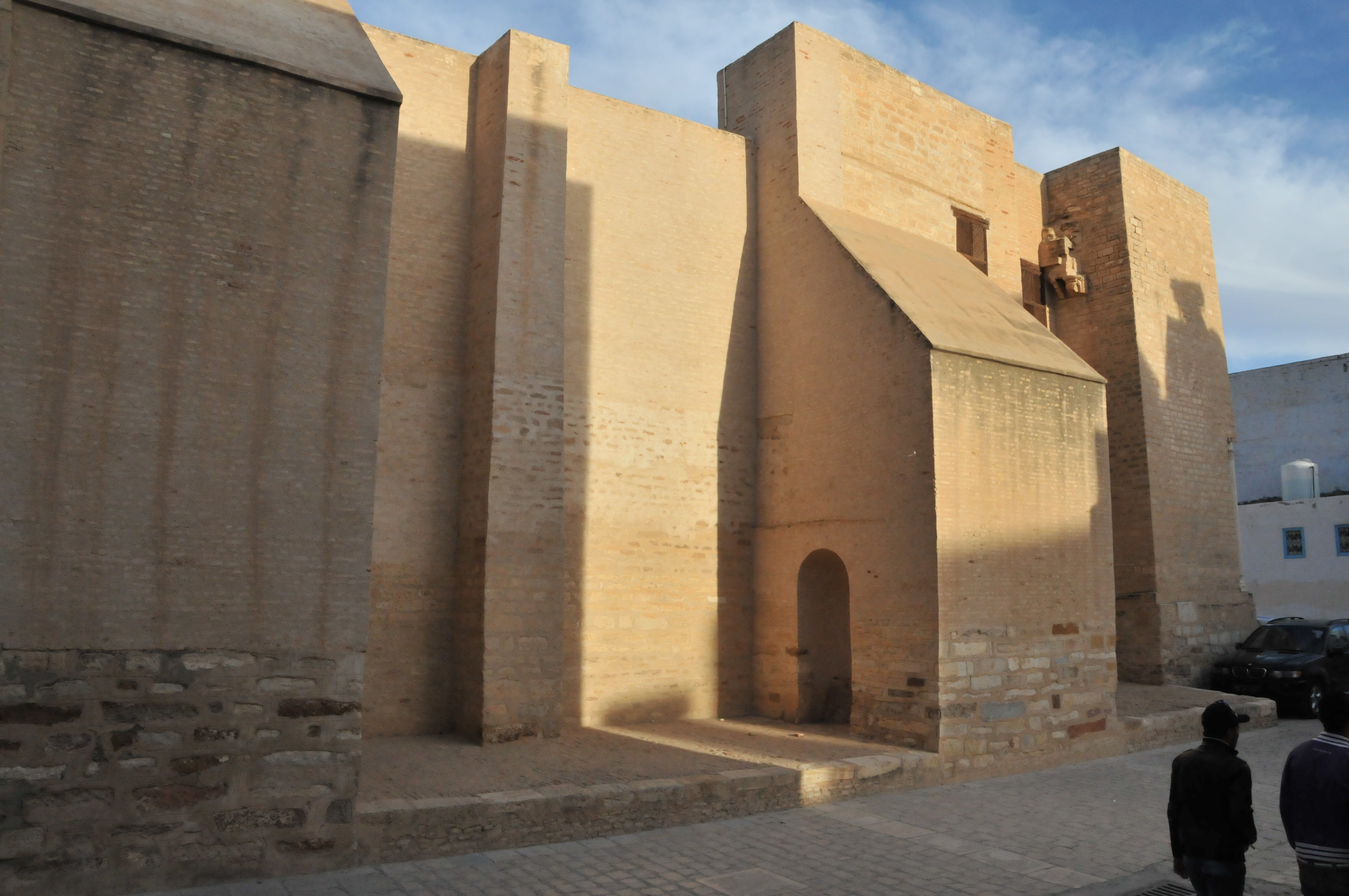
Mur et contreforts de l'extrémité sud de la façade occidentale.
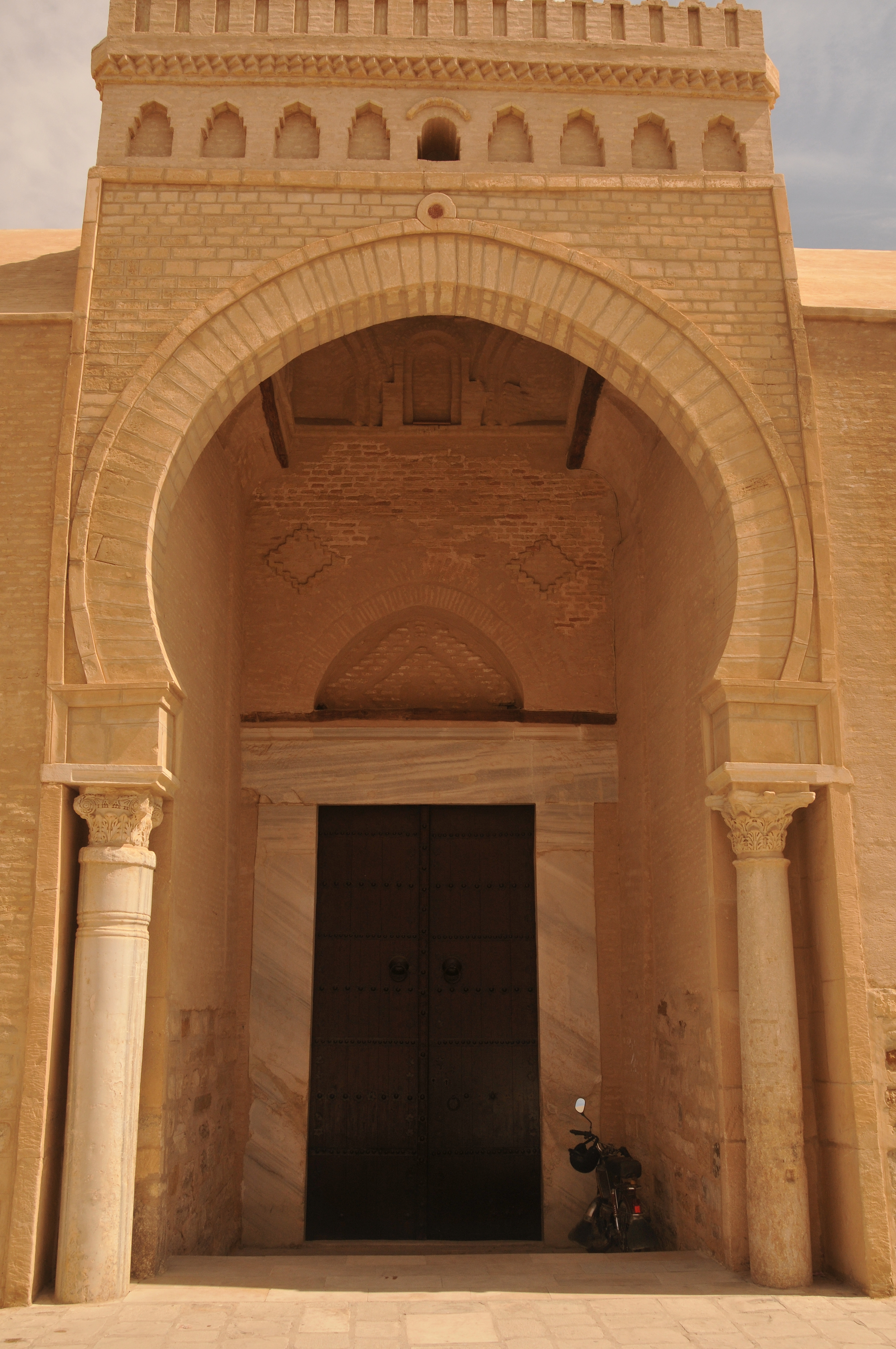
Gros plan sur le porche de Bab al-Gharbi, ouvert par un arc outrepassé brisé encadré d'une moulure.
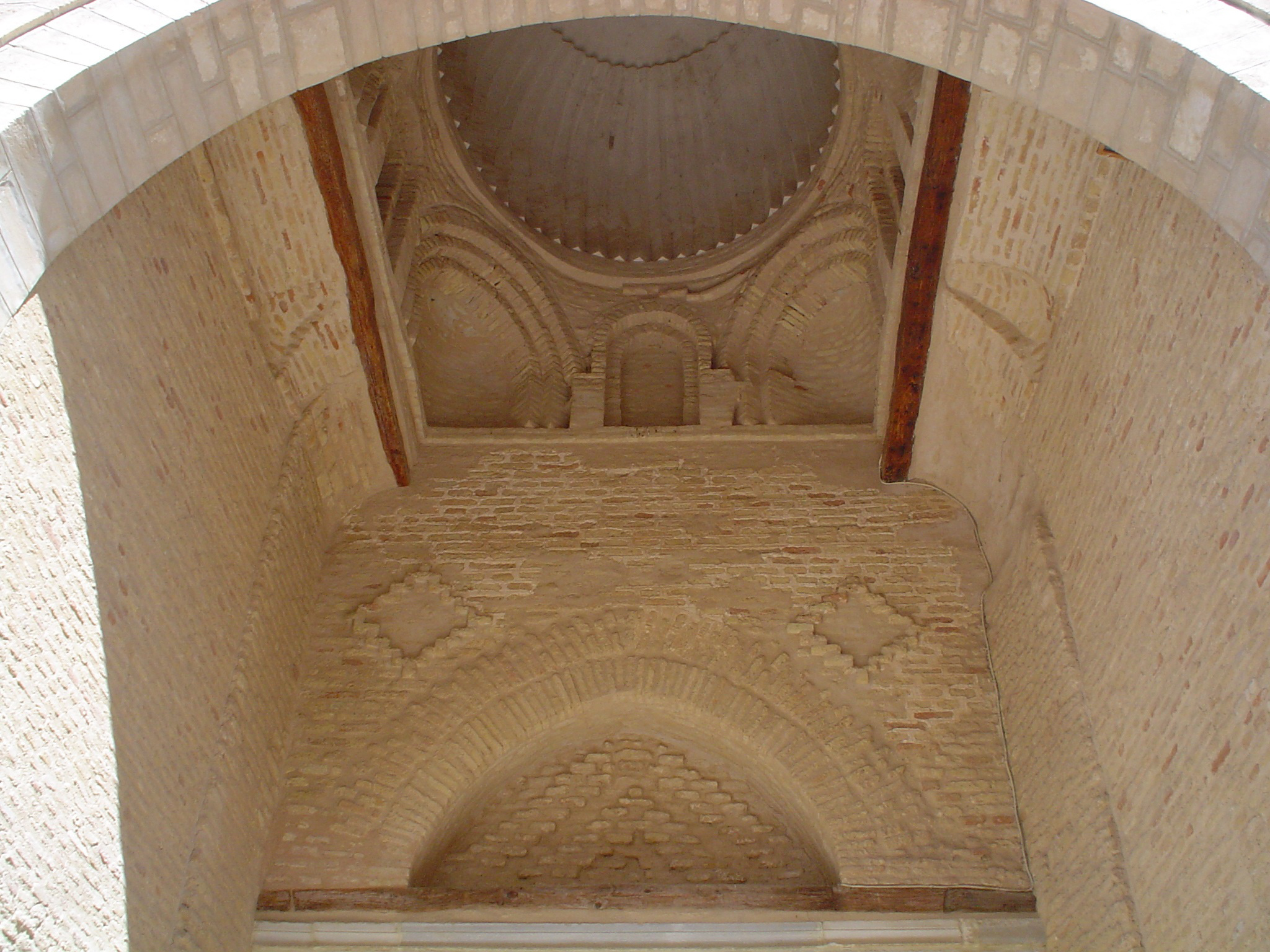
Vue intérieure de la partie supérieure, couverte d'une coupole sur trompes, du porche de Bab al-Gharbi.
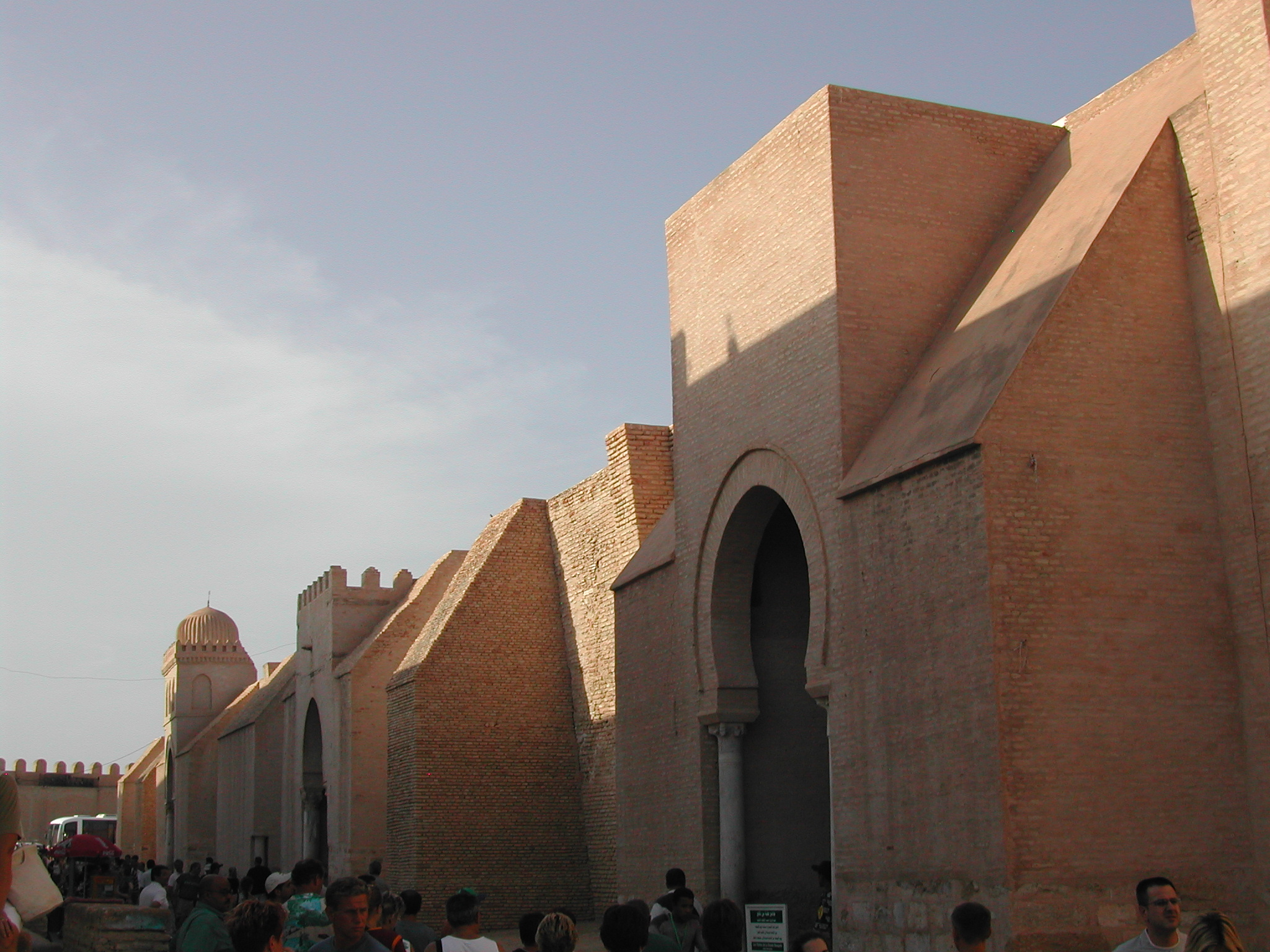
Porches et contreforts de la façade occidentale (vers le milieu) avec, à droite, le porche de Bab al-Ma.
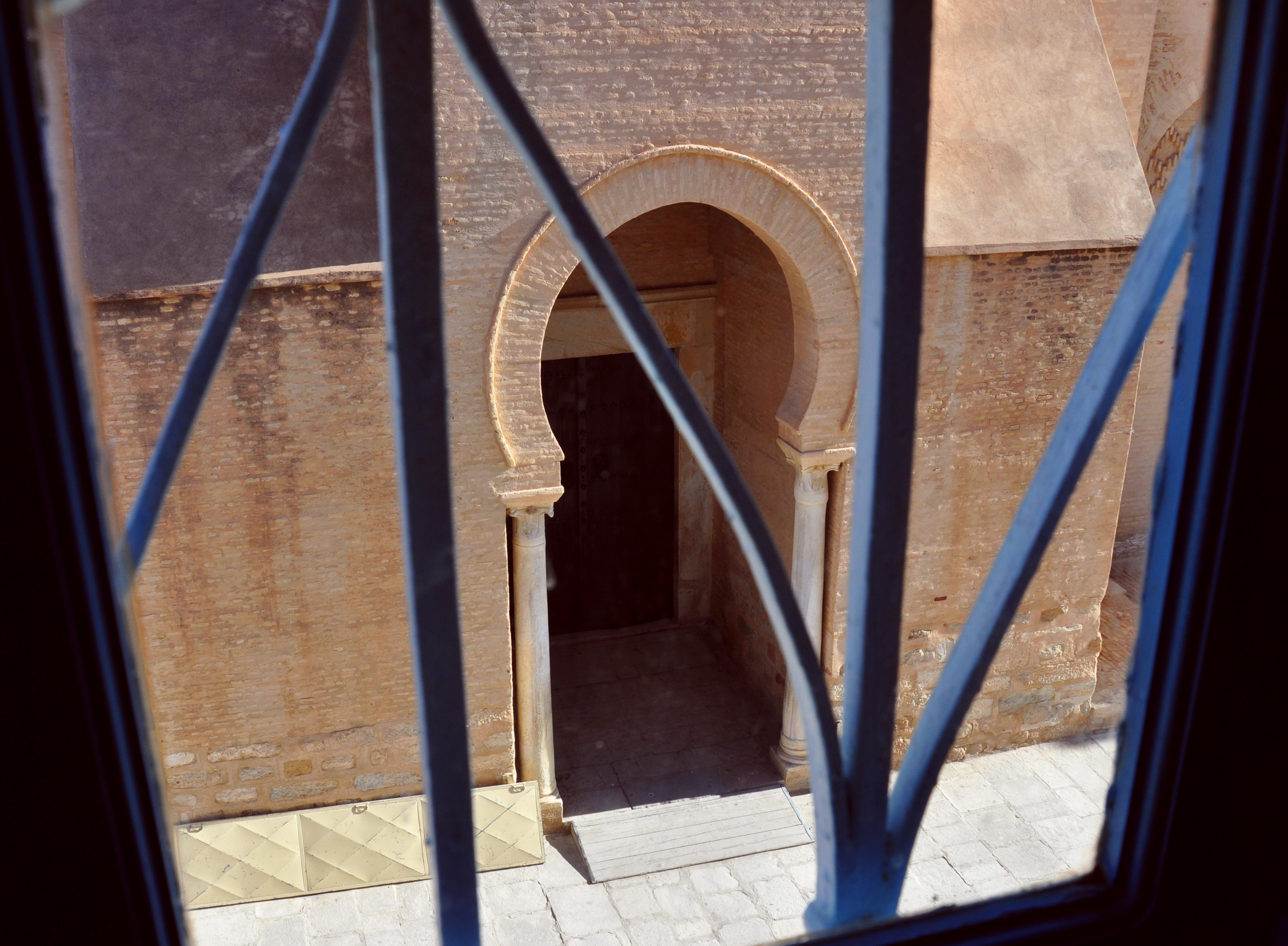
Vue du porche de Bab al-Ma depuis une fenêtre grillagée. Il est ouvert par un arc outrepassé brisé.
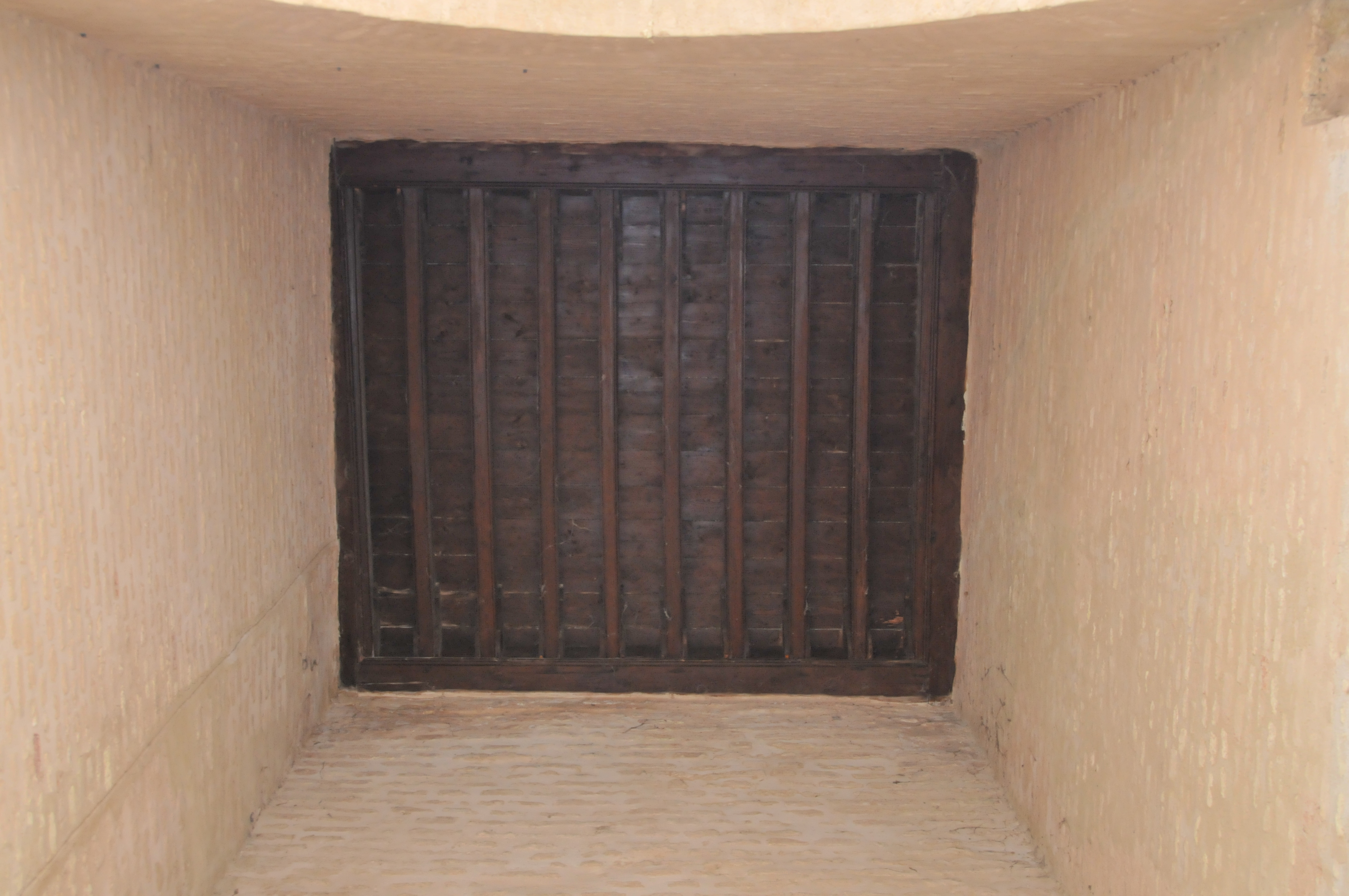
Plafond en bois à solives apparentes du porche de Bab al-Ma.
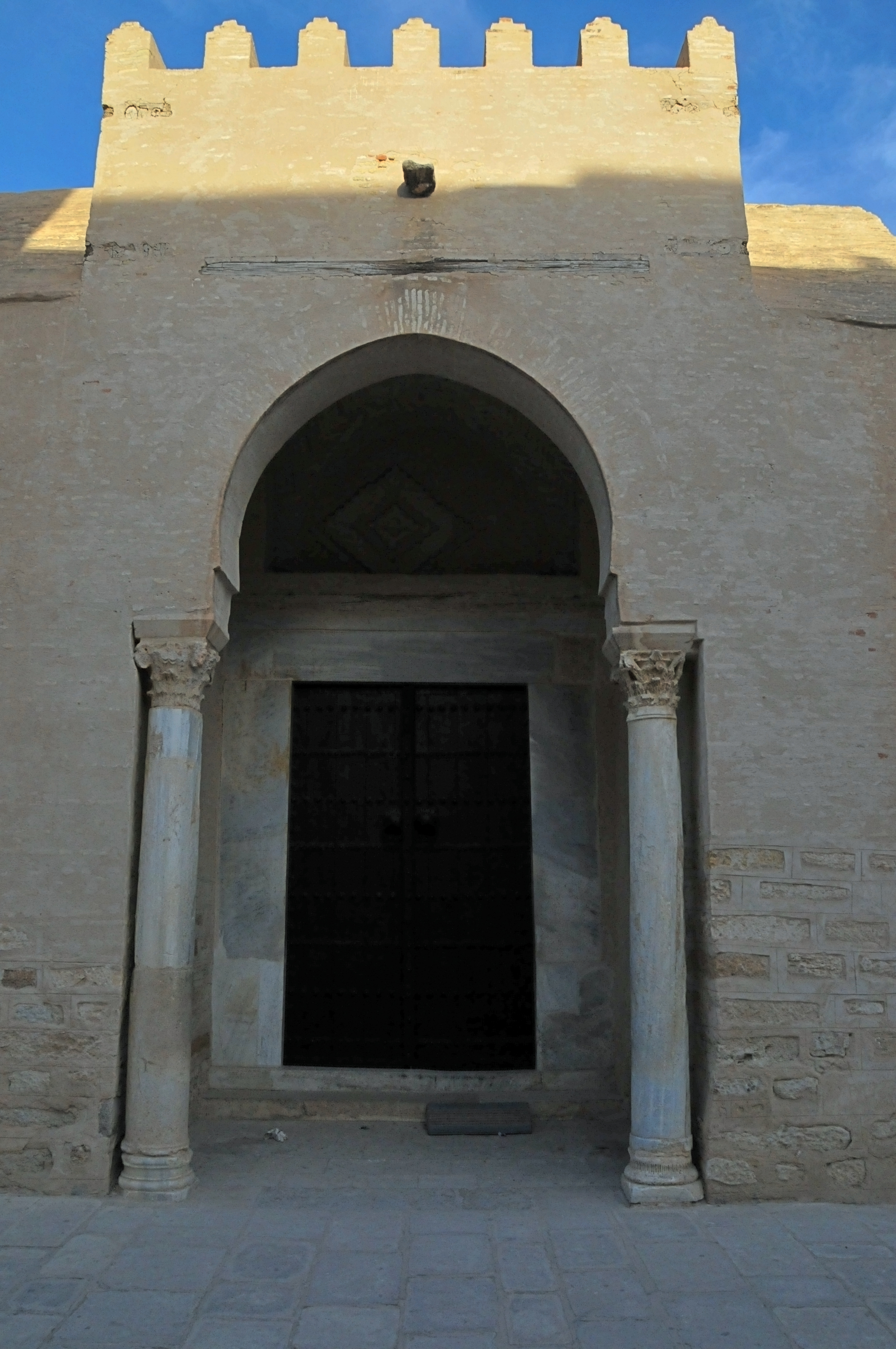
Gros plan sur un porche de la façade occidentale (troisième à partir de l'extrémité sud). Il est ouvert par un arc brisé.
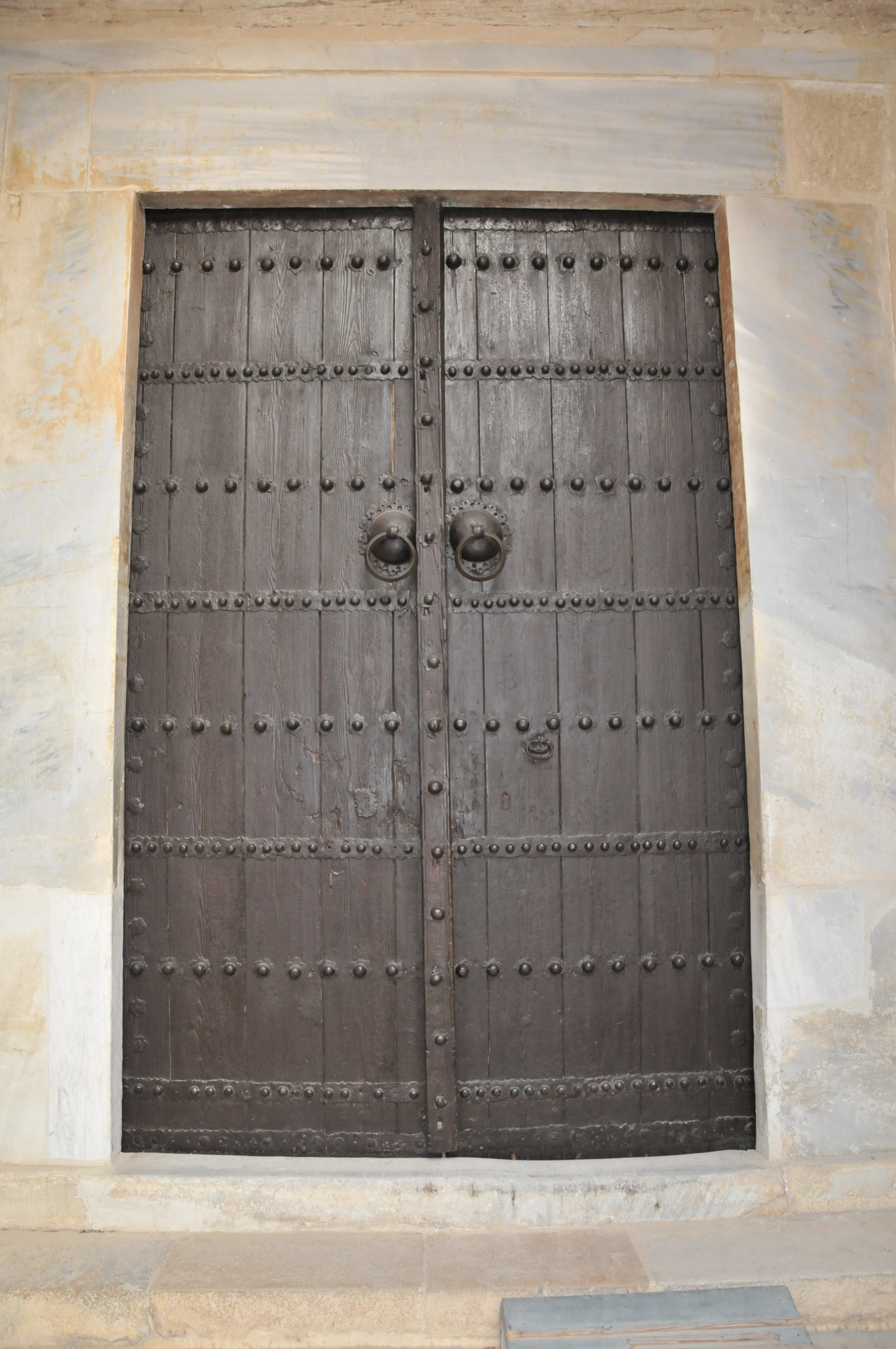
Gros plan sur une porte cloutée de la façade occidentale (troisième depuis l'extrémité sud).
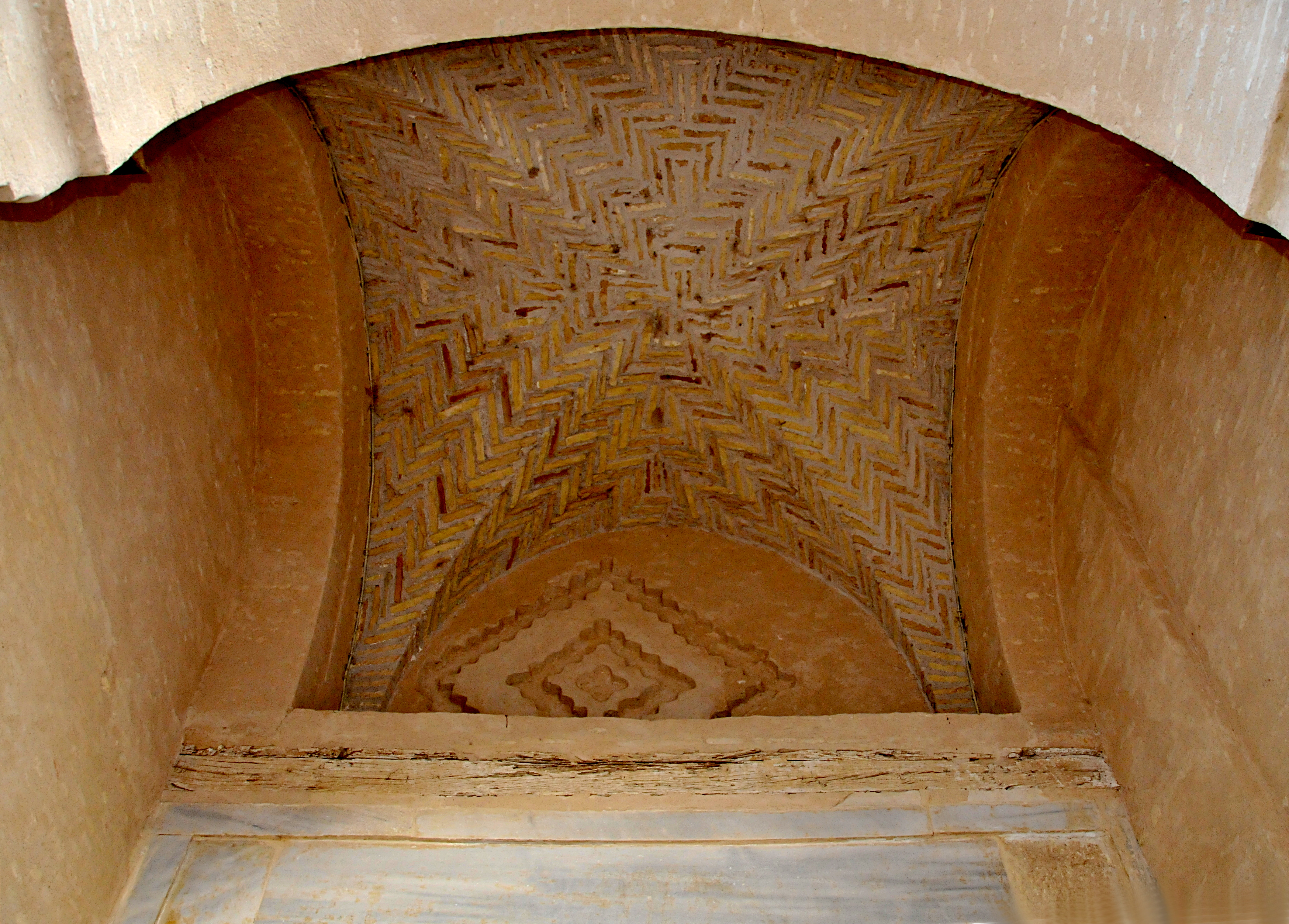
Voûte d'arêtes couvrant le troisième porche de la façade occidentale. Elle surmonte un décor géométrique désaxé.
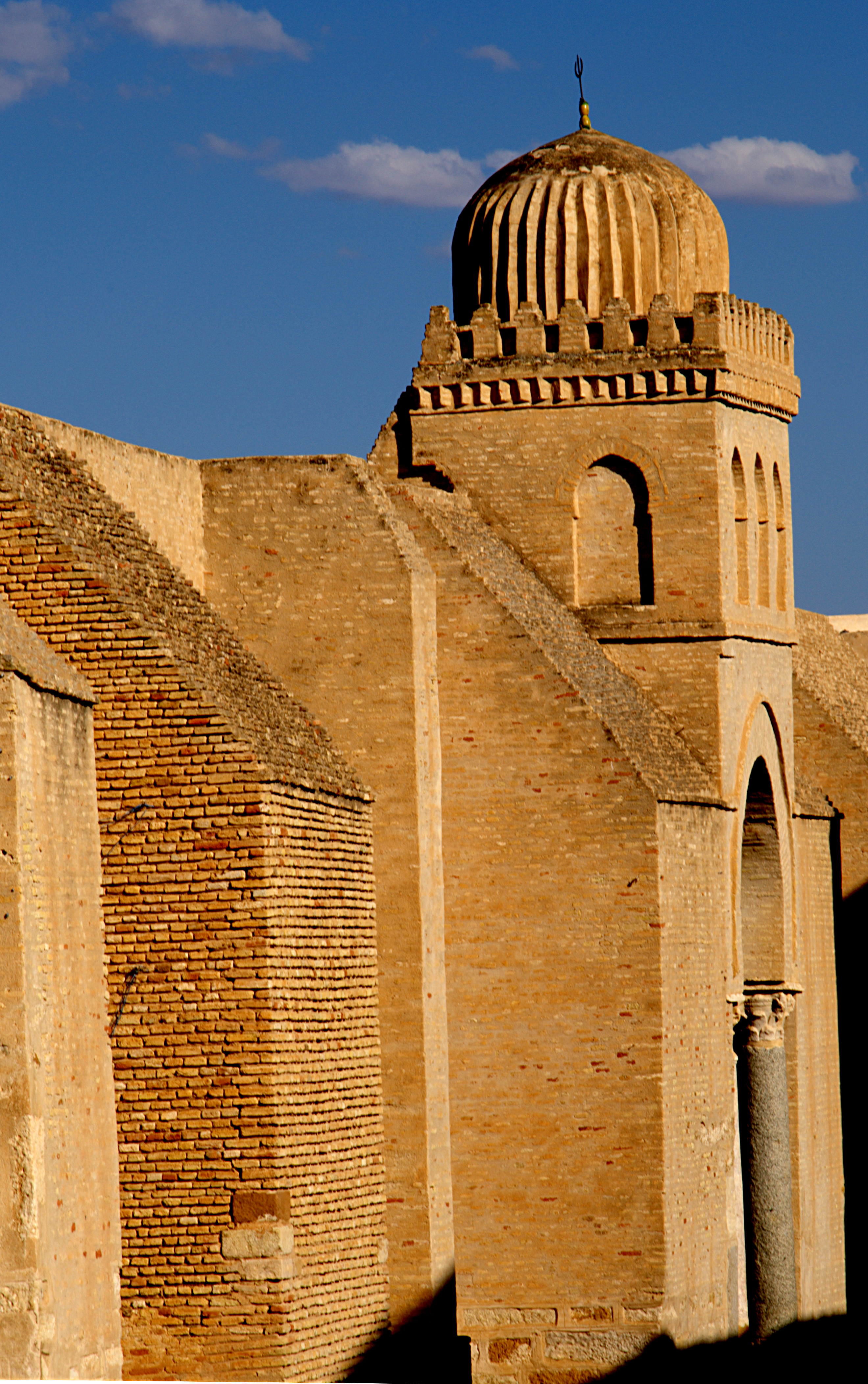
Vue d'un porche de la façade occidentale (quatrième à partir de l'extrémité sud). Il est coiffé d'une coupole.
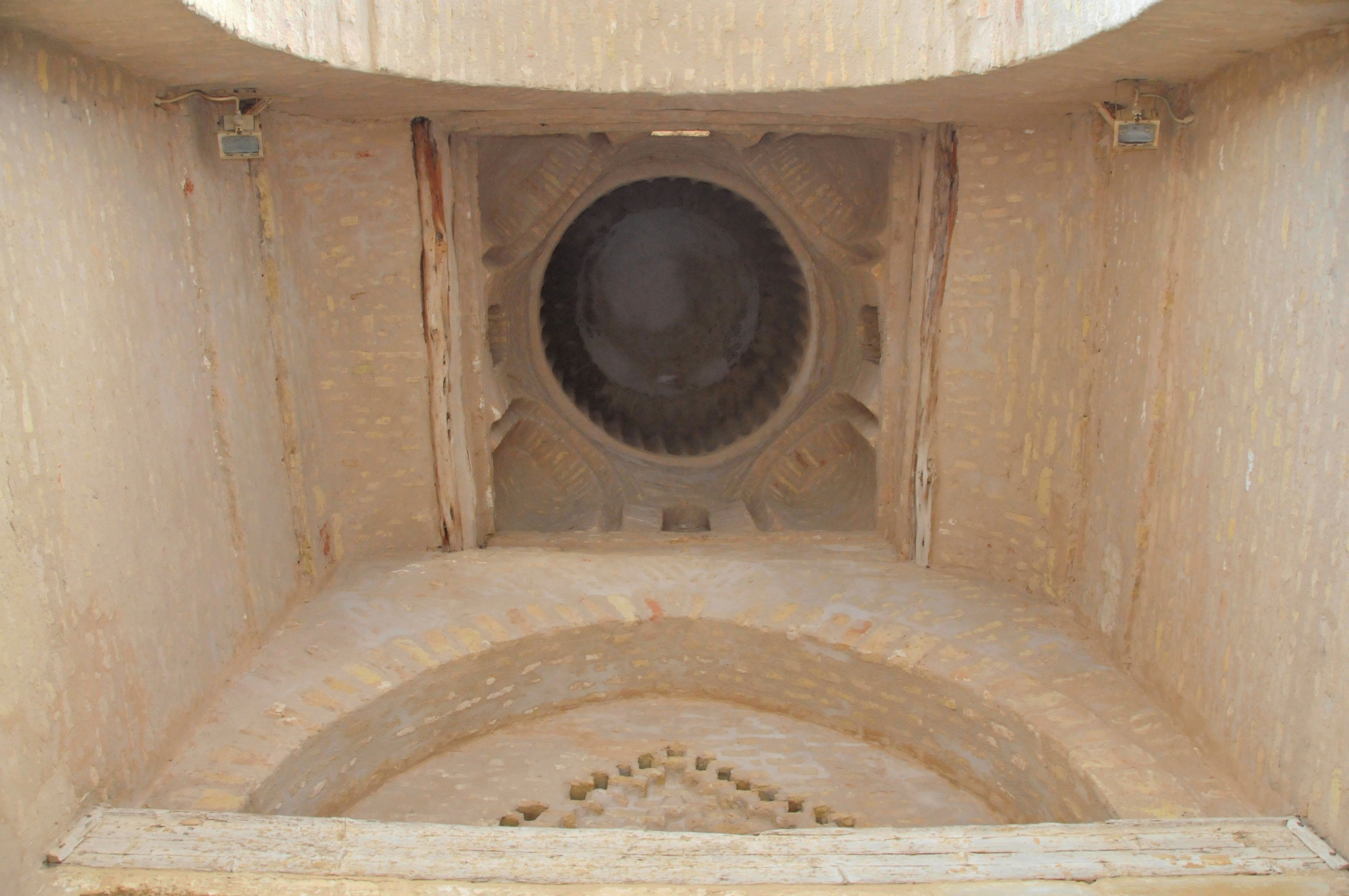
Vue intérieure de la partie supérieure, couverte d'une petite coupole à trompes, du quatrième porche de la façade occidentale.
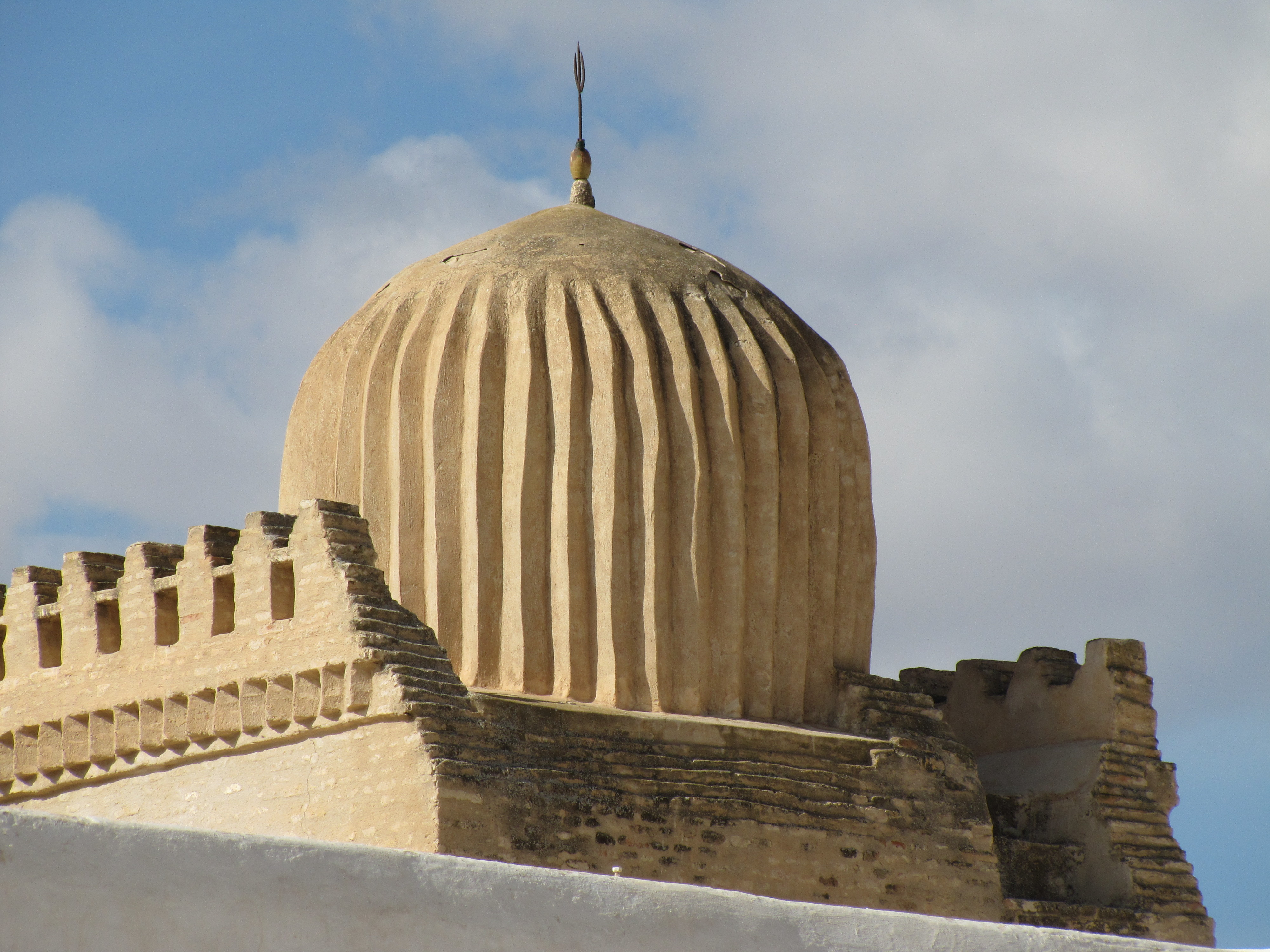
Gros plan extérieur sur la coupole côtelée qui coiffe le quatrième porche de la façade occidentale.

Les quatre portes de la façade orientale, à partir de son extrémité sud, sont :
- La première, Bab Lalla Rihana, ouvrant sur la salle de prière, est précédée du plus imposant des porches de la mosquée. Elle a pris le nom d'une sainte locale (Lalla Rihana), dont le tombeau était autrefois situé aux alentours[30],[102]. La porte, dont le linteau et les pieds-droits sont en marbre blanc, est surmontée d'un arc brisé appareillé ; dans son tympan figure une plaque rectangulaire portant une inscription commémorative qui donne le nom du commanditaire et la date de construction : 693 de l'hégire correspondant à 1293-1294 de l'ère commune[92]. Cette entrée monumentale, œuvre du souverain hafside Abû Hafs 'Umar ben Yahyâ (règne de 1284 à 1295)[103], s'inscrit dans un carré saillant flanqué de colonnes antiques en marbres divers[104]. Le porche est couvert d'une coupole côtelée dont la calotte, creusée de 57 cannelures rayonnantes, repose sur quatre trompes à quatre voussures concentriques[105],[102],[36]. D'une largeur d'environ sept mètres, il est percé de trois baies outrepassées : une grande arcade sur sa face antérieure et deux arcades plus petites sur ses faces latérales[106]. La face antérieure comporte un grand arc en fer à cheval appareillé qui repose, par l'intermédiaire d'impostes en marbre blanc, sur deux colonnes de marbre coiffées de chapiteaux différents. Cet arc est surmonté d'une frise ornée d'une arcature aveugle à neuf arcs en plein cintre outrepassé et à colonnettes en marbre de style hafside, le tout couronné par un crénelage de merlons en dents de scie[106],[104] ; l'arcature aveugle se prolonge sur l'une des faces latérales du porche, l'autre face en est dépourvue[106]. Un arc outrepassé, plus petit que celui de la face antérieure, est percé dans chacune des deux faces latérales. Ces deux arcs reposent également sur des colonnes, et sont revêtus au niveau de leur intrados d'un décor en plâtre sculpté, orné de fines arabesques à motifs géométriques et végétaux[104]. Malgré sa construction à la fin du XIIIe siècle, Bab Lalla Rihana s'harmonise parfaitement à l'ensemble de l'édifice qui date principalement du IXe siècle[104].
- La deuxième, débouchant sur la première travée du portique oriental de la cour, a un linteau et des jambages en marbre blanc. Dépourvue de porche, elle est simplement flanquée de deux colonnes en marbre blanc qui supportent un arc légèrement brisé. La colonne, à gauche de la porte, est finement gravée de deux inscriptions : l'une se trouve sur le fût, s'inscrivant dans un cadre orné ; l'autre, en forme de bague, est au-dessous de l'astragale du chapiteau[107].
- La troisième, ouvrant sur le portique oriental de la cour, possède un cadre mouluré en marbre blanc. Surmontée d'une fenêtre grillagée de forme rectangulaire, elle est précédée d'un porche peu profond qui présente un arc appareillé en plein cintre outrepassé reposant, par l'intermédiaire d'impostes bordées de moulures en marbre blanc, sur deux colonnes, également en marbre blanc, coiffées de chapiteaux différents[107].
- La quatrième, débouchant pareillement sur le portique oriental de la cour, est devancée par un porche peu profond semblable à celui de la troisième porte ; à la différence de cette dernière, elle est surmontée d'une niche rectangulaire aveugle[107].

La façade sud présente une seule porte rectangulaire conduisant à la salle de l'imam. Surmontée d'une fenêtre grillagée de forme carrée, elle est encadrée de deux colonnes à fûts de faible hauteur et à chapiteaux divers qui supportent, par l'intermédiaire d'impostes, un arc outrepassé brisé.

Mur d'enceinte et porches des façades orientale et méridionale
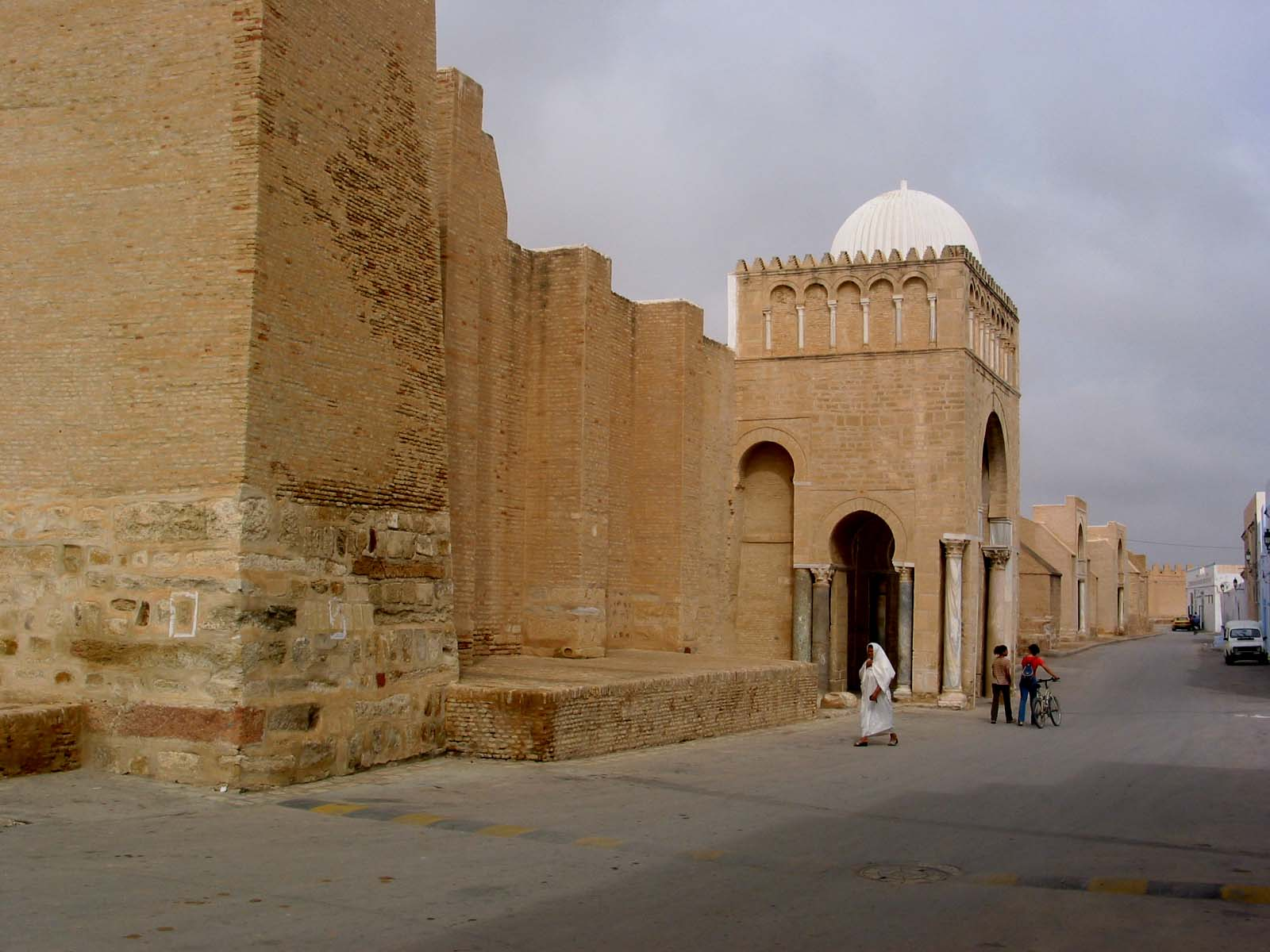
Vue du mur oriental (depuis l'extrémité sud) et du porche de Bab Lalla Rihana. Celui-ci est coiffé d'une coupole blanche.
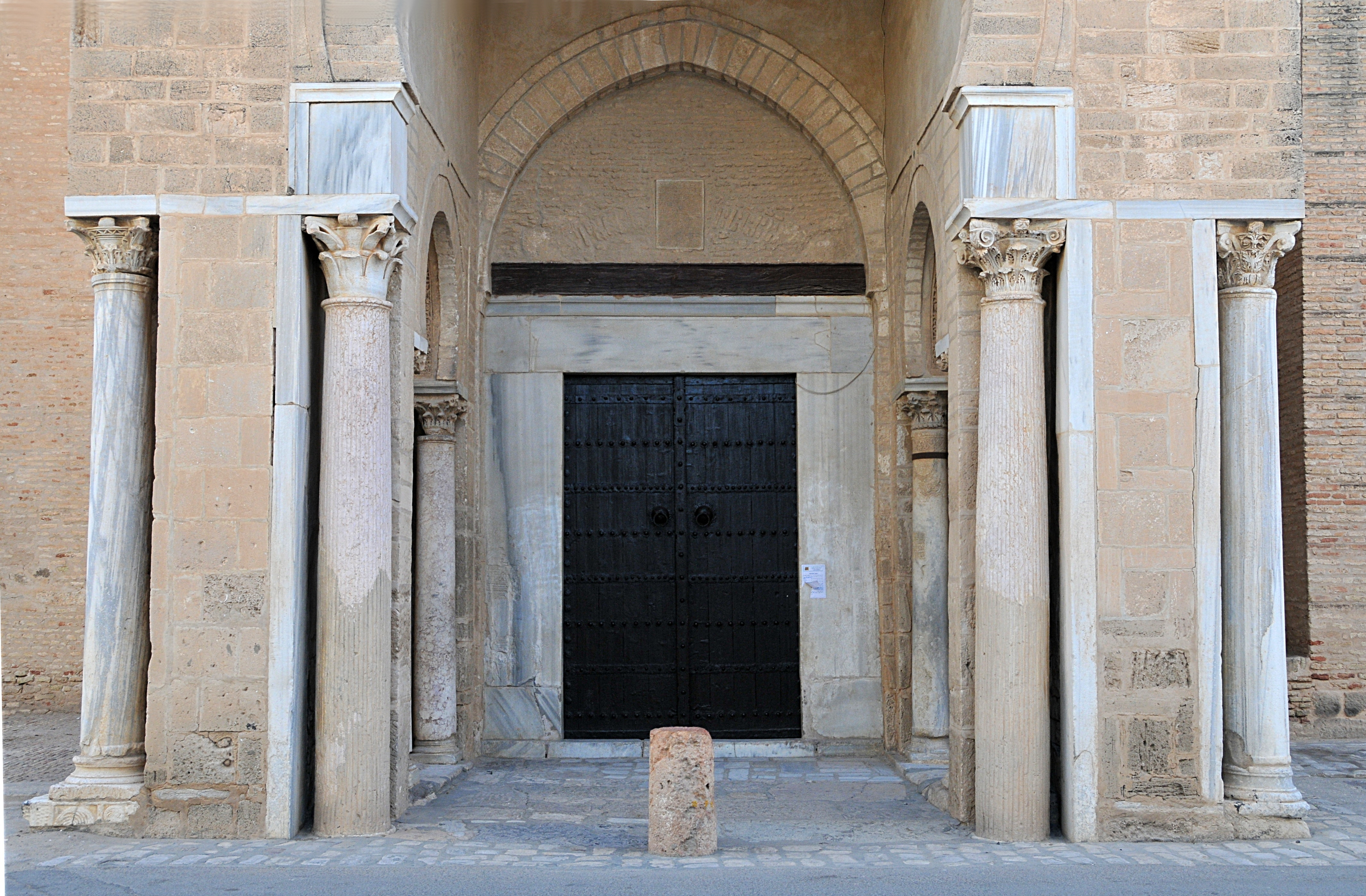
Vue de la partie inférieure du porche de Bab Lalla Rihana ; au fond est la porte d'entrée surmontée d'un arc brisé.
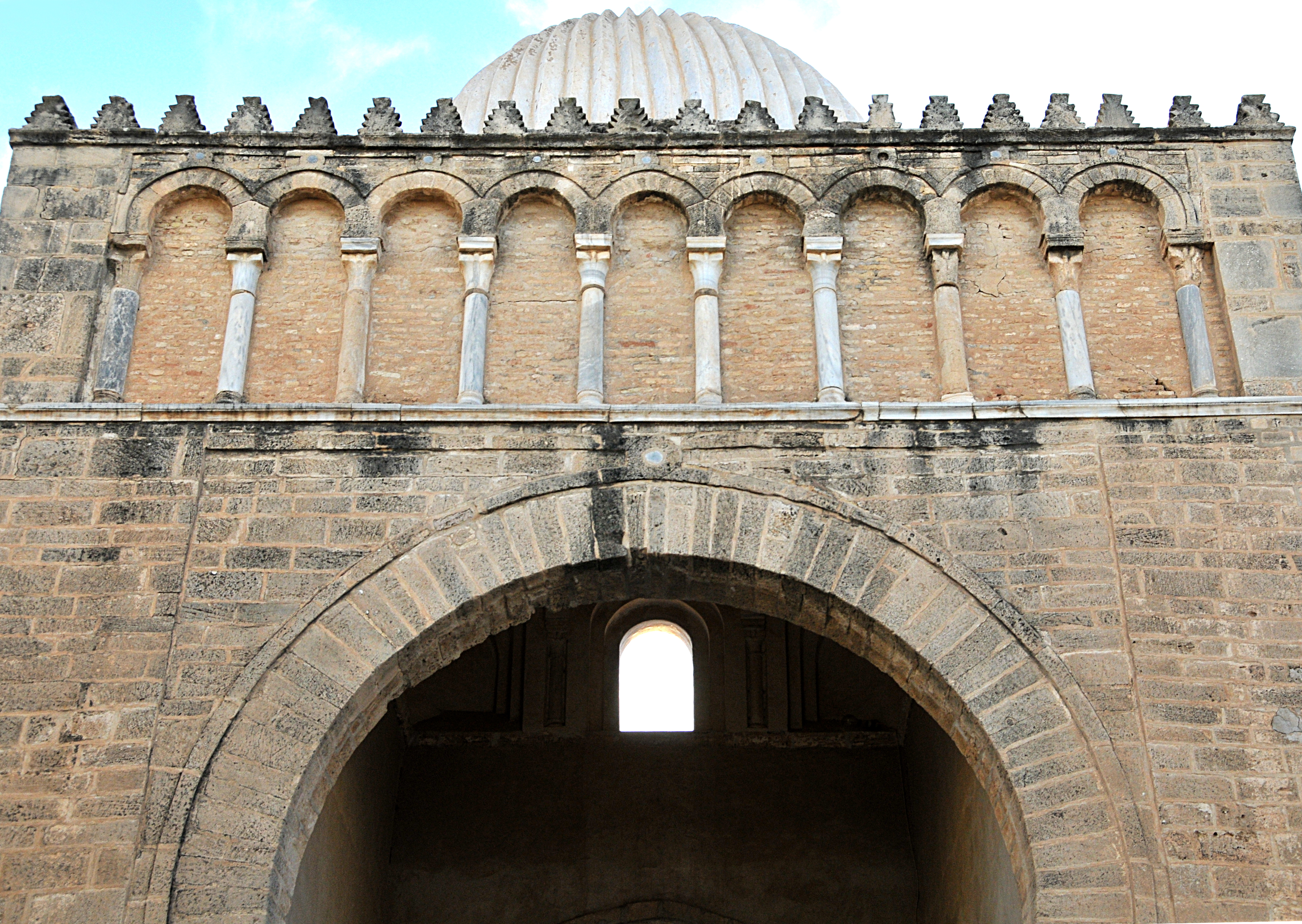
Arcature aveugle (à neuf arcs outrepassés) ornant la partie supérieure de la face antérieure du porche de Bab Lalla Rihana.
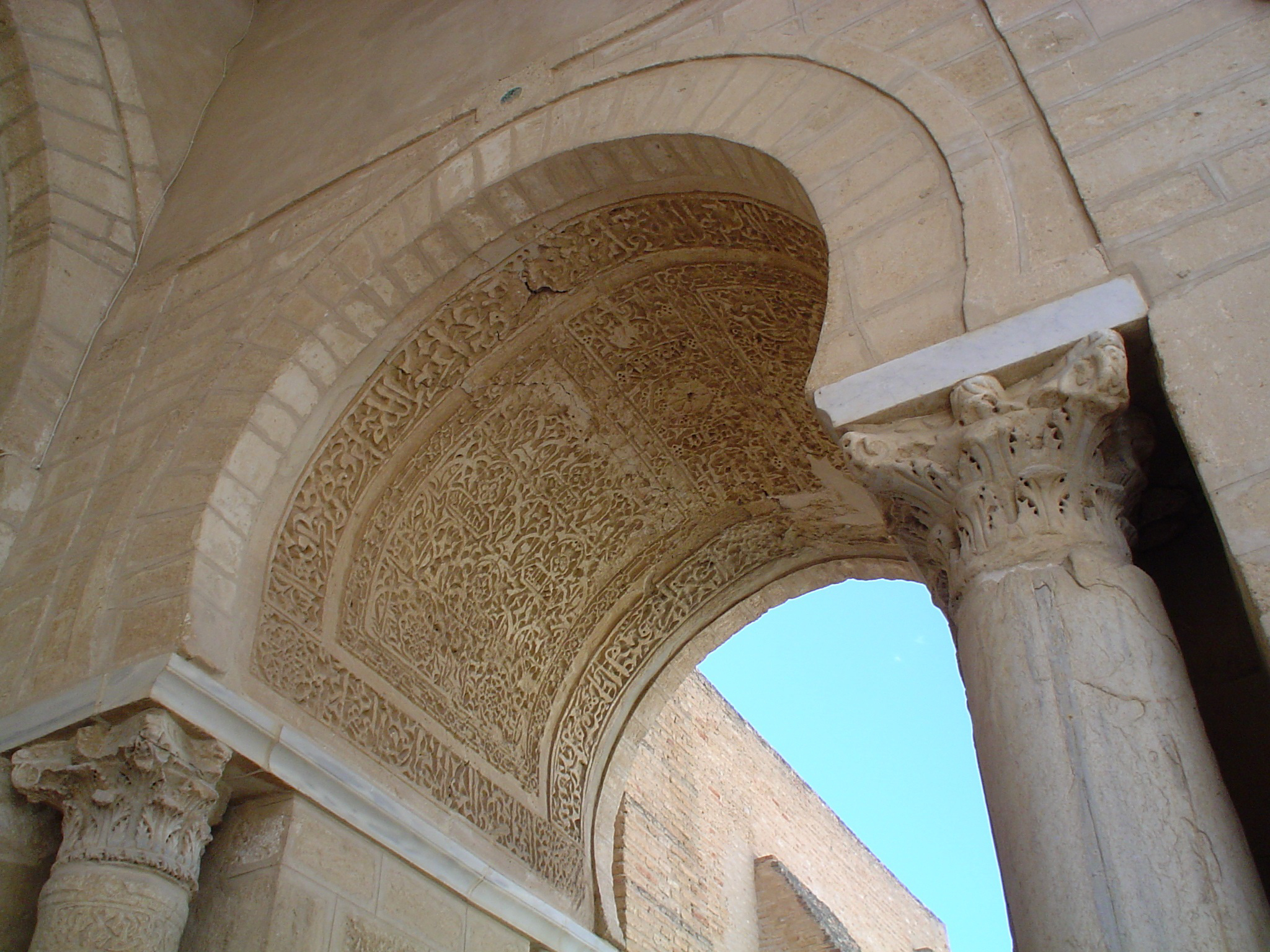
Vue de l'intrados sculpté d'un arc outrepassé. Ce dernier perce l'un des côtés latéraux du porche de Bab Lalla Rihana.
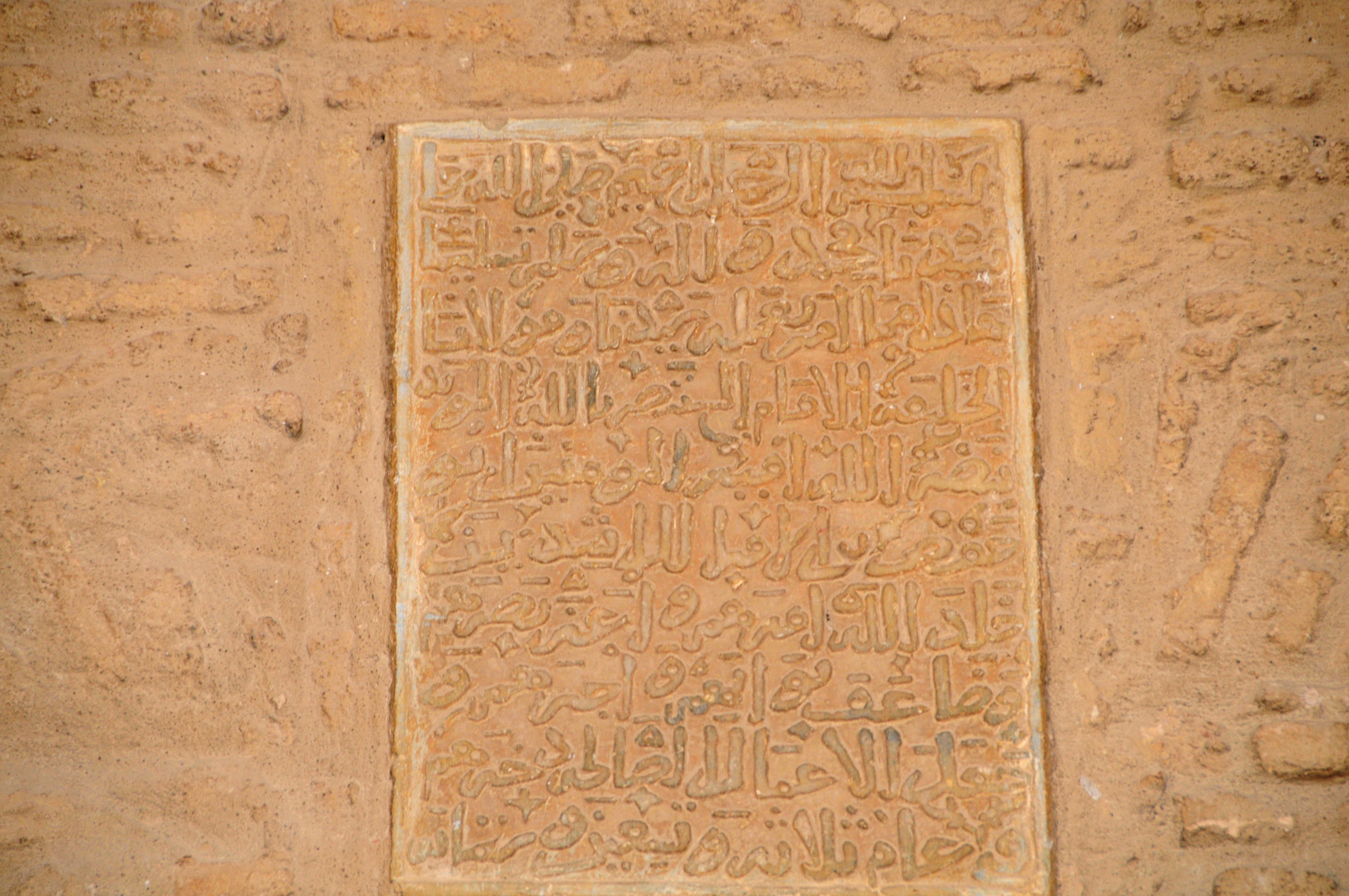
Gros plan sur l'inscription commémorative de Bab Lalla Rihana, située au-dessus de la porte d'entrée du porche.
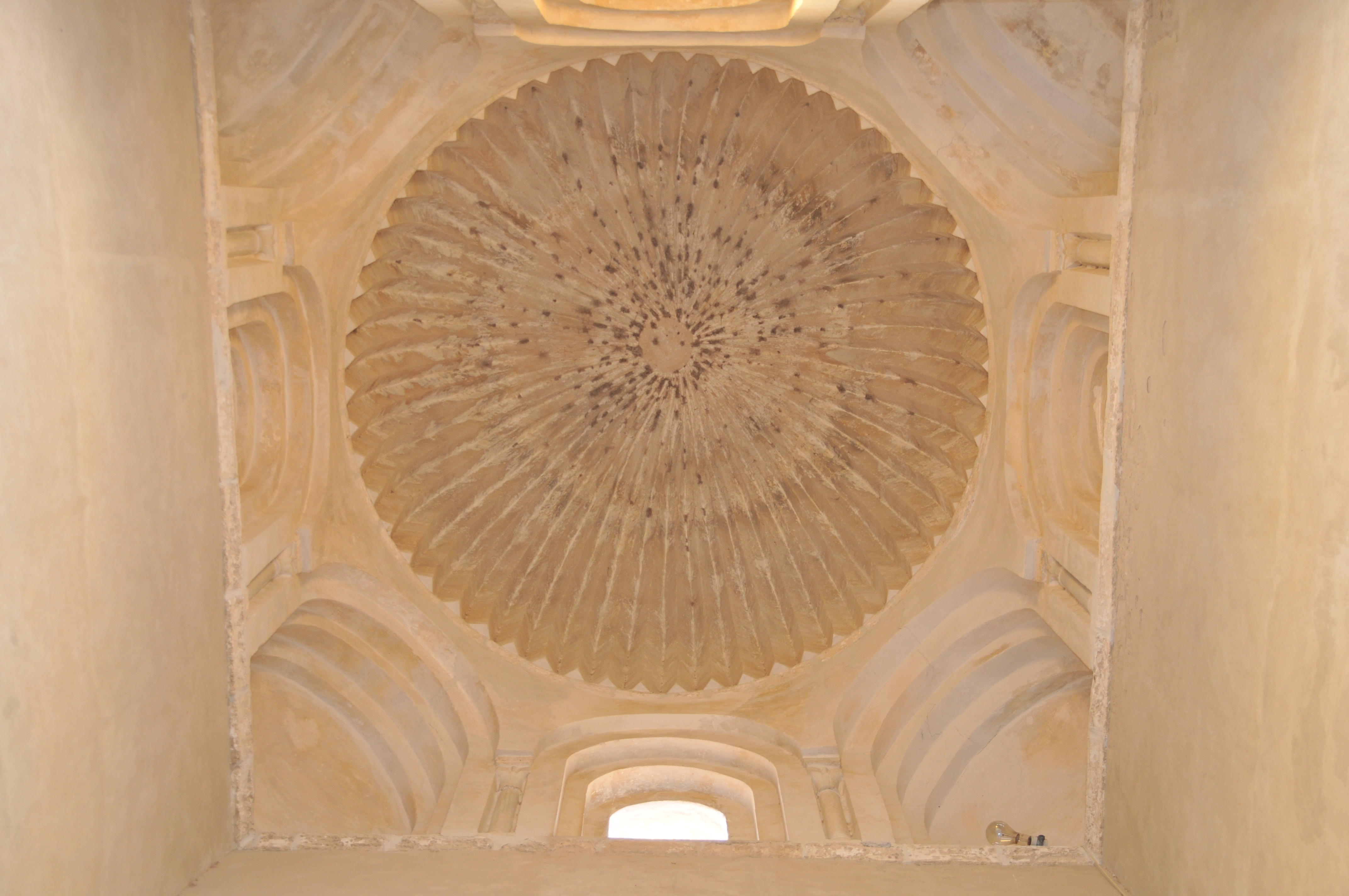
Vue intérieure de la coupole côtelée, à calotte divisée en 57 cannelures rayonnantes, du porche de Bab Lalla Rihana.
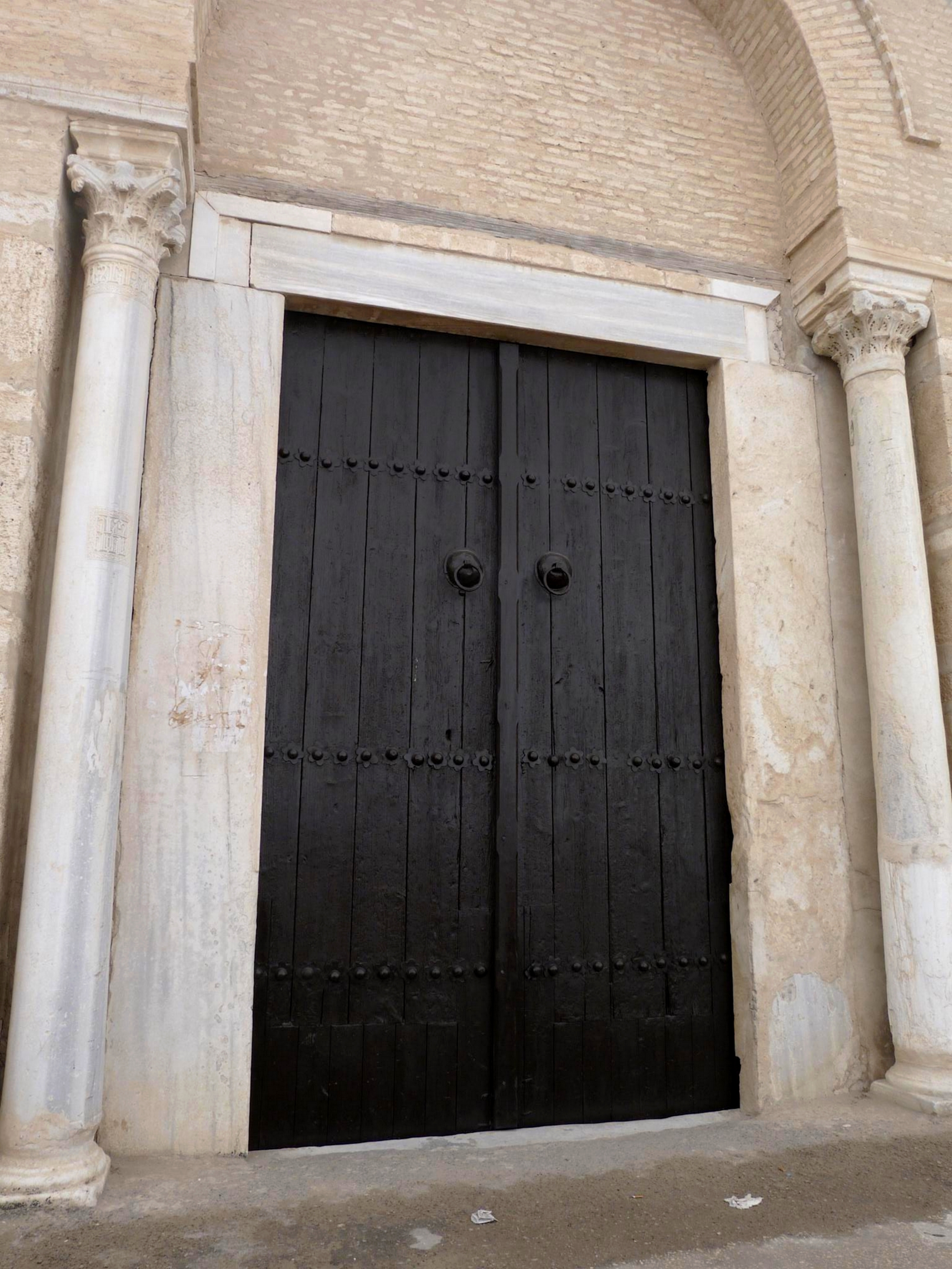
Gros plan sur une porte de la façade orientale (deuxième à partir de l'extrémité sud), flanquée de deux fines colonnes.
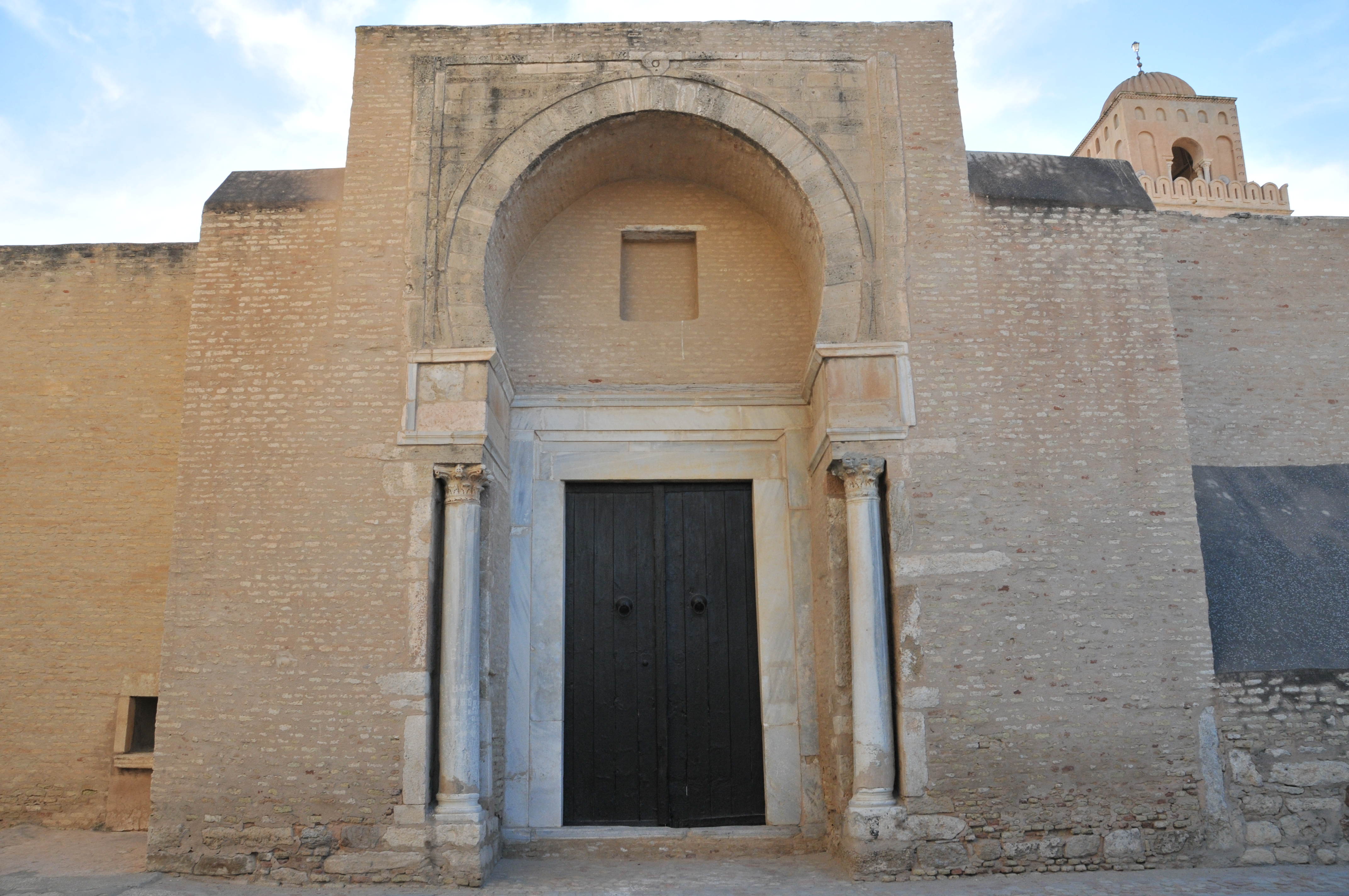
Porche de la façade orientale (quatrième à partir de l'extrémité sud), ouvert par un arc en plein cintre outrepassé.
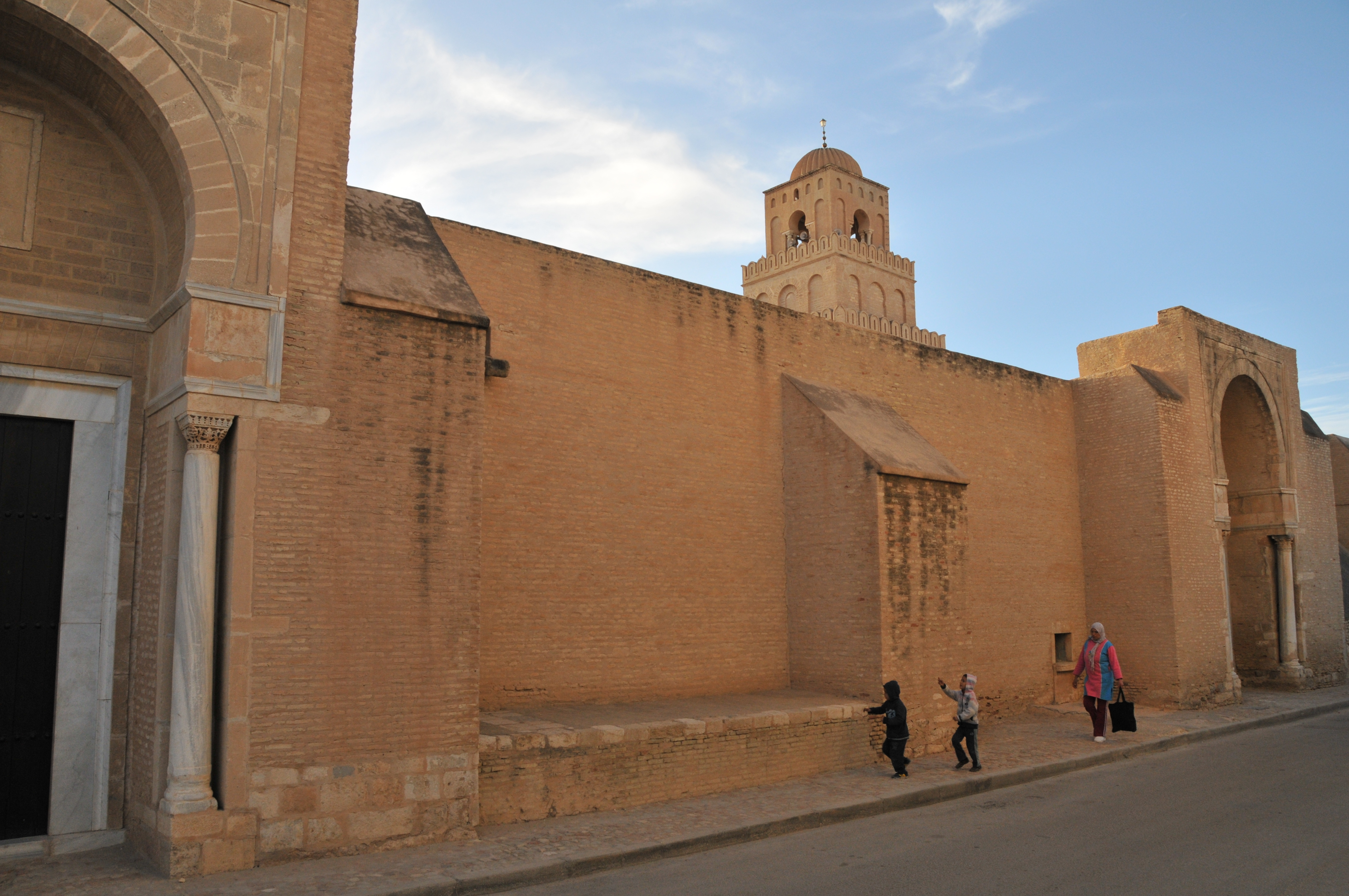
Vue partielle de la façade orientale montrant le mur compris entre le troisième et le quatrième porche.
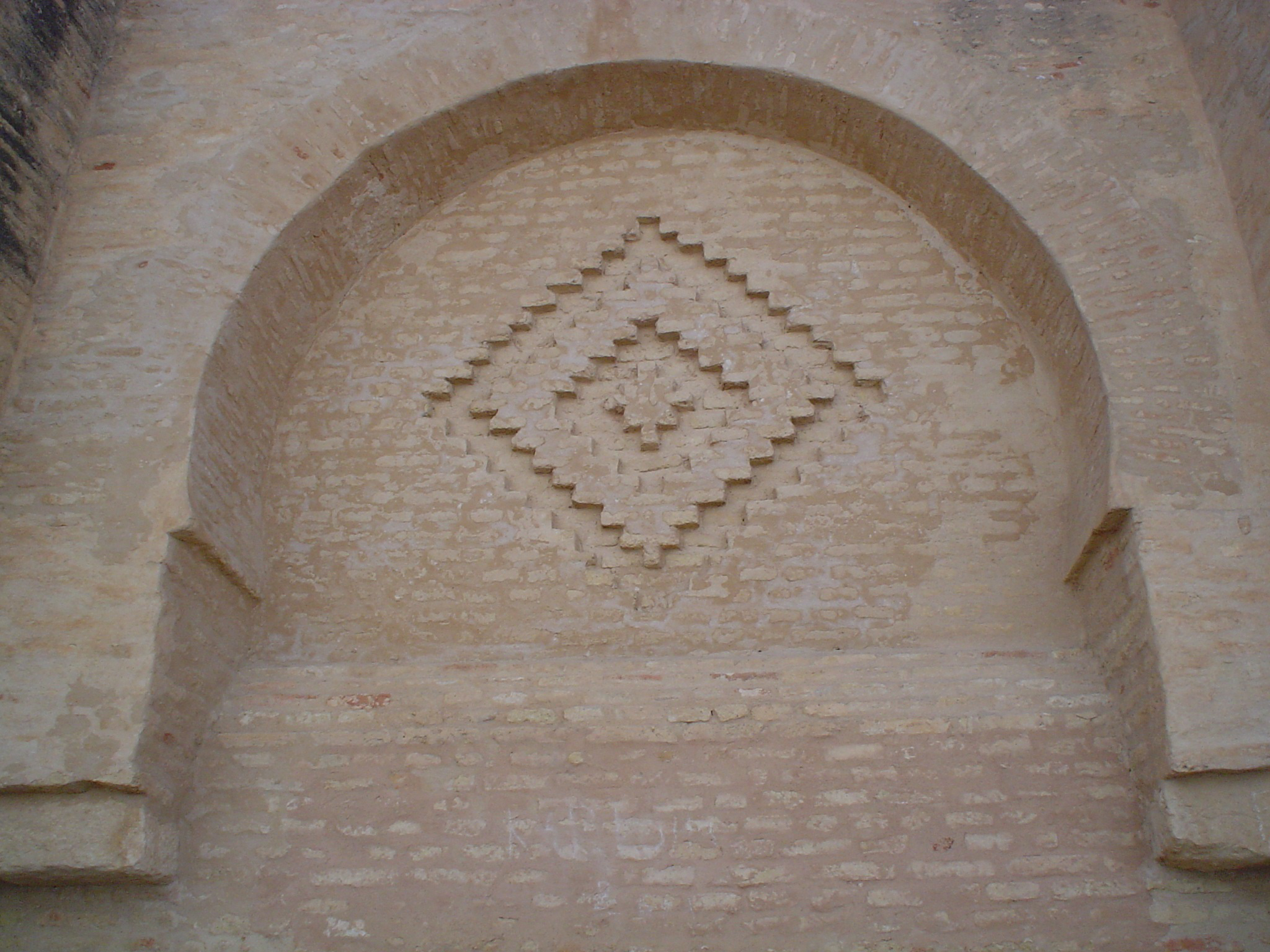
Gros plan sur un décor géométrique ornant la façade orientale. Il s'inscrit à l'intérieur d'un arc en plein cintre outrepassé.
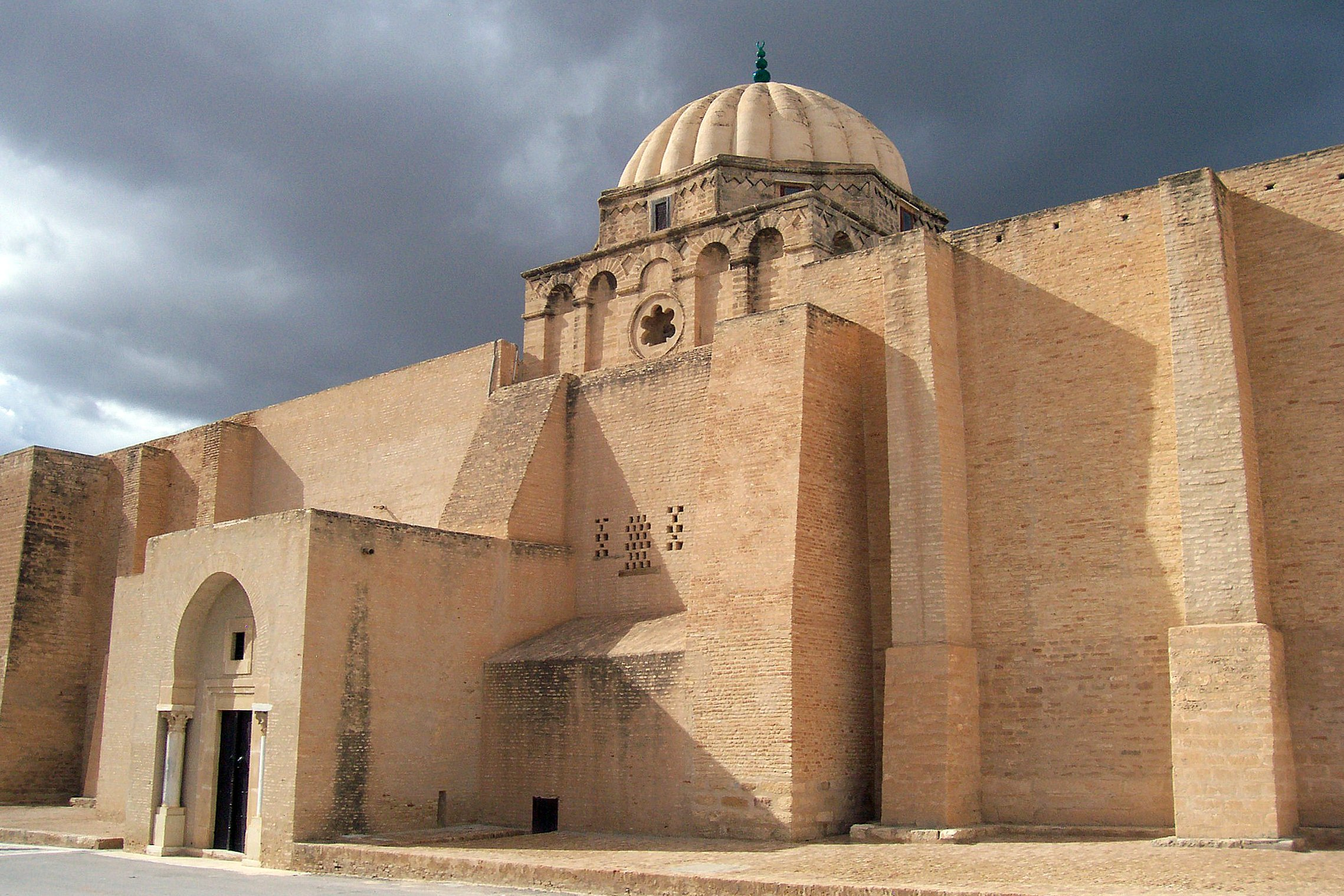
Vue de la partie centrale de la façade sud. Celle-ci présente un seul porche (à gauche).
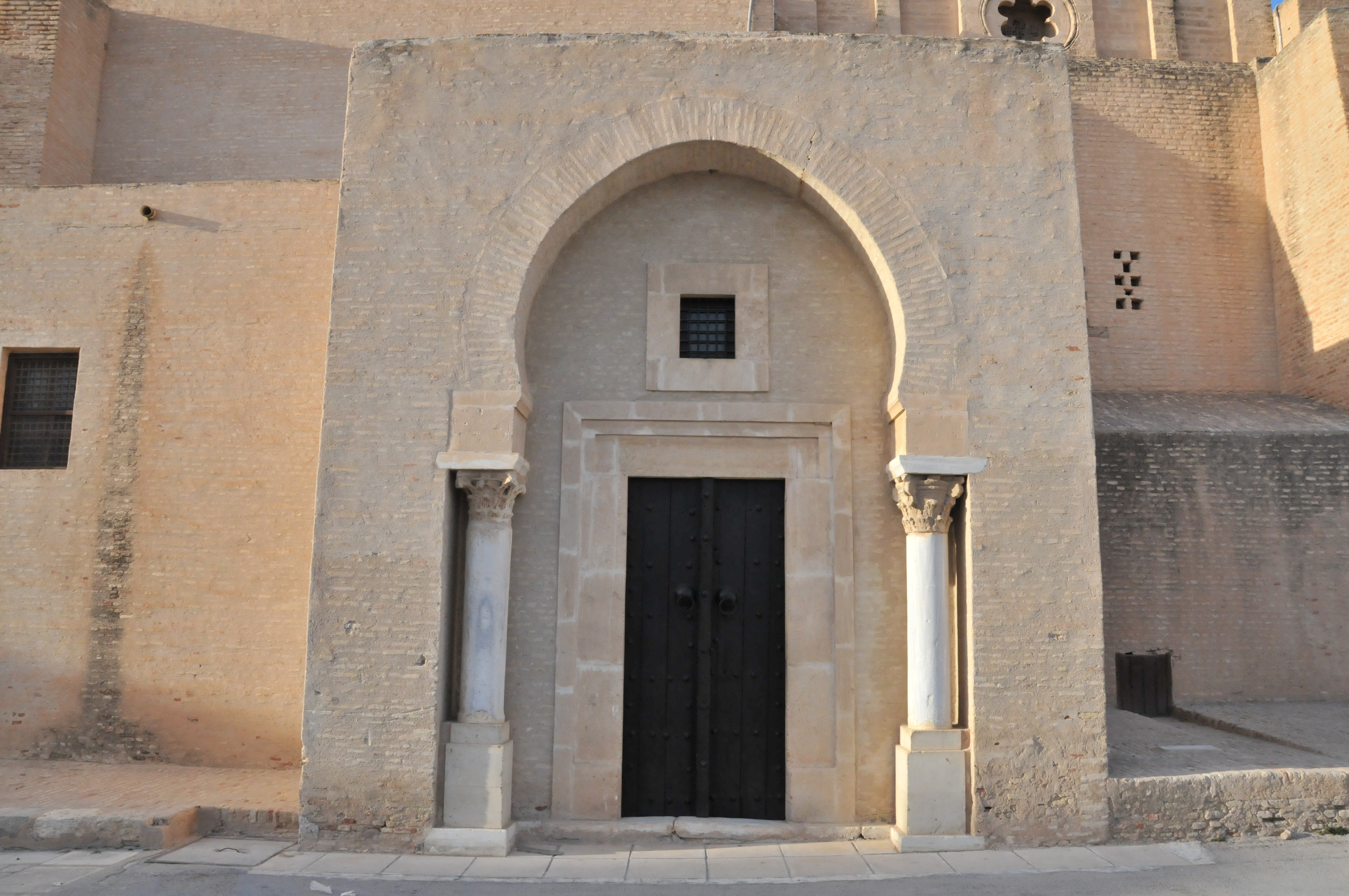
Gros plan sur l'unique entrée de la façade sud, qui permet d'accéder à la salle de l'imam et à la maqsura.

### Cour

#### Espace et portiques

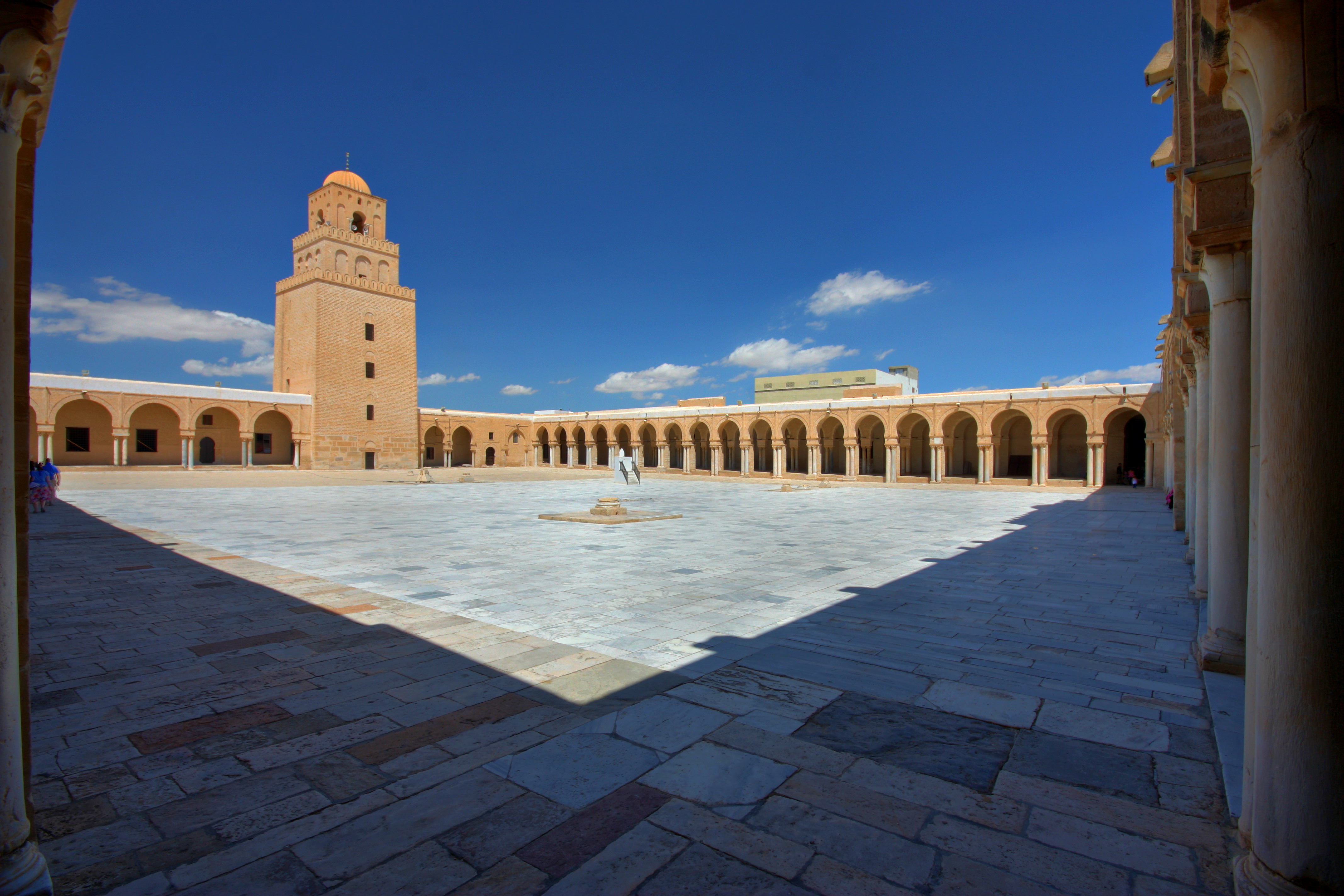
Vue de la cour depuis son angle sud-ouest.

Il est possible d'accéder à la cour par l'une des six entrées latérales datant des IXe et XIIIe siècles ; on découvre alors un vaste espace trapézoïdal à ciel ouvert dont les dimensions, à savoir la longueur de ses quatre côtés, sont : 67 mètres pour le côté ouest, 67,25 mètres pour le côté est, 50,25 mètres pour le côté nord et 52,45 mètres pour le côté sud,,. Il est entouré sur trois de ses côtés (sud, est et ouest) par des portiques à plusieurs alignements d'arcades ; celui du côté nord, dont l'ordonnance est interrompue par le minaret, ne comporte qu'une seule ligne d'arcades de part et d'autre de ce dernier,.

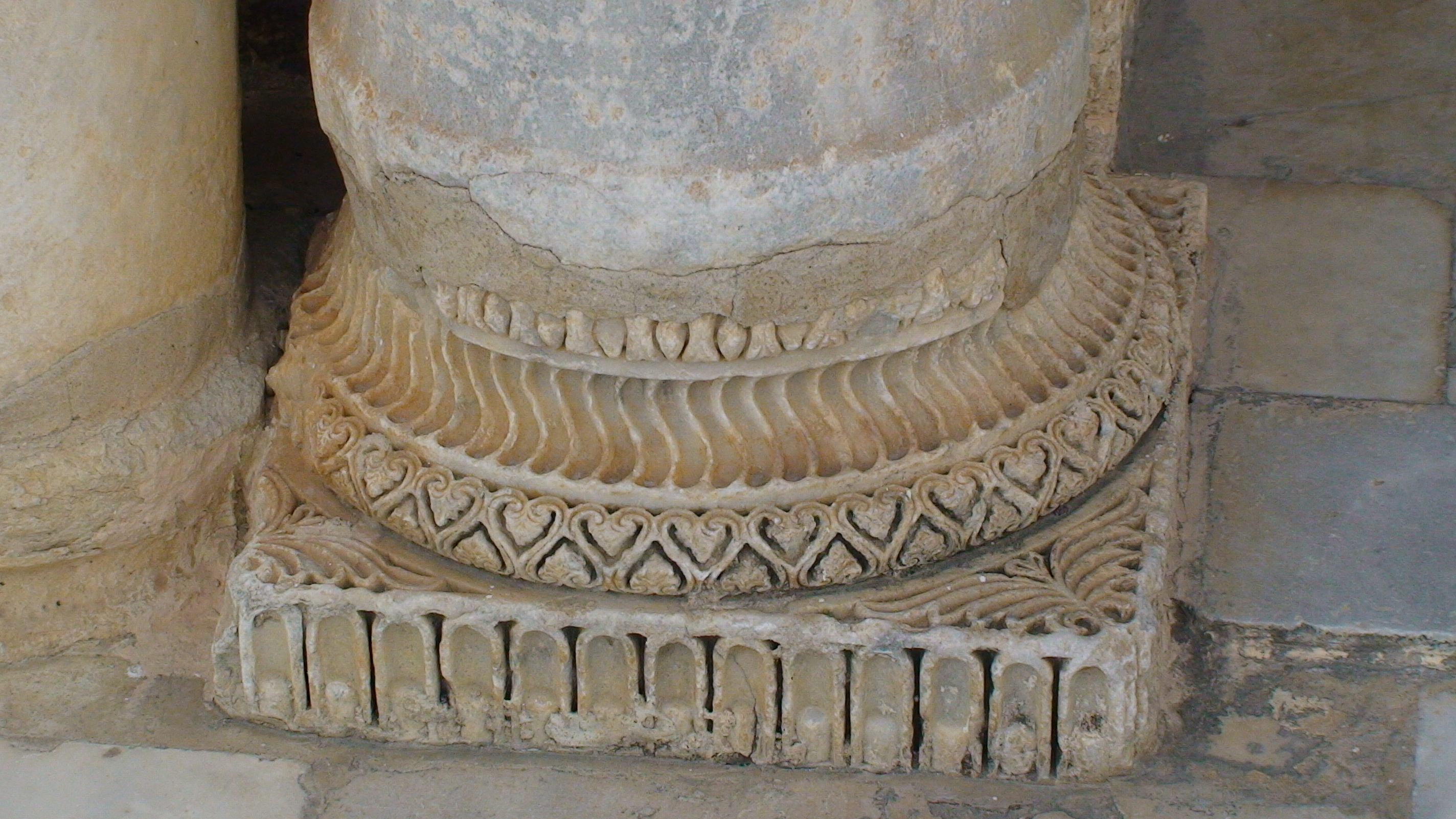
Base de colonne finement sculptée.

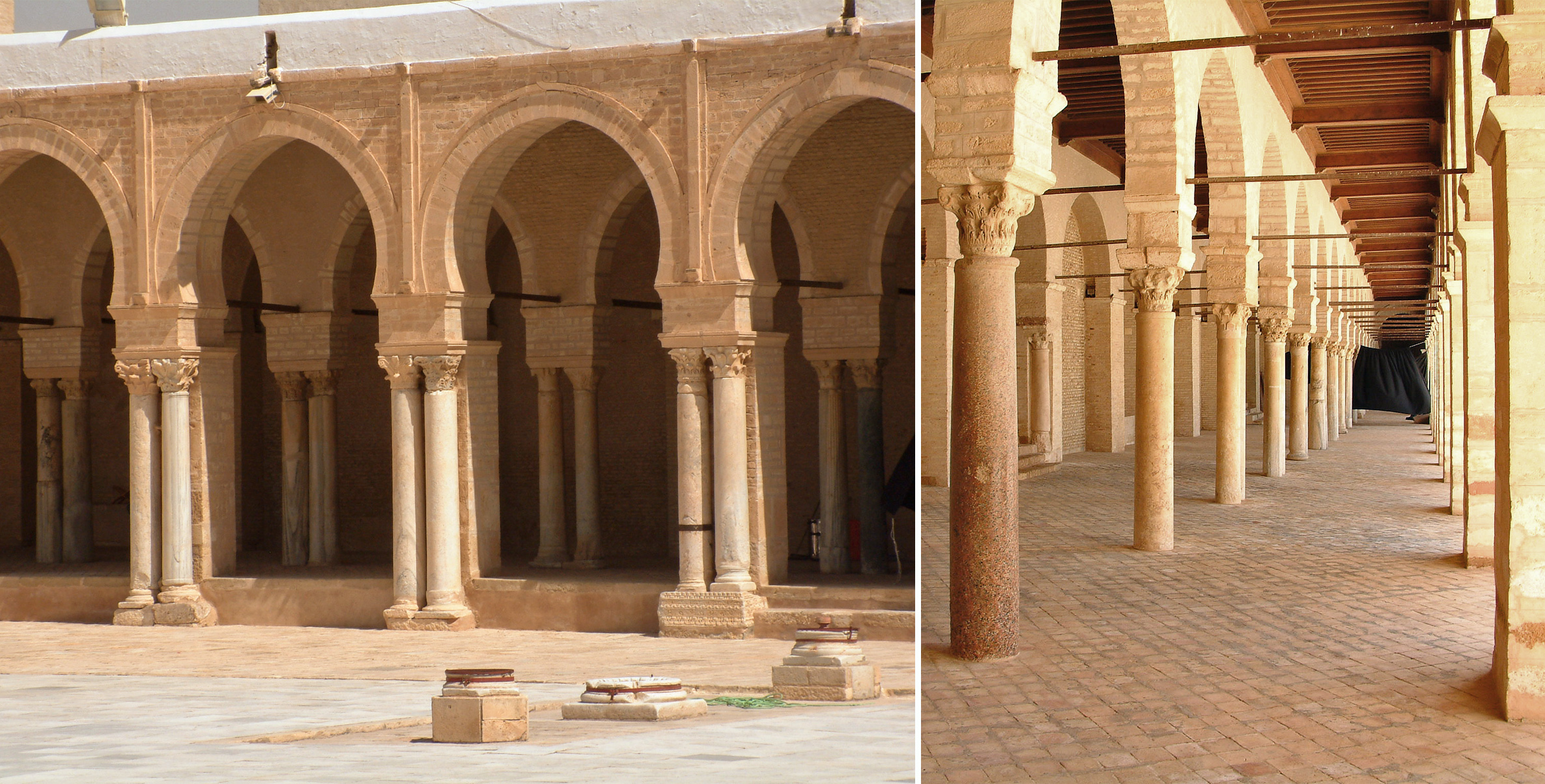
Deux vues du portique oriental. À gauche, une vue partielle de sa façade, à droite une vue intérieure.

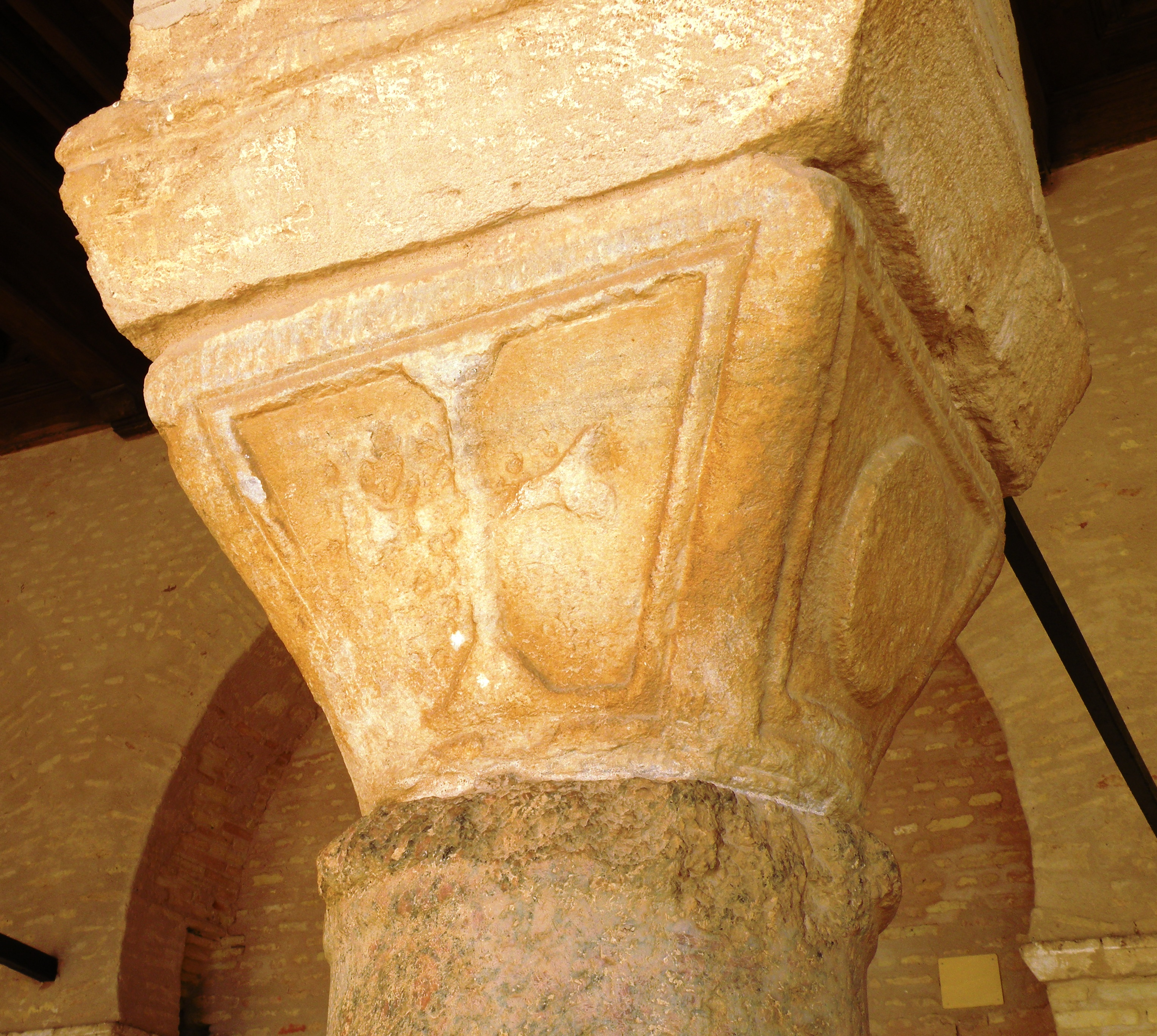
Chapiteau byzantin du portique oriental. En forme de tronc de pyramide renversé, il présente une croix grecque.

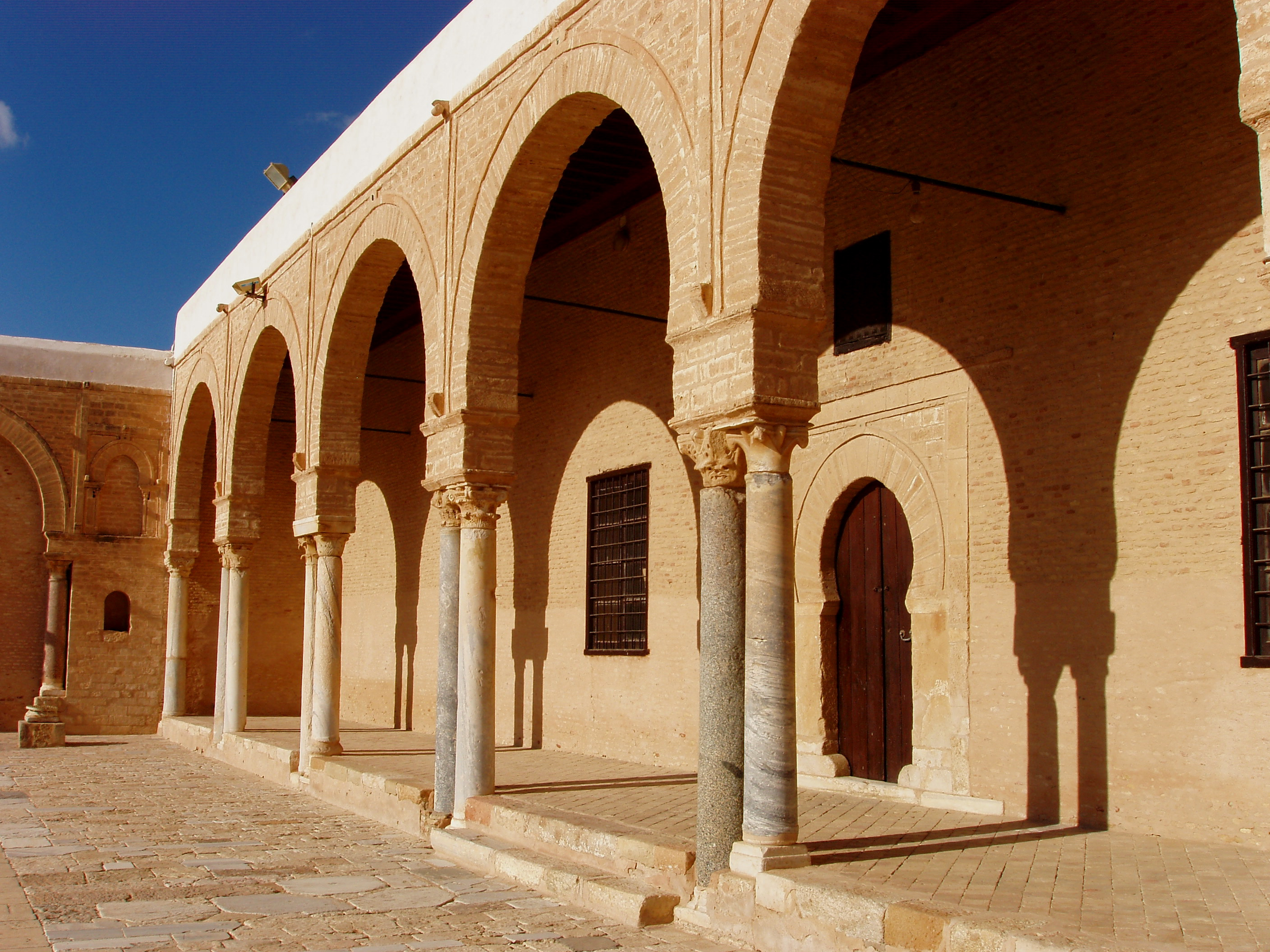
Vue partielle du portique nord de la cour, à l'ouest du minaret.

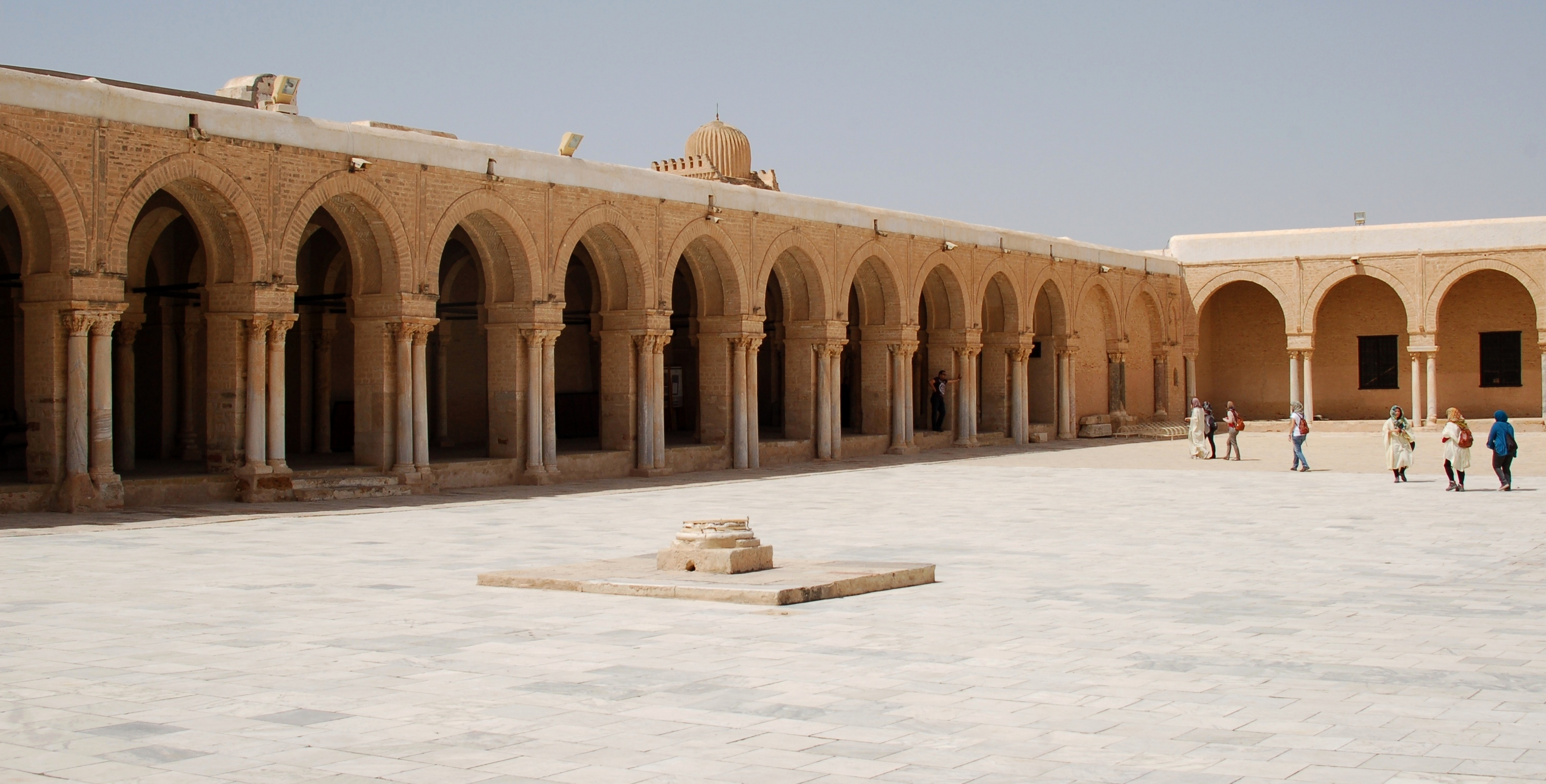
Vue du portique occidental de la cour.

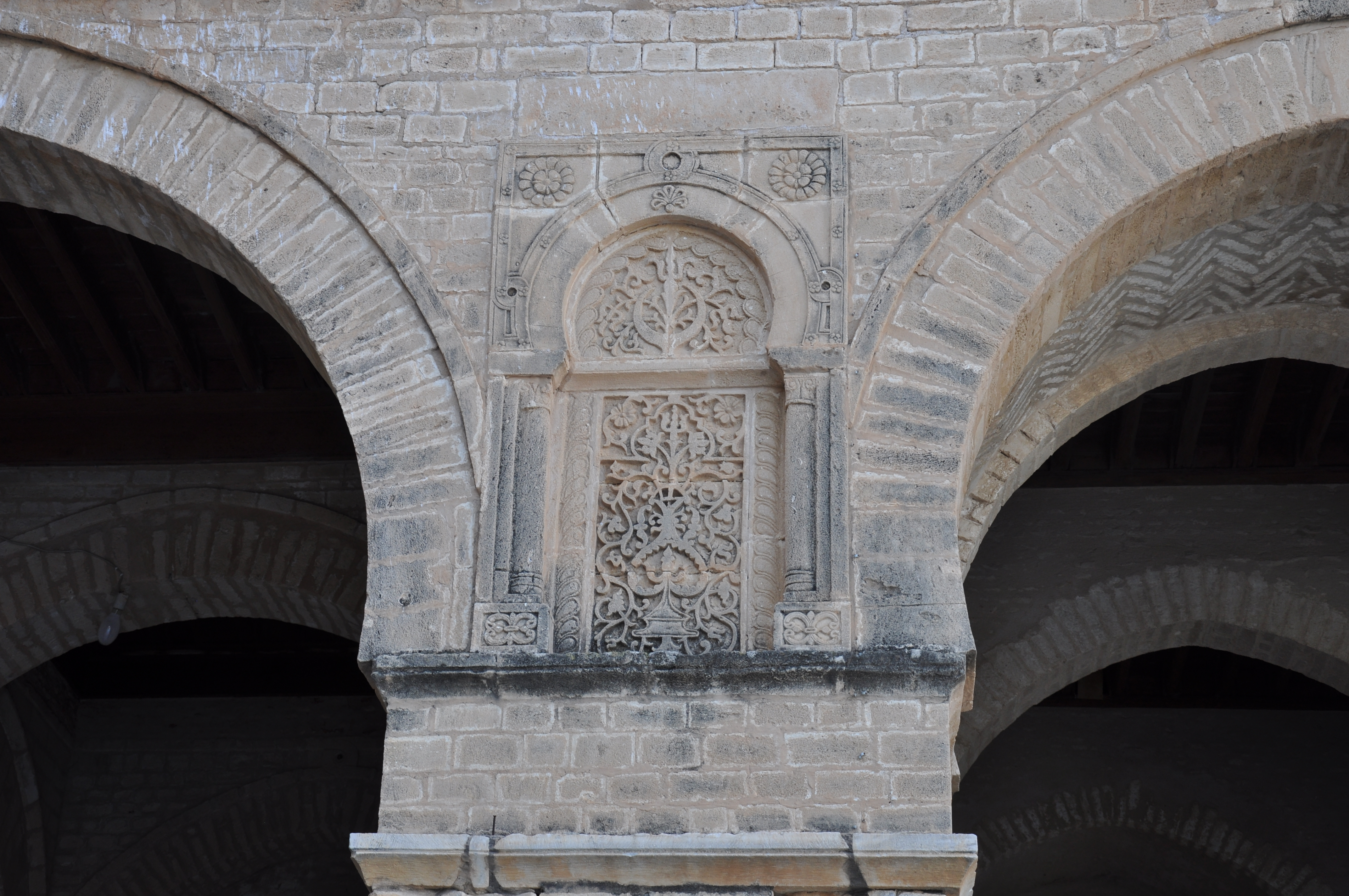
Vue d'un panneau sculpté de la façade du portique occidental.

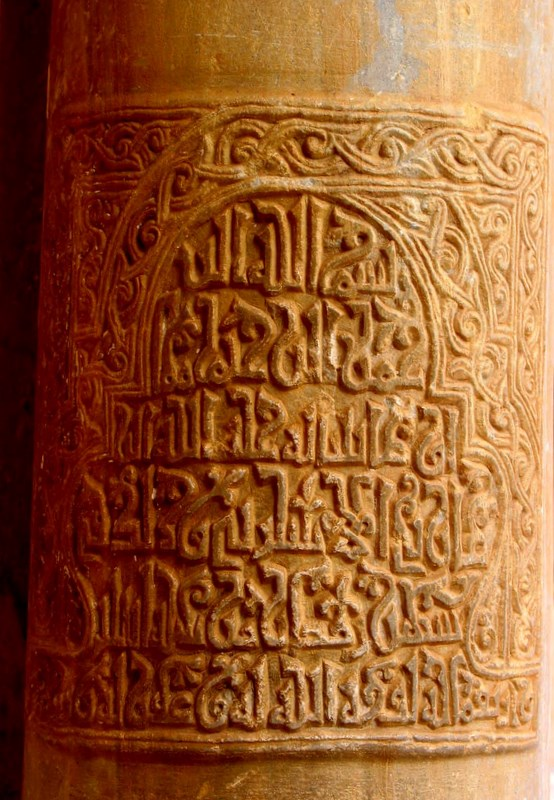
Gros plan sur une inscription coufique en relief, gravée sur le fût d'une colonne de la façade du portique occidental.

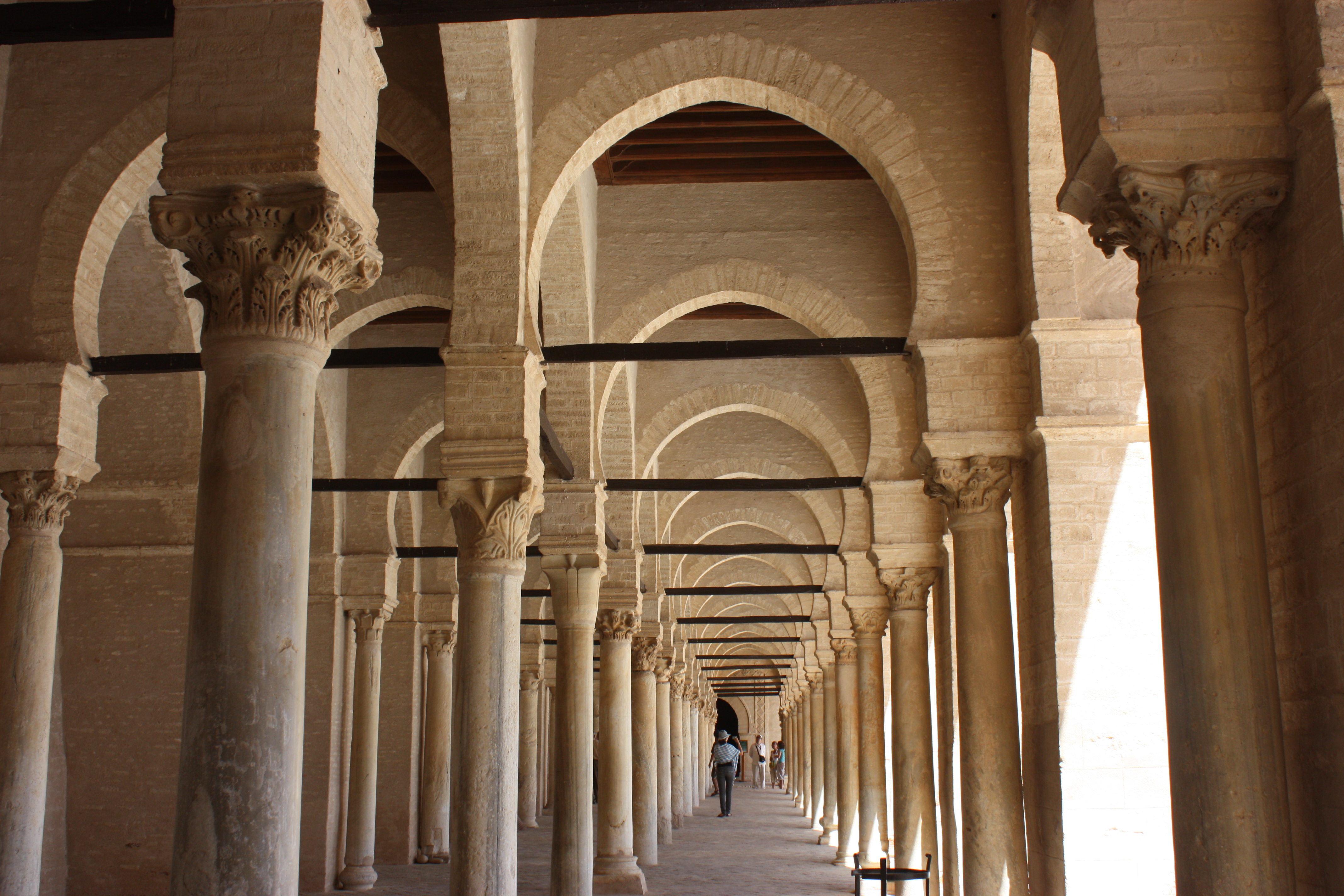
Vue intérieure du portique occidental, montrant une succession d'arcades.

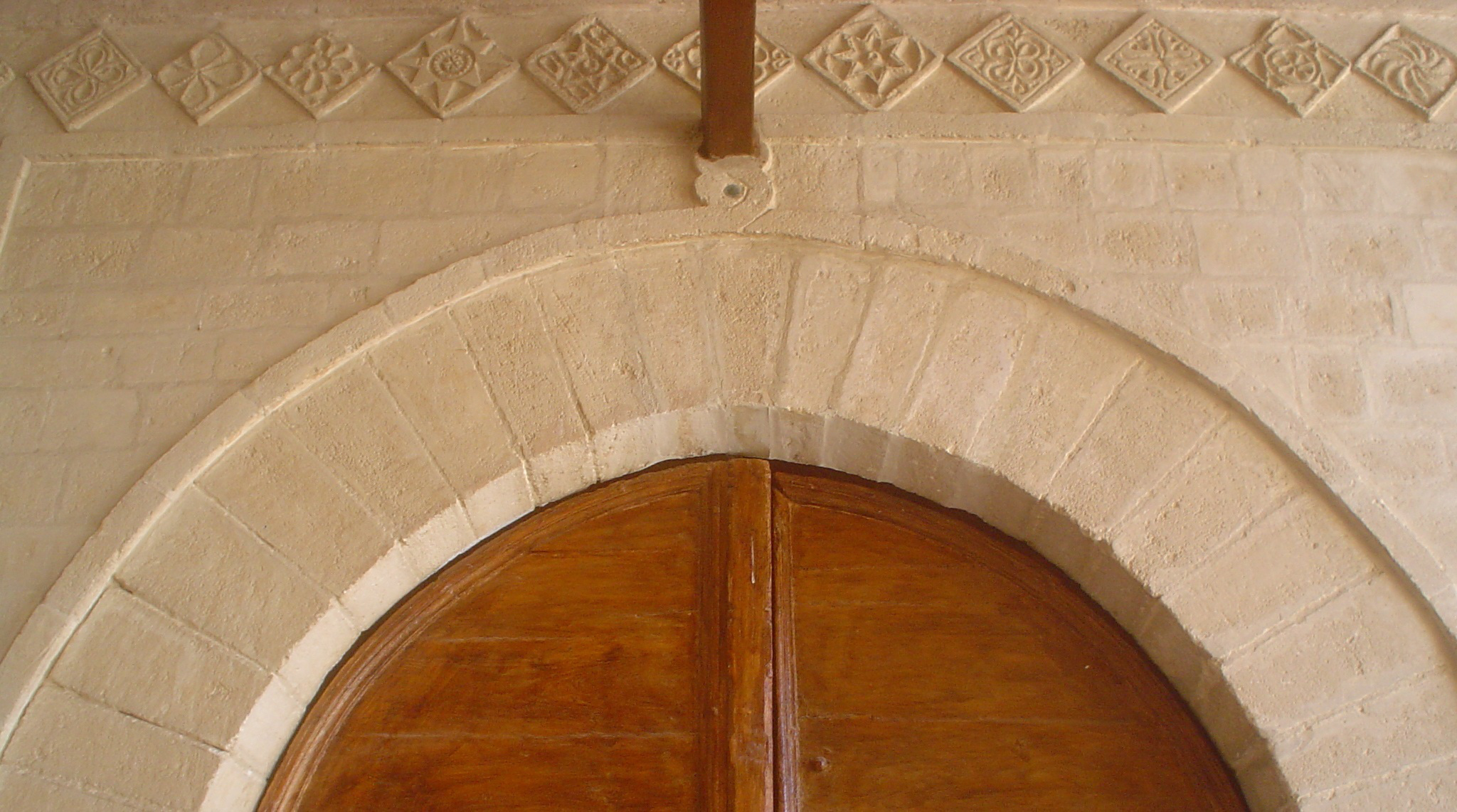
Vue du décor au-dessus de la porte de l'ancienne midha.

Les portiques sont ouverts par des arcs outrepassés, soit en plein cintre soit brisés, qui sont soutenus par des colonnes de marbres divers, de granite ou de porphyre. Les bases, fûts et chapiteaux sont, dans leur grande majorité, remployés de monuments romains, paléochrétiens ou byzantins provenant de plusieurs sites antiques, notamment de Carthage.
Les chapiteaux sont de styles très variés : chapiteaux composites, ioniques, le plus souvent corinthiens ou corinthisants (à feuilles d'acanthe souples, épineuses ou dentelées). Certains sont à figures animales (aigles, bustes de bœufs ou de béliers) mais sensiblement modifiés lors de la retaille, d'autres sont en forme de tronc de pyramide (à quatre faces trapézoïdales) ou de tronc de cône renversés. Un certain nombre sont sculptés à jour et sont ornés de divers éléments végétaux et d'entrelacs ; d'autres encore sont à médaillons, etc.
Tous les arcs de façade des portiques sont encadrés, chacun, d'une moulure couronnée d'un nœud à la clef ; entre les parties inférieures des arcs s'intercalent des corbeaux en pierre de formes diverses. Les façades des portiques oriental et occidental présentent des arcs outrepassés en plein cintre ou brisés qui retombent, par l'intermédiaire d'impostes munies de corniches, sur des colonnes jumelées adossées à des piliers. Le portique oriental s'ouvre sur la cour par dix-huit arcs, alors que le portique occidental est ouvert par quinze arcs.
Quant au portique nord, ses arcs sont soutenus par des colonnes non adossées à des piliers. Il s'ouvre sur la cour par cinq arcs en plein cintre légèrement outrepassés à l'ouest du minaret, et par deux arcs outrepassés brisés à l'est de celui-ci. À ces deux arcs, soutenus par quatre colonnes plus courtes que celles de la partie ouest du portique, succède la façade d'une salle à huit colonnes servant d'entrepôt. Cette façade comporte une porte en fer à cheval, surmontée d'une fenêtre rectangulaire, ainsi qu'une arcade aveugle dont l'arc outrepassé brisé circonscrit une fenêtre cintrée.
De part et d'autre du minaret, se trouvent deux autres salles à usage d'entrepôt. Bien que de superficies différentes, chacune d'elles comporte intérieurement six colonnes. Leurs portes en fer à cheval brisé et leurs fenêtres rectangulaires sont percées dans le mur de fond du portique nord. La salle à l'ouest du minaret a quatre fenêtres, dont l'une surmontant sa porte d'entrée, alors que la pièce située à l'est de ce dernier en possède seulement deux.
Le sol des portiques oriental et occidental, ainsi que de la partie ouest du portique nord, est surhaussé de deux marches par rapport à celui de la cour. Les trois portiques sont couverts de plafonds en bois à solives apparentes.
Le portique occidental présente en façade, à son extrémité sud, entre le premier et le deuxième arc, un panneau sculpté en pierre, sorte de niche feinte en forme de mihrab, qui comporte un décor symétrique de rinceaux et de fleurs se terminant par un croissant,. Celui-ci s'inscrit dans un arc outrepassé dont la moulure est ornée de nœuds et de motifs floraux, notamment de petites fleurs à quatre pétales. Chacun des deux écoinçons de ce dernier est garni d'une fleur à double rangée de pétales. Deux panneaux similaires se trouvent à l'intérieur du même portique, à son extrémité sud également. La décoration des panneaux, qui date du XVIIe siècle, semble attester une restauration de celui-ci à l'époque mouradite.
Lors de cette campagne de réfection sont utilisés quelques chapiteaux et fûts de colonnes récupérés du site de l'ancienne cité royale fatimo-ziride d'Al-Mansuriya (occupée entre les Xe et XIe siècles) ; c'est ainsi que le fût d'une colonne de la façade de ce portique est gravé d'une inscription en caractères coufiques en relief, de l'époque ziride, datée de 402 de l'hégire, soit 1011 de l'ère commune.
L'inscription en six lignes, enfermée dans un cadre en forme d'arc recti-curviligne, porte le texte suivant : « Au nom de Dieu, le Clément, le Miséricordieux. Ceci est une des choses dont Half Allâh, fils de Gazi al-Asîrî, a, par testament, ordonné la construction et cela en Ramadan de l'année 402. Dieu l'en récompense et lui accorde pardon et miséricorde »,.
À l'extrémité nord du portique occidental, deux arcades aveugles se détachent sur le mur de l'ancienne midha (salle d'ablutions). Celle-ci, probablement antérieure à la période hafside, se distingue par une façade décorée de carrés en relief posés sur la pointe, notamment au-dessus de la porte, sculptés de motifs floraux et géométriques. Parmi ces derniers, figurent des fleurs à quatre pétales, des rosaces, des étoiles à six et à sept pointes, des entrelacs, etc. Bien que ces motifs offrent des similitudes avec des éléments décoratifs de l'époque aghlabide, ils semblent d'après leur exécution, de facture assez moyenne, postérieurs à cette période. Leur facture les apparente à de pâles imitations des motifs aghlabides, réalisés à une époque bien ultérieure au IXe siècle.

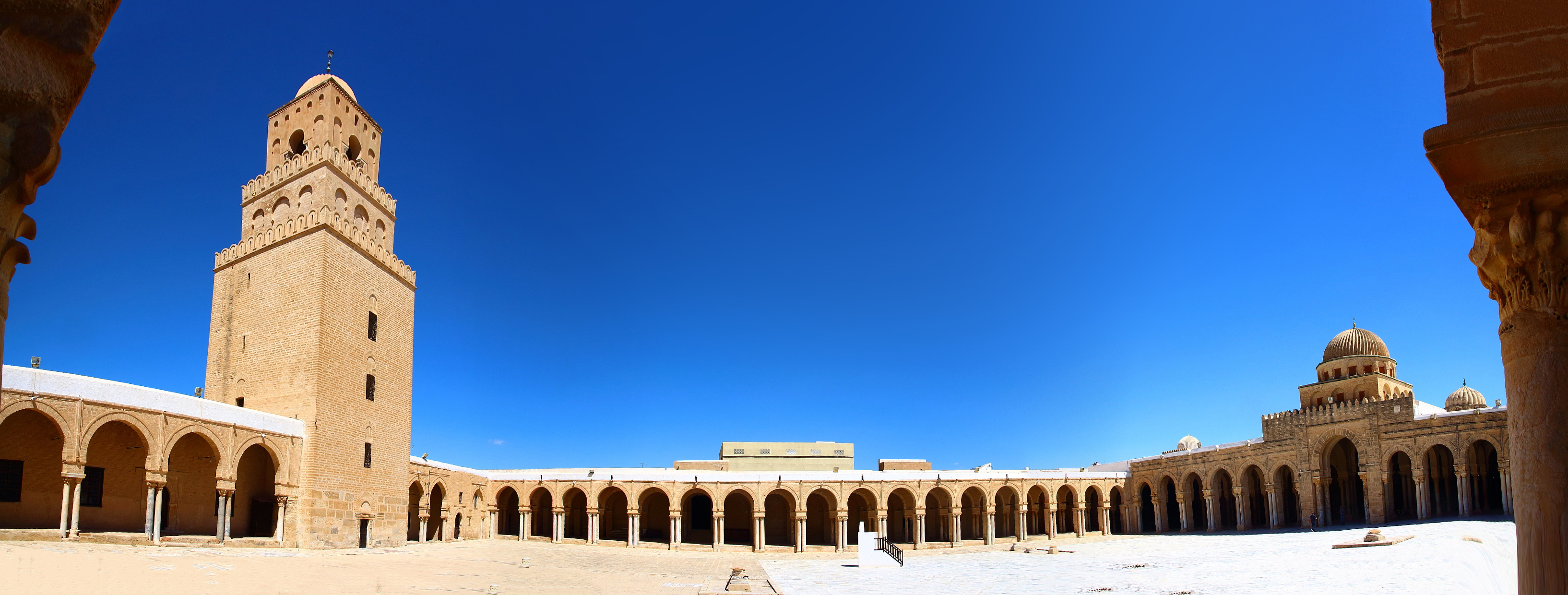
Panorama de la cour. De gauche à droite : le portique nord interrompu par le minaret, le portique oriental ouvert par dix-huit arcades, et le portique méridional.

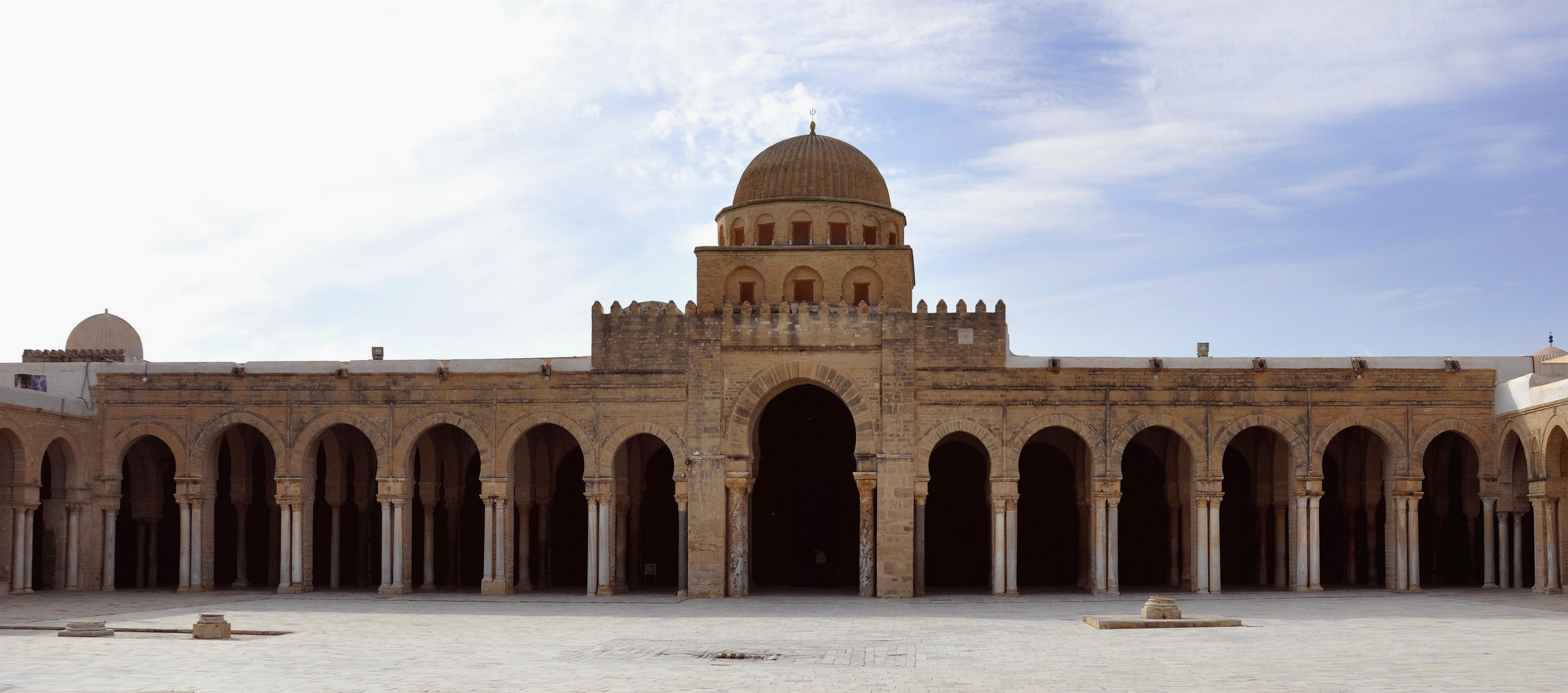
Vue d'ensemble de la façade du portique sud, ouvrant sur la cour par treize arcades.

La façade du portique bordant le côté sud de la cour, en avant de la salle de prière, comporte en son milieu un grand arc appareillé en plein cintre outrepassé et légèrement brisé. Celui-ci, le plus large et le plus élevé des arcs de la cour, repose, par l'intermédiaire d'impostes munies de corniches, sur des colonnes dépourvues de bases et dont les fûts, en marbre blanc veiné, sont surmontés de chapiteaux composites à feuilles d'acanthe souples,.

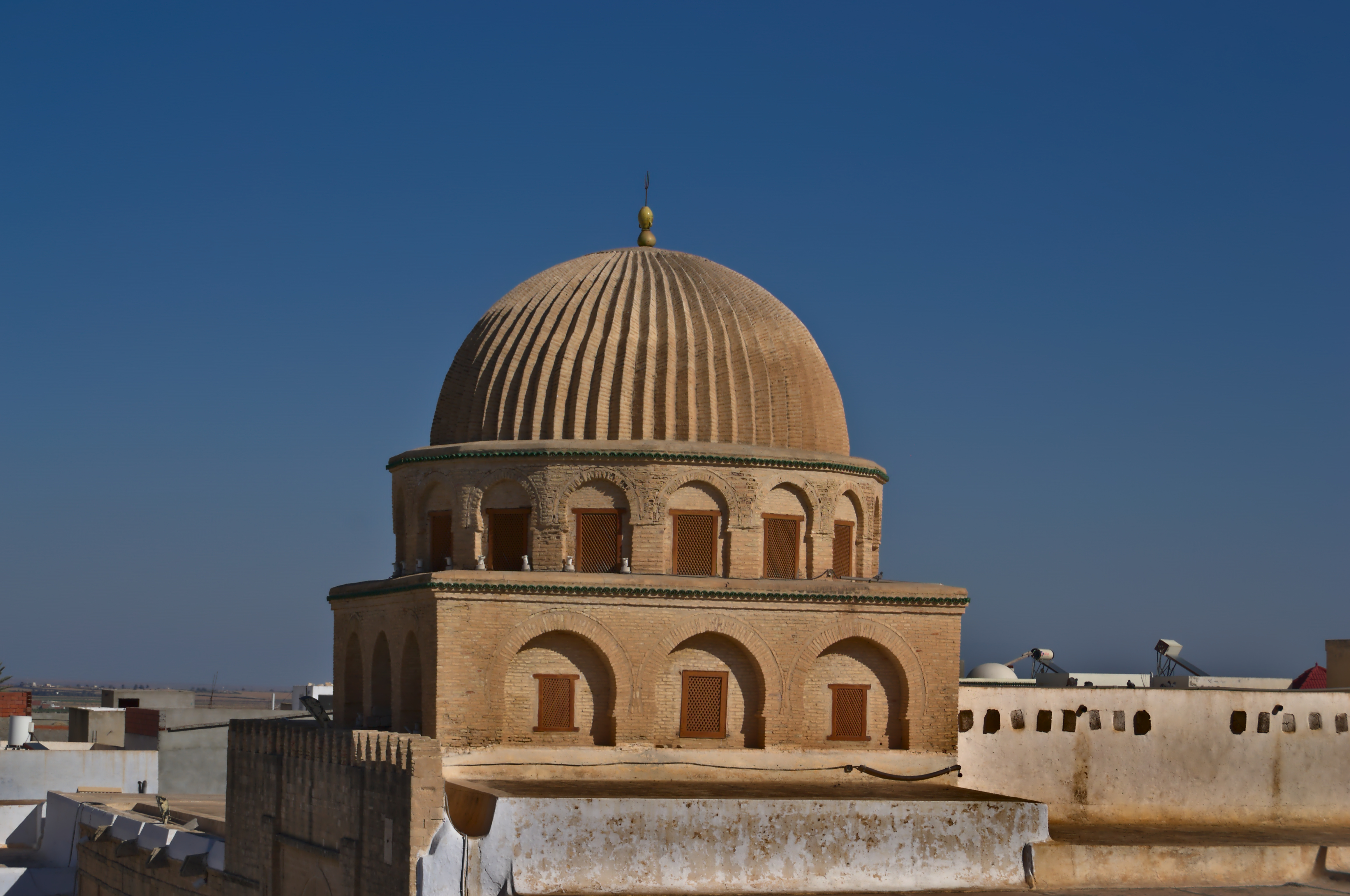
Vue la coupole dont la calotte est ornée de multiples arêtes aiguës. Celle-ci est supportée par un tambour hexadécagonal.

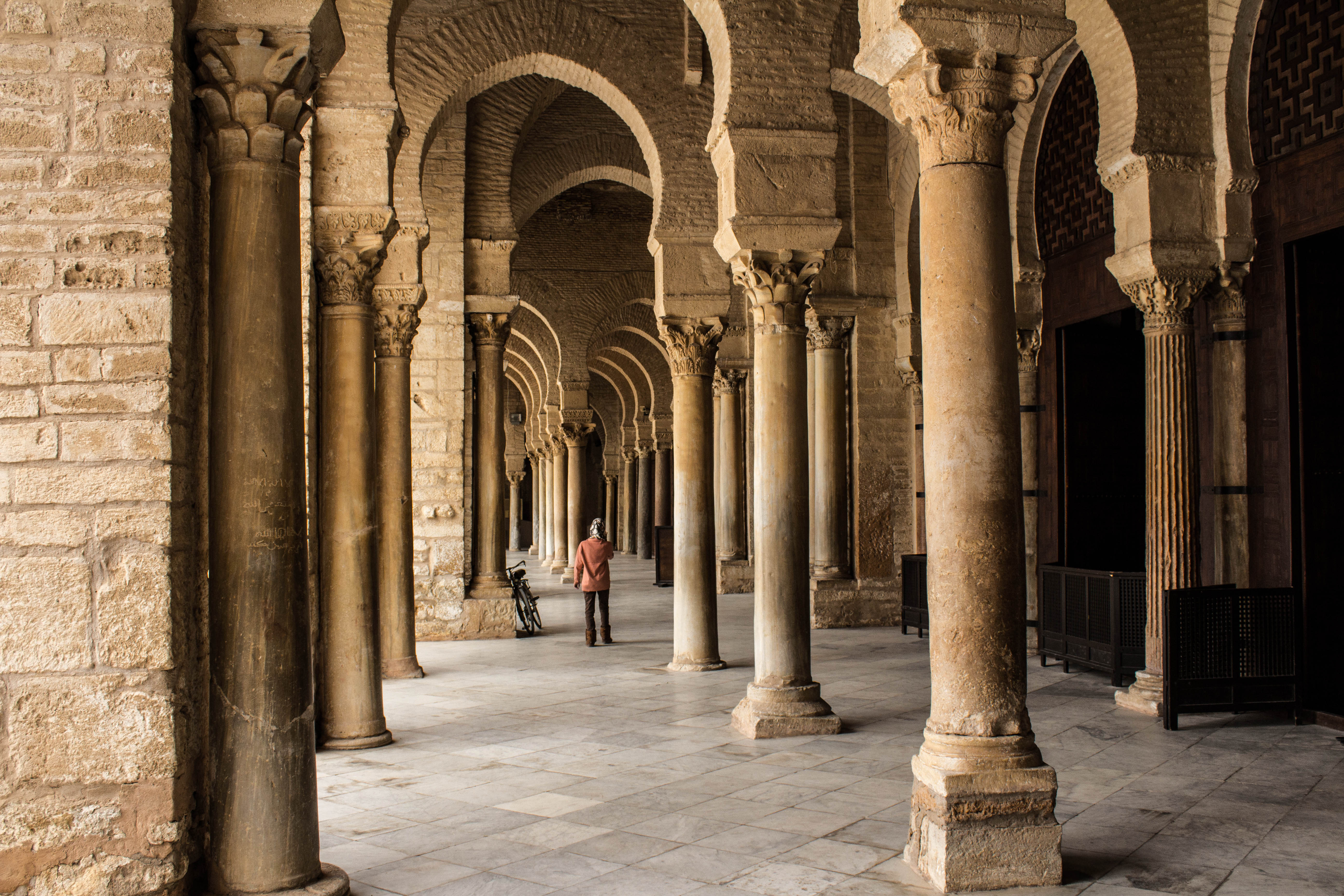
Vue intérieure du portique sud qui sert de narthex à la salle de prière.

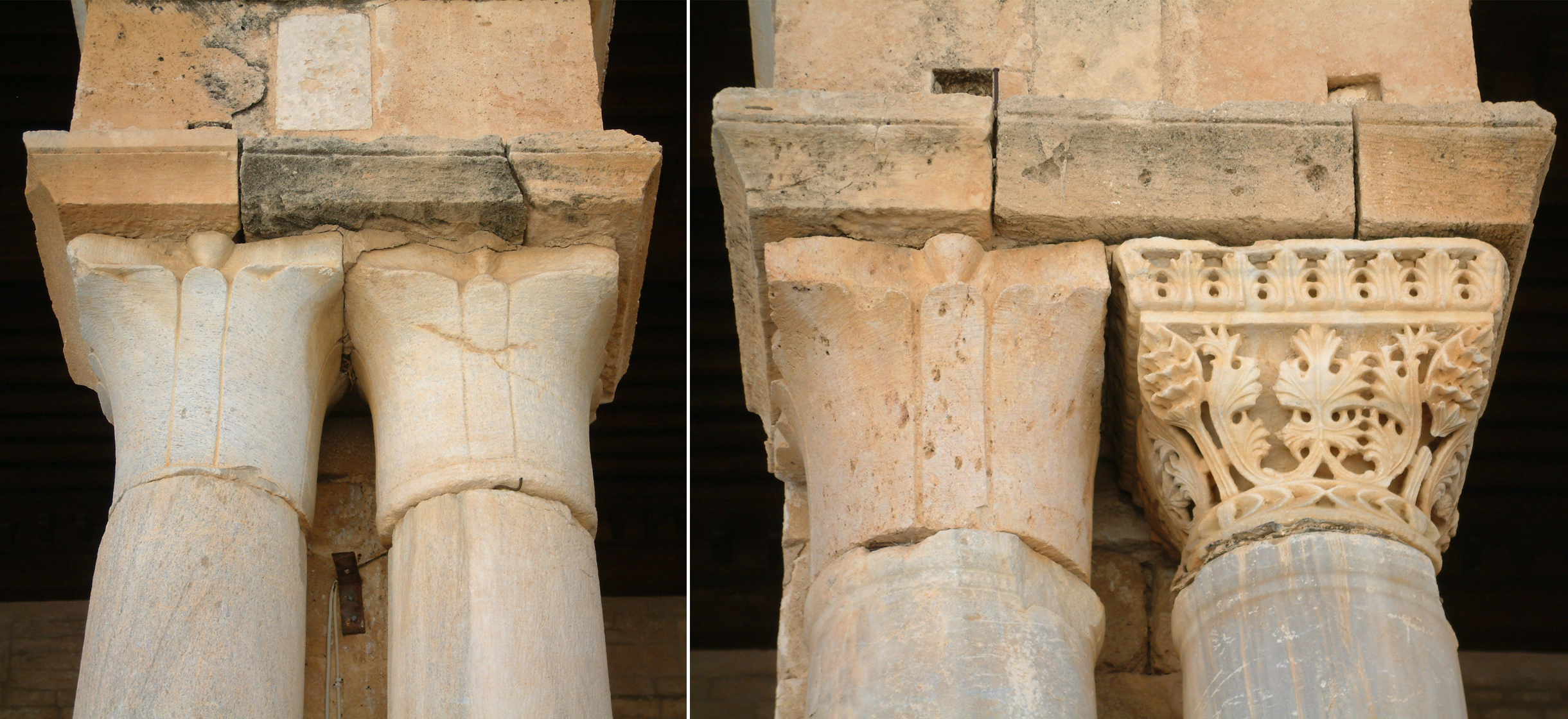
Deux gros plans sur quatre chapiteaux de la façade du portique sud : un byzantin (premier à partir de la droite) et trois hafsides.

Cet imposant porche, dont l'arc est encadré de piliers saillants, est surmonté, ainsi que les deux arcs moins élevés qui le bordent de part et d'autre, d'un parapet à merlons en dents de scie. Derrière ce dernier s'élève une base carrée, terminée par une rangée de tuiles vertes, dont les côtés nord, est et ouest comportent, chacun, trois fenêtres rectangulaires, celle du milieu étant plus grande que les deux autres. Le côté sud, quant à lui, est dépourvu de fenêtres et de niches. Ceci s'explique par le fait que le côté sud est, en partie, masqué par le toit de la nef centrale de la salle de prière. La hauteur de celui-ci dépasse, d'environ deux mètres, le reste des toits de la salle de prière. Les baies des côtés nord et ouest sont inscrites dans des niches arrondies en fer à cheval ; ces dernières sont absentes du côté est.
Sur la base se dresse une coupole en briques dont la calotte semi-sphérique côtelée, d'un diamètre de 5,71 mètres, porte de nombreuses arêtes aiguës. Cette dernière repose sur un tambour de forme hexadécagonale. Celui-ci est percé de seize fenêtres rectangulaires, inscrites dans des arcatures outrepassées et peu profondes,. Le tambour, d'une hauteur de deux mètres, se termine, également, par une rangée de tuiles vertes qui protège des effets de la pluie et assure, à la fois, un rôle décoratif.
Le grand arc central du portique sud est flanqué, de chaque côté, par six arcs outrepassés légèrement brisés. Ceux-ci sont disposés de façon rythmée, à raison d'un petit arc suivi de quatre arcs moyens de même grandeur et enfin d'un autre petit arc ; ils retombent, par l'entremise d'impostes munies de corniches, sur des colonnes jumelées adossées à des piliers,. Ces dernières sont coiffées de chapiteaux variés en majorité romains et byzantins, mais plusieurs appartiennent à une époque postérieure et sont de style hafside. Ceux-ci comportent quatre feuilles lisses dressées aux angles, entre lesquelles montent quatre feuilles plus étroites occupant le milieu des faces. La présence de chapiteaux hafsides (la façade en compte sept) témoigne de la restauration du portique sous le règne de cette dynastie.
Au total, les proportions et les dispositions générales de la façade du portique sud, qui s'ouvre sur la cour par treize arcs dont celui du milieu constitue avec les deux arcs plus petits qui le bordent, et auxquels il est soudé par le mur crénelé, une sorte d'arc de triomphe à trois baies couronné d'une coupole, forment ainsi un ensemble ayant « un air de puissante majesté » selon l'historien et sociologue Paul Sebag. De part et d'autre de ces trois baies centrales, la crête de la façade est percée d'ouvertures munies de gargouilles, qui déversent dans la cour les eaux de pluie des terrasses.

Portiques de la cour
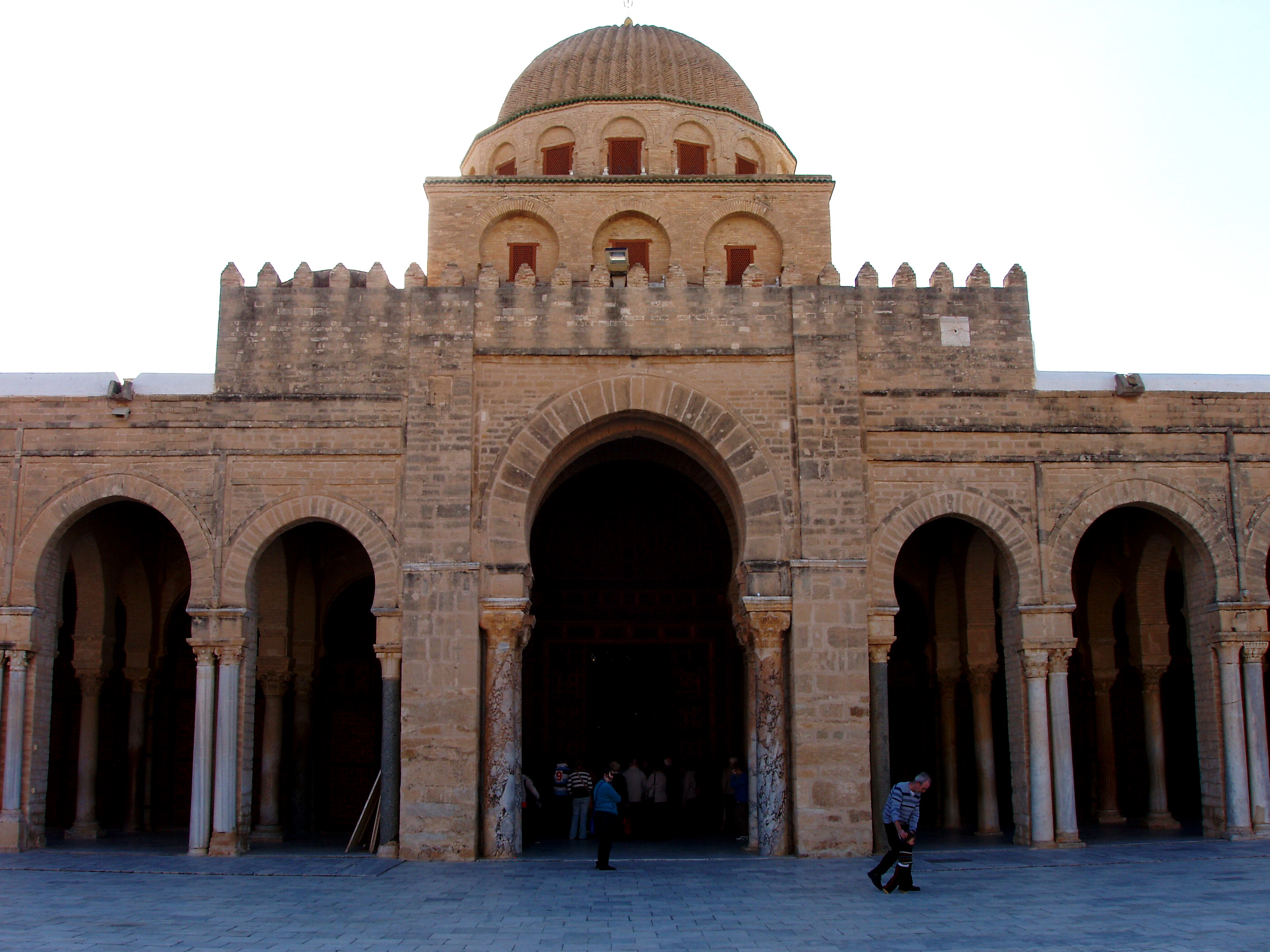
Vue de la partie centrale de la façade du portique sud. Elle est surmontée d'un mur crénelé et d'une coupole côtelée à tambour hexadécagonal, assis sur une base carrée.
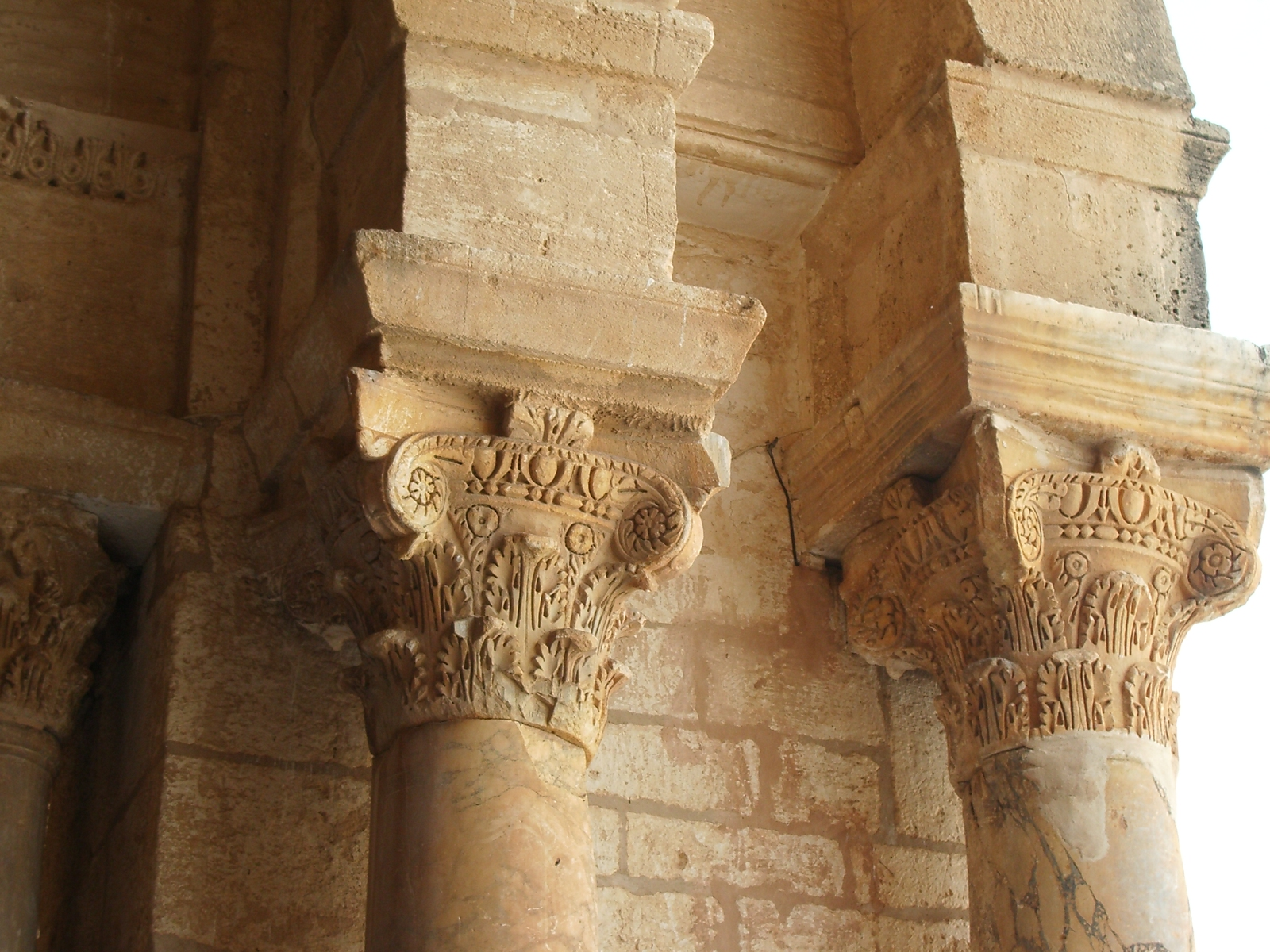
Vue d'une paire de chapiteaux antiques de style composite, associant volutes, oves et feuilles d'acanthe souples. Cette paire est localisée au milieu du portique sud.
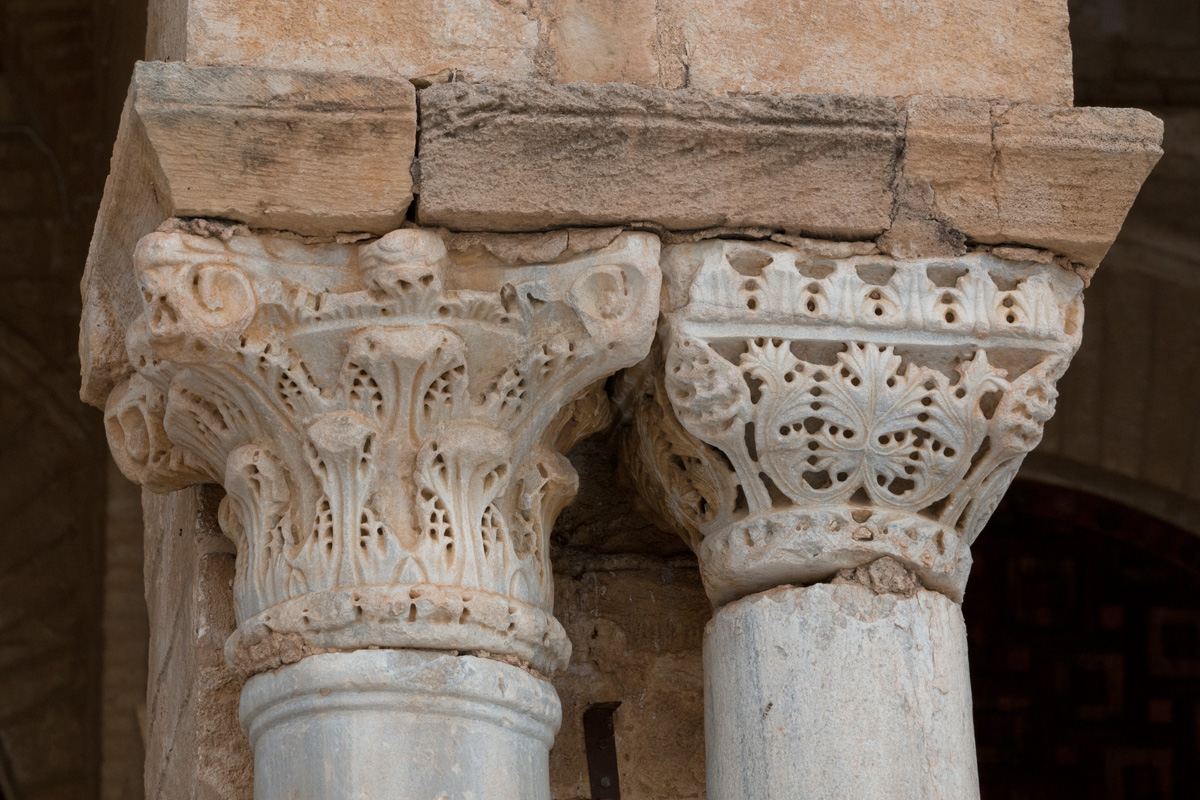
Deux chapiteaux byzantins du portique sud : celui de droite est orné de pommes de pin et de feuilles de vigne, l'autre est à volutes et feuilles d'acanthe dentelées.
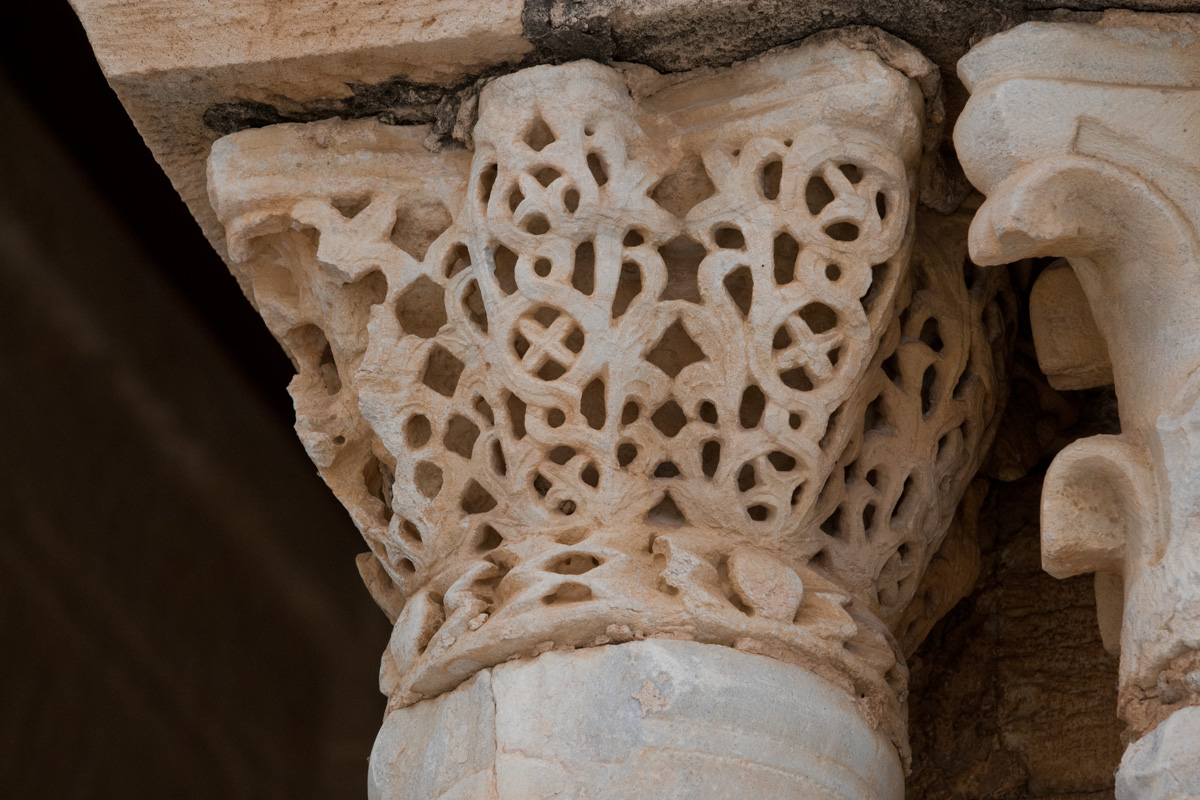
Gros plan sur un chapiteau byzantin très ouvragé du portique sud. Surmontant un astragale orné, il est décoré d'éléments végétaux et d'entrelacs ajourés.
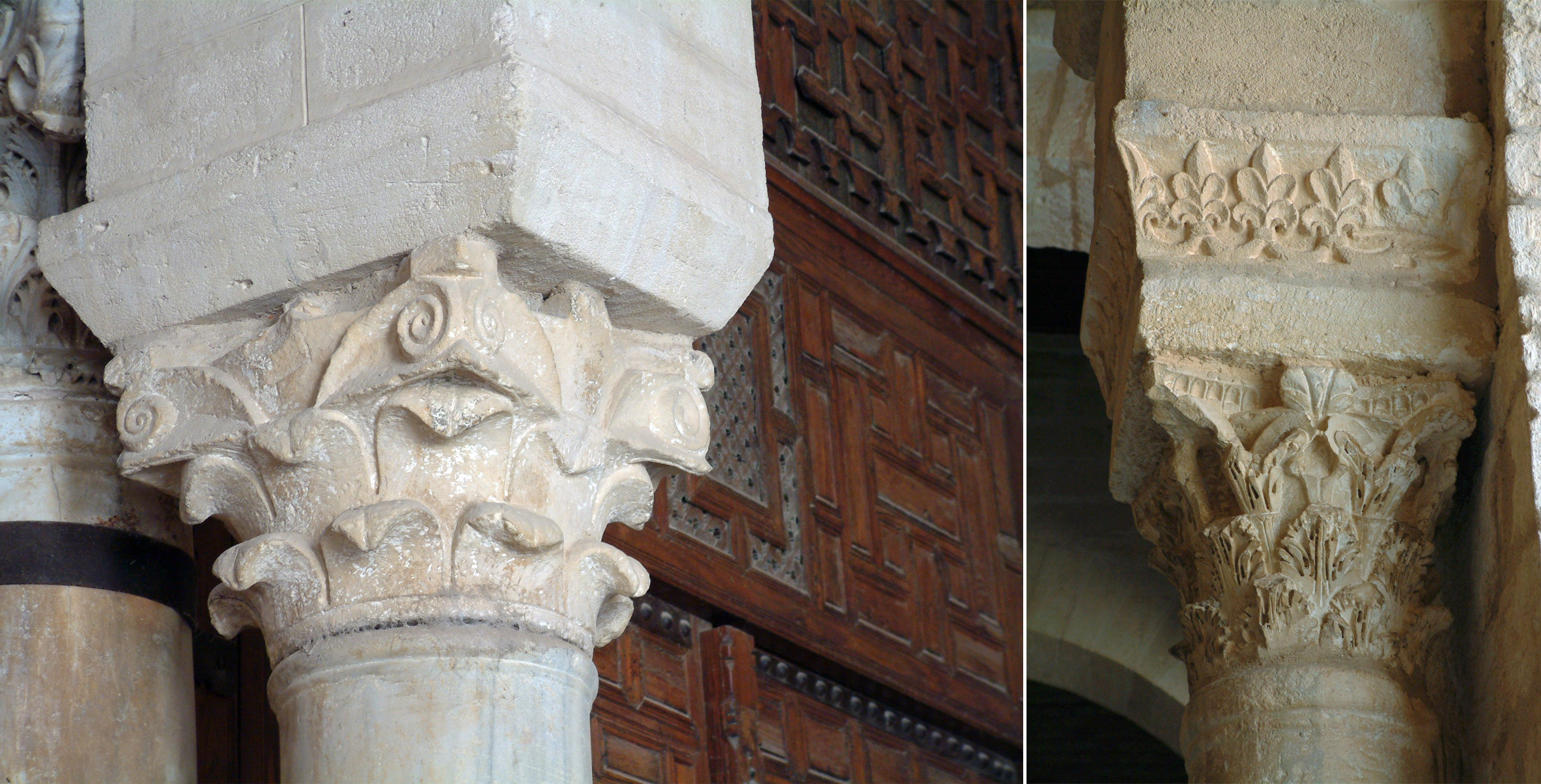
Deux chapiteaux corinthiens à l'intérieur du portique sud. Celui de droite est surmonté d'un décor végétal.
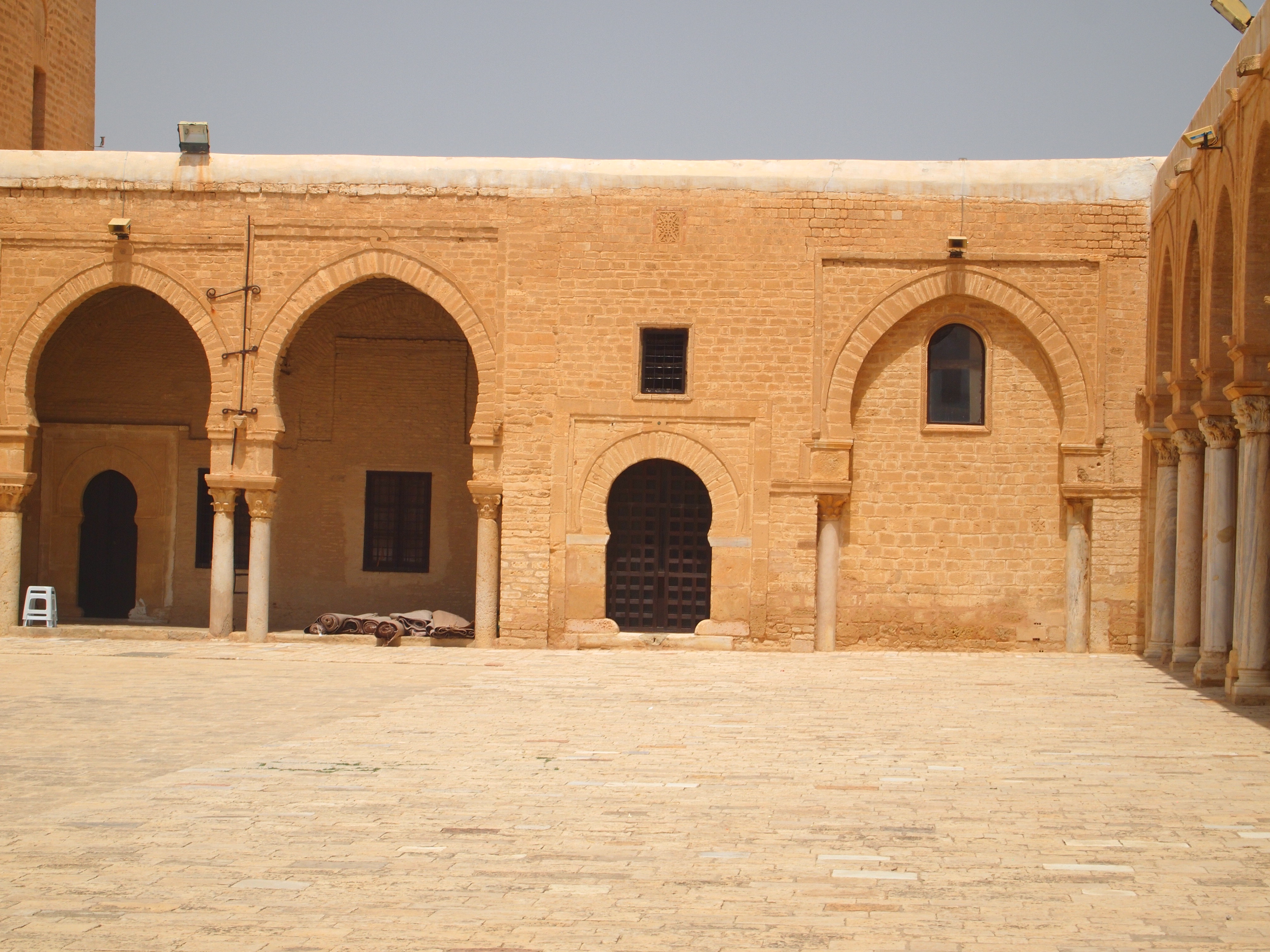
Vue de la partie du portique nord située à l'est du minaret, ouvrant sur la cour par deux arcades outrepassées brisées. À leur droite, la façade d'une salle à usage d'entrepôt.
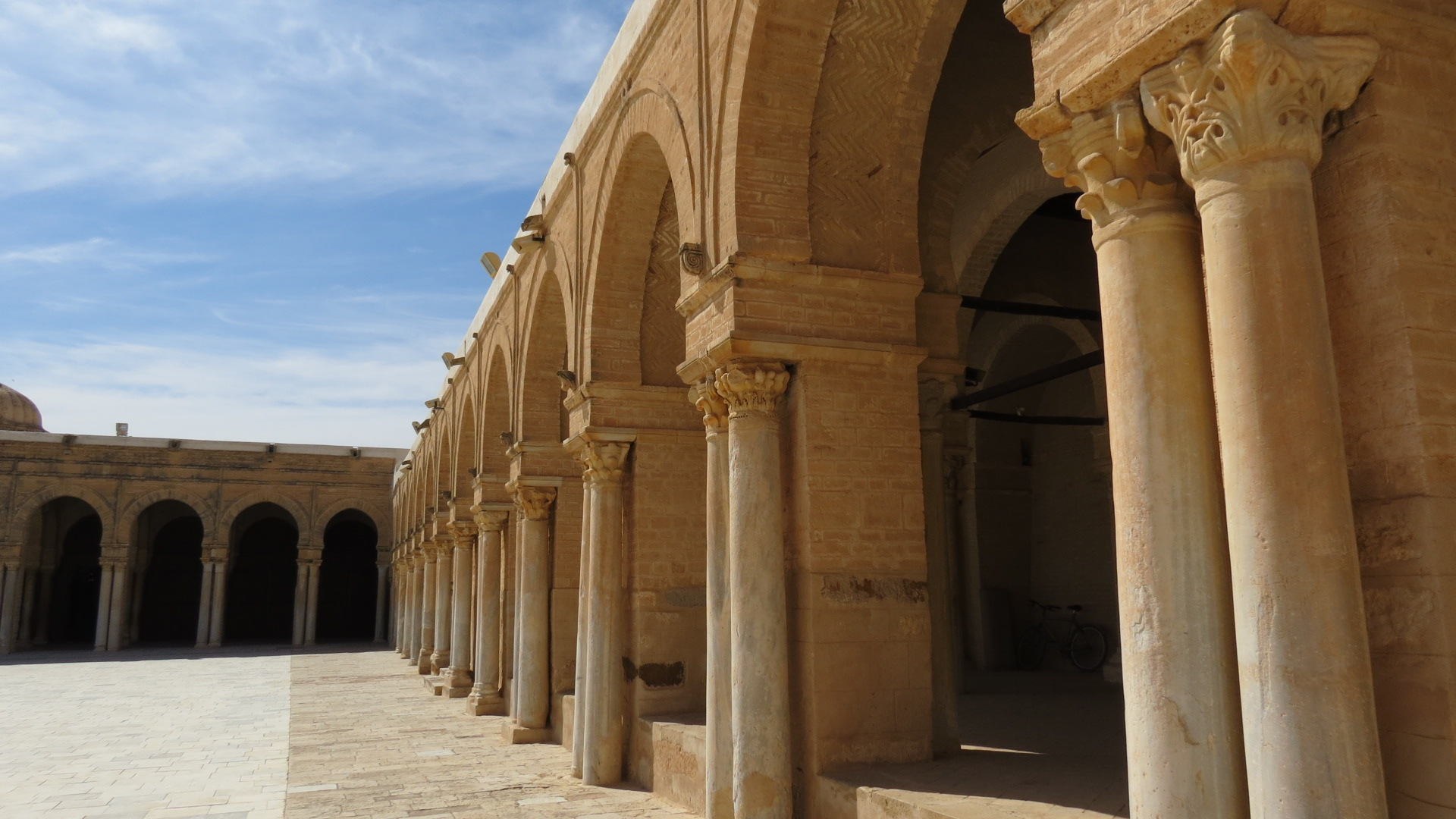
Colonnes adossées à des piliers, et corbeaux (petites consoles intercalées entre les arcs) de la façade du portique occidental de la cour.
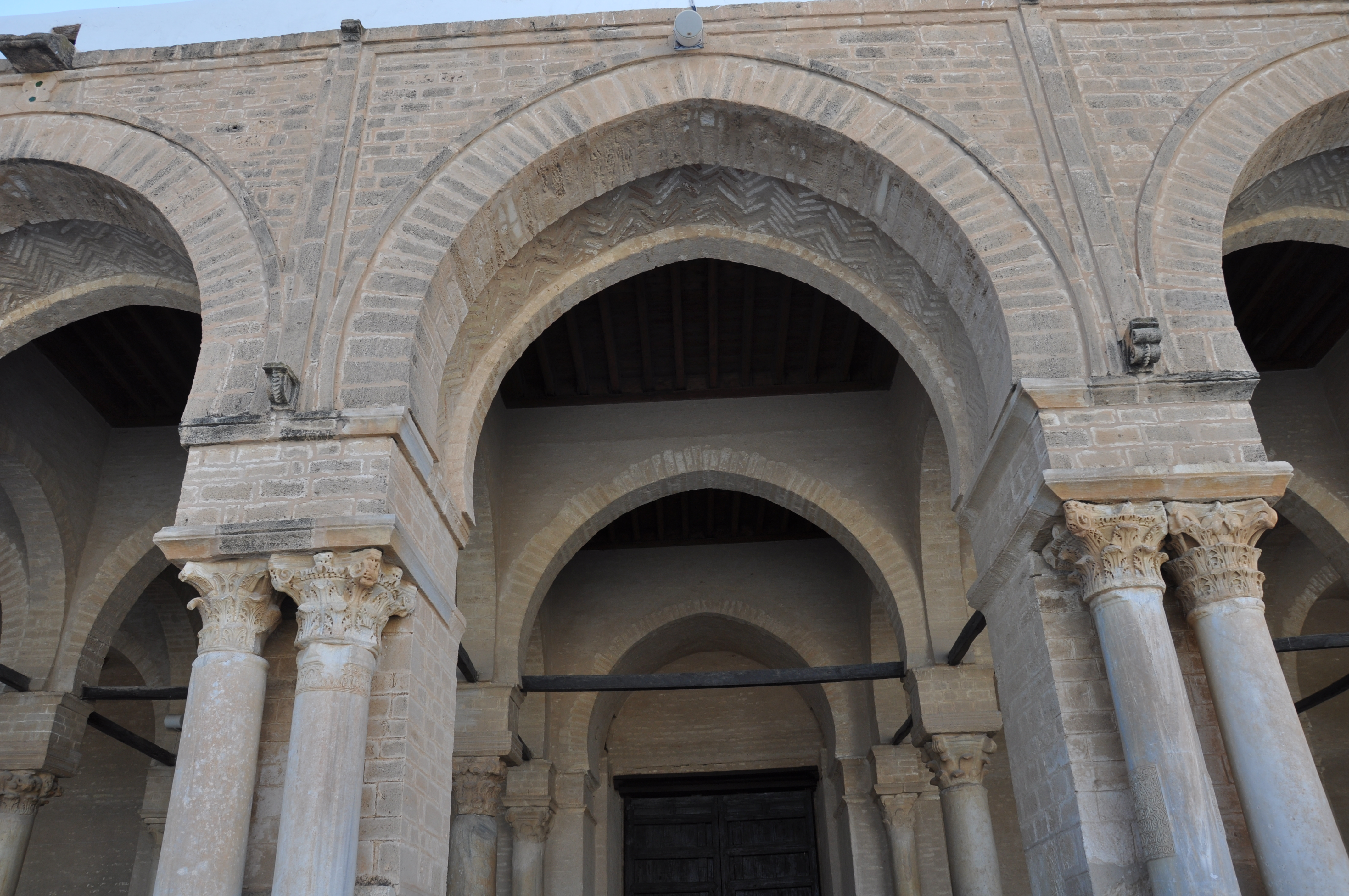
Vue d'arcs du portique occidental depuis l'extérieur vers l'intérieur. Les arcs intérieurs présentent des tirants en bois.
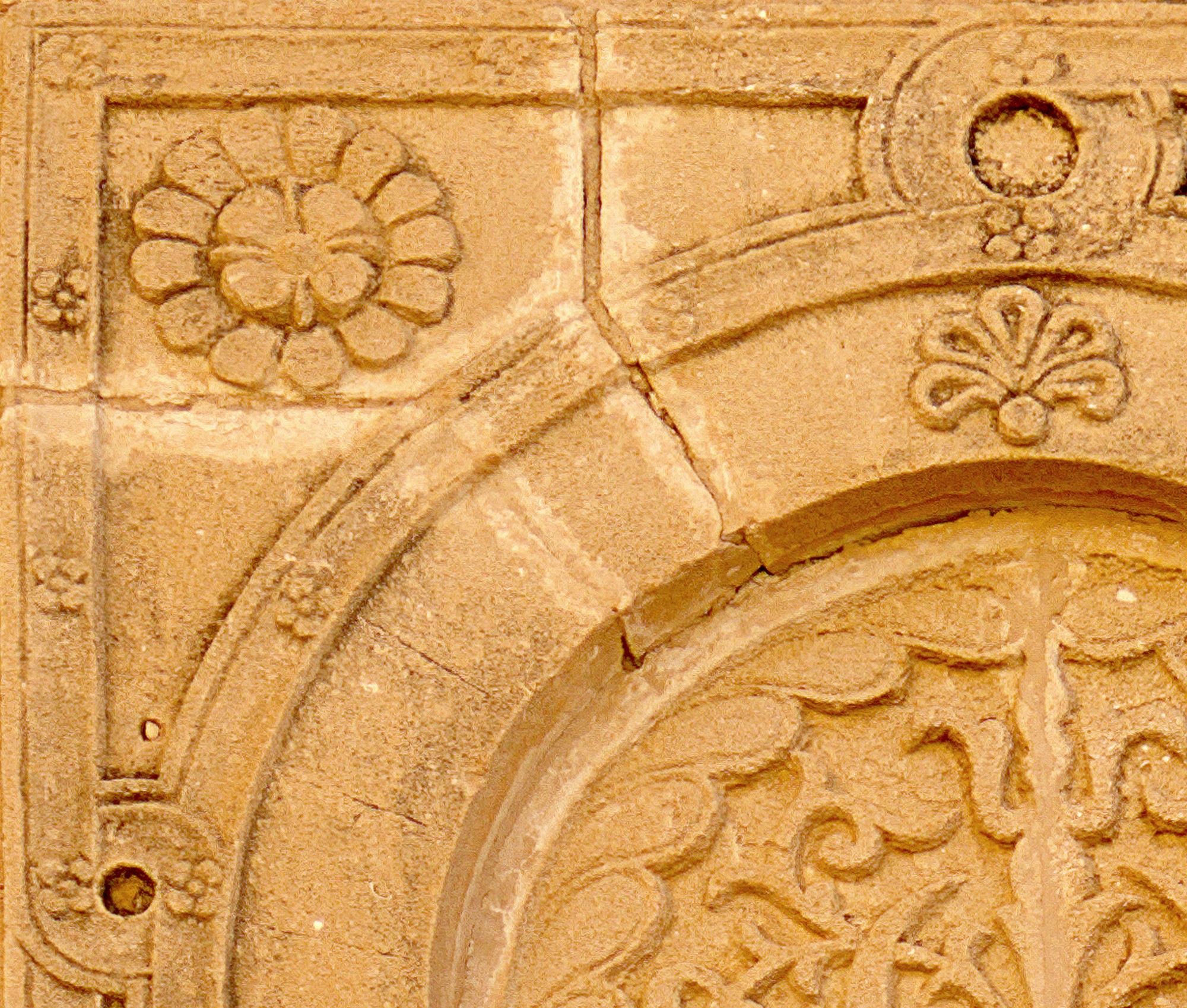
Gros plan sur le décor floral et sur d'autres ornements d'un panneau sculpté de la façade du portique occidental.
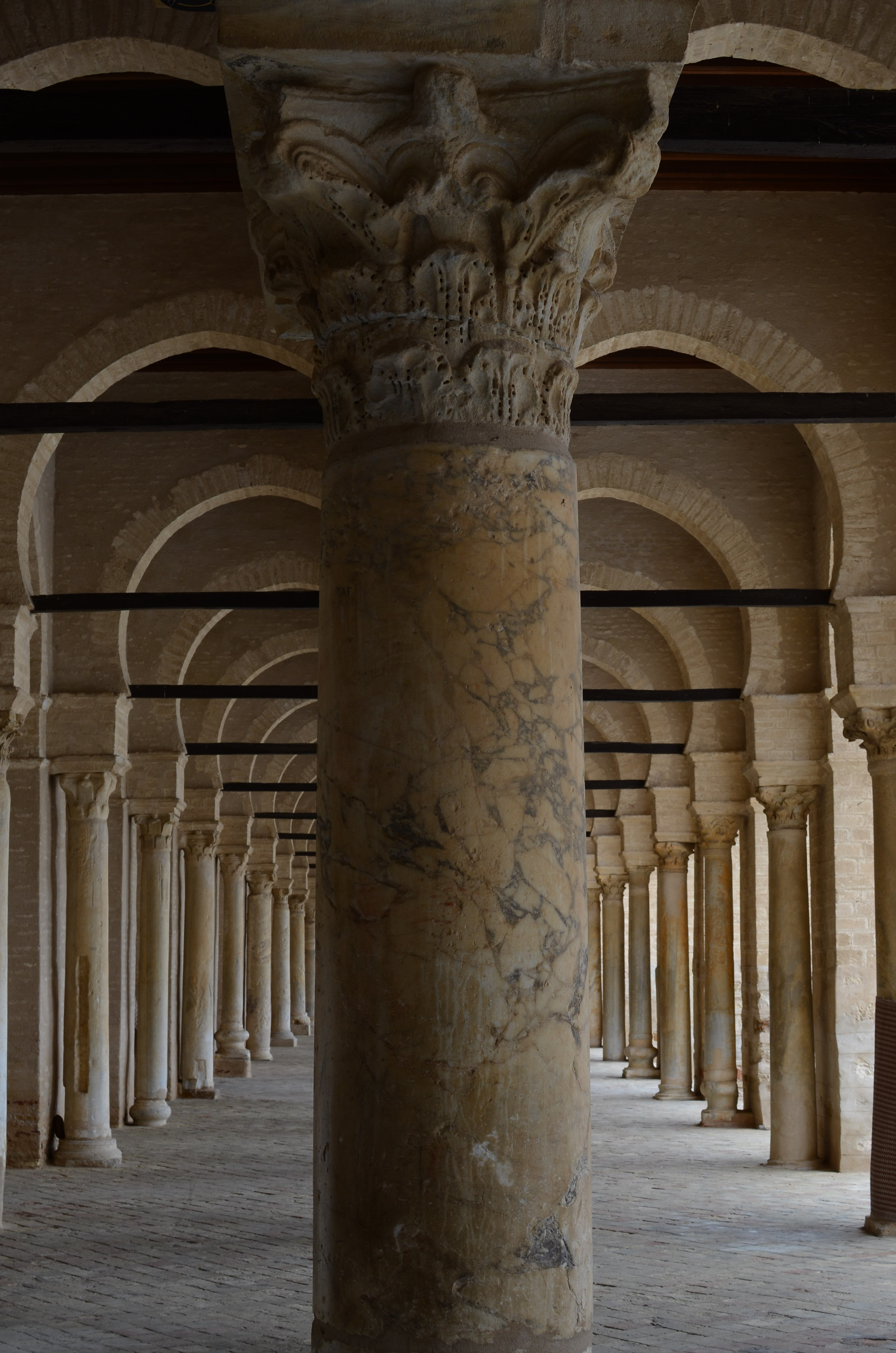
Une colonne à fût en marbre veiné et à chapiteau corinthien à l'intérieur du portique occidental. En arrière-plan, l'alignement symétrique des arcades.
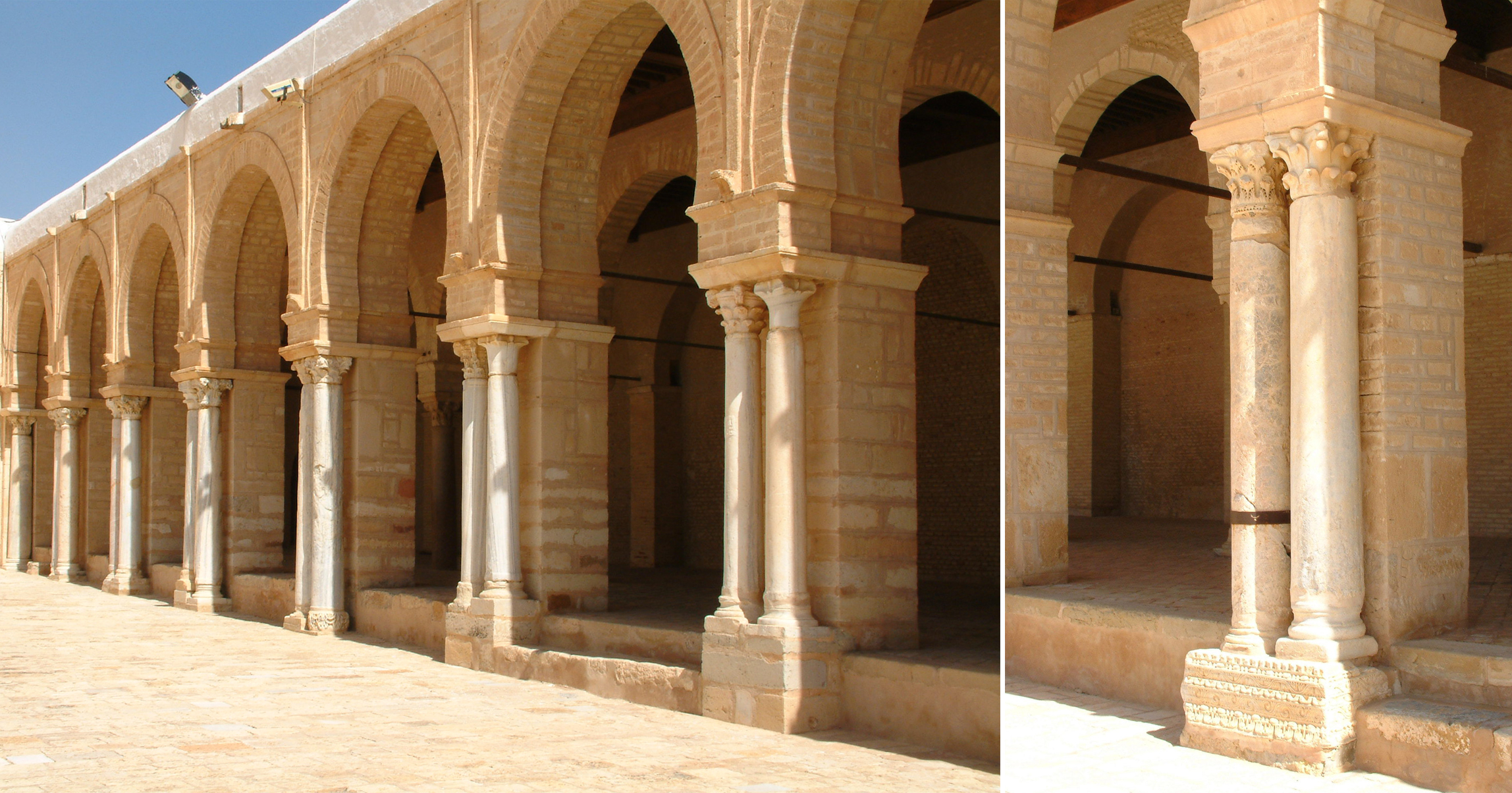
Deux vues du portique oriental : celle de gauche est une vue partielle de la façade, alors que celle de droite est un gros plan de deux colonnes jumelées.
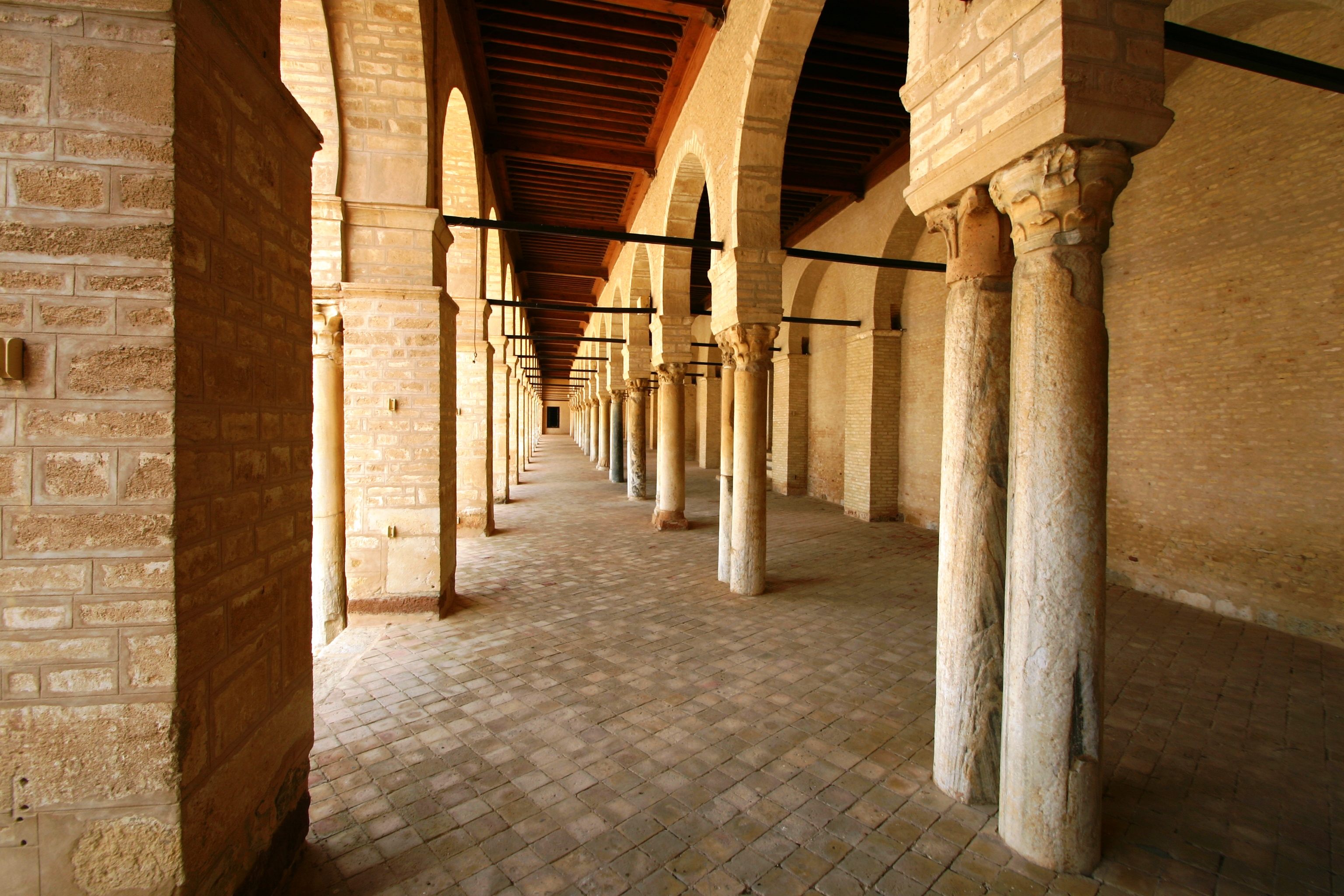
Vue intérieure du portique oriental avec, au milieu, une rangée d'arcades à colonnes de remploi. Il est couvert d'un plafond en bois à solives apparentes.

#### Détails de la cour

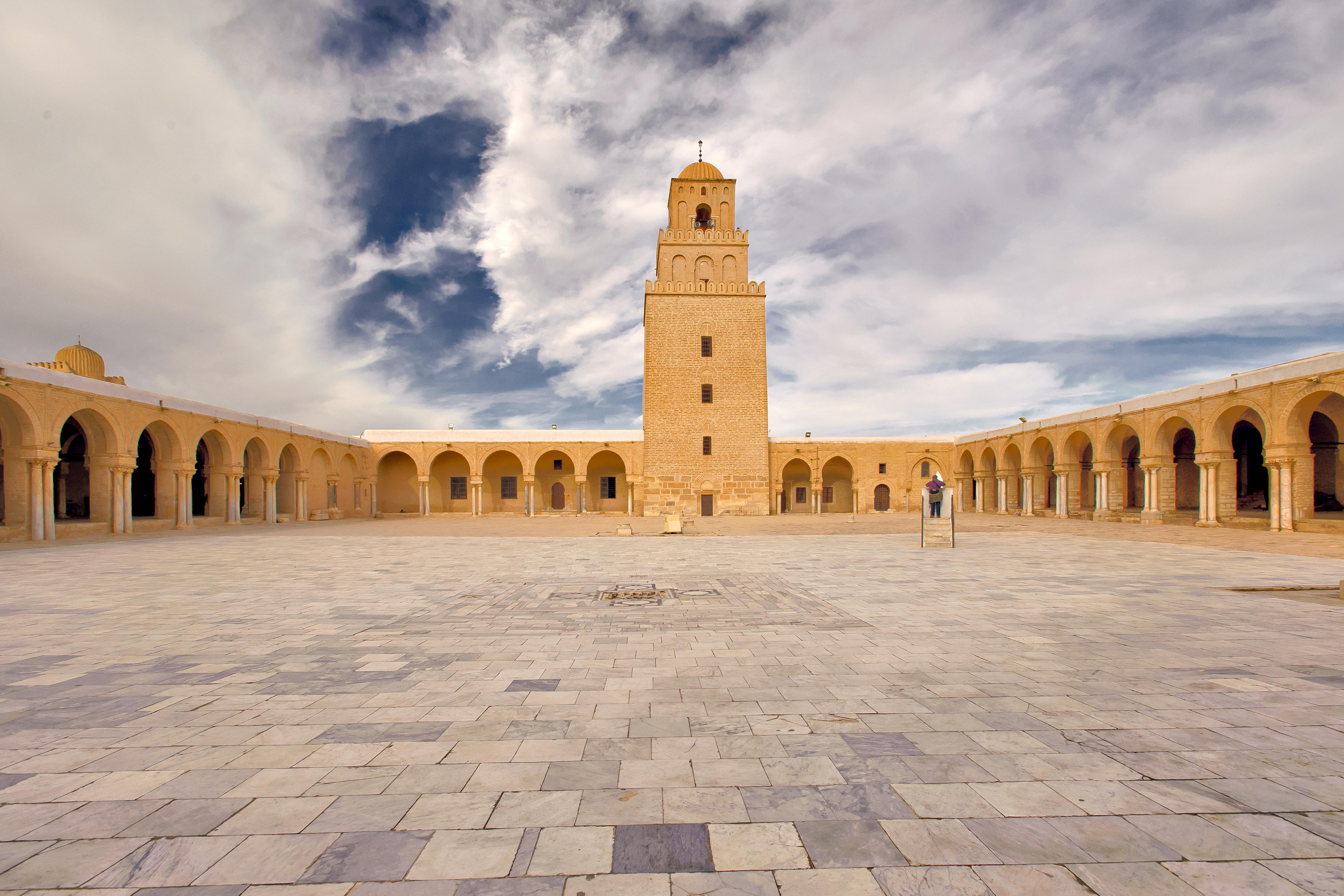
Vue de la cour depuis sa partie sud, dallée de plaques en marbre blanc.

L'ensemble formé par la cour et les galeries qui l'entourent couvre une aire immense aux dimensions de l'ordre de 90 mètres de longueur sur 72 mètres de largeur, s'étendant ainsi sur près des deux tiers de la superficie totale de la mosquée. La cour est revêtue de dalles de pierre dans sa partie nord, alors que le reste du pavement est presque entièrement composé de plaques en marbre blanc.

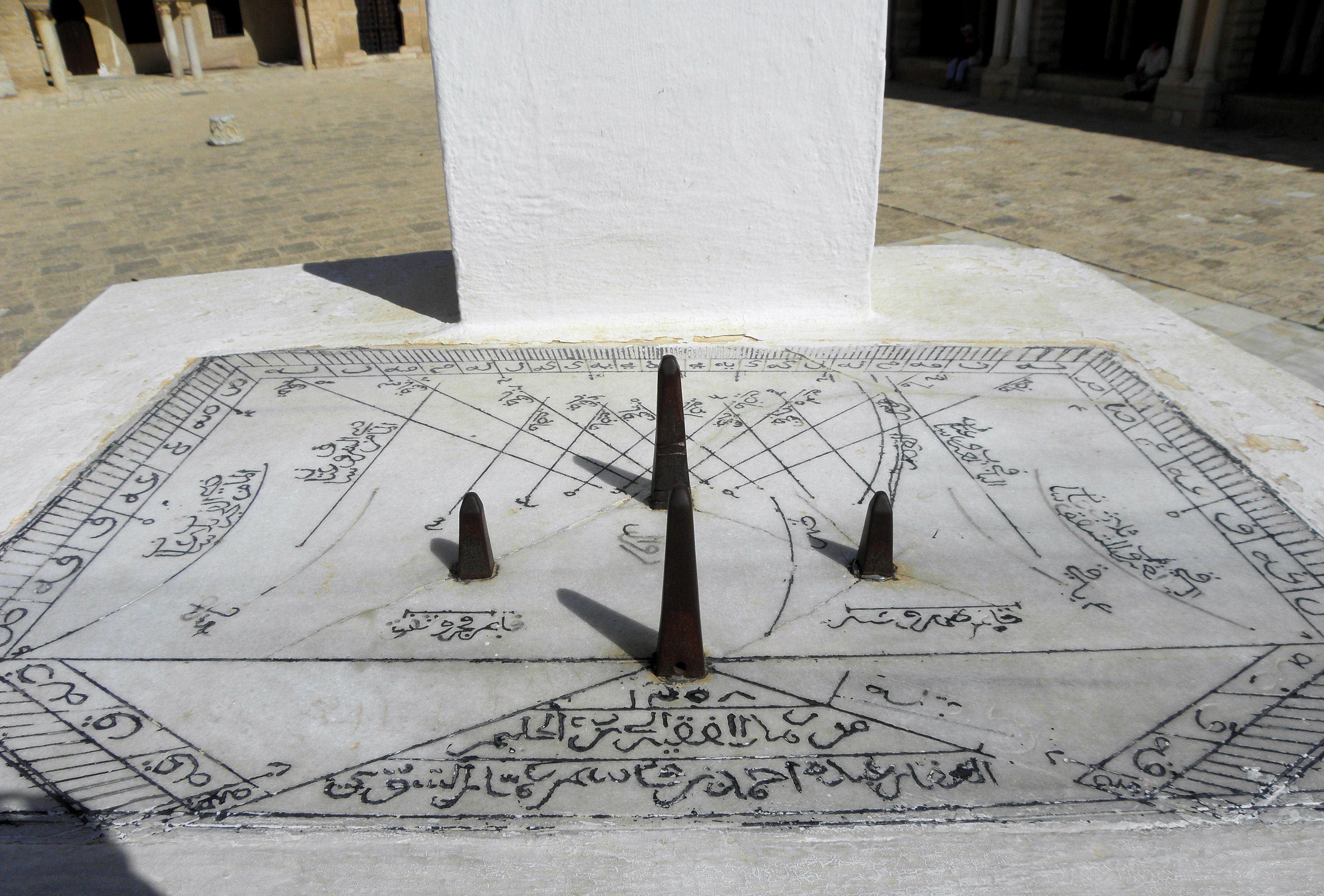
Cadran solaire horizontal à quatre gnomons et à multiples indications.

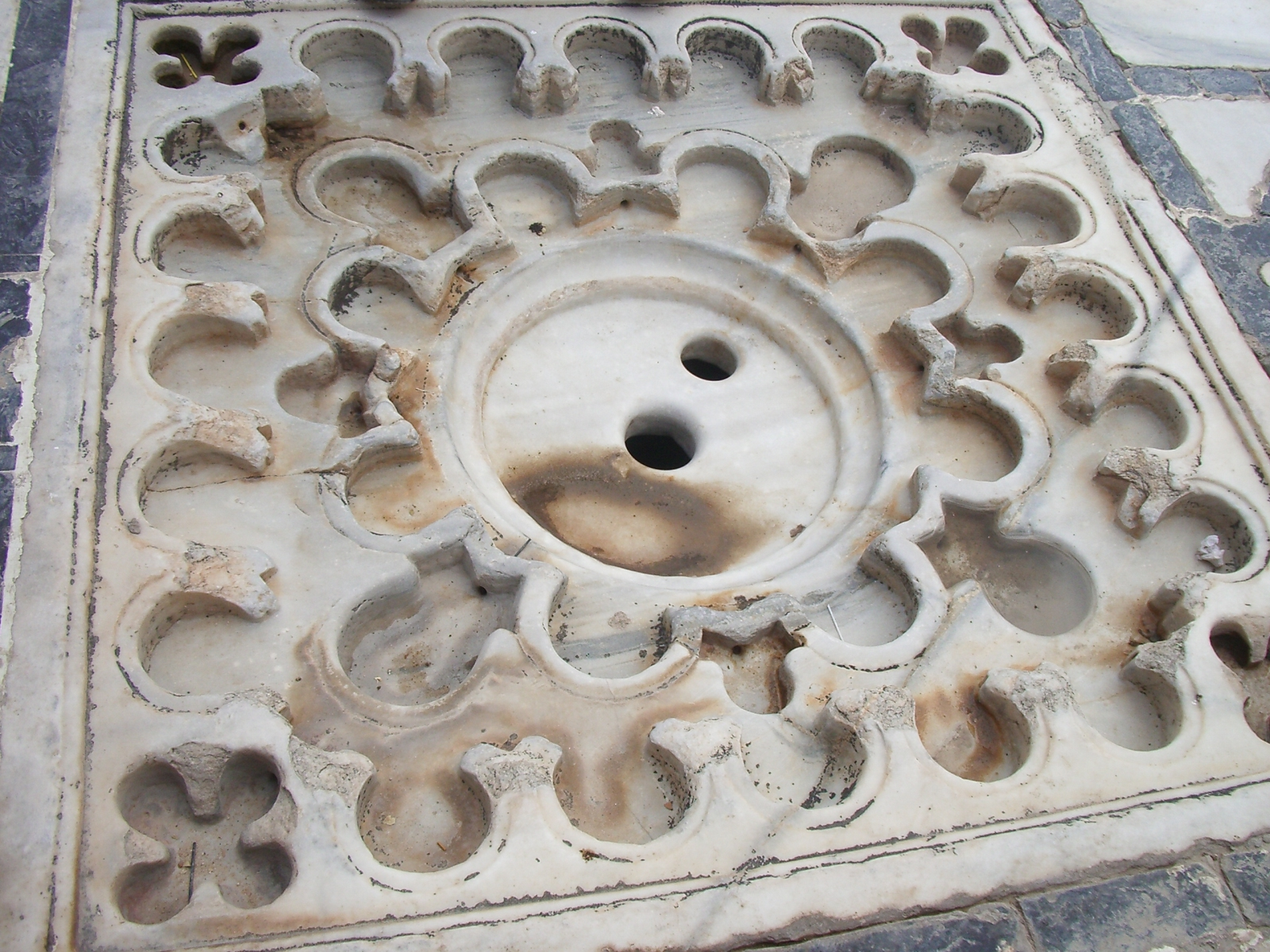
Gros plan sur le bassin central du collecteur d'eau de pluie.

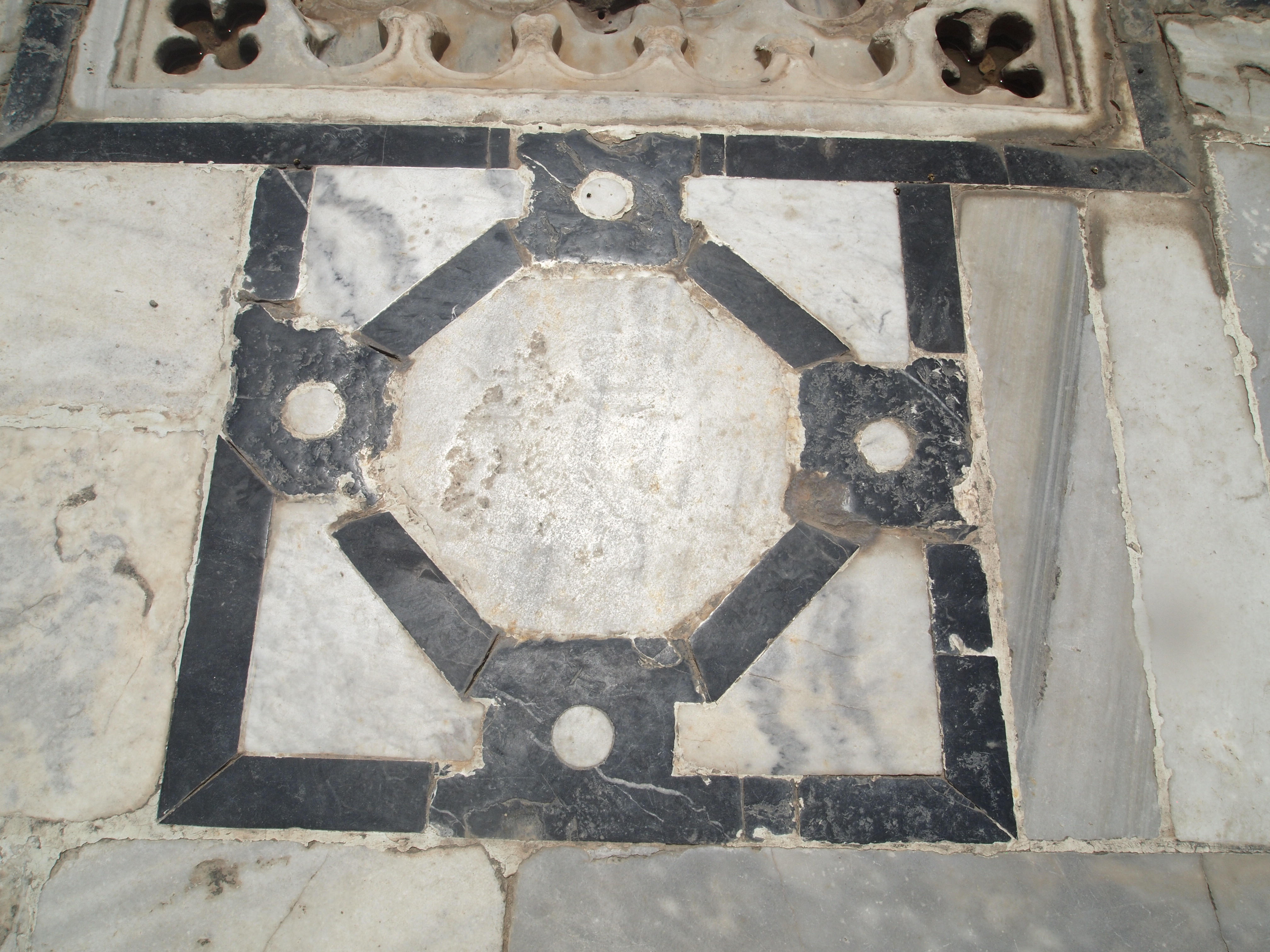
Décor fait d'un placage de marbres noir et blanc.

Près de son centre se trouve un cadran solaire horizontal à quatre gnomons, auquel on accède par un petit escalier dont les marches et les contremarches sont en marbre blanc. Cet ouvrage, qui permet de déterminer les heures des cinq prières quotidiennes, porte une inscription en écriture naskhi, gravée sur la plaque en marbre blanc, qui donne le nom de l'artisan Ahmad Ibn Qâsim Ibn Ammâr Al-Sûsî et la date de réalisation (1258 de l'hégire qui correspond à l'année 1842).
Le cadran horizontal de la grande mosquée de Kairouan, qui par l'abondance de ses lignes rappelle celui de la grande mosquée des Omeyyades à Damas, comporte, outre la graduation habituelle, les divisions correspondant aux heures babyloniques, celles écoulées depuis le lever du Soleil, et aux heures italiques qui sont celles restant à courir jusqu'au coucher. Un autre cadran solaire, plus petit, est plaqué verticalement en haut de l'un des chapiteaux du portique oriental.
Le collecteur d'eau de pluie ou impluvium, peut être l'œuvre du fondateur de la dynastie mouradite, le bey Mourad Ier (1613-1631) ou, plus probablement encore, celle du bey Mohamed (1686-1696), est un système qui assure le captage, grâce à la surface légèrement déclive de la cour, puis le filtrage des eaux de pluie au niveau d'un bassin central qui joue le rôle d'un bassin de décantation et retient les impuretés. Ce dernier se compose d'une grande dalle de marbre blanc, évidée suivant un enchevêtrement d'arcs outrepassés juxtaposés et disposés sur deux plans successifs. Sur le premier, les arcs sculptés entourent un carré alors que, sur le second, ils entourent un cercle. Un troisième plan, creusé suivant une circonférence, est percé de deux ouvertures arrondies qui conduisent les eaux collectées et filtrées.
Ce bassin carré, de 1,5 mètre de côté, est bordé sur tout son pourtour d'une bande de marbre noir. Il est flanqué, sur ses quatre côtés, d'un décor géométrique composé d'un placage de marbres noir et blanc figurant un carré dans lequel est inscrit un octogone ; quatre des côtés de chaque octogone sont ornés de rondelles de marbre blanc incrustées dans le marbre noir.
Débarrassées de leurs impuretés, les eaux se déversent dans une vaste citerne souterraine voûtée, soutenue par des piliers massifs en maçonnerie. Dans la cour se trouvent également six margelles, dont certaines sont placées côte à côte, qui servent à puiser l'eau de citerne. Celle-ci est nécessaire aux ablutions des fidèles. Faites de marbre blanc, les margelles, obtenues à partir de bases de colonnes antiques évidées,, portent les rainures des cordes remontant les seaux.

Détails de la cour
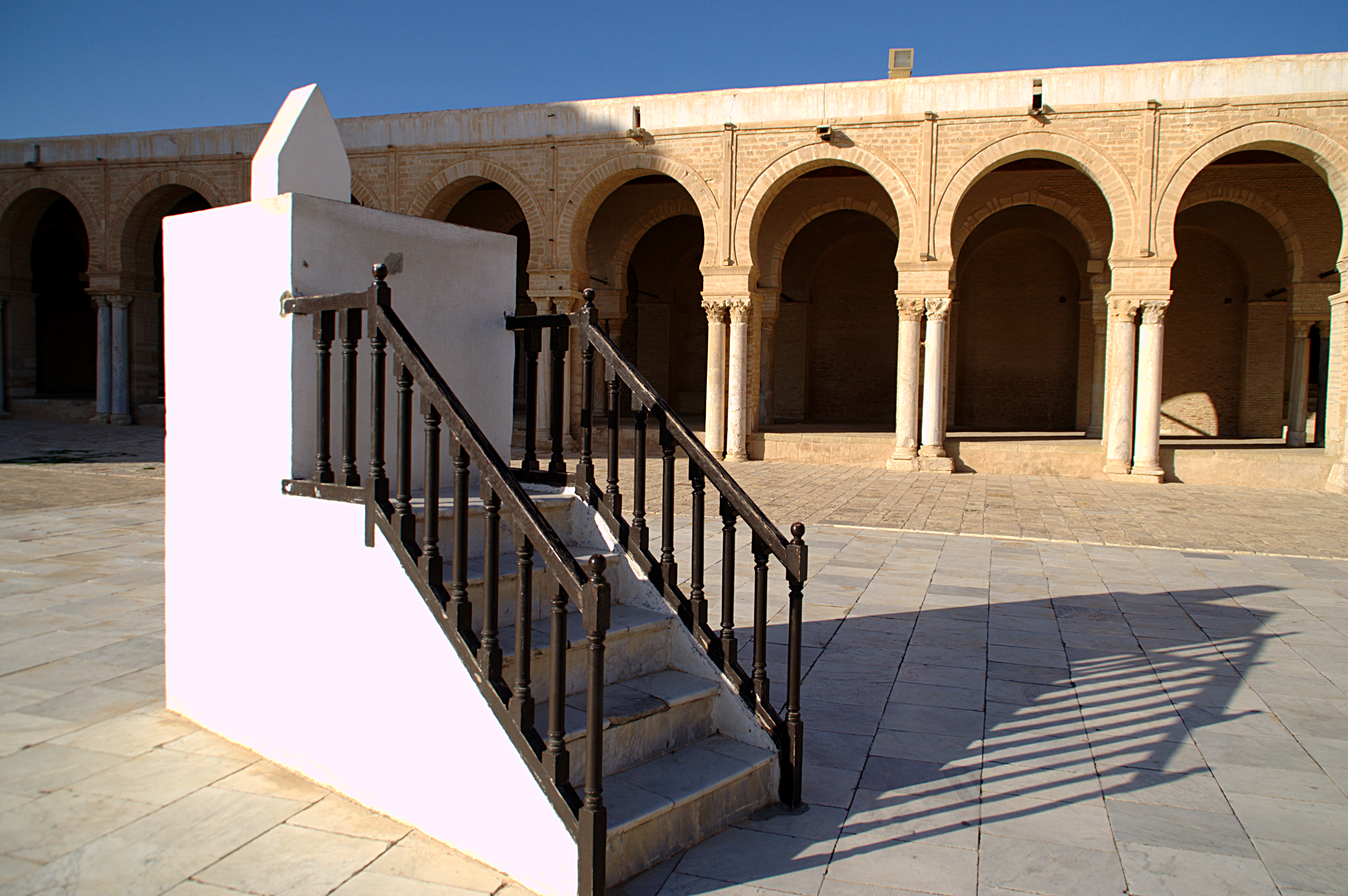
Gros plan sur l'escalier du cadran solaire horizontal. Les cinq marches, en marbre blanc, mènent à la plate-forme sur laquelle est encastré le cadran.
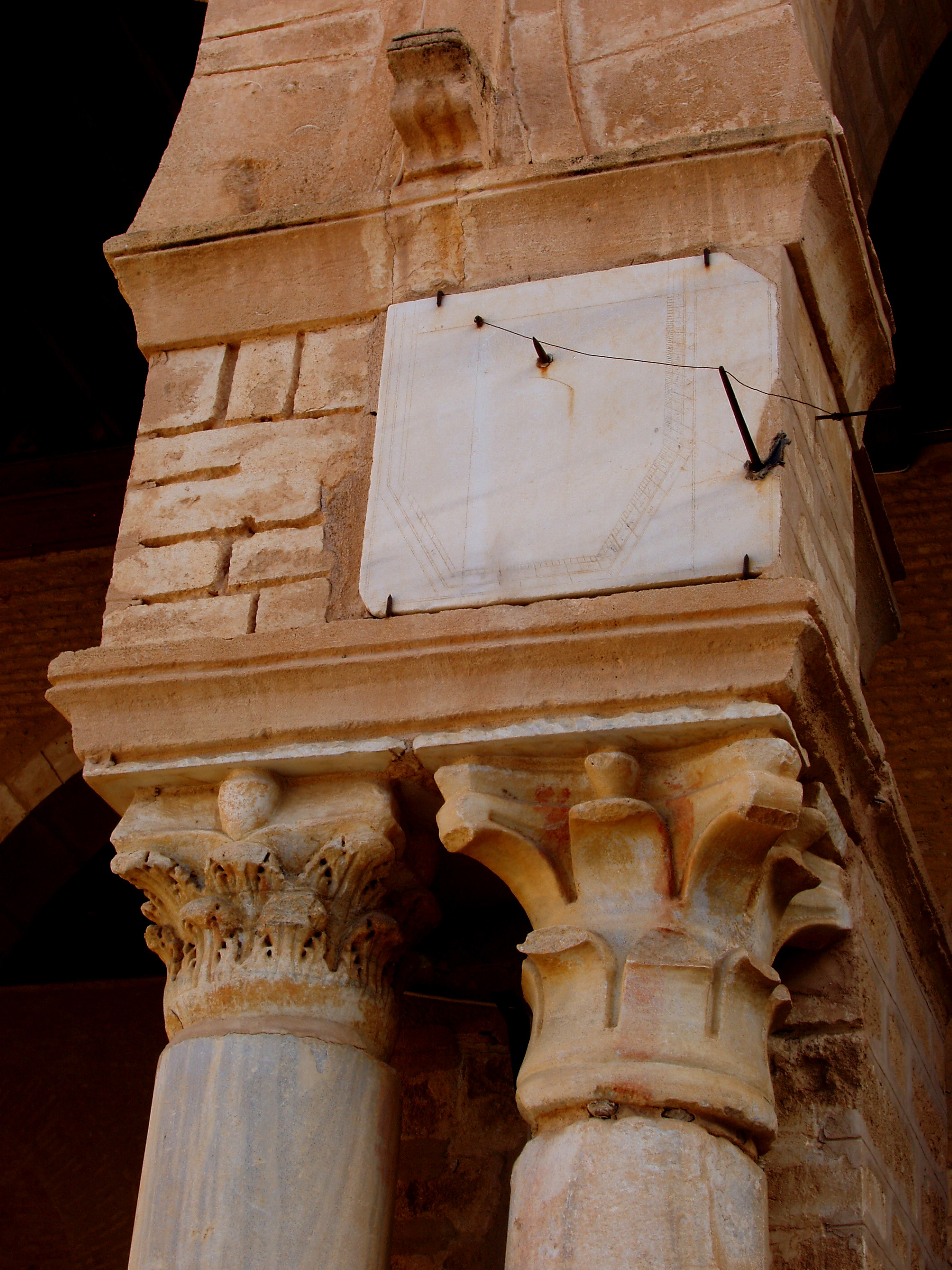
Gros plan sur un cadran solaire vertical, disposé au-dessus de la corniche qui surmonte deux chapiteaux du portique oriental de la cour.
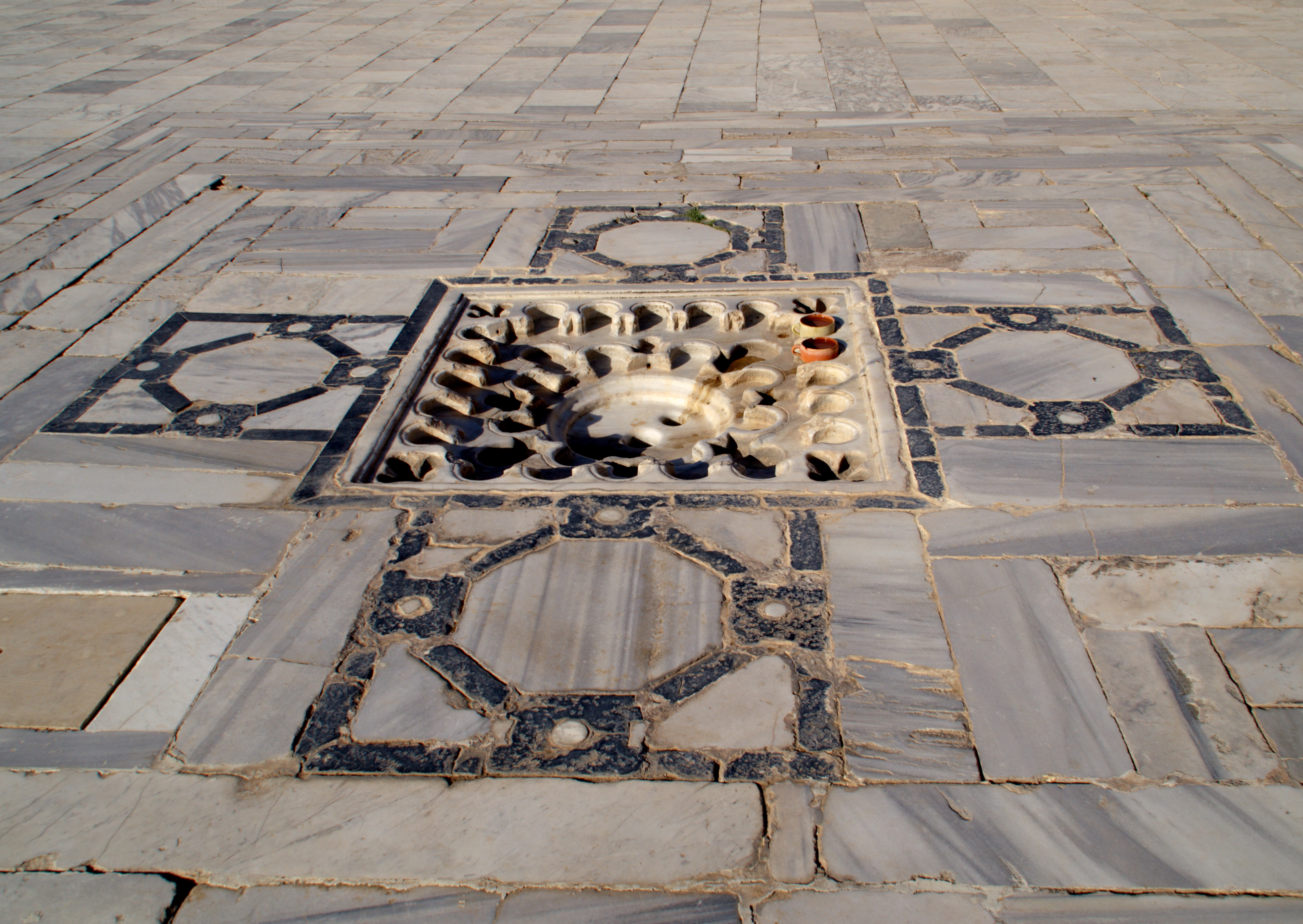
Pavement en plaques de marbre blanc, un décor géométrique en marbre noir entoure le bassin central du collecteur d'eau de pluie.
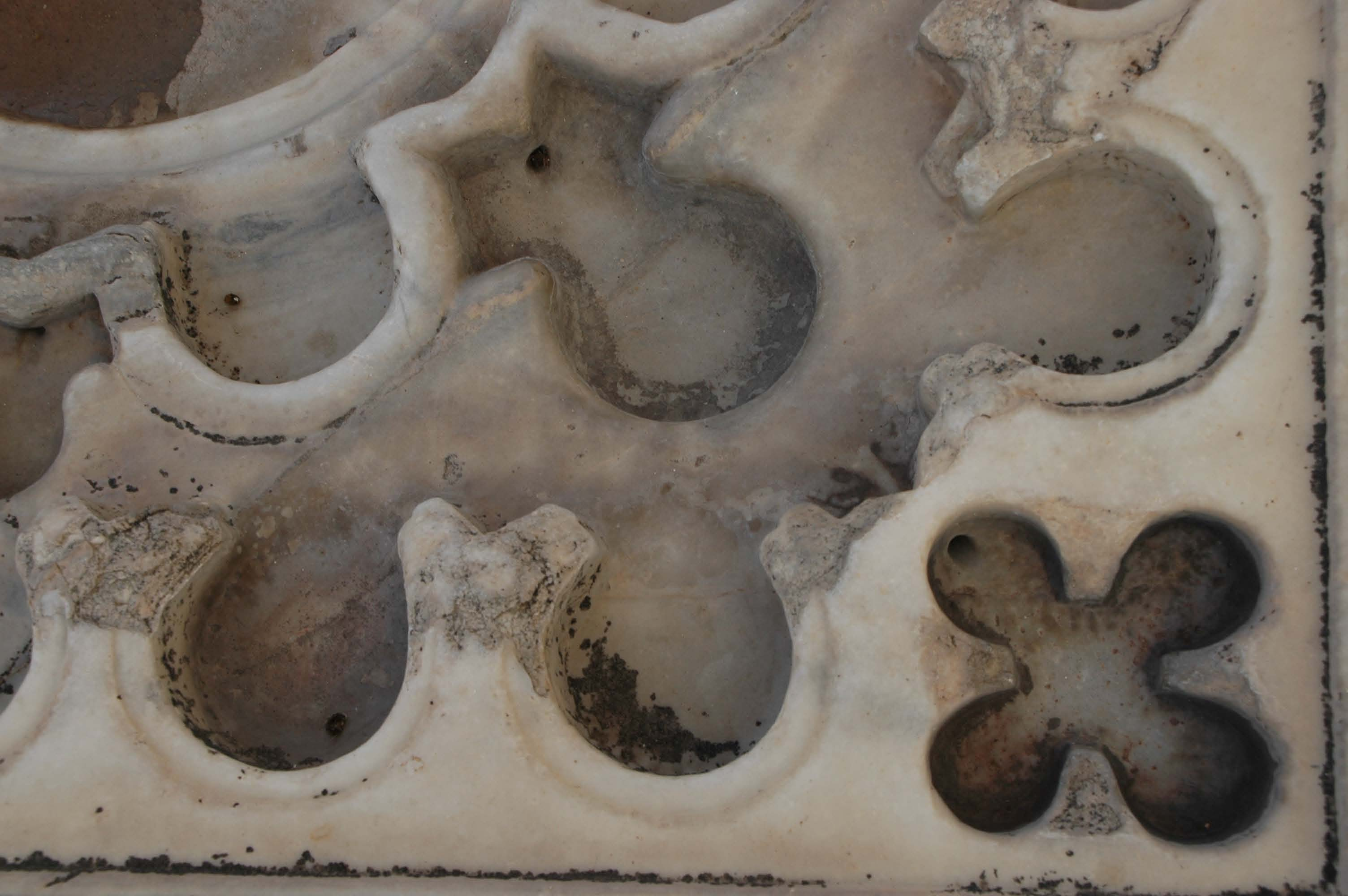
Détail du bassin central du collecteur d'eau de pluie : arcs en plein cintre outrepassés sculptés dans le marbre blanc.
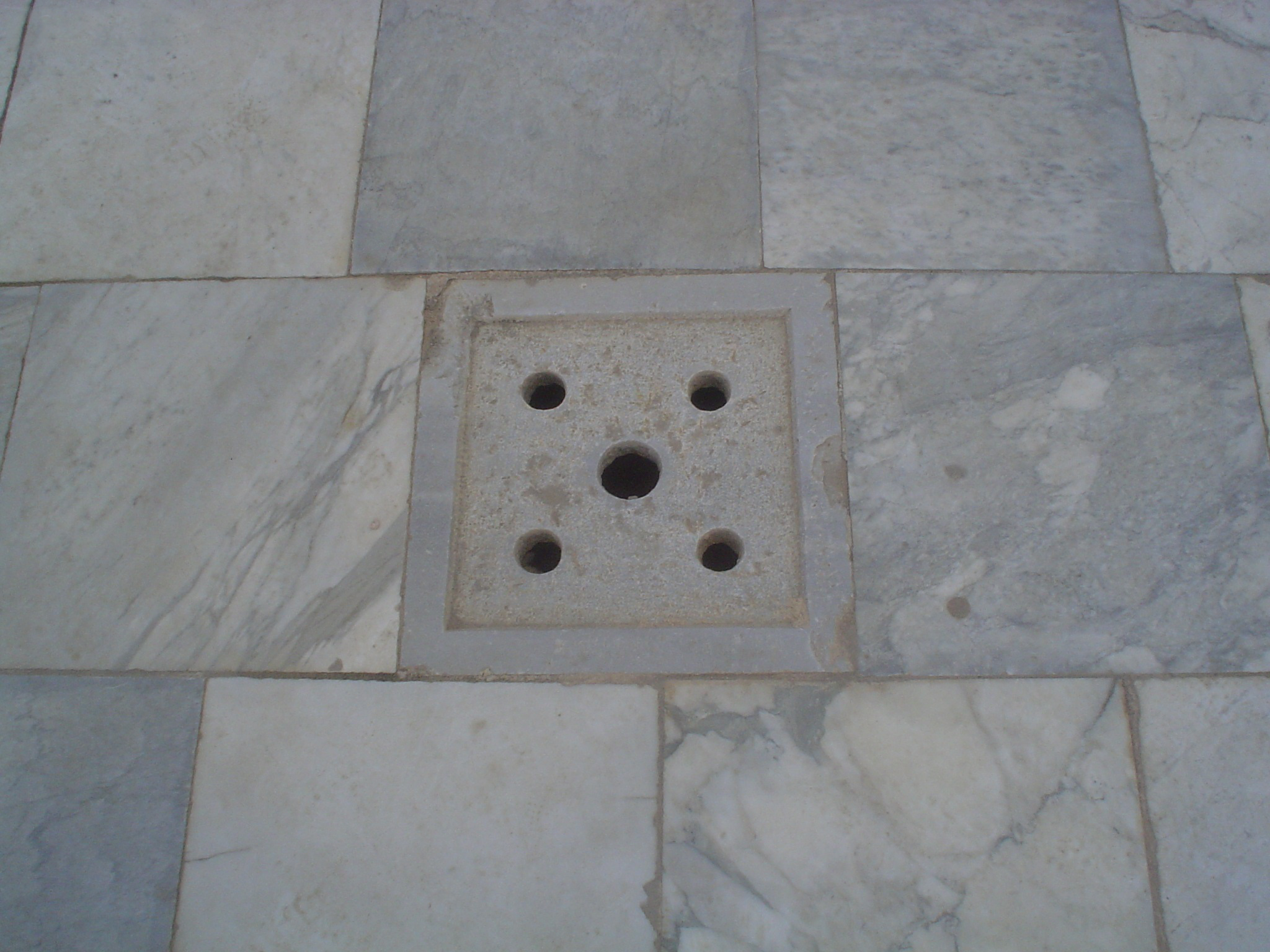
Détail du pavement en marbre blanc. Les trous dans le sol permettent l'évacuation des eaux dans les citernes.
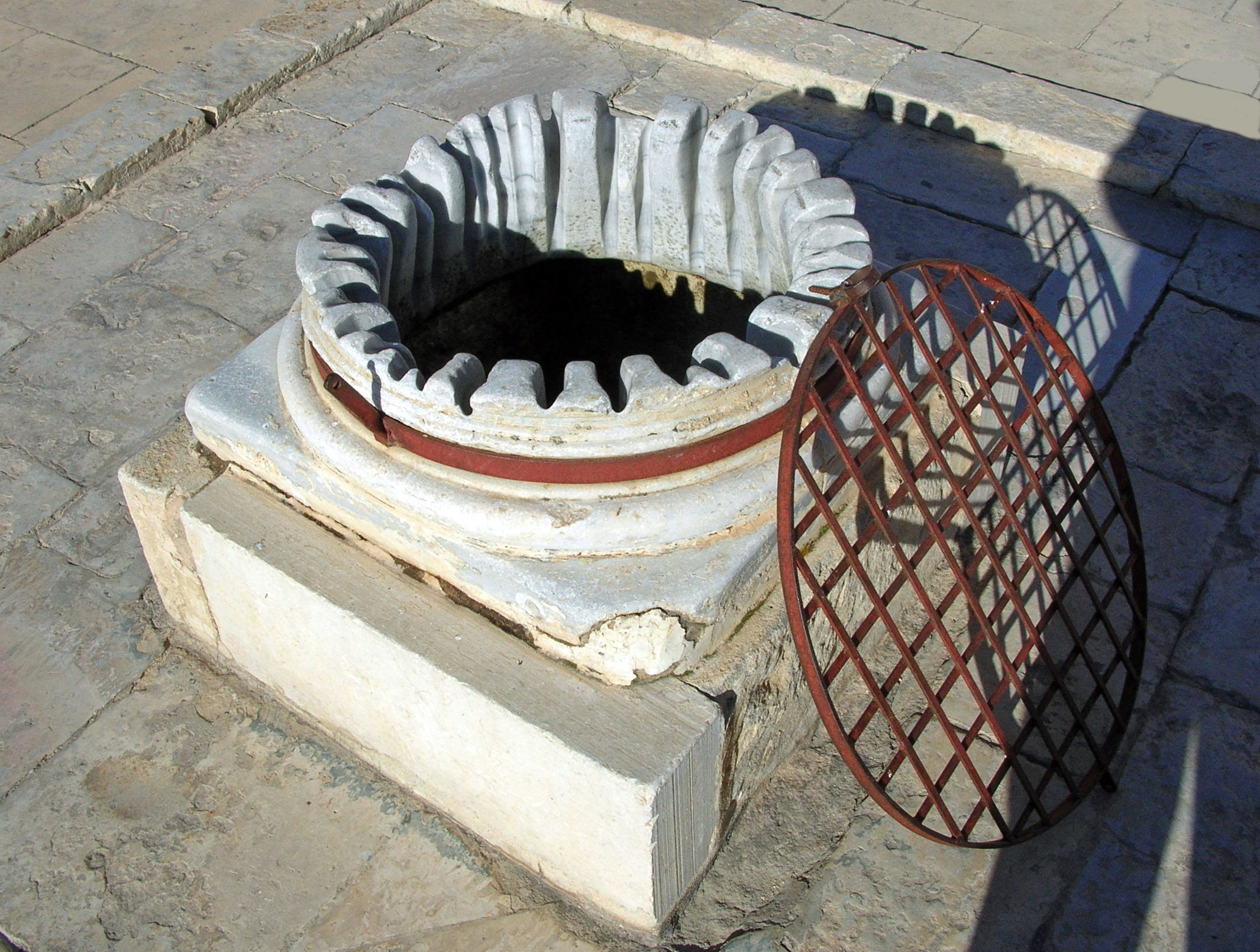
Gros plan sur une margelle. Celle-ci, une base de colonne évidée, présente de nombreuses rainures dues aux cordes de puisage.

### Minaret

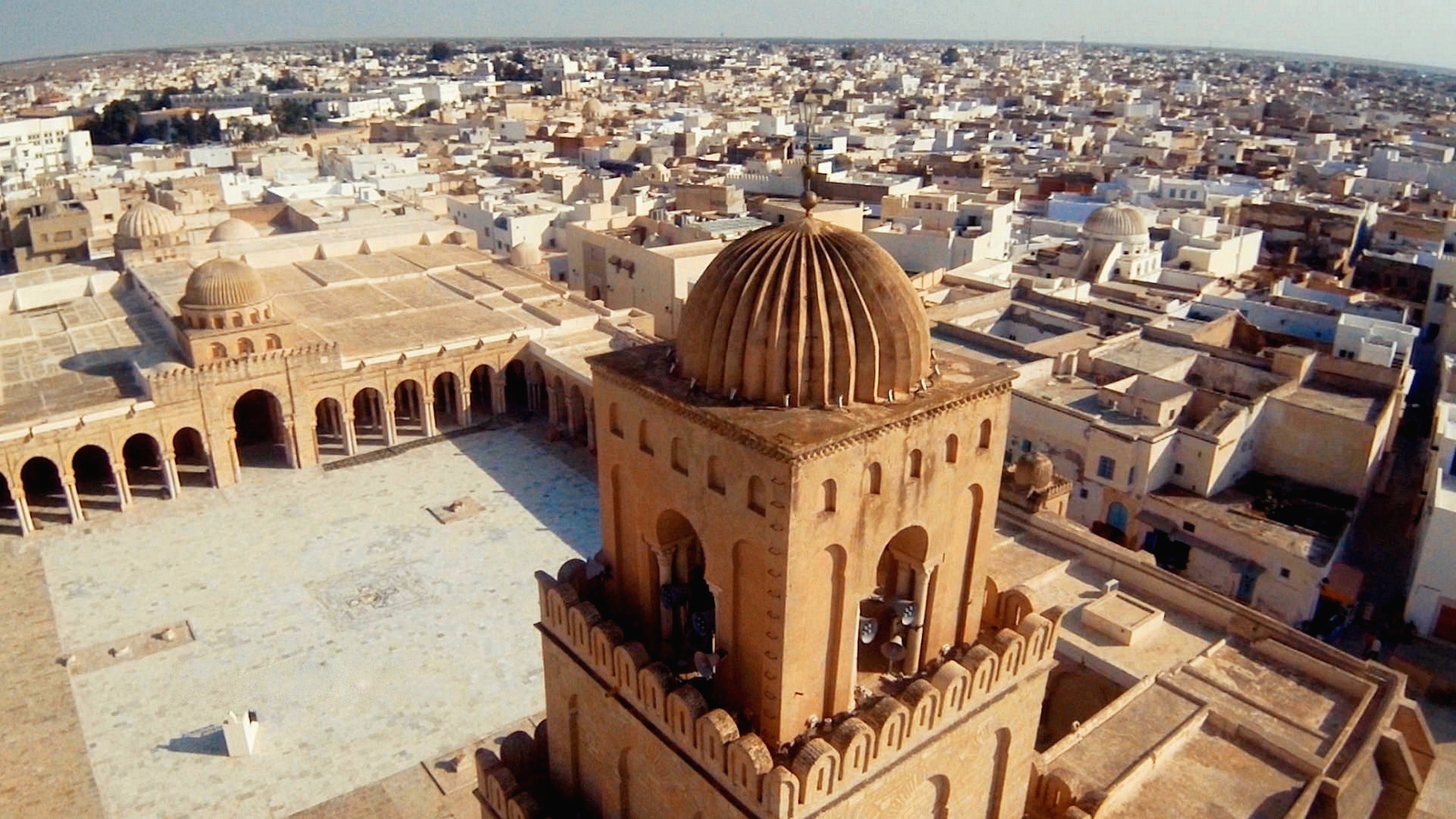
Vue aérienne de la mosquée montrant de près le lanternon, coiffé d'une coupole côtelée.

Le minaret se dresse au milieu de la façade septentrionale, la plus étroite de l'édifice. Occupant le portique nord de la cour, il fait face au portique sud, qui précède la salle de prière, et se positionne quasiment dans l'axe de celle-ci. Il domine la mosquée du haut de ses 31,5 mètres et se trouve assis sur une base carrée de 10,7 mètres de côté. Situé à l'intérieur de l'enceinte et ne disposant pas d'accès direct par l'extérieur, il est constitué de trois niveaux dégressifs superposés dont le dernier est coiffé d'une coupole.

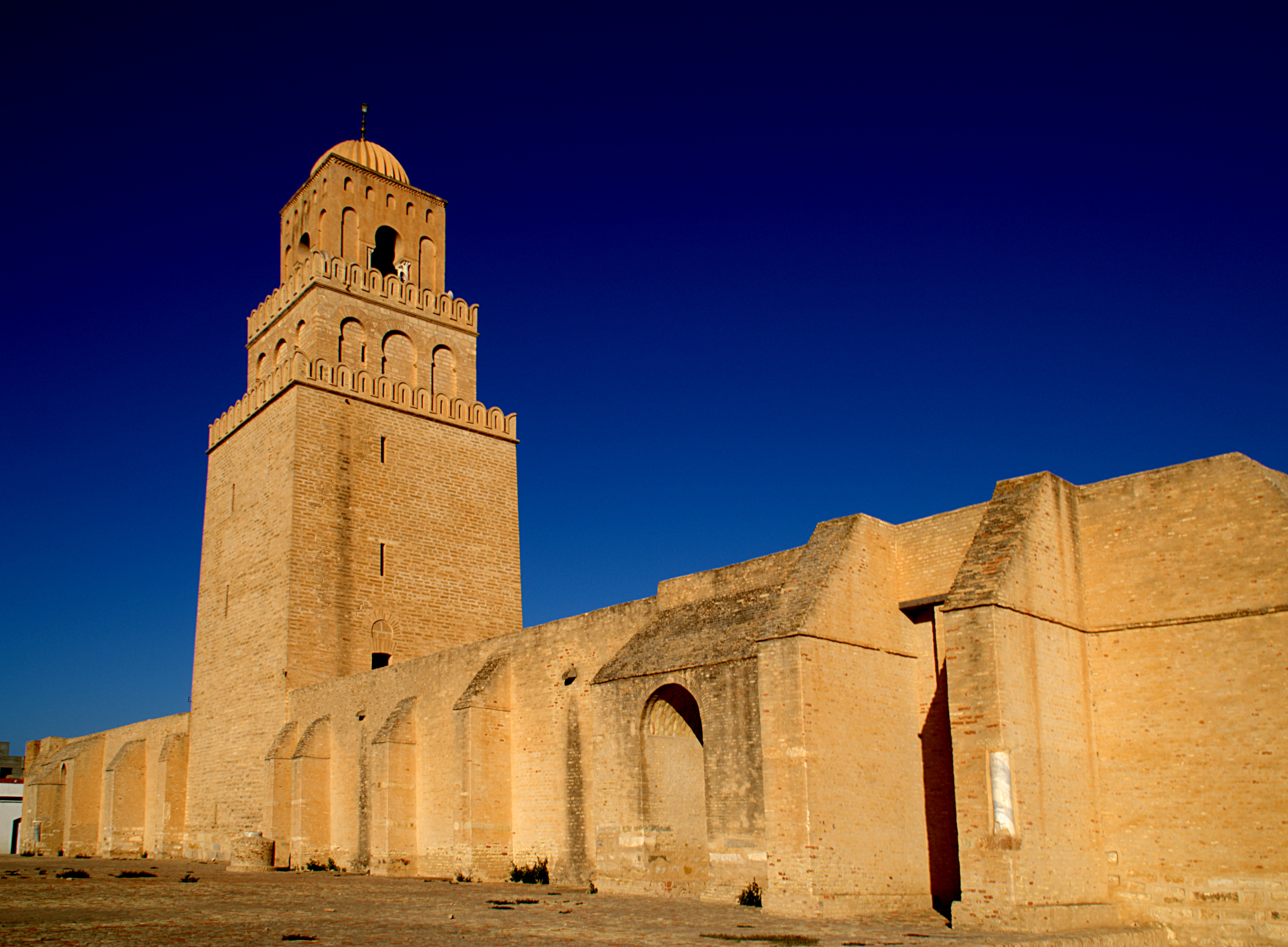
Vue du minaret depuis l'extérieur.

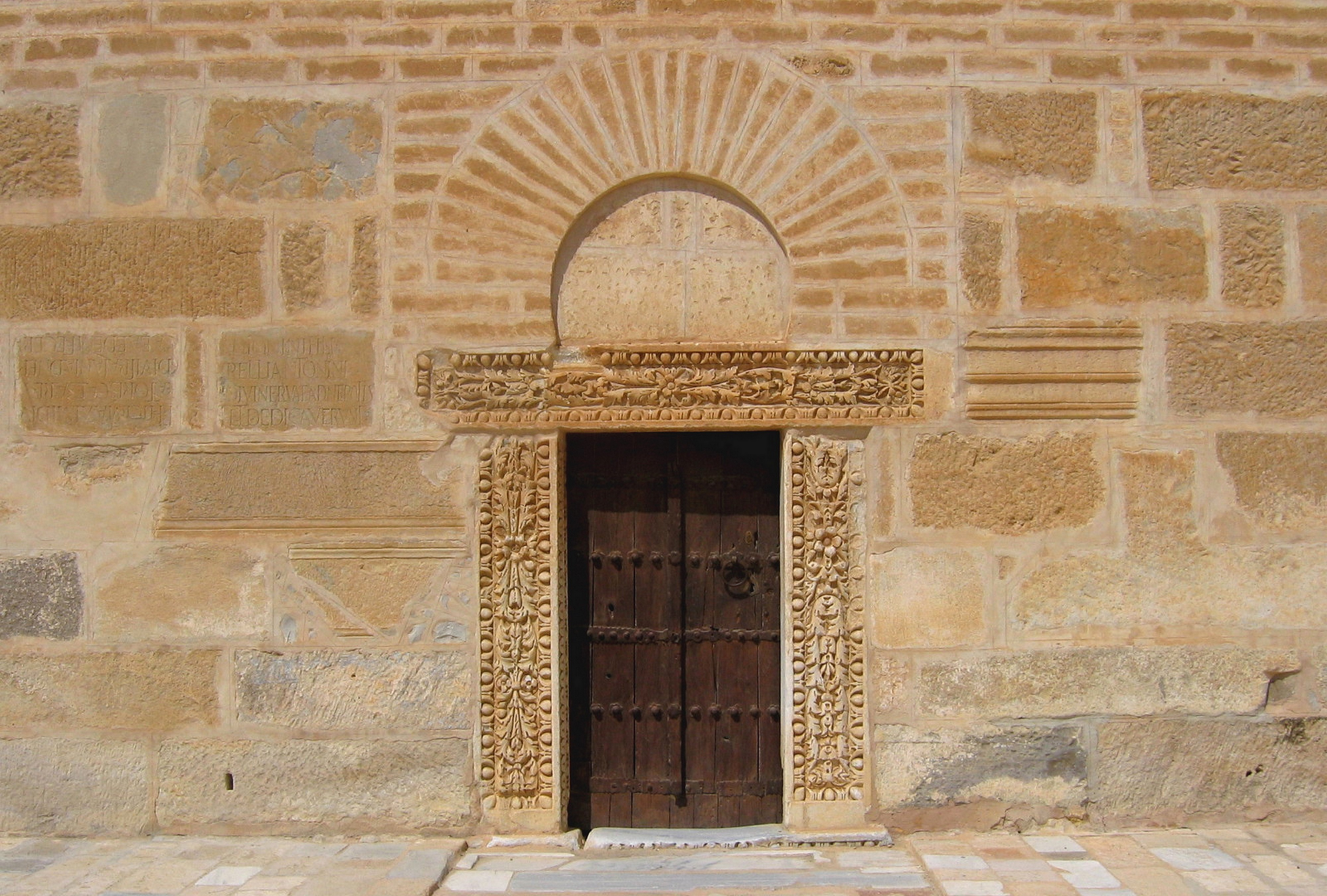
Vue de la porte du minaret. Son linteau est surmonté d'un arc de décharge en fer à cheval.

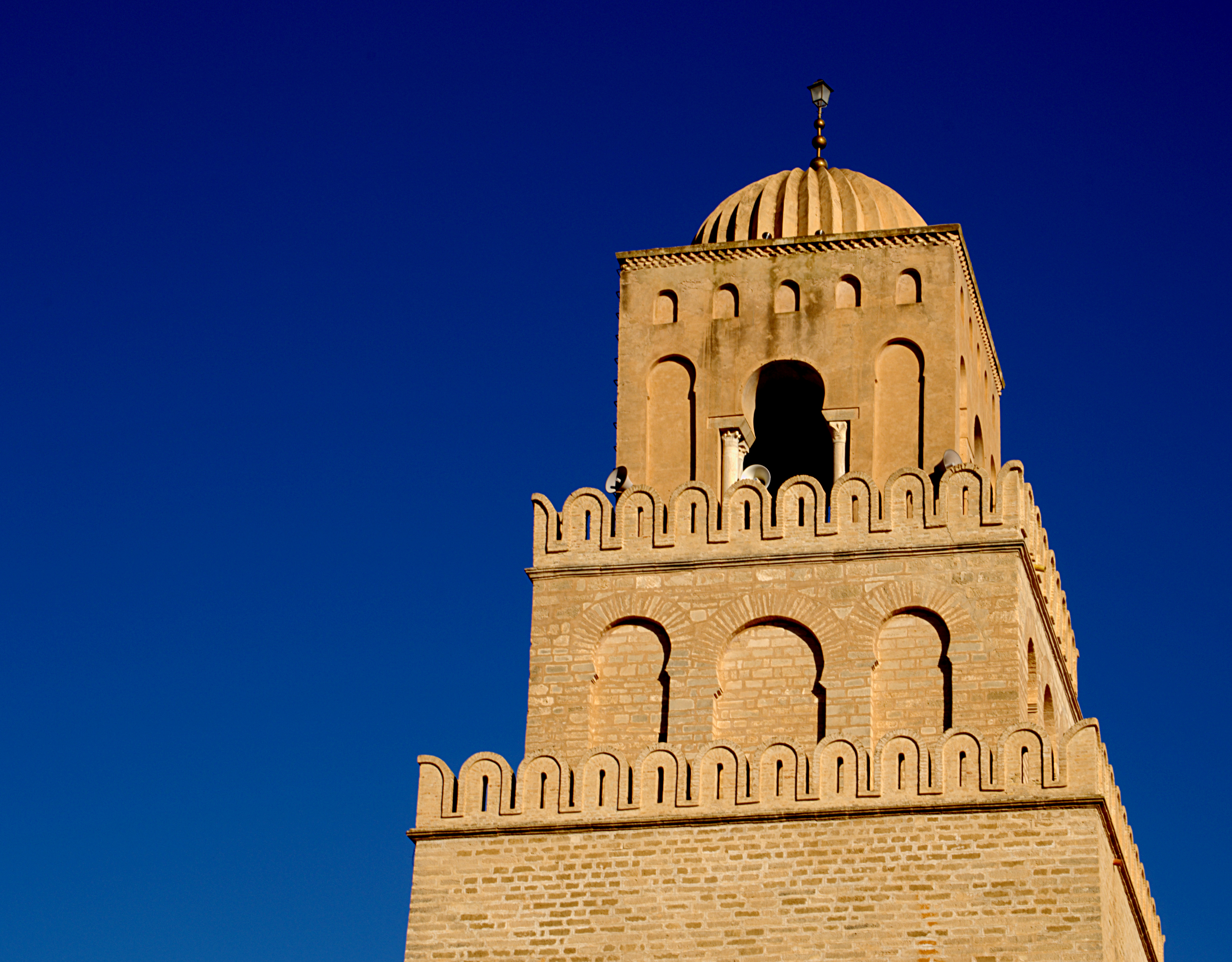
Gros plan sur la partie supérieure du minaret.

Le premier niveau, haut de 18,9 mètres, s'amincit d'environ cinquante centimètres de sa base à son sommet. Le deuxième niveau, haut de cinq mètres et large de 7,65 mètres, est décoré, sur chacun de ses quatre côtés, de trois arcades aveugles en plein cintre outrepassé ; celle du milieu est plus large que les deux autres. Sur la face sud, une porte quadrangulaire se découpe au milieu de l'arcade centrale,.

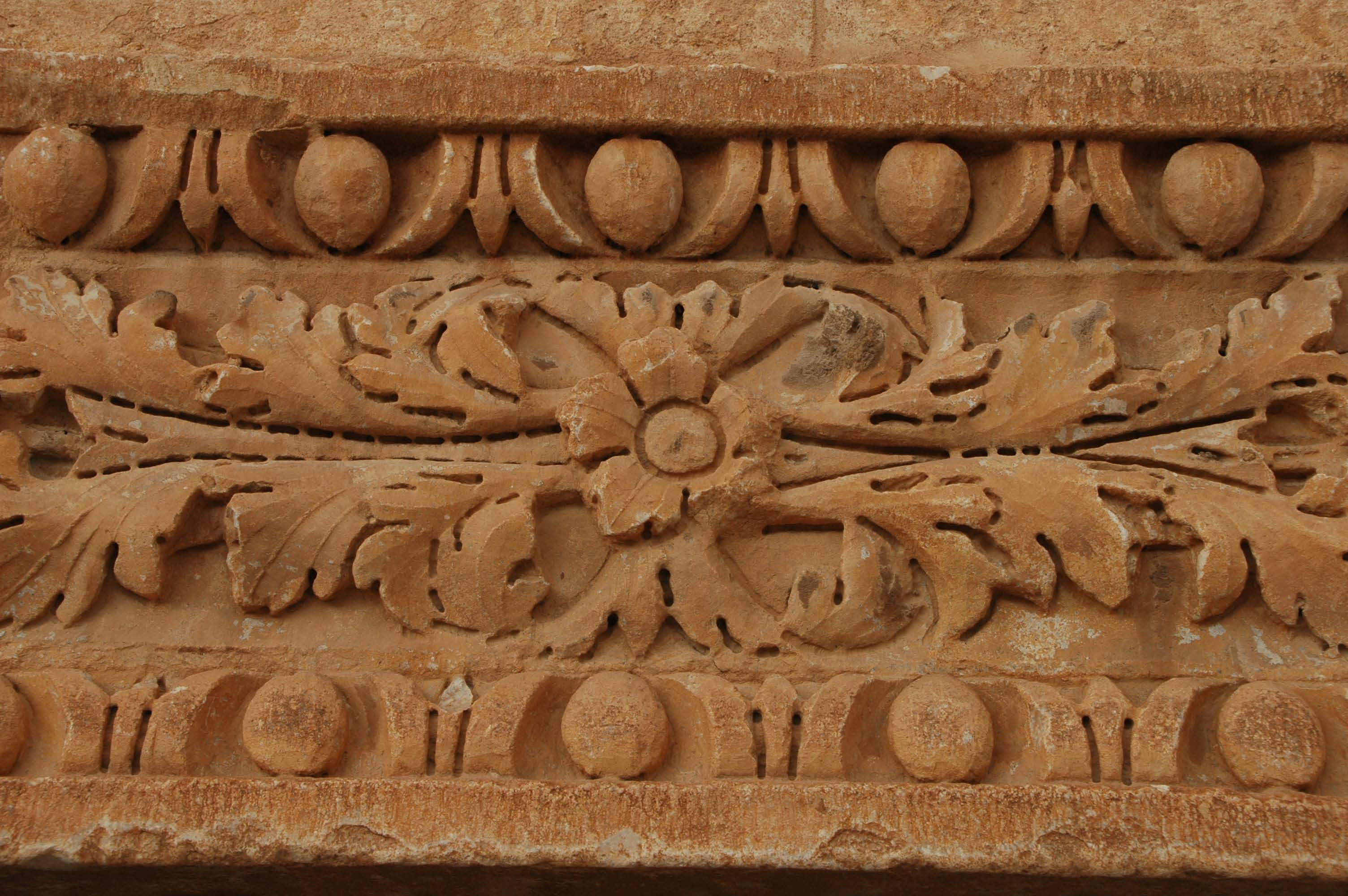
Gros plan sur les motifs, sculptés de pampres et de perles, du linteau.

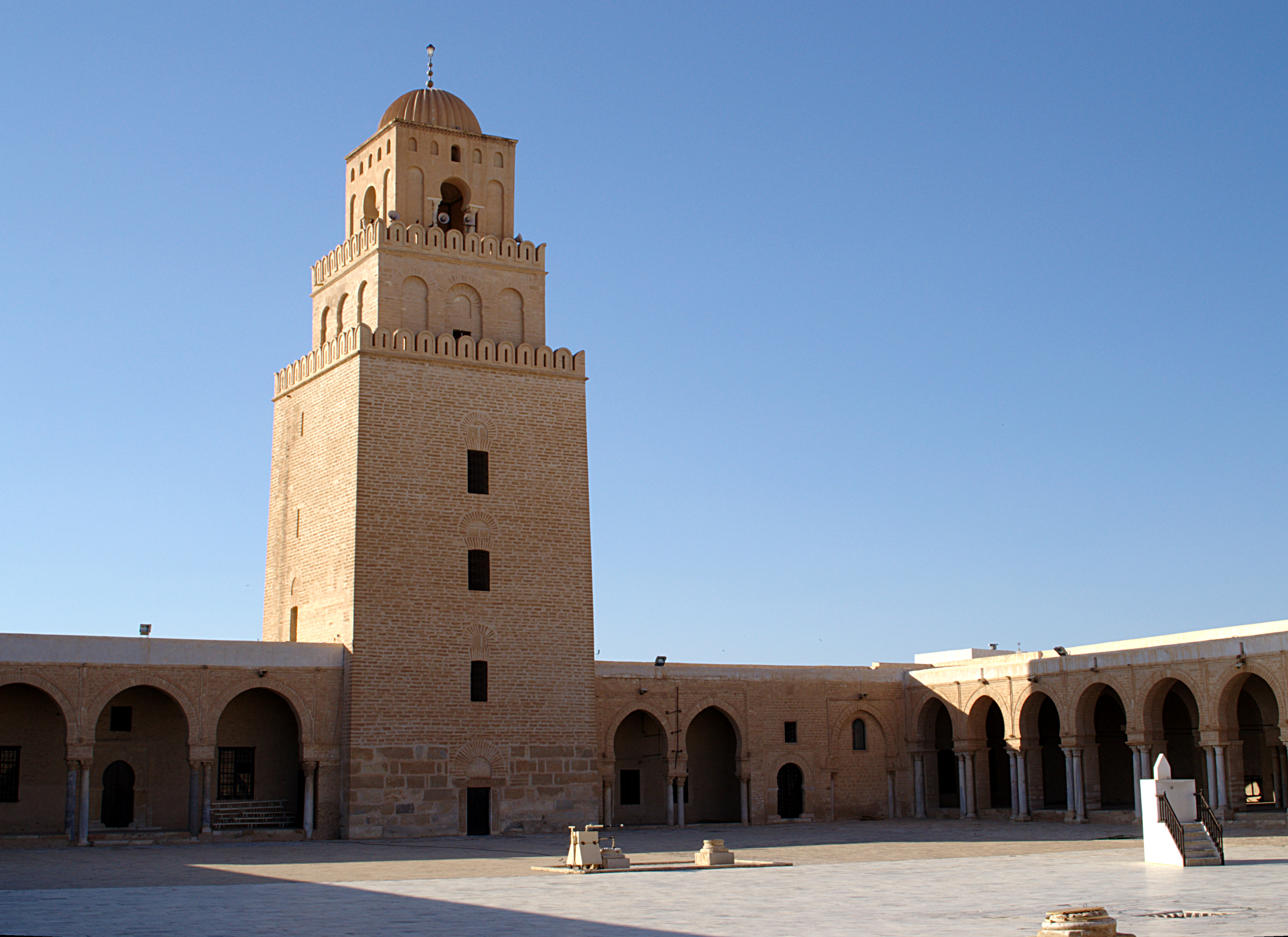
Vue du minaret depuis la cour.

Le troisième niveau : le lanternon, mesurant 5,45 mètres de hauteur (coupole non comprise) sur 5,5 mètres de largeur, présente sur ses quatre faces une arcade centrale en fer à cheval soutenue par quatre colonnes à chapiteaux divers et flanquée de deux arcades aveugles plus étroites ; chaque face se termine par cinq petites niches en plein cintre qui sont toutes aveugles et à fond plat, à l'exception de celle médiane, ouverte, de la face sud.
Il est couronné d'une coupole côtelée de 3,6 mètres de diamètre, dont la calotte à 35 cannelures repose sur quatre trompes à trois voussures concentriques. Cette coupole est sans doute postérieure à son élévation,. Les premier et deuxième niveaux sont surmontés d'un garde-corps crénelé aux merlons arrondis qui sont percés d'ouvertures en forme d'archères ; la hauteur de ces parapets est de 1,2 mètre pour le premier niveau et de 1,15 mètre pour le deuxième. Les murs se caractérisent par leur grande épaisseur qui atteint 3,3 à 3,4 mètres dans la partie inférieure du premier niveau,. Le minaret servait à la fois de tour de guet et de point d'appel à la prière.

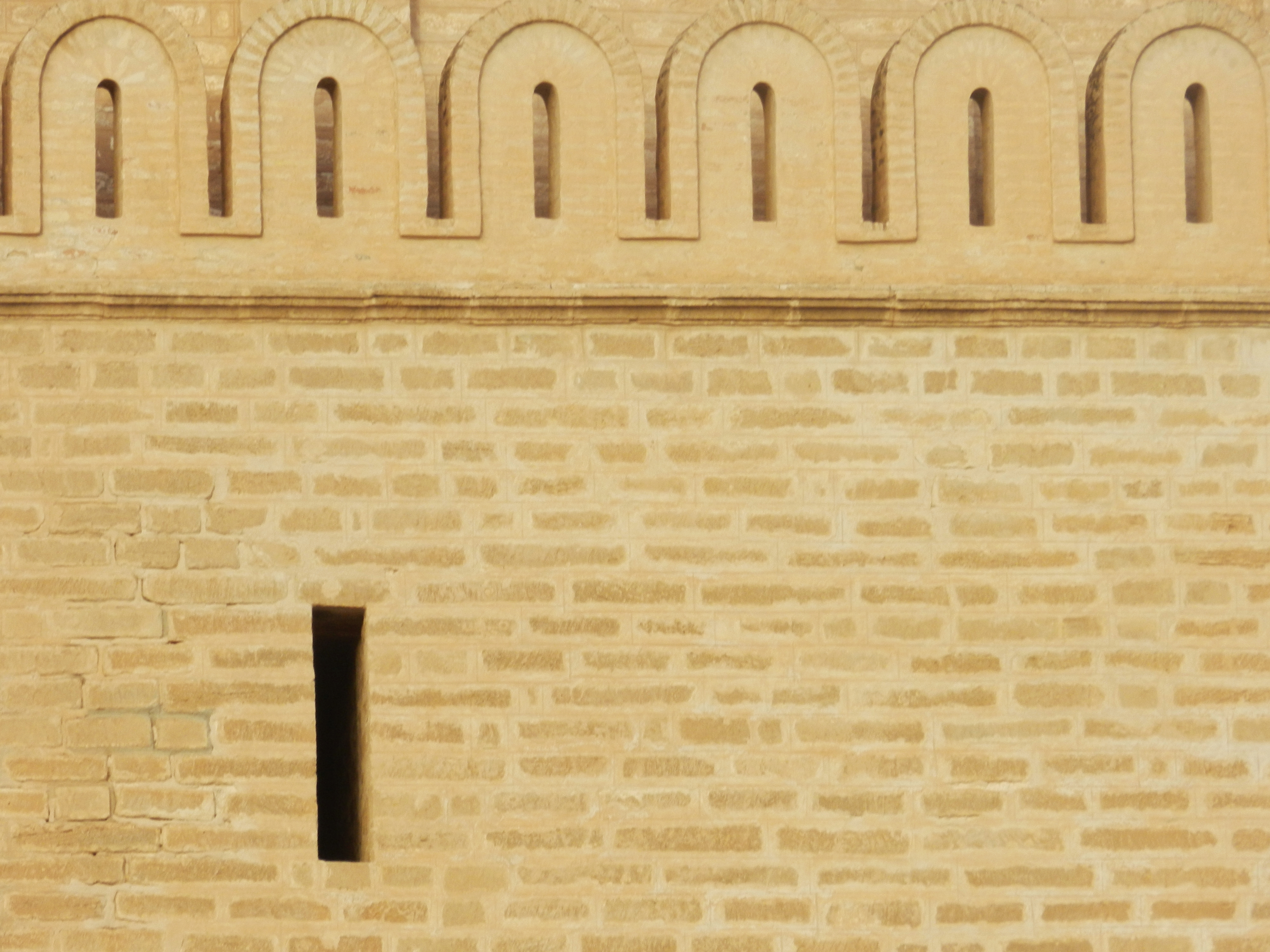
Ligne de merlons arrondis au-dessus d'une ouverture en forme de meurtrière.

La porte qui en ouvre l'accès, mesurant 1,85 mètre de haut et un mètre de large, est encadrée d'un linteau et de pieds-droits ornés de sculptures à motifs de pampres et de perles, qui correspondent à des soffites, d'origine antique, remployés,. La porte est surmontée d'un arc de décharge en fer à cheval. Ce dernier, composé de 29 claveaux, repose directement sur le linteau. Les sept premières assises du minaret sont faites de pierres antiques de grand appareil provenant de sites romains et byzantins, dont certaines portent des inscriptions latines. Leur utilisation remonte probablement aux travaux effectués sous le gouverneur omeyyade Bichr Ibn Safwan vers 725, où elles ont été réemployées à la base de la tour. La plus grande partie du minaret, œuvre des princes aghlabides datée de la première moitié du IXe siècle, est constituée d'assises régulières de moellons taillés avec soin, de 12 à 13 centimètres de haut, conférant ainsi à l'ouvrage une homogénéité et une unité stylistique jugées admirables.
L'intérieur comprend un passage, de 3,1 mètres de long sur 1,32 mètre de large, qui mène à un escalier de 129 marches, large de 0,97 mètre, tournant autour d'un noyau plein de plan carré et de 1,92 mètre de côté. L'escalier, surmonté d'une voûte en berceau, permet d'accéder aux étages et aux promenoirs du minaret,.
La façade sud donnant sur la cour est percée, au premier niveau, au-dessus de la porte, de trois fenêtres grillagées alignées verticalement, qui assurent l'éclairage et l'aération de l'intérieur. Ces dernières, dont les grilles sont ornées de motifs en S, n'ont pas la même hauteur ; elle est de 1,63 mètre pour la fenêtre inférieure, 1,68 mètre pour la médiane et 1,77 mètre pour la supérieure. Elles diffèrent également par leur largeur, la fenêtre inférieure étant moins large, avec 0,7 mètre, que les deux baies situées plus haut. Concernant celles-ci, la fenêtre médiane est plus large que la supérieure, leurs largeurs sont respectivement de 0,93 et 0,88 mètre. Les autres faces, orientées au nord et à l'ouest, sont percées d'étroites et longues ouvertures en forme de meurtrières qui complètent le système d'éclairage et d'aération. Quant à la face est, elle est dépourvue aussi bien de fenêtres que de fentes en forme de meurtrières. Sur chacun des côtés est et ouest s'ouvre une porte donnant accès aux terrasses des portiques ; ces deux portes ainsi que les fenêtres du côté sud sont surmontées d'arcs de décharge en plein cintre outrepassé.
En ce qui concerne l'ancienneté du minaret, datant de la troisième décennie du VIIIe siècle ou de 836, année de la dernière reconstruction de la mosquée, il constitue dans les deux cas le plus vieux minaret du monde musulman,, ainsi que le plus vieux au monde qui soit toujours debout,,. Par son ancienneté et ses caractéristiques architecturales, le minaret de la grande mosquée de Kairouan apparaît comme le prototype de tous les minarets de l'Occident musulman : il a servi de modèle aussi bien en Afrique du Nord qu'en Andalousie,,, et a été également imité dans le choix de son emplacement axial dans le mur nord de l'enceinte.
Le minaret kairouanais, le plus haut du Maghreb avant la construction du minaret de la Koutoubia à la fin du XIIe siècle, atteste de manière incontestable le choix de l'architecture ifriqiyenne du minaret à base carrée au détriment de la tour cylindrique, apparue à l'époque abbasside, notamment, aux ribats de Monastir et de Sousse. Bien que de forme massive et de décoration assez austère, il se distingue néanmoins par une allure harmonieuse et un aspect majestueux,.

Minaret
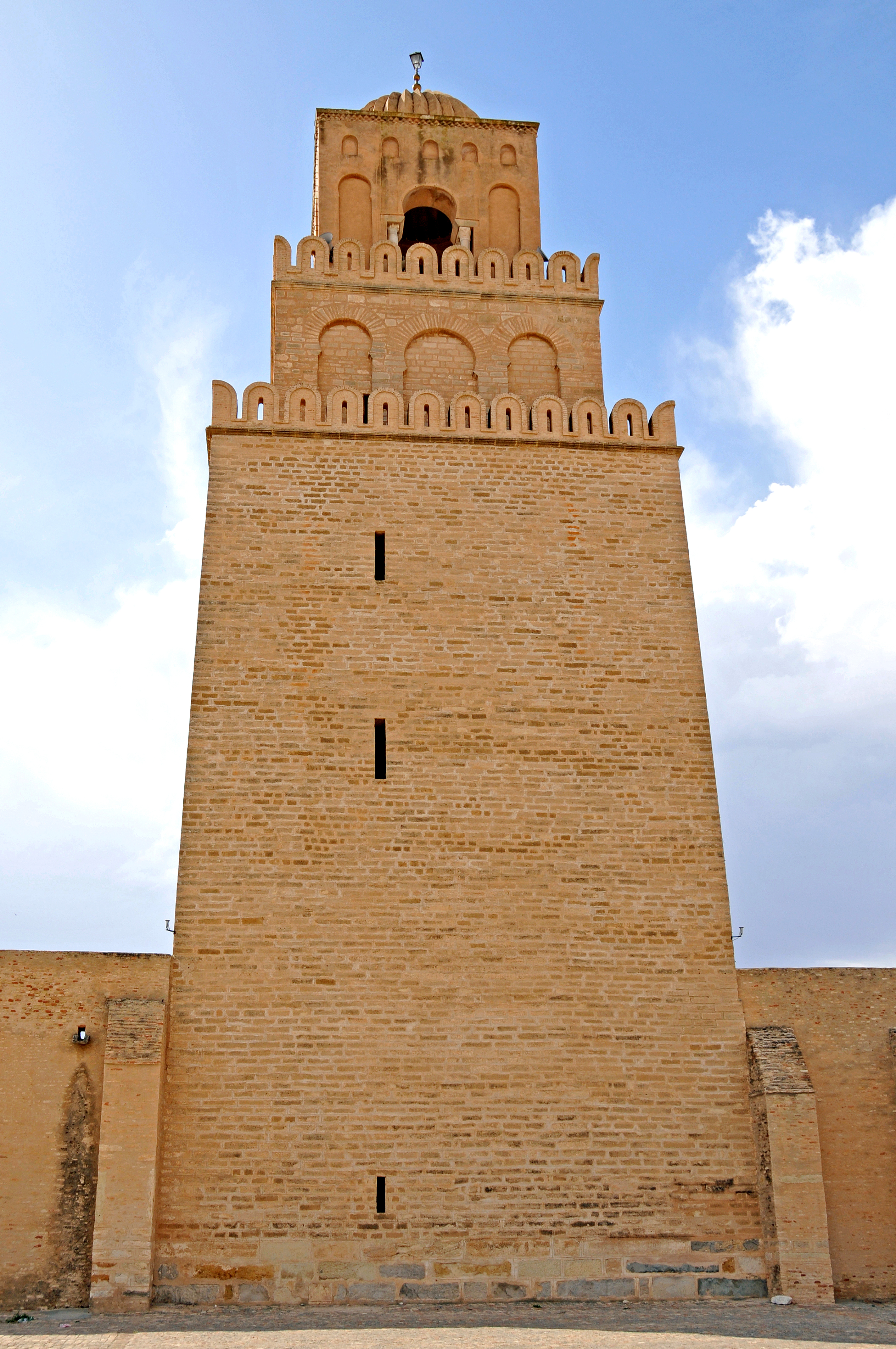
Gros plan sur la face nord du minaret. Le premier niveau est percé de trois minces fentes en forme de meurtrières.
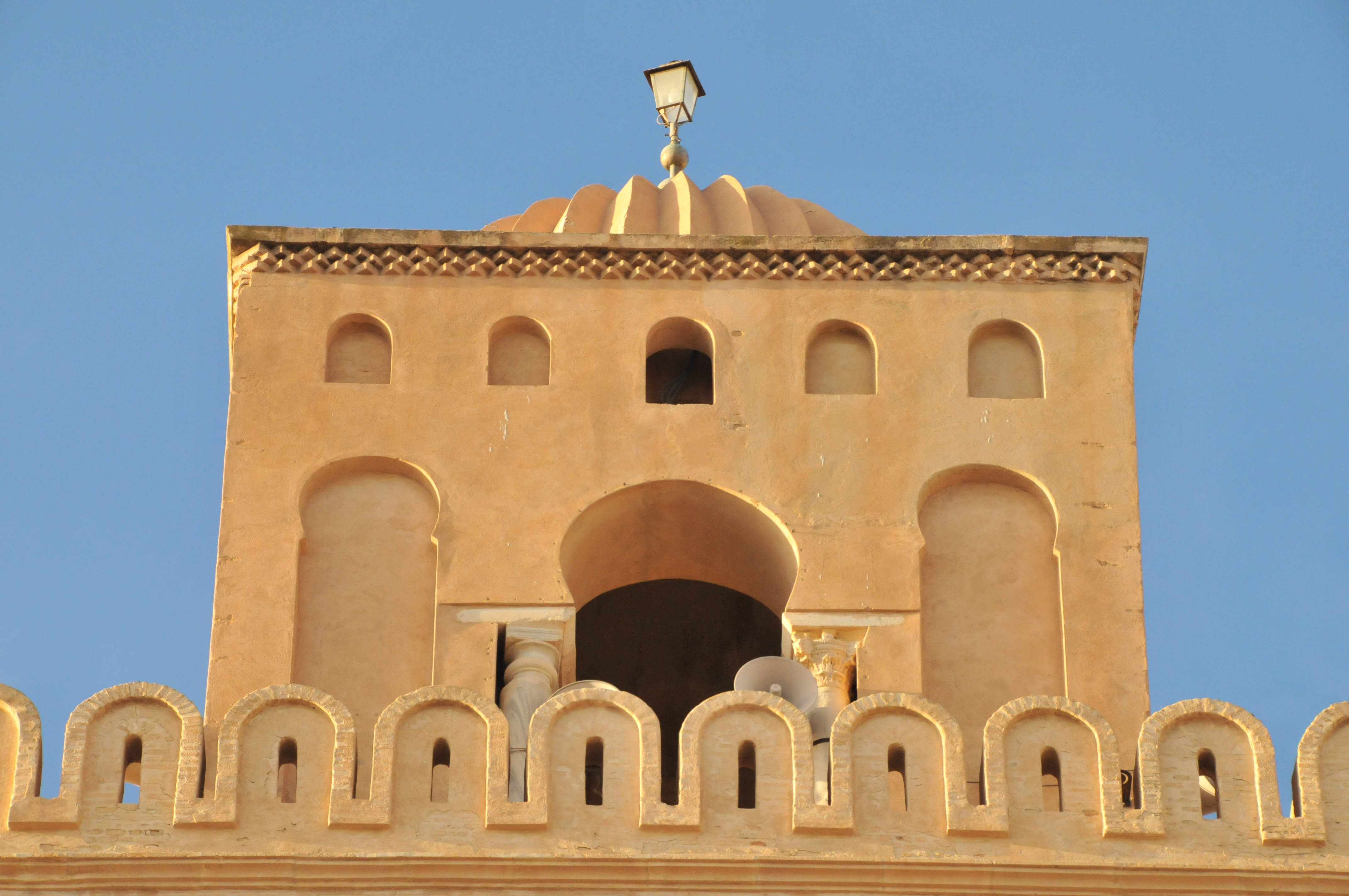
Gros plan sur la face sud du lanternon. Sa partie supérieure est décorée de niches aveugles hormis celle médiane, ouverte.
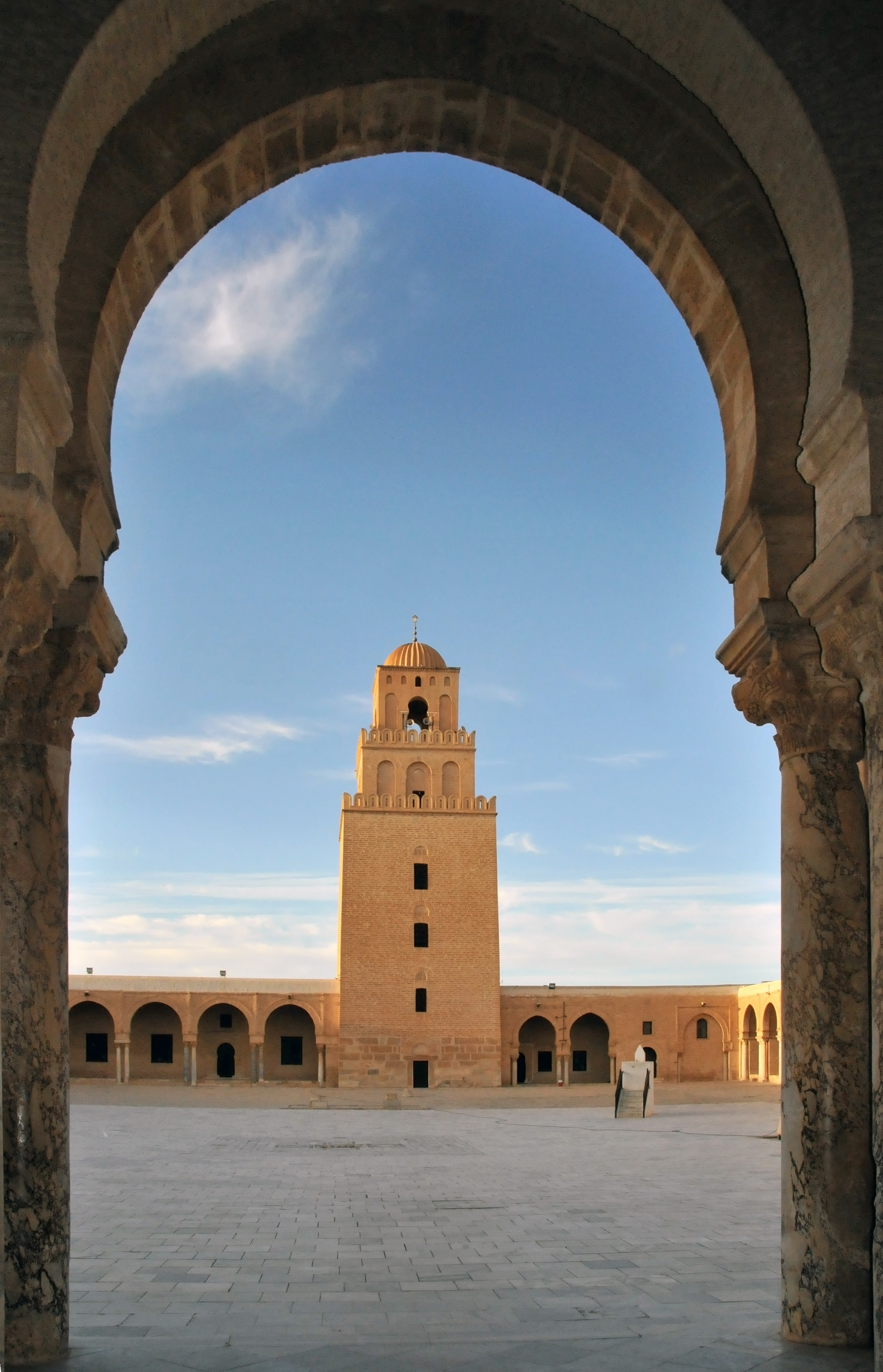
Vue du minaret depuis l'arcade centrale du portique sud de la cour. Faisant face à ce dernier, il occupe le portique nord.
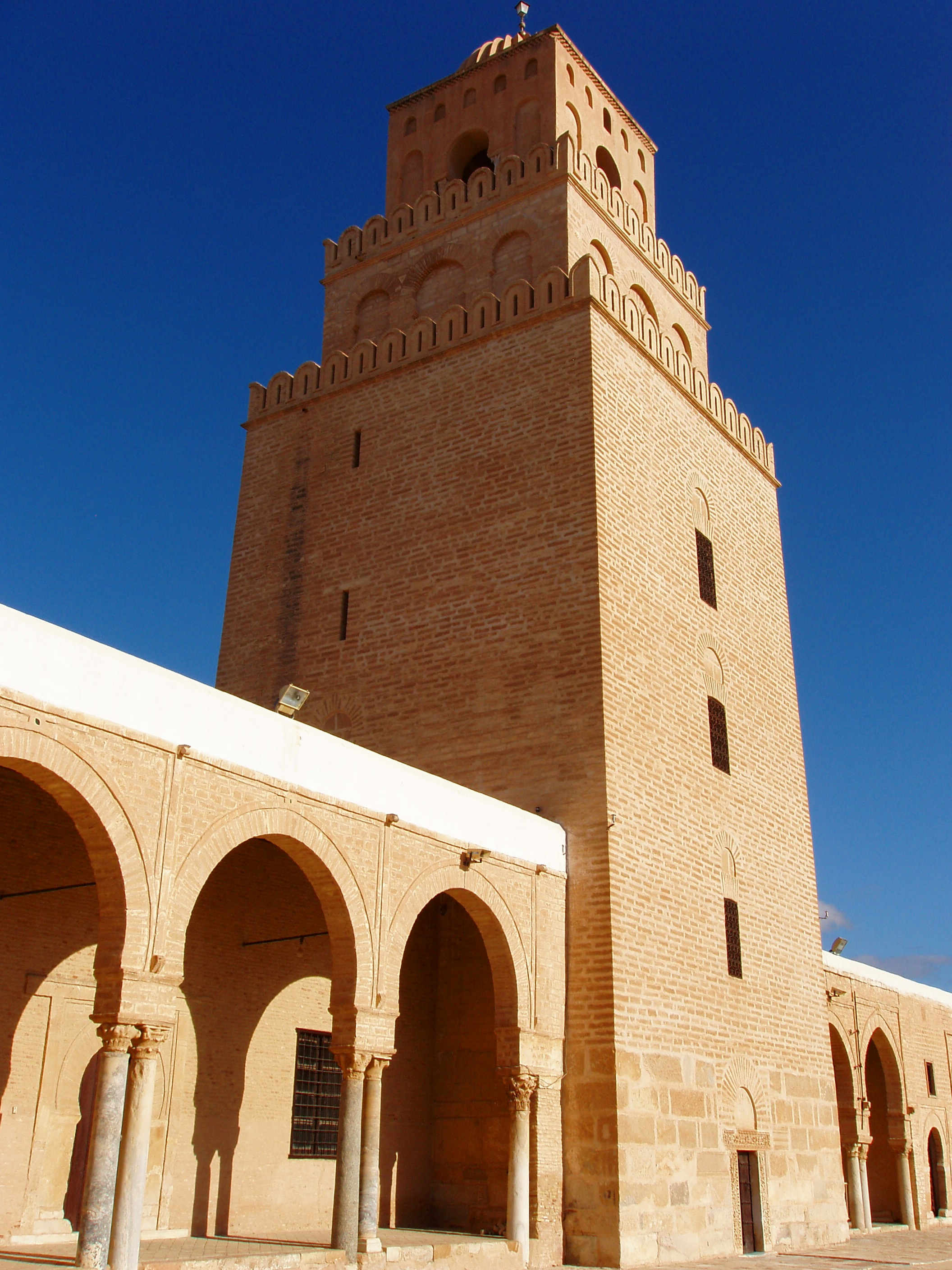
Vue de la face ouest du minaret. Celle-ci est percée, comme la face nord, d'ouvertures en forme de meurtrières.
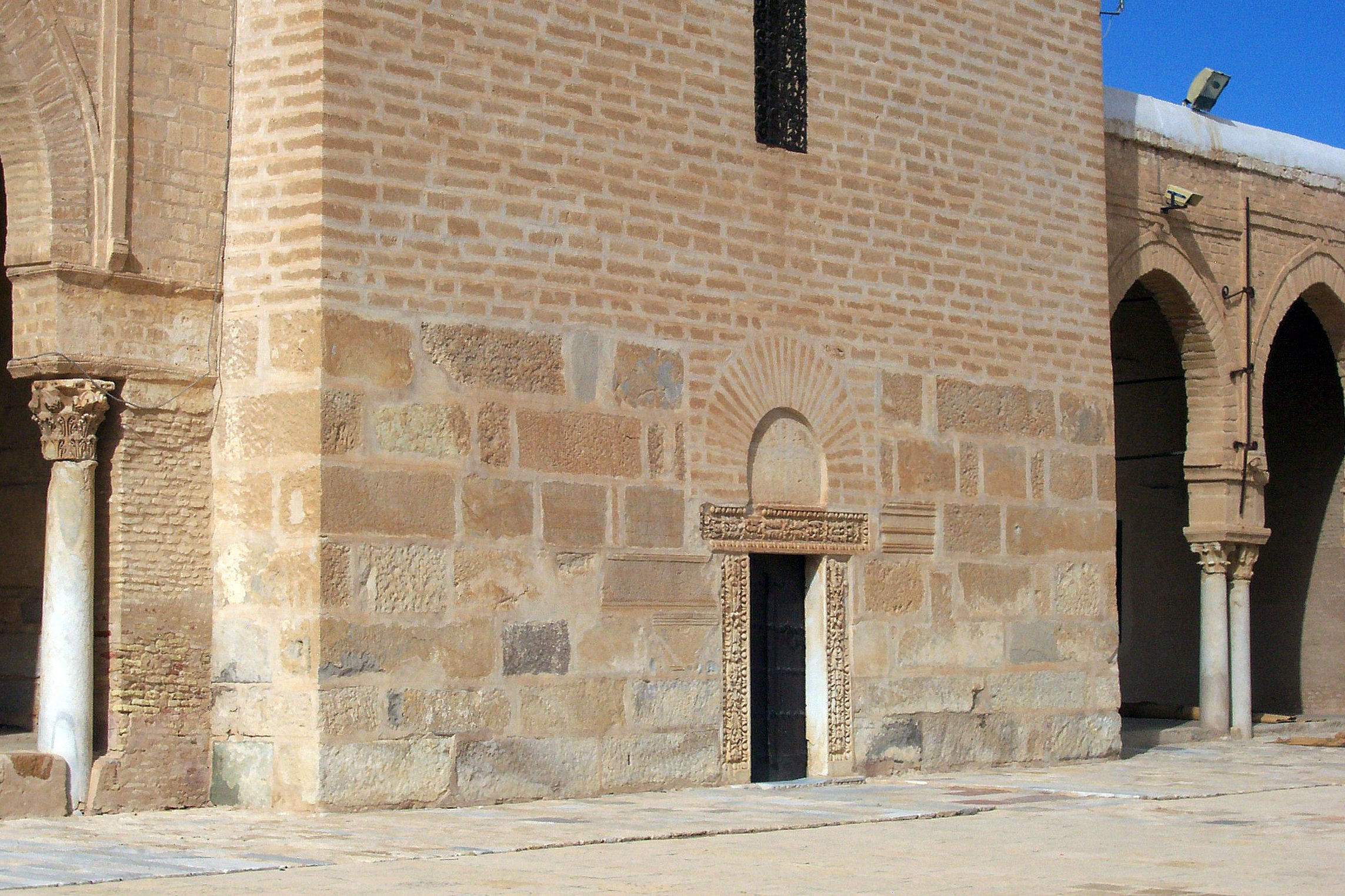
Vue de la partie inférieure du minaret (face sud). Les sept premières assises sont faites de pierres de grand appareil.
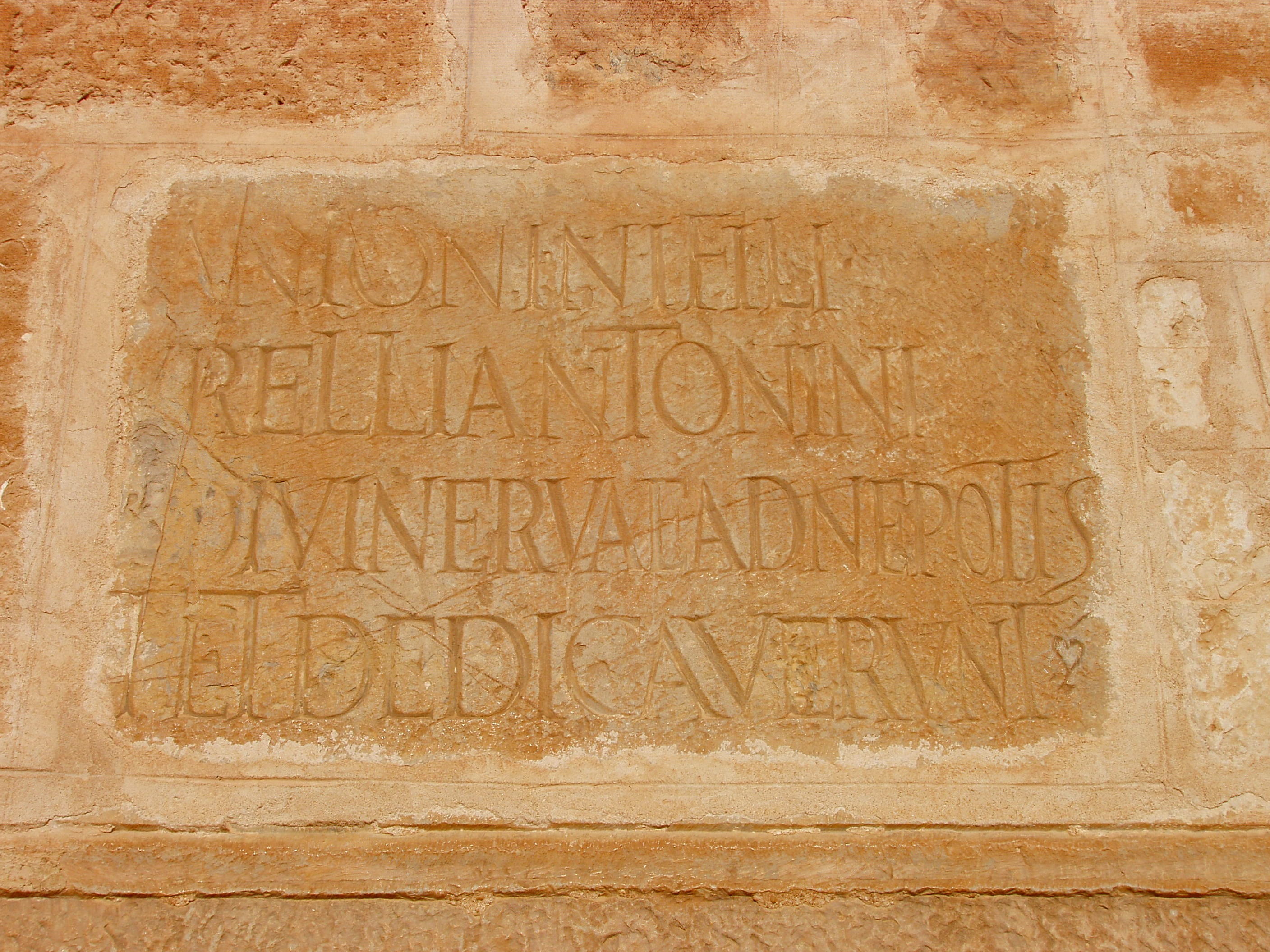
Gros plan sur l'inscription latine (datant de l'époque des Sévères) d'une des pierres remployées à la base du minaret.
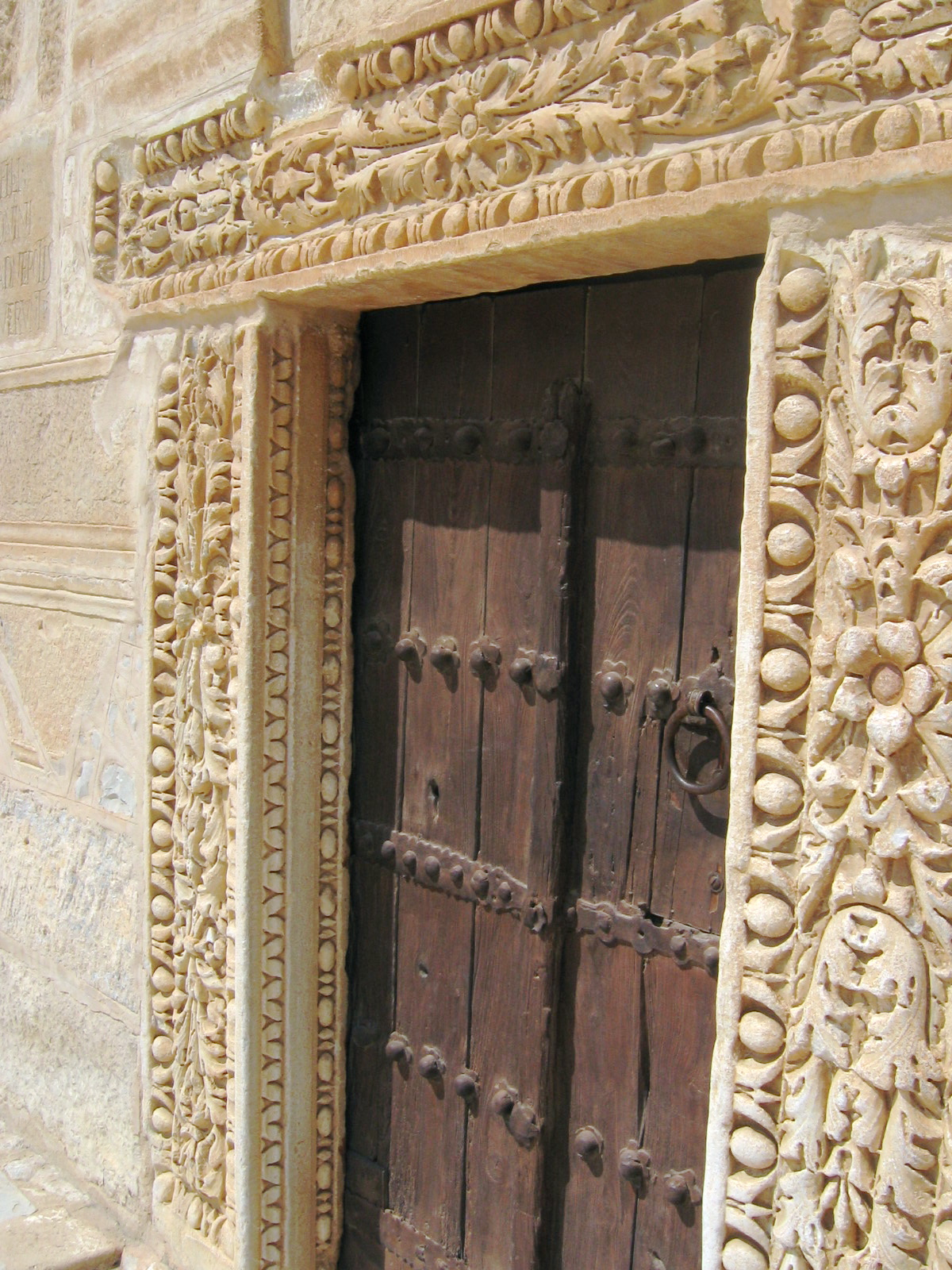
Vue du linteau et des pieds-droits de la porte du minaret. Ils sont sculptés de pampres et de perles.
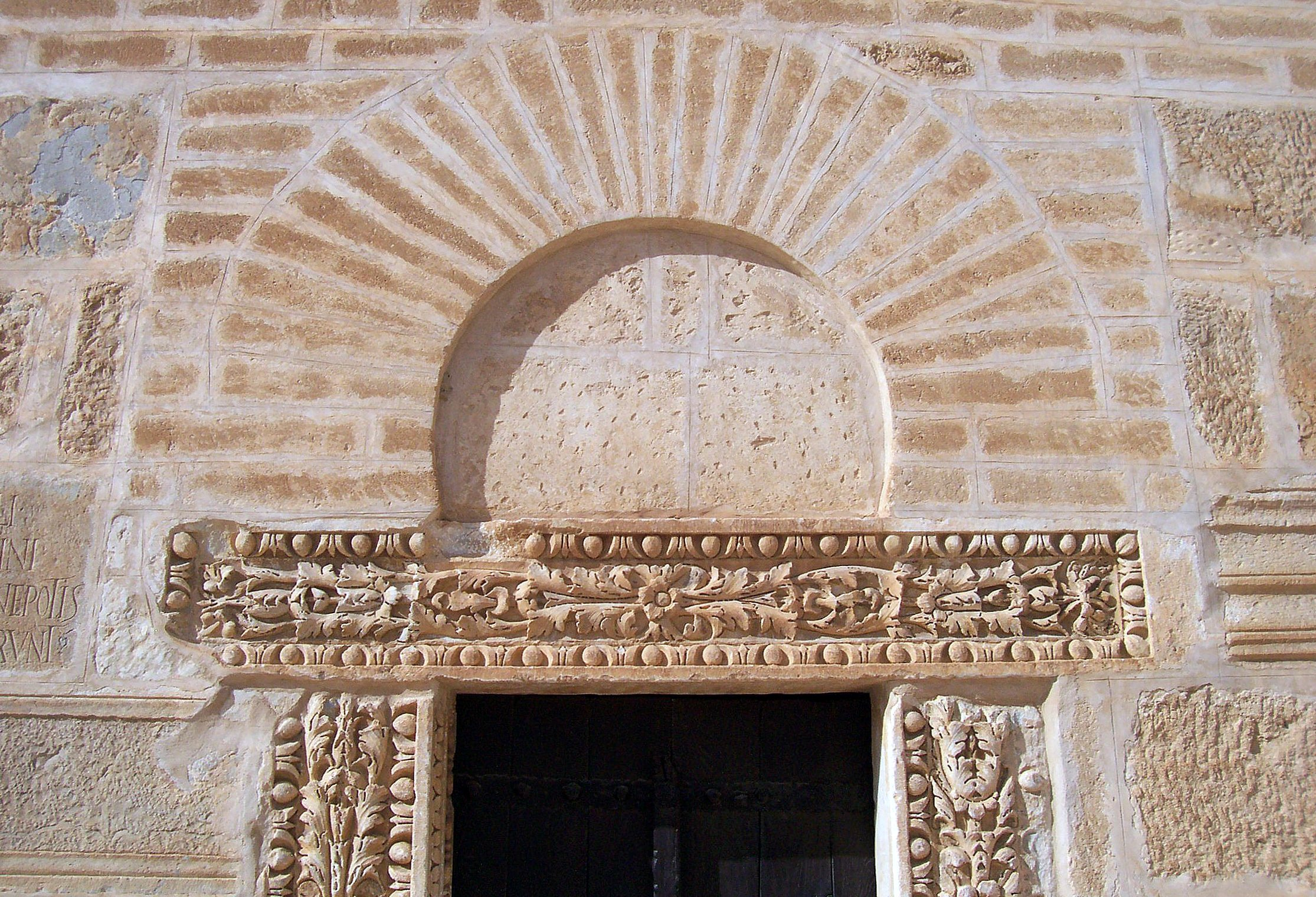
Gros plan sur le linteau de la porte, sur lequel repose un arc de décharge en fer à cheval.
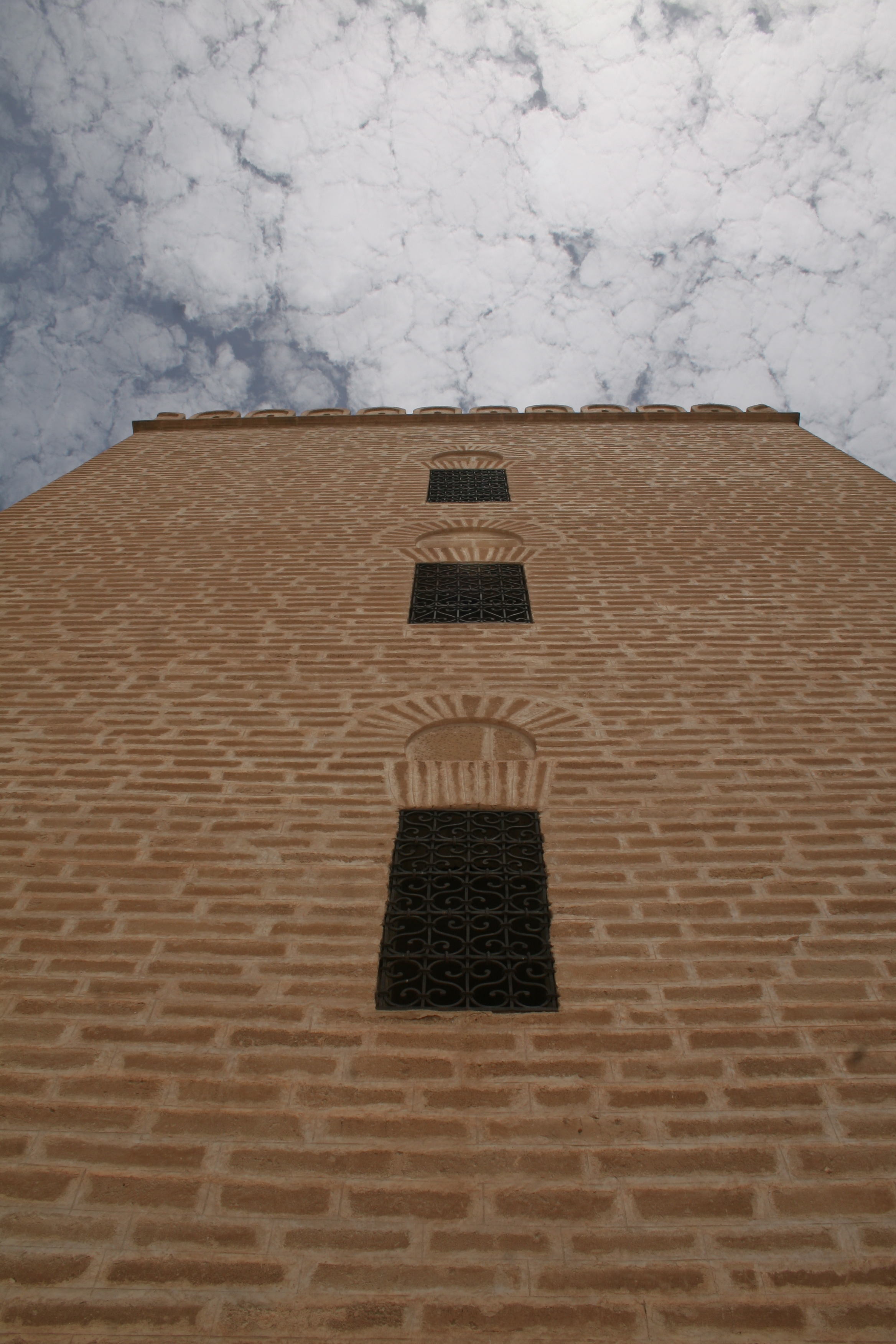
Mur et fenêtres grillagées de la face sud du premier niveau du minaret.
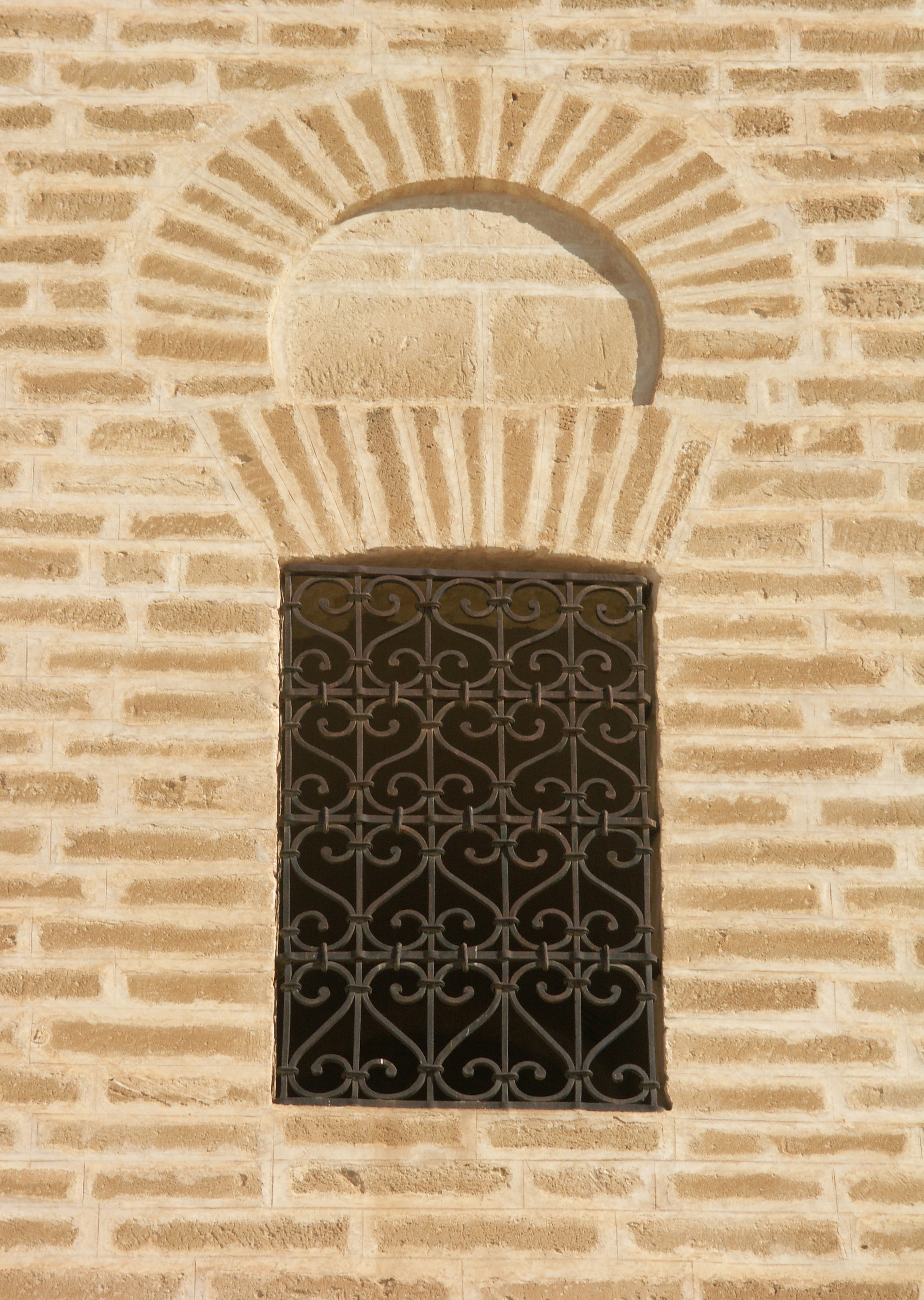
Gros plan sur une fenêtre grillagée, surmontée d'un arc de décharge en plein cintre outrepassé.
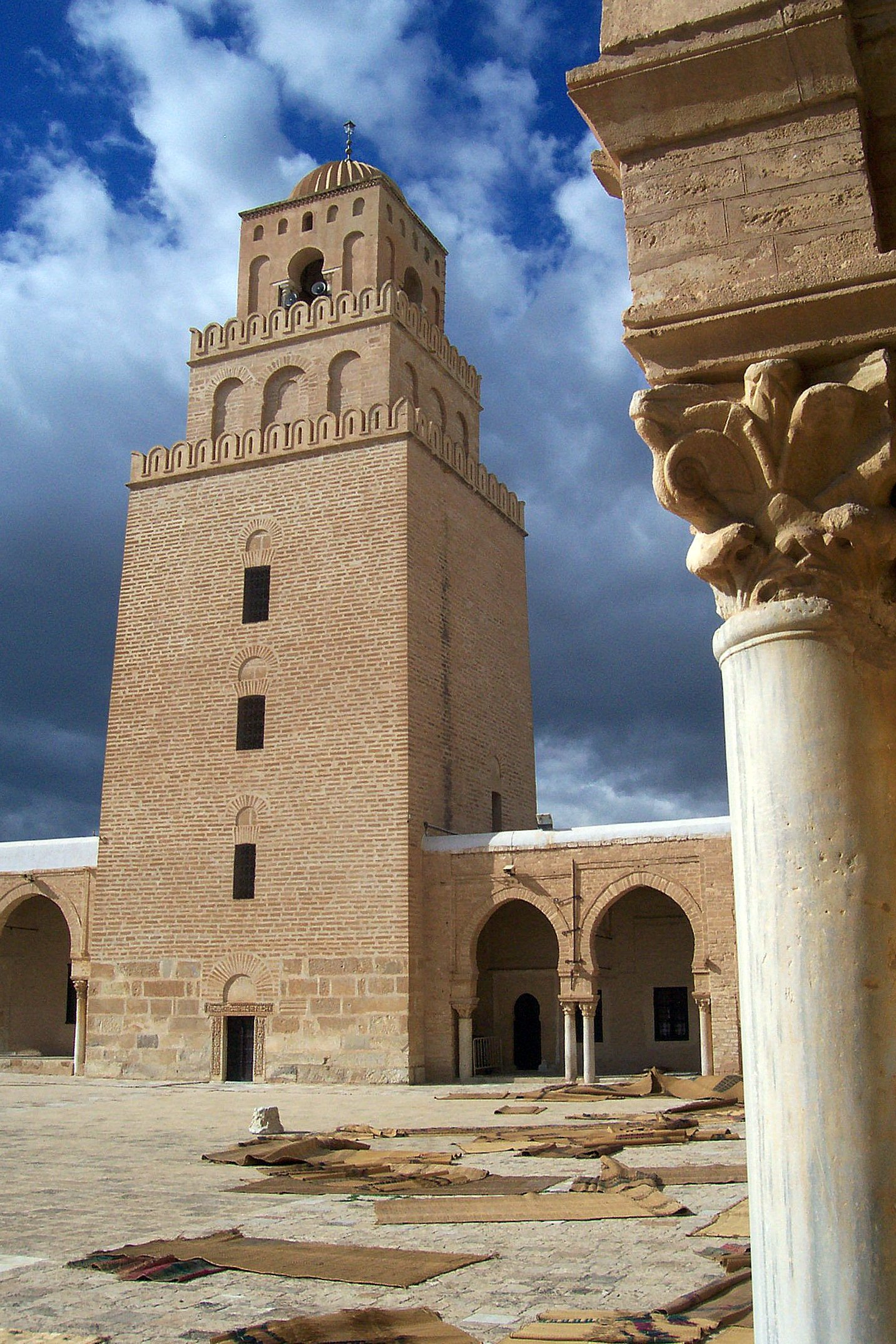
Vue des faces sud et est du minaret depuis le portique oriental de la cour.
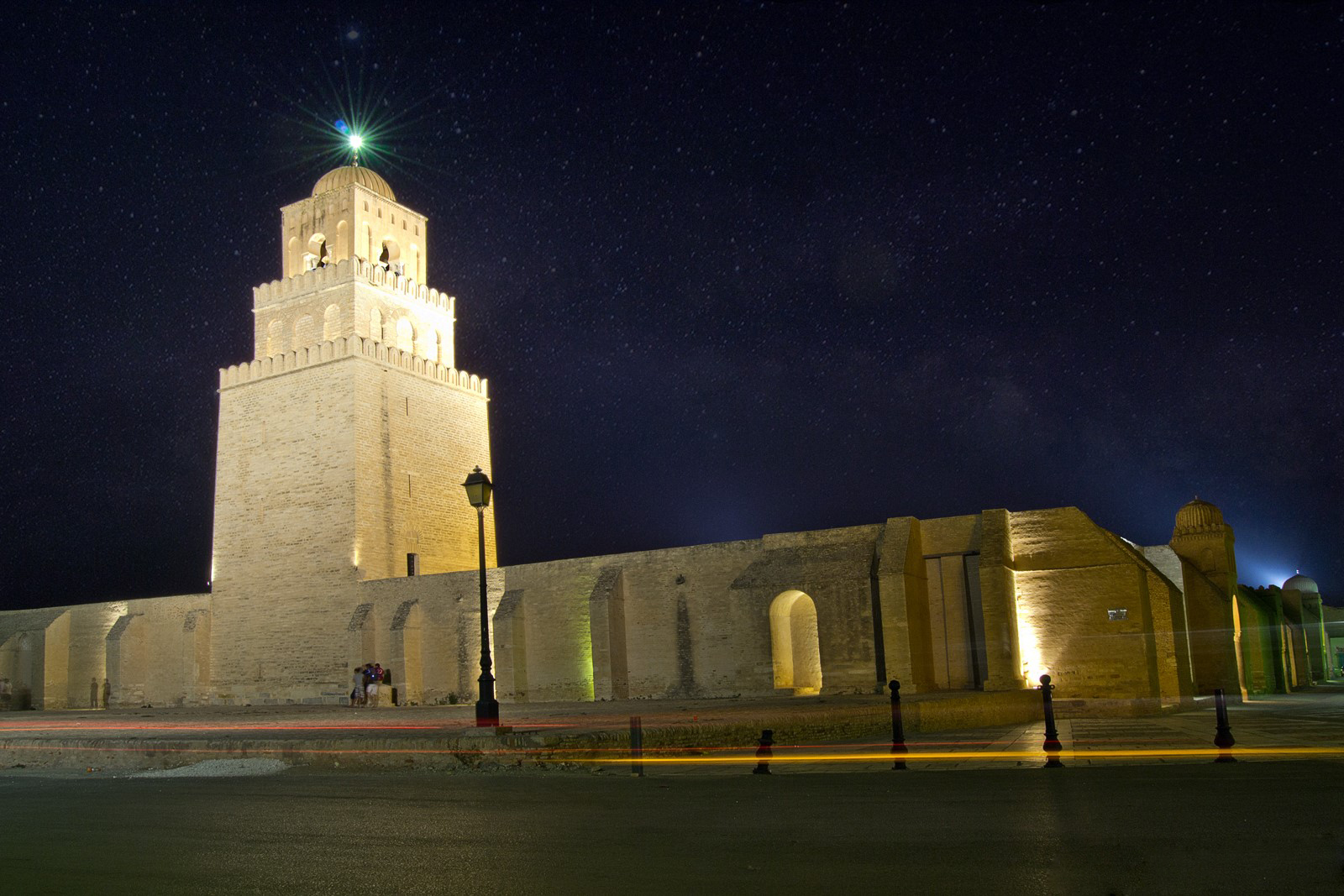
Vue nocturne du côté nord de la mosquée, montrant le minaret illuminé.

### Salle de prière

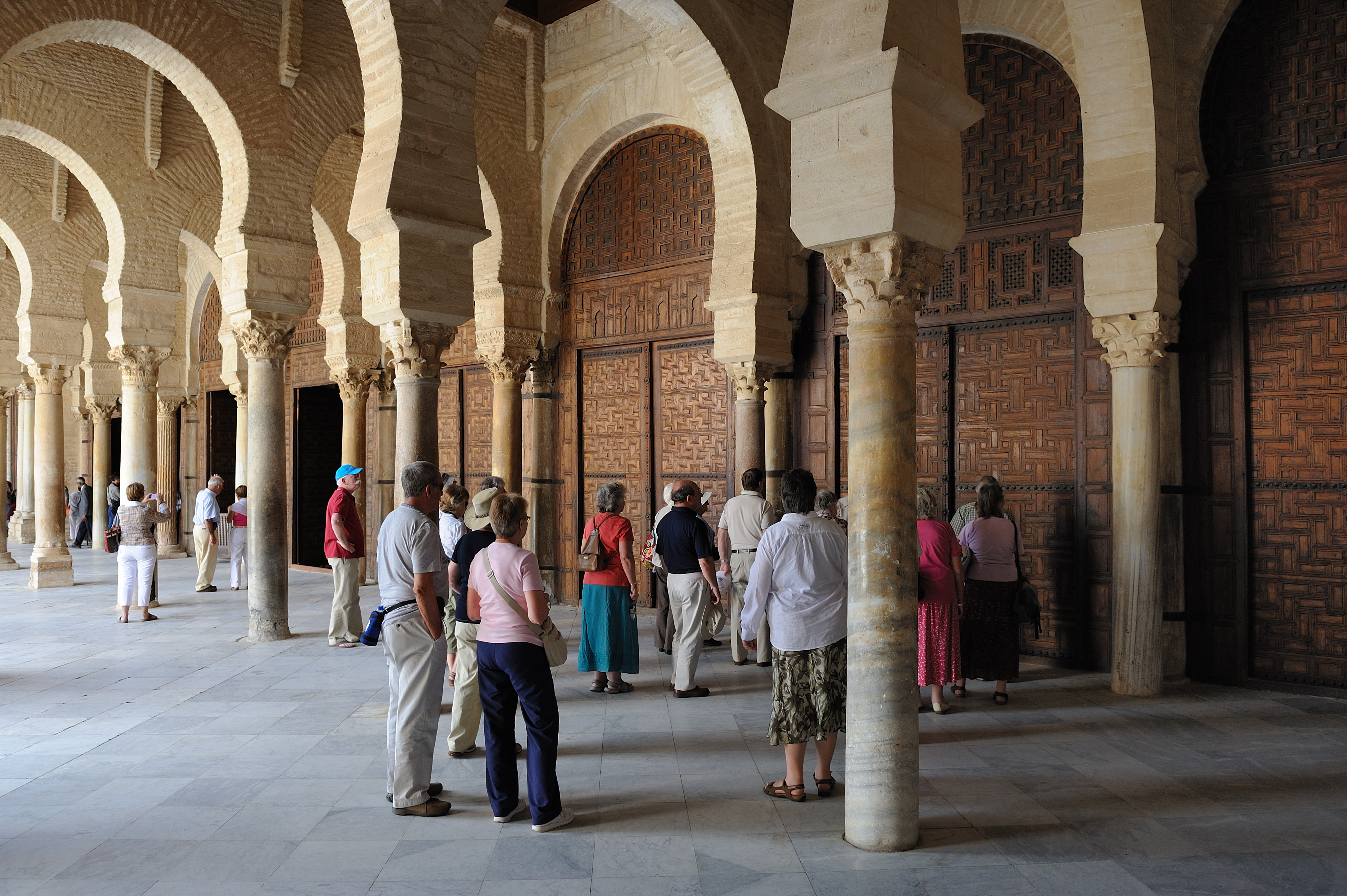
Touristes dans le portique qui précède la salle de prière.

La salle de prière se trouve du côté méridional de la cour ; on y accède par dix-sept portes en bois de cèdre sculpté. Un portique à double rangée d'arcades, d'une profondeur de 8,55 mètres, précède la vaste salle de prière. Celle-ci a la forme d'un quadrilatère dont les dimensions sont : 70,6 mètres pour le côté sud, 69 mètres pour le côté nord, 37,15 mètres pour le côté est et 37,5 mètres pour le côté ouest,,. Elle s'étend sur une superficie d'environ 2 600 m2.

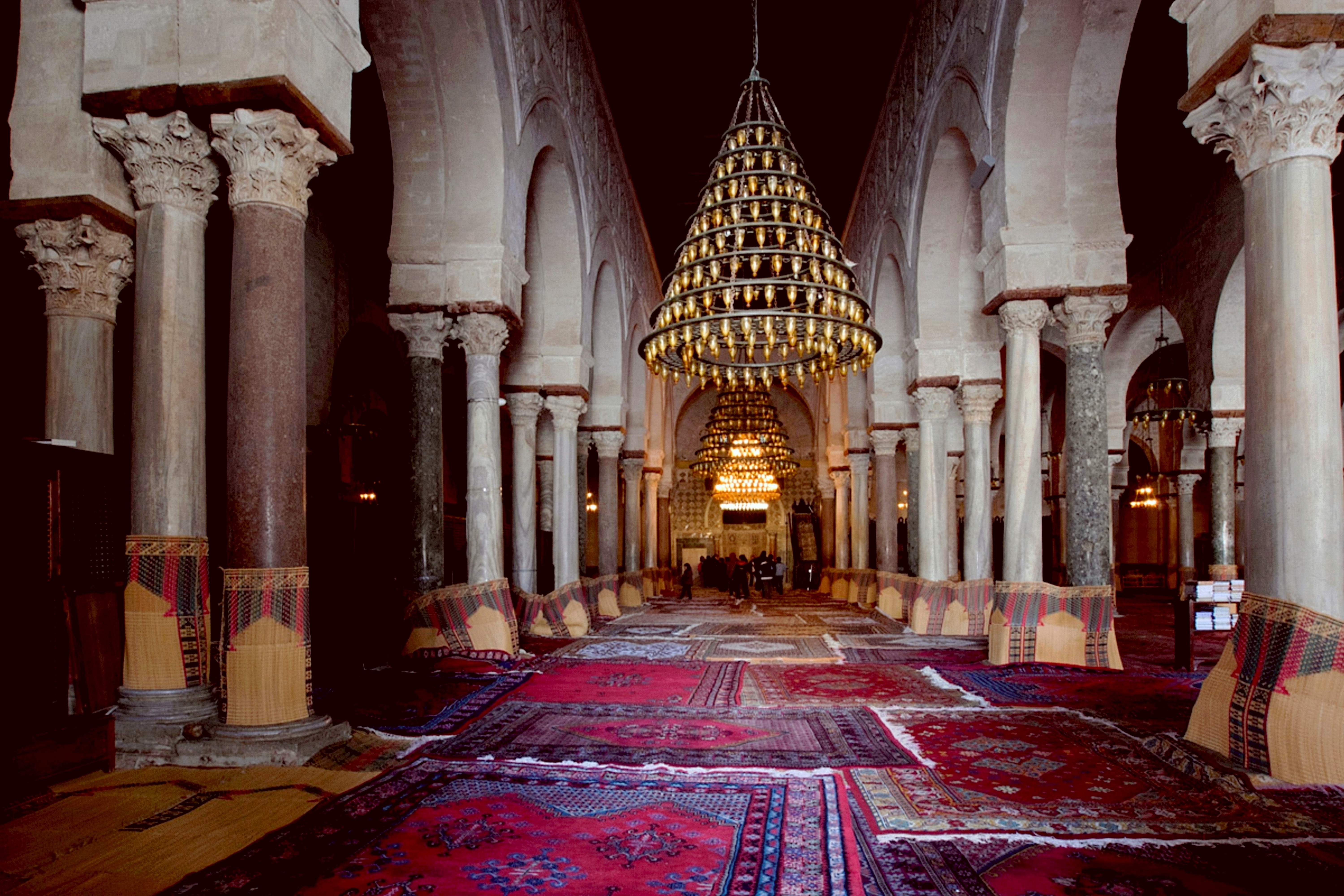
Vue de la nef centrale de la salle de prière.

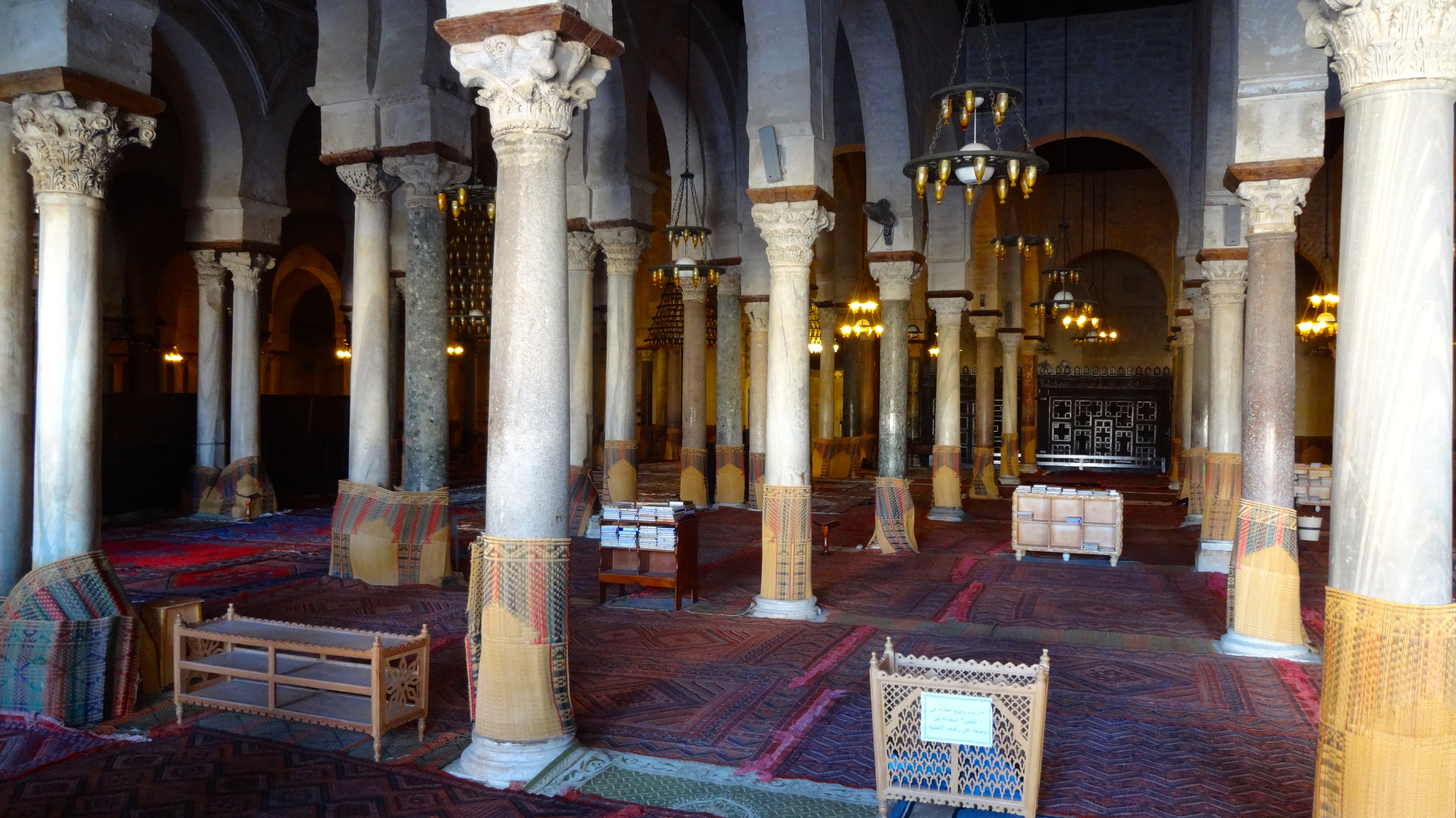
Vue d'une nef secondaire. Outre la nef centrale, seize nefs secondaires divisent la salle de prière. Toutes sont perpendiculaires au mur de la qibla.

Elle se présente comme une salle hypostyle, divisée en dix-sept nefs et huit travées ; les nefs sont orientées perpendiculairement au mur de la qibla (qui correspond au mur méridional de la salle de prière),. Plus larges que les autres, la nef centrale et la travée de la qibla, qui forme une sorte de nef transversale ou nef-transept longeant le mur de la qibla, se croisent à angle droit au devant du mihrab,. Ce dispositif, dit « en T », qui apparaît pour la première fois, de manière claire et affirmée dès 836, à la grande mosquée de Kairouan, et que l'on rencontre également dans les deux mosquées irakiennes de Samarra : la grande mosquée et celle d'Abou Doulaf (construites respectivement vers 847 et 859), a été repris dans de nombreuses mosquées maghrébines et andalouses dont il devient une caractéristique,.
Le dispositif en T, illustré de façon exemplaire à la mosquée de Kairouan, confère à cette dernière un équilibre remarquable qui lui octroie une place de choix dans l'architecture religieuse musulmane. L'intersection de la nef centrale et de la travée de la qibla, dont la largeur mesure près de 6 mètres contre 3,5 mètres pour chacune des sept travées restantes, détermine une zone carrée au-dessus de laquelle s'élève une coupole sur trompes en coquille (coupole du mihrab),.

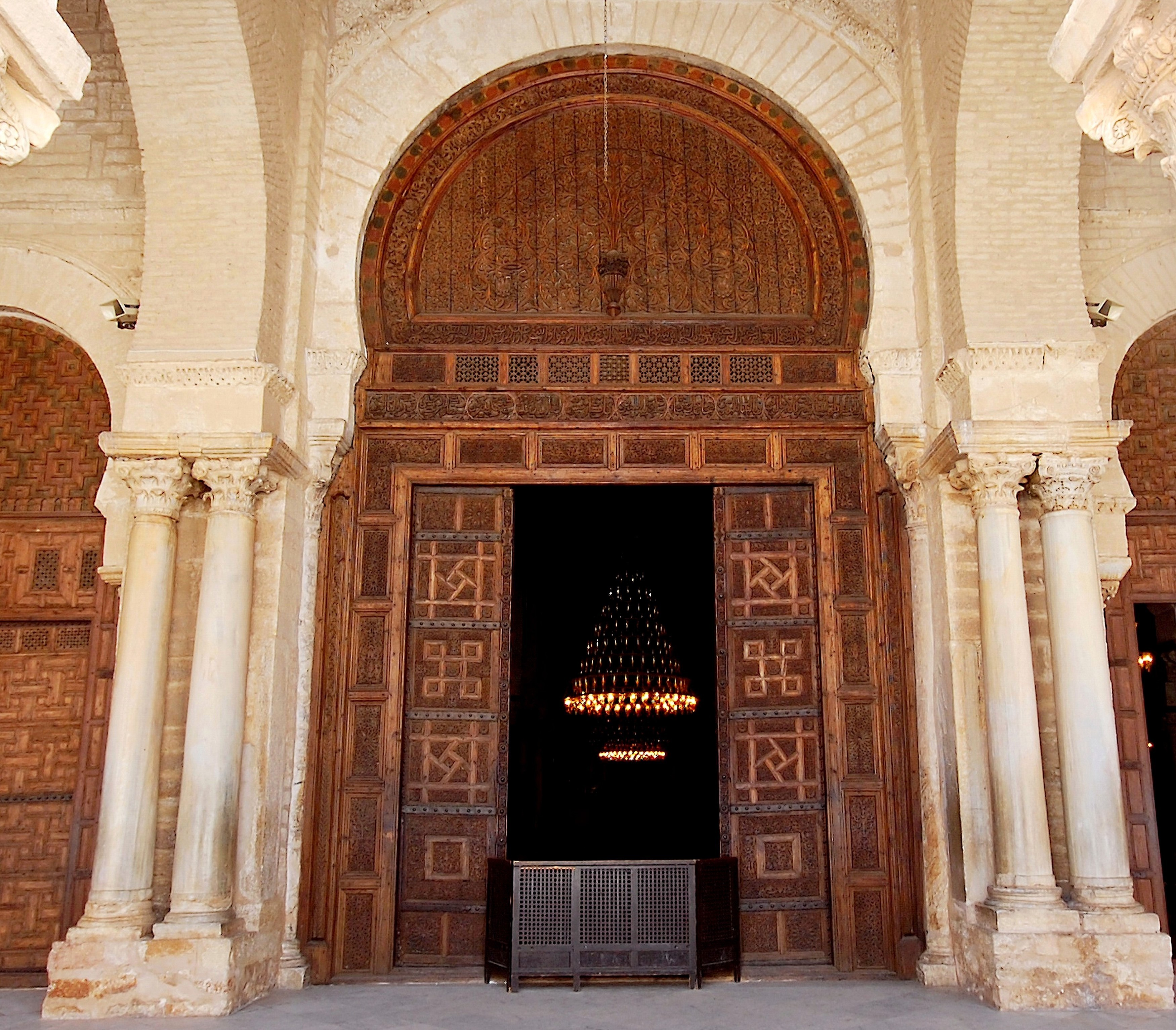
Vue d'ensemble de la plus grande des dix-sept portes en bois sculpté de la salle de prière, ouvrant sur le portique sud.

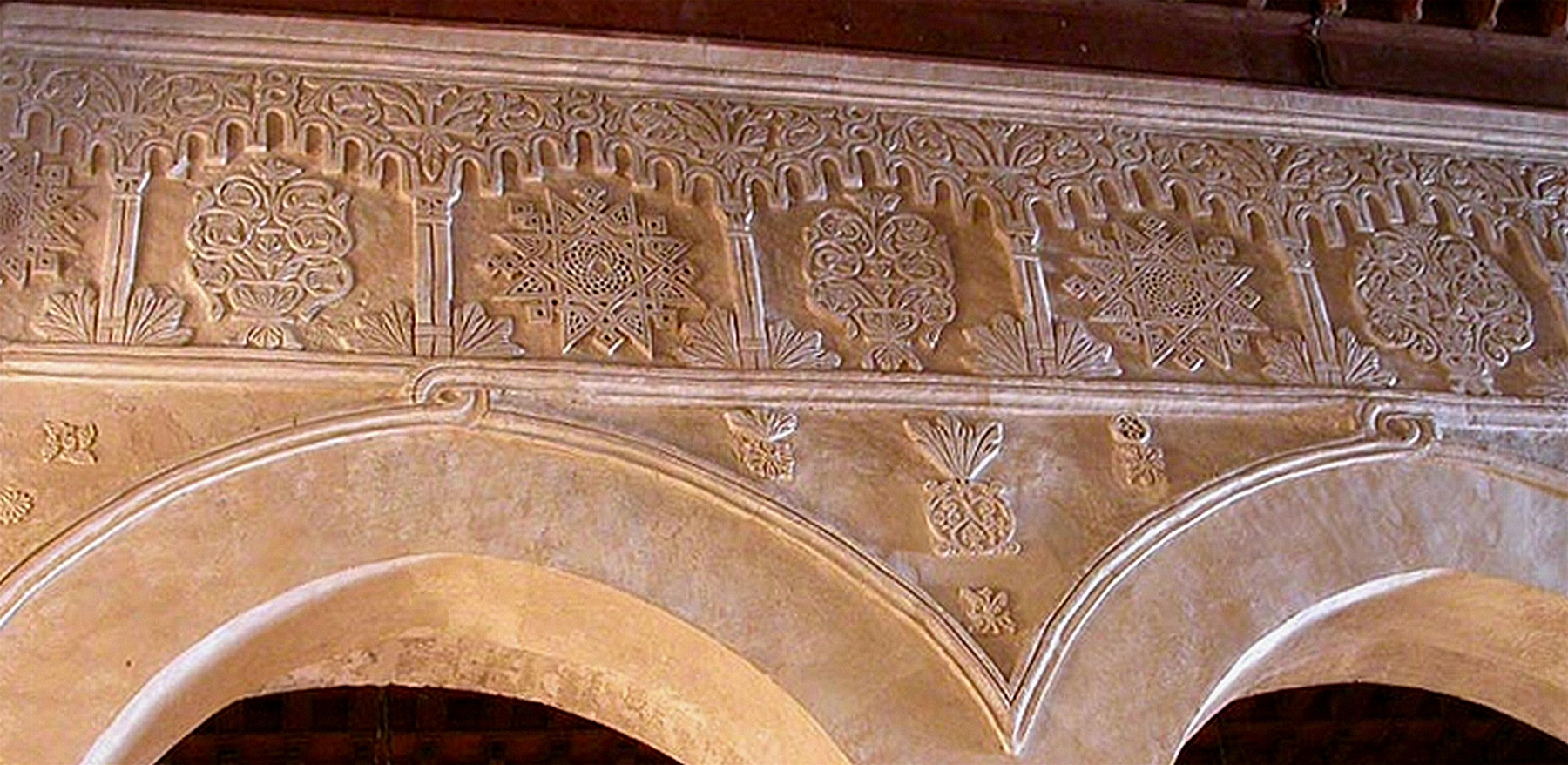
Vue partielle de la frise en plâtre sculpté, à motifs alternés, surmontant les arcs moulurés de la nef centrale.

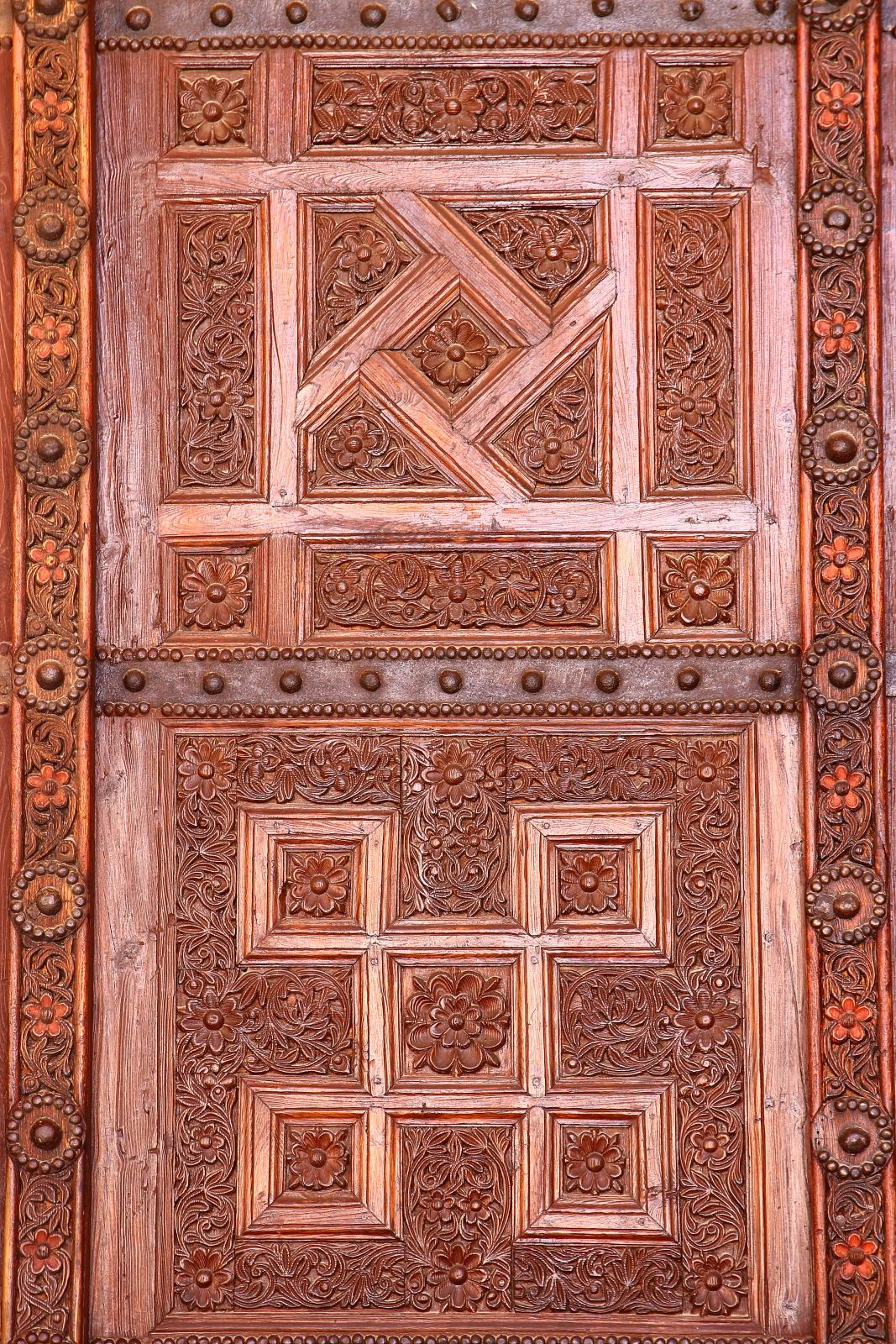
Gros plan sur un vantail de la grande porte.

La nef centrale, sorte d'allée triomphale qui mène au mihrab, est nettement plus haute et plus large que les seize autres nefs de la salle de prière : sa largeur est de 5,75 mètres contre 3,4 mètres pour les nefs ordinaires,, tandis que sa hauteur atteint 11,2 mètres, dépassant d'environ deux mètres ces dernières. Elle est bordée, de part et d'autre, d'une rangée de colonnes géminées qui portent deux lignes d'arcs outrepassés ; chaque arc, mouluré au niveau de son extrados, est orné d'un nœud à la clef. Ces derniers sont surmontés d'une frise en plâtre sculpté, rythmée d'arcs à lambrequins au profil surbaissé. Celle-ci, haute de 1,7 mètre, est composée de médaillons garnis de motifs géométriques (étoiles complexes à huit branches) alternant avec des motifs floraux,.
Éclairée par d'impressionnants lustres, sur lesquels sont appliquées d'innombrables petites lampes en verre (lustres à huit étages circulaires et ajourés de porte-lampes), la nef centrale ouvre sur le portique sud de la cour par une monumentale porte en bois délicatement ouvragée, renouvelée en 1828-1829 sous le règne des Husseinites,. Mesurant plus de six mètres de haut, cette dernière, la plus grande et la plus ornée des portes de la salle de prière, possède quatre vantaux richement sculptés de moulures géométriques en relief, sur fond de rinceaux, de fleurs, et d'entrelacs étoilés.
Chaque vantail se compose de quatre grands panneaux carrés et de deux panneaux rectangulaires, l'un en haut, l'autre en bas, séparés par des bandes de tôle agrémentées de clous à tête ronde, les panneaux rectangulaires étant eux-mêmes subdivisés en deux carrés plus petits. Quant aux grands panneaux carrés, leurs subdivisions sont faites par des moulures figurant soit des carrés inscrits, soit des carrés prolongés aux angles par d'autres plus petits.

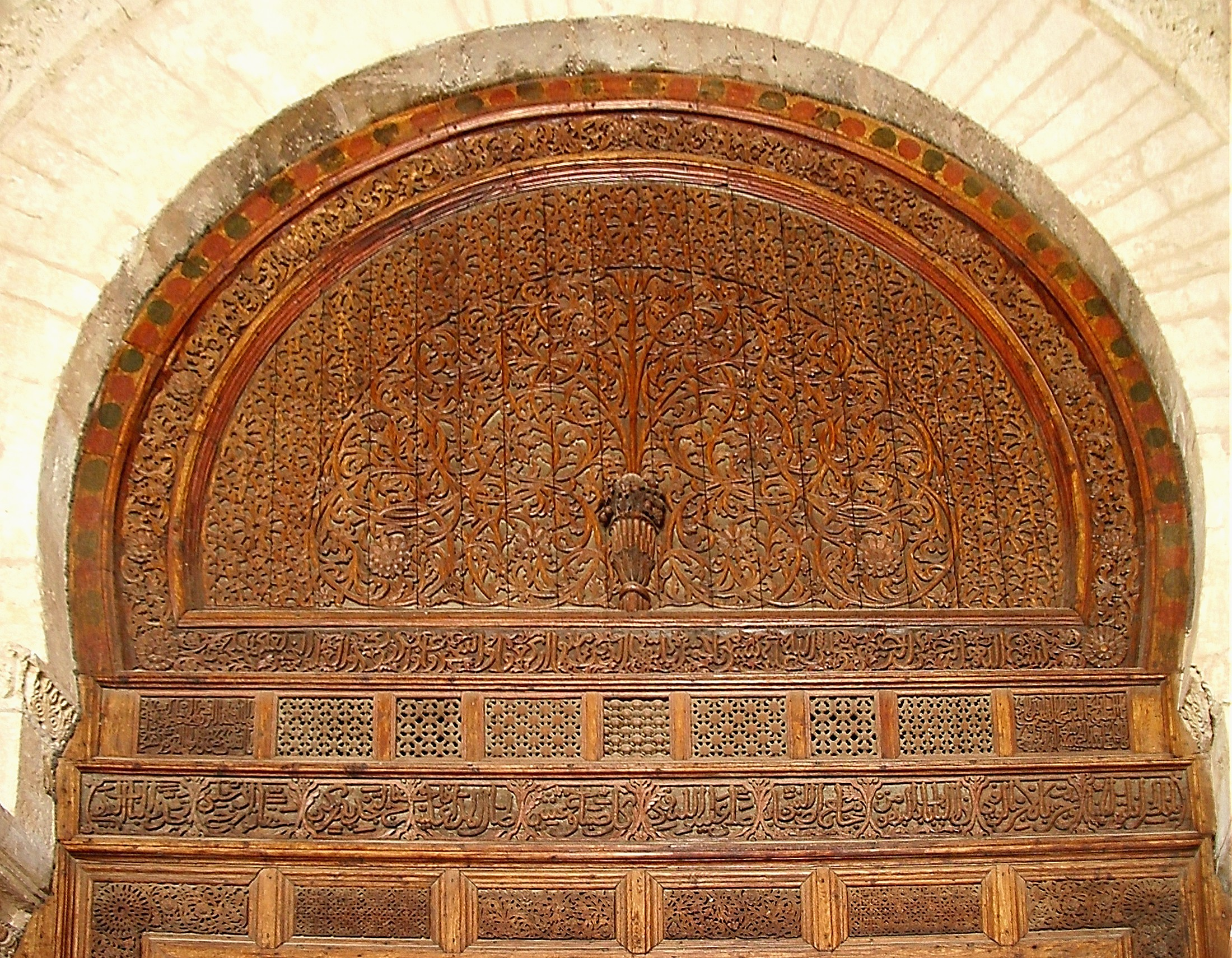
Gros plan sur la partie supérieure de la grande porte. Celle-ci est pourvue d'un tympan richement sculpté d'une ornementation végétale, géométrique et épigraphique.

Les battements sont décorés de onze gros clous hémisphériques entourés de petits clous, une série de rinceaux sculptés les joint les uns aux autres. Dans l'intervalle des clous, des chanfreins sont réalisés sur les arêtes des battements. Les extrémités hautes et basses de ces derniers sont ornées de dessins formés par de petits clous et représentant un losange allongé et un triangle qui sont reliés, également, par des rinceaux sculptés.
Encadrant les vantaux, le bâti dormant, à panneaux moulurés rectangulaires à l'exception de deux en équerre, est bordé, à droite et à gauche, d'une moulure verticale décorée de feuilles sculptées en très bas relief. Les panneaux des dormants sont alternativement décorés de motifs géométriques ou de feuillages stylisés ; les ornements sont constitués de rinceaux, d'entrelacs et de rosaces géométriques.
Le tympan de cette porte est orné d'un vase stylisé, allongé et cannelé, contenant des fruits sculptés en haut-relief, à partir duquel surgissent symétriquement des enroulements raffinés de tiges fleuries et feuillues ; ce décor végétal est entouré d'arabesques géométriques à base de décagones étoilés.
L'encadrement du tympan est meublé de rinceaux entrelacés avec des fleurettes, à l'exception de la partie horizontale occupée par une longue inscription sculptée en relief. Celle-ci, en caractères naskhi, se prolonge sur les deux panneaux pleins des extrémités de la menuiserie ajourée qui se trouve sous le tympan, ainsi que sur la totalité de la traverse sous-jacente. Cette inscription, dans laquelle la porte est désignée sous l'appellation de Bab al-Bahou, comporte la basmala et des vers qui commémorent la date d'exécution : l'année 1244 de l'hégire (1828-1829), laquelle est donnée par un chronogramme.
Le soin apporté à l'ouvrage est souligné dans la première partie du texte épigraphique — « À Bab al-Bahou apparaît une éclatante beauté. L'artiste y mit son talent délicat dans le but et l'espérance d'une récompense céleste » — tandis que la réfection est mentionnée dans sa dernière partie : « Elle eut besoin d'une réfection justifiée par un long usage. Ainsi ornée, nous la daterons en disant avec raison : la belle porte a été remise à neuf »,.
Les autres portes de la salle de prière, dont certaines datent de l'époque hafside, sont toutes à deux vantaux et se distinguent par leur décoration, plus simple, à motifs essentiellement géométriques : formes rectangulaires, carrées, hexagonales, octogonales, etc. Sur les vantaux, formés de petits panneaux entrelacés au dessin rectangulaire ou dérivé du rectangle, sont fixées des bandes de tôle (trois pour chaque vantail) renforcées de clous à tête ronde.

Salle de prière
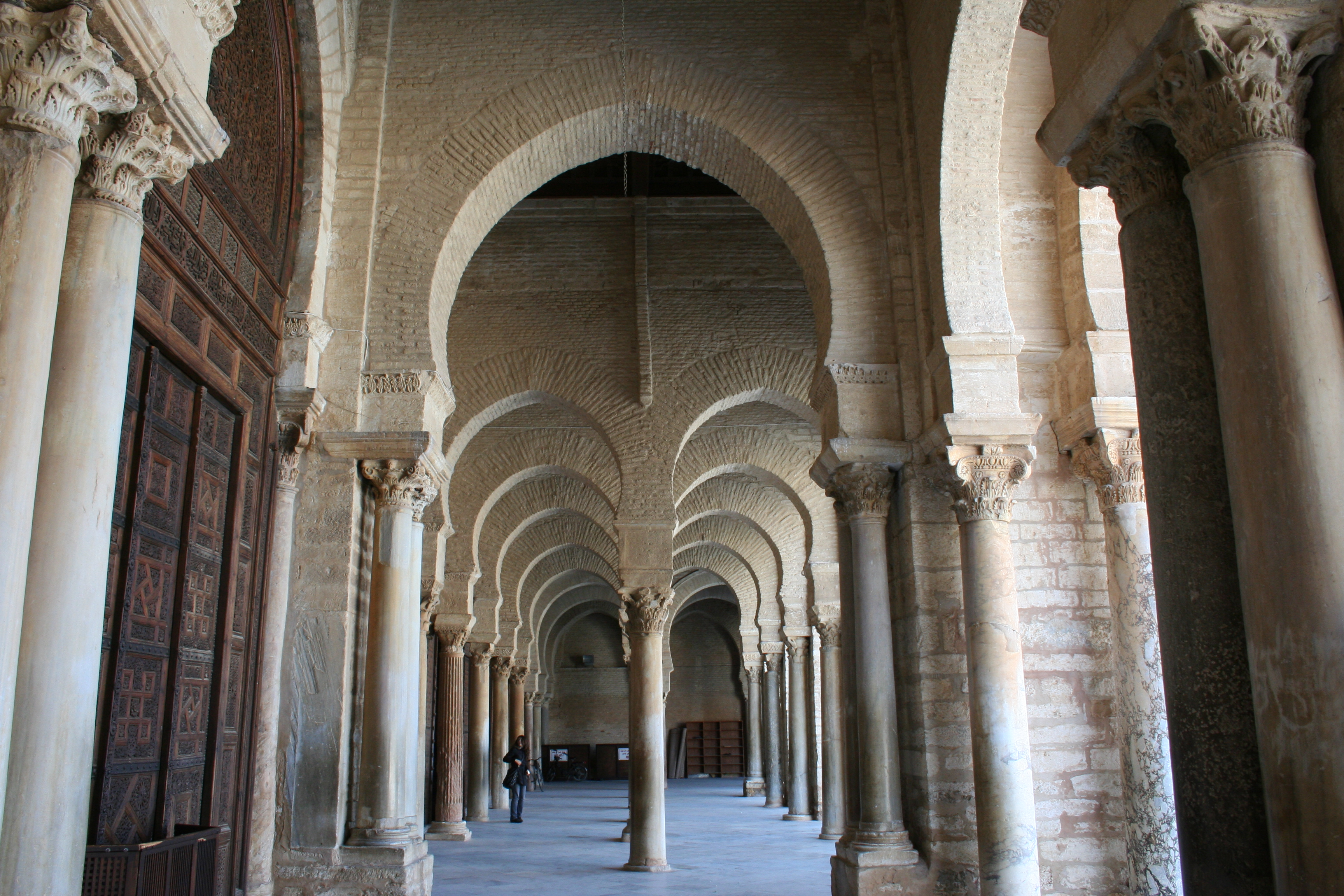
Vue intérieure montrant une double rangée d'arcades en perspective dans le portique précédant la salle de prière. Les arcs sont de type outrepassé (brisé ou en plein cintre).
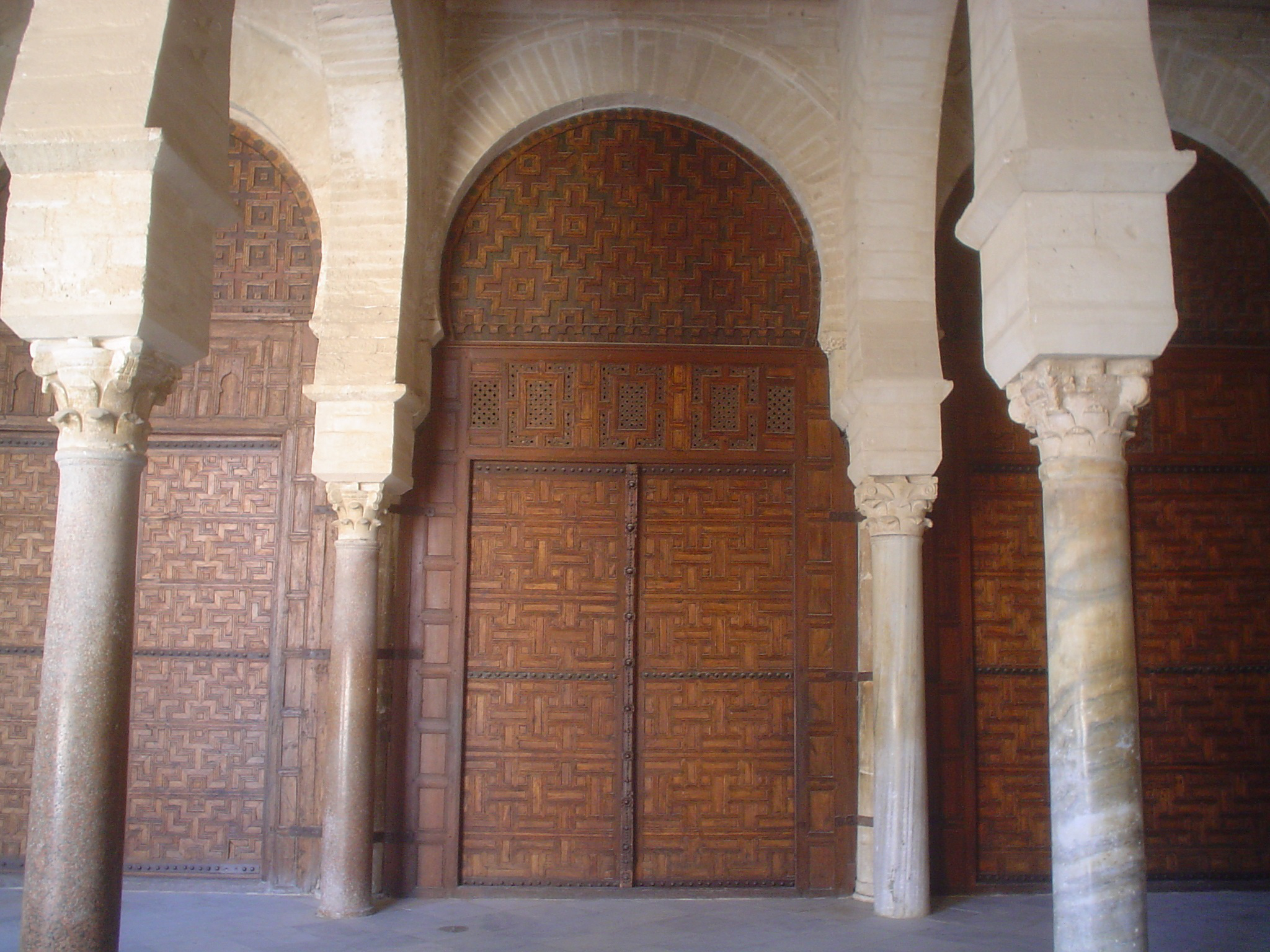
Vue centrée sur l'une des portes en bois sculpté de la salle de prière. Sa décoration comprend des moulures et des motifs géométriques simples (rectangles, carrés, etc.).
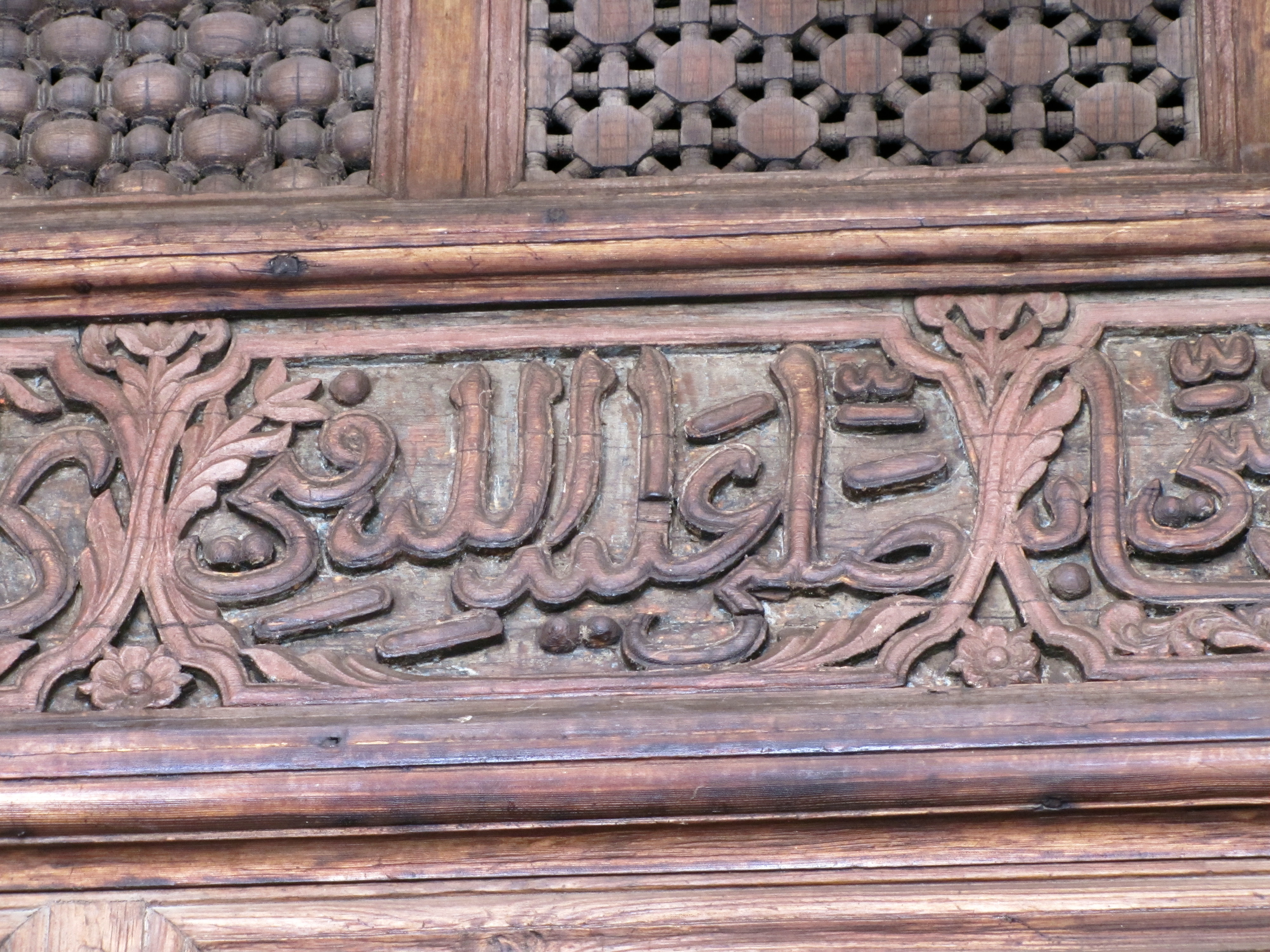
Détail d'une inscription arabe en style naskhi. Elle est sculptée en relief sur la traverse située au-dessous du tympan de la grande porte de la salle de prière.
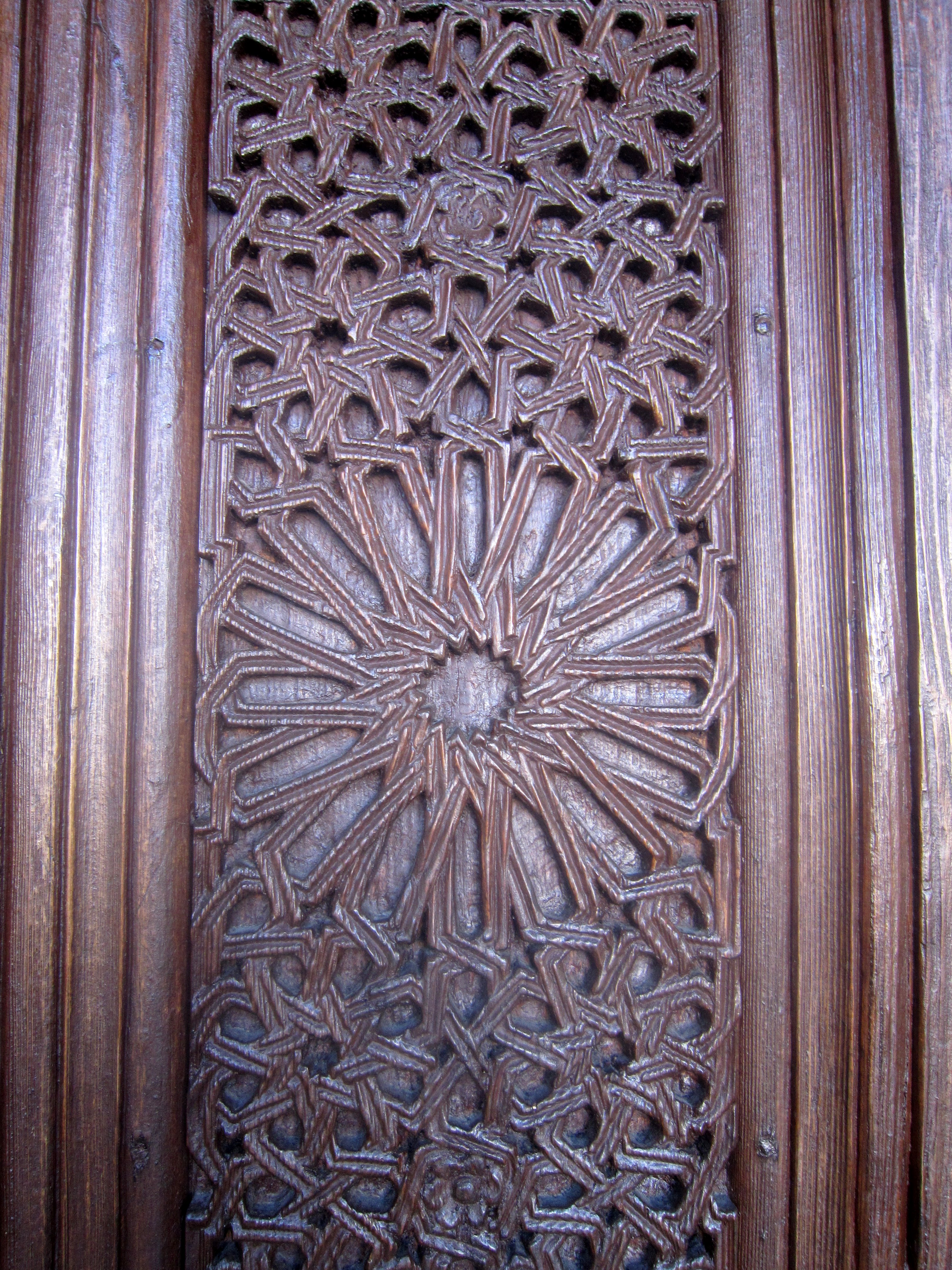
Gros plan sur le décor sculpté d'un panneau des dormants de la grande porte de la salle de prière. Ce décor est constitué d'une rosace, d'entrelacs géométriques et de fleurs.
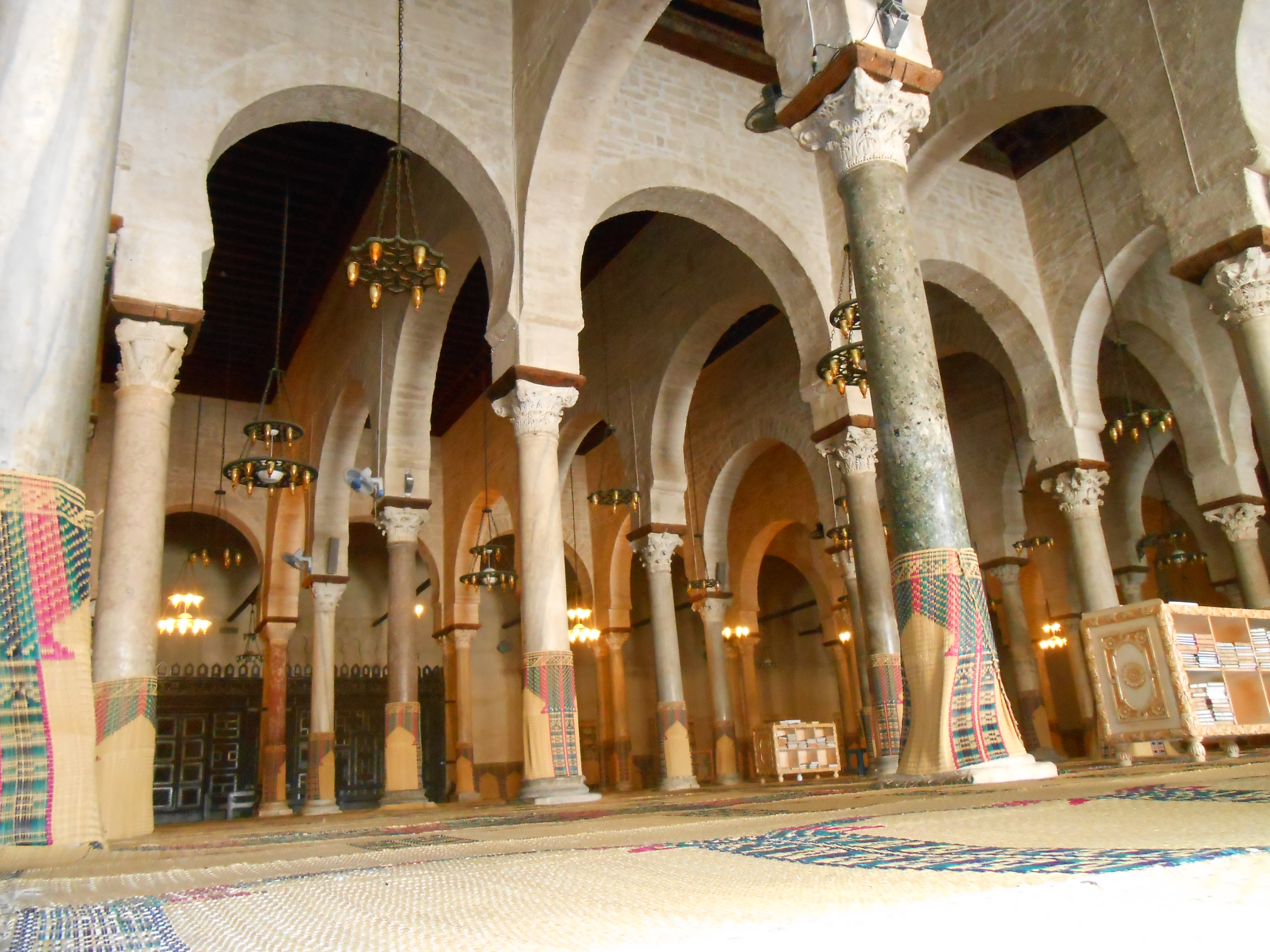
Vue partielle de la salle de prière. Celle-ci, de type hypostyle, est divisée par des files de colonnes soutenant des arcs en plein cintre légèrement outrepassés.
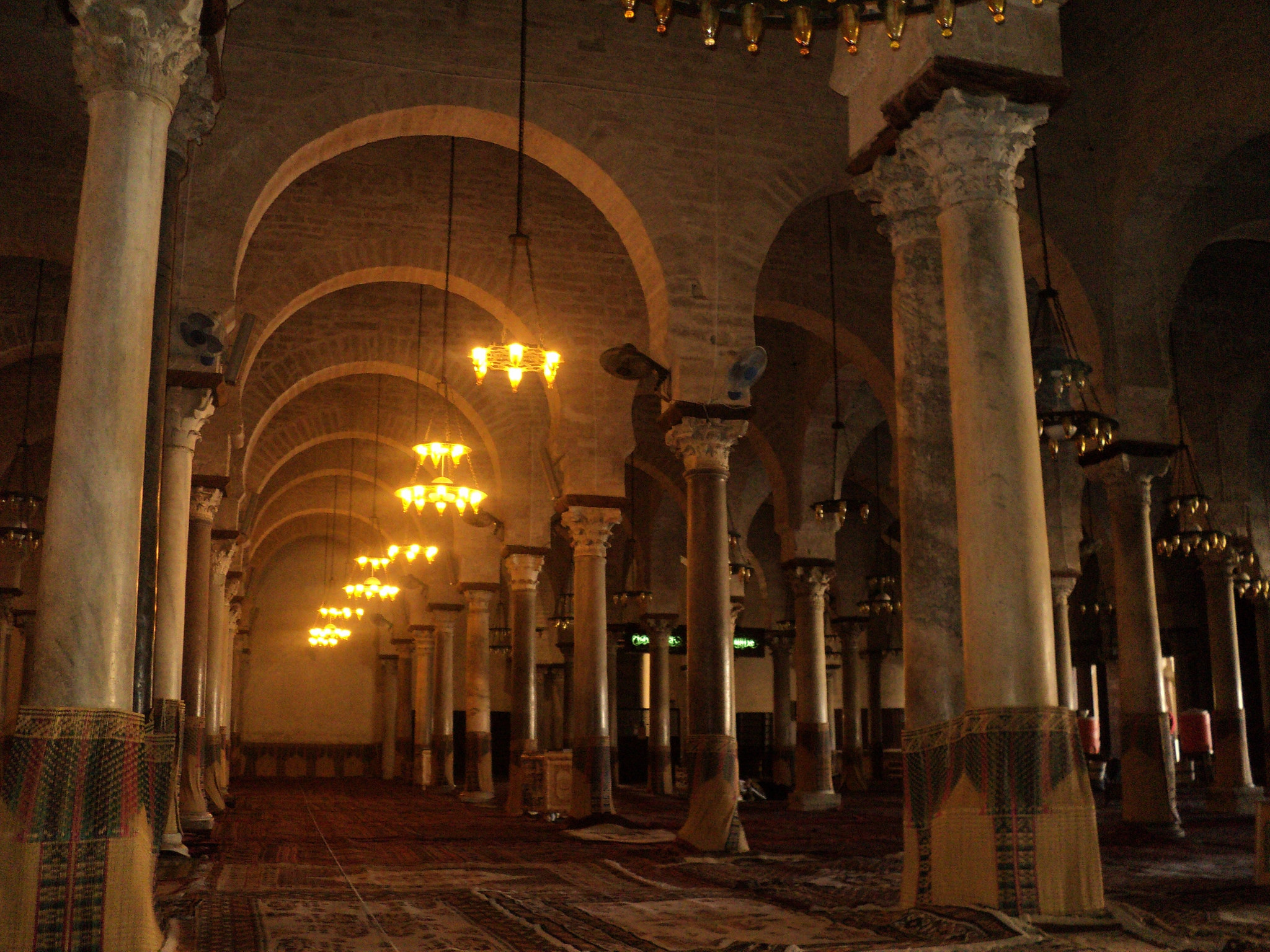
Vue d'une travée de la salle de prière, éclairée par plusieurs lustres. Les travées sont parallèles au mur de la qibla, à la différence des nefs qui lui sont perpendiculaires.
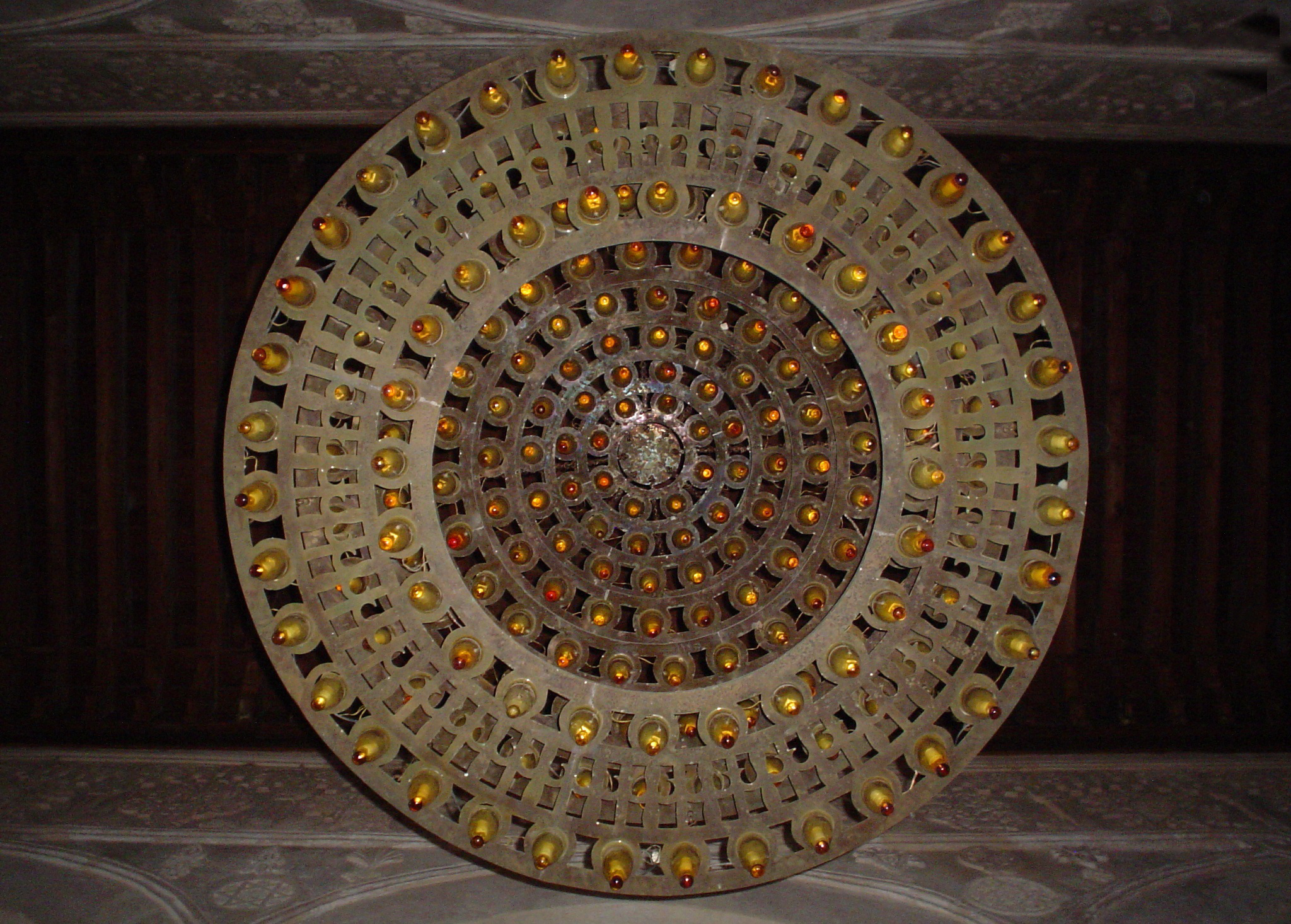
Gros plan sur l'un des grands lustres de la nef centrale de la salle de prière. Il est formé de plusieurs étages (jusqu'à huit) circulaires et ajourés de porte-lampes, suspendus par des chaînes.
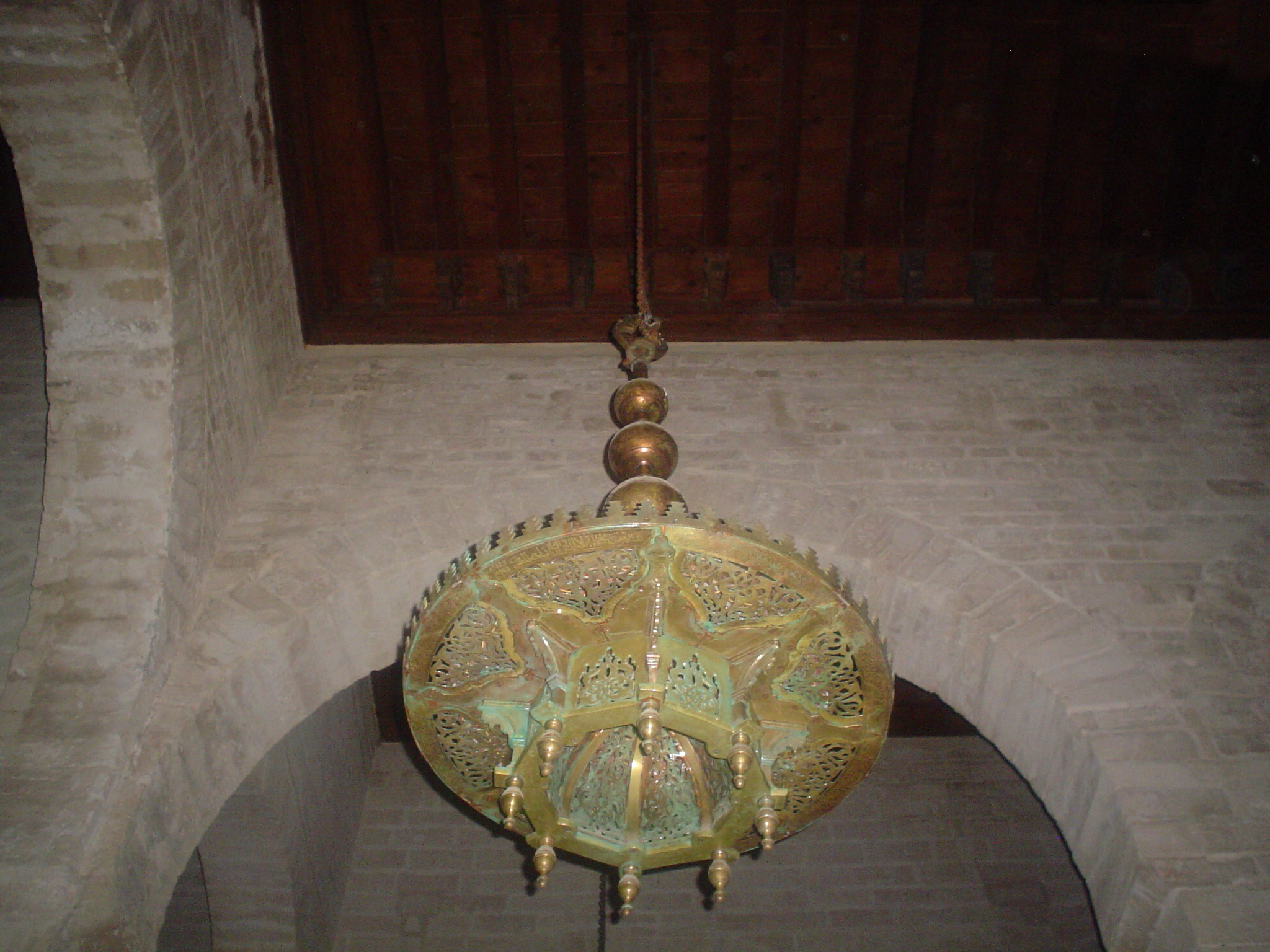
Gros plan sur un petit lustre ouvragé de l'une des nefs secondaires de la salle de prière. Il présente un plateau circulaire finement ajouré, surmonté de merlons en dents de scie.
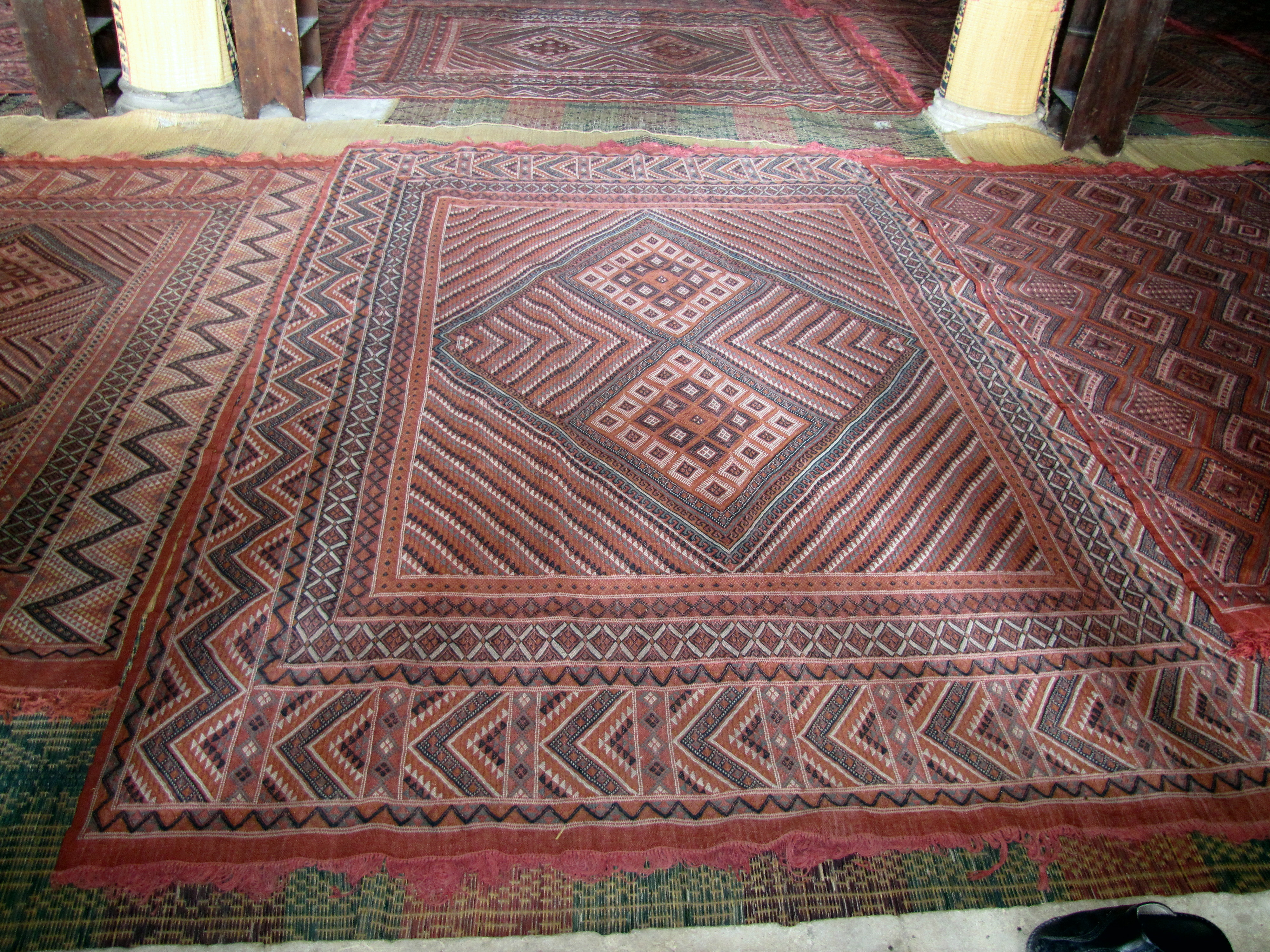
Gros plan sur l'un des tapis de la salle de prière. Ces derniers sont ornés de motifs géométriques. Le sol est revêtu de tapis alternant avec des nattes suivant les saisons.
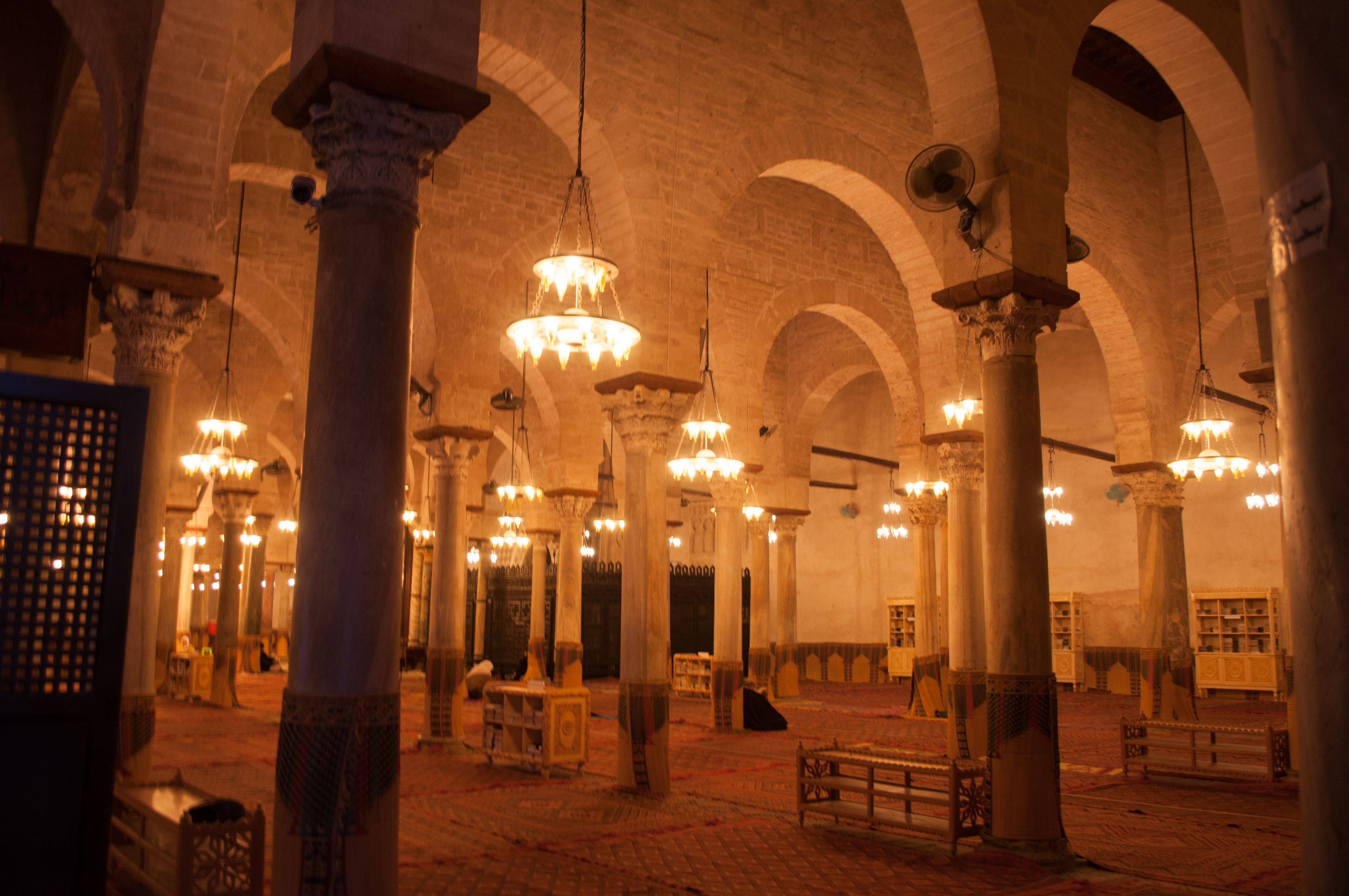
Vue partielle de la salle de prière illuminée, qui montre le mobilier de celle-ci. Outre les lustres et les tapis, ce dernier se compose principalement d'étagères et de bibliothèques.
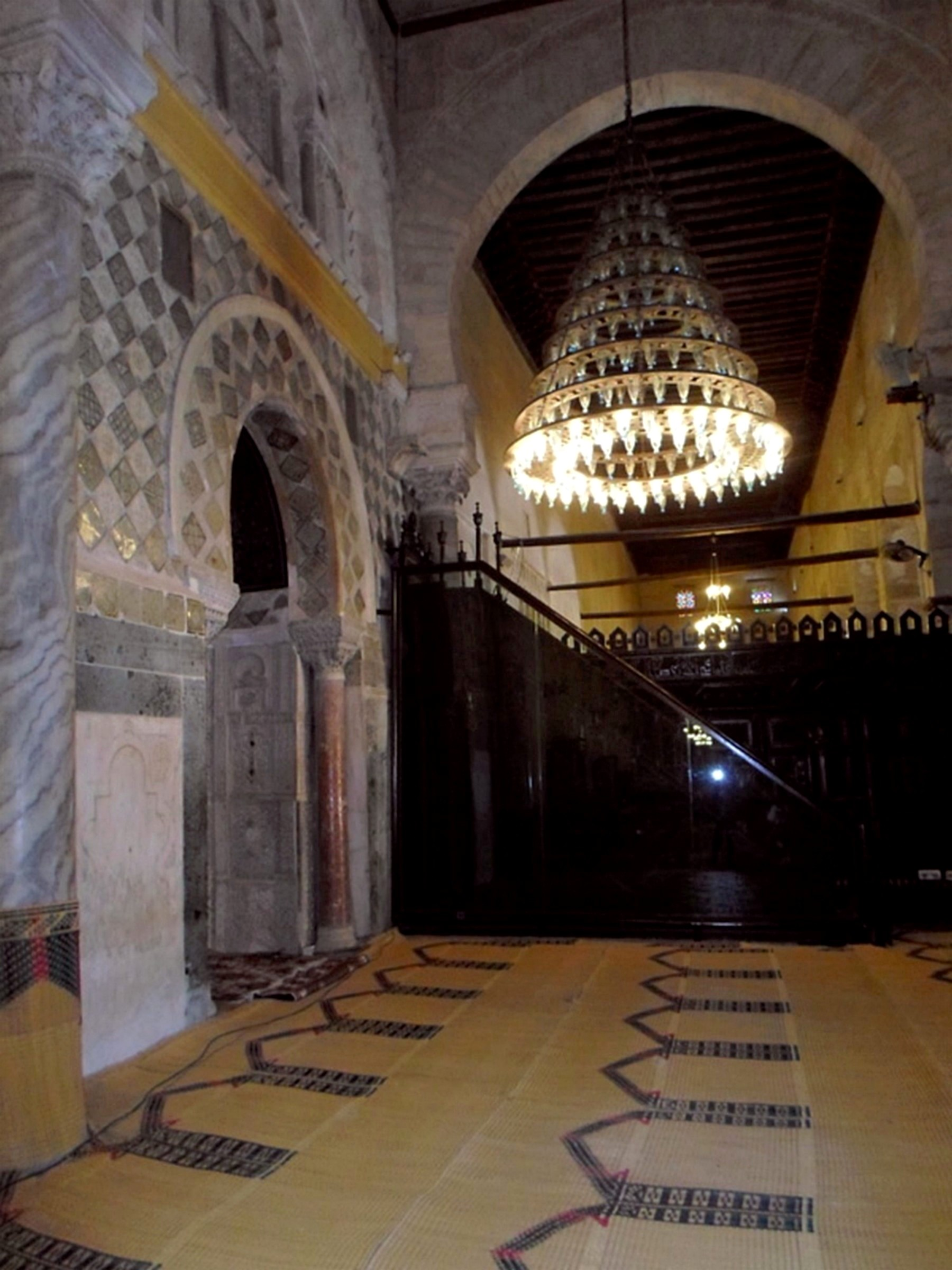
Vue partielle de la travée longeant le mur de la qibla de la salle de prière, avec, à gauche, la niche du mihrab.
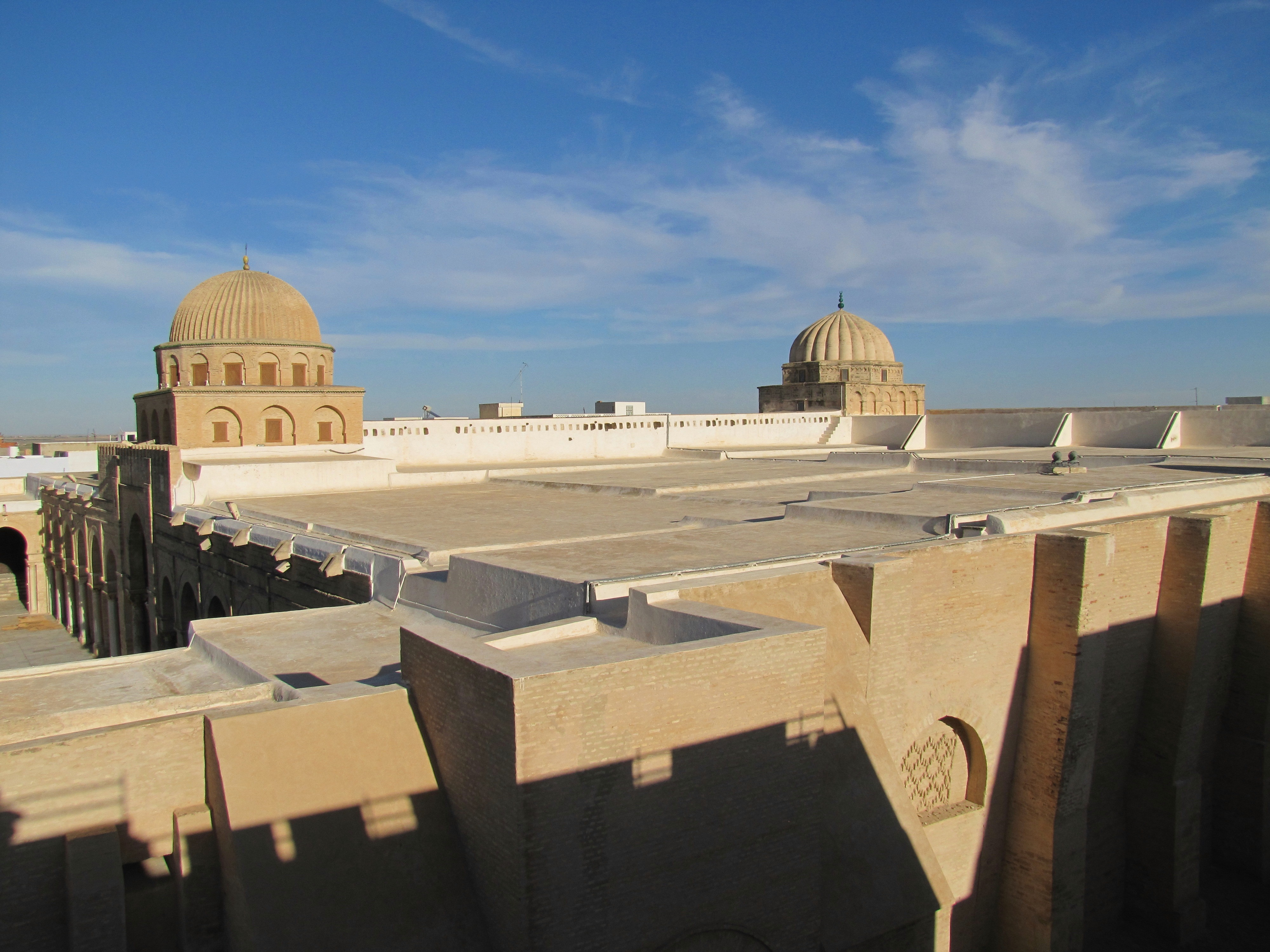
Vue du toit en terrasse de la salle de prière. Il est couronné, aux extrémités de son axe nord-sud, par deux coupoles différentes d'aspect, dont celle de droite est la coupole du mihrab.

#### Colonnes

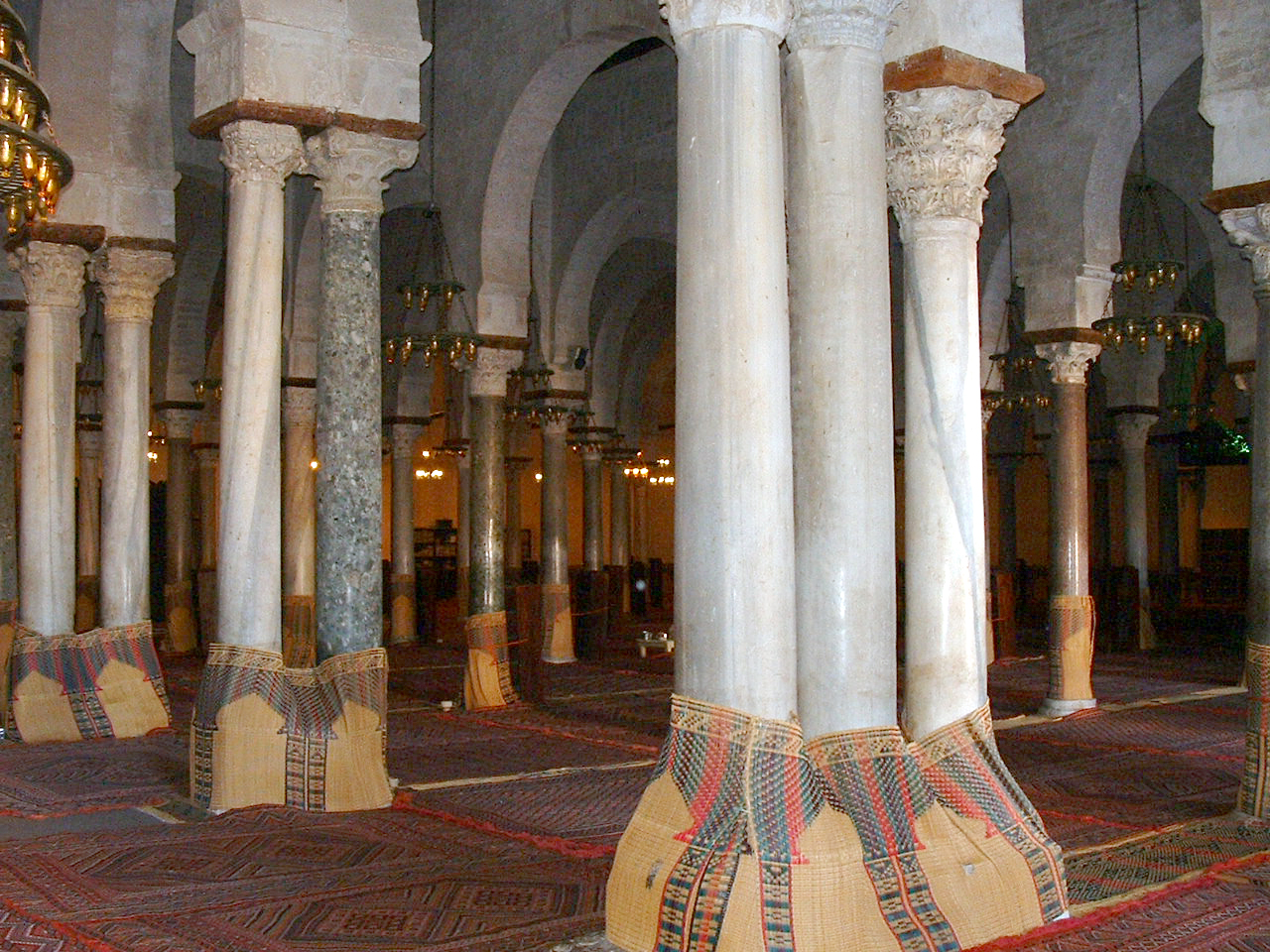
Vue partielle des colonnes de la salle de prière. Celles-ci présentent des chapiteaux de styles variés, et des fûts lisses en marbres et granites de diverses couleurs et provenances.

La salle de prière et le portique qui la précède comportent plus de 300 colonnes, dont 204 à l'intérieur de la salle à proprement parler,. La mosquée, dans son ensemble, compte au total 546 colonnes,,. Celles de la salle de prière, prélevées sur des sites antiques du pays tels que Sbeïtla, Carthage, Hadrumète et Chemtou, sont faites de marbres variés (blanc veiné, cipolin, onyx, plusieurs types de brèches, etc.), de granites de différentes couleurs (blanc mêlé de noir, gris, rose, rouge, etc.) ou de porphyre,. Elles supportent des arcs qui sont le plus souvent en plein cintre outrepassés.
La salle de prière offre l'aspect d'une forêt de colonnes, une légende raconte qu'on ne pouvait les compter sans devenir aveugle. Les chapiteaux surmontant les fûts lisses des colonnes présentent une grande diversité de styles et de formes (corinthiens, composites, ioniques, en forme de tronc de cône ou de pyramide, etc.). Certains chapiteaux ont été sculptés pour la mosquée, mais d'autres, les plus nombreux, proviennent d'édifices romains ou byzantins (datables du IIe au VIe siècle) et ont été remployés,. Selon l'archéologue allemand Christian Ewert (de), la disposition particulière des remplois qui entourent le mihrab obéirait à un programme bien défini et dessinerait symboliquement le plan du dôme du Rocher. Les fûts des colonnes sont taillés dans des marbres et des granites de différentes couleurs et d'origines diverses. À titre d'exemples, ceux en marbre blanc, en brèches vertes et en granite blanc mêlé de noir proviennent respectivement d'Italie, de Grèce et d'Égypte,. Certains fûts situés dans la zone du mihrab sont en porphyre rouge importé d'Égypte, alors que ceux réalisés en marbre de couleur verdâtre ou rose sont issus des carrières de Chemtou, au nord-ouest de la Tunisie actuelle. Bien que les fûts soient de hauteurs variées, les colonnes sont agencées de façon ingénieuse afin de soutenir harmonieusement la retombée des arcs. La différence de hauteur est compensée par le développement variable des bases, des chapiteaux et des sommiers. Les chapiteaux sont surmontés de tablettes, en bois pour la plupart, formant tailloirs. Ces tablettes, sorte de coussins en bois, permettent :
- de répartir, correctement et régulièrement, les charges transmises par les arcs aux colonnes[192] ;
- d'absorber les écarts dans la transmission de ces charges[192] ;
- d'assurer la souplesse de la structure, limitant la fissure des arcs[193].

Les tirants en bois, qui s'enfoncent généralement à la base de l'imposte, relient les colonnes entre elles et maintiennent l'écartement des arcs, renforçant ainsi la stabilité de l'ensemble des structures sur lesquelles reposent les plafonds de la salle de prière et permettant également d'éviter tout risque de fléchissement des supports. La distribution des colonnes de la salle de prière conserve clairement, en dépit de quelques remaniements, l'empreinte d'une organisation visant l'obtention d'un effet esthétique ; cette recherche utilise le principe de la symétrie des formes et des couleurs,. Le grand nombre ainsi que la remarquable diversité (de forme, de style et de provenance) des chapiteaux et des fûts antiques font que la mosquée constitue l'un des plus riches lieux de conservation de colonnes romaines et byzantines,.

Colonnes de la salle de prière
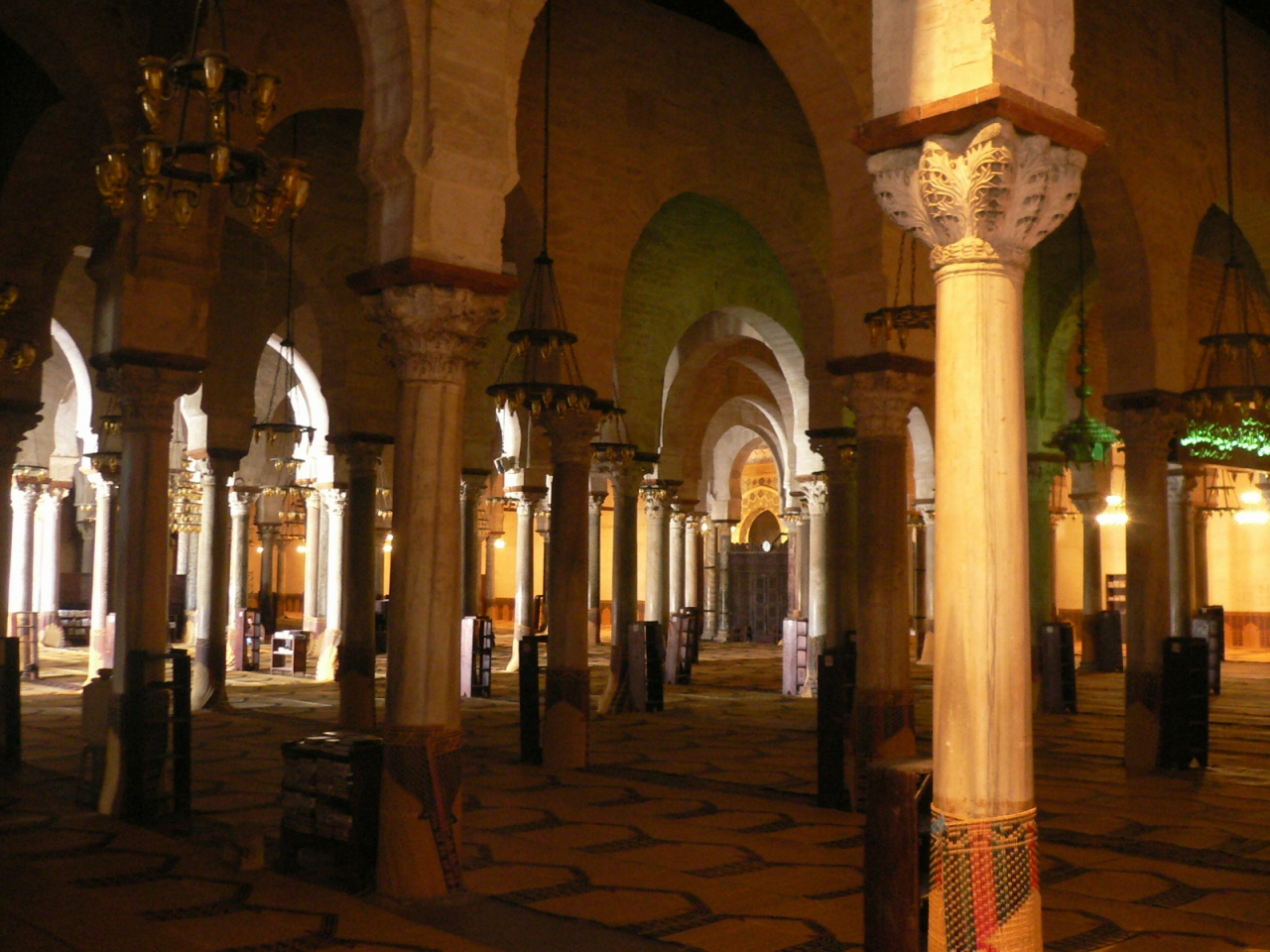
Forêt de colonnes de la salle de prière. Au premier plan, à droite, un fût en marbre est coiffé de l'un des nombreux spécimens de chapiteaux byzantins.
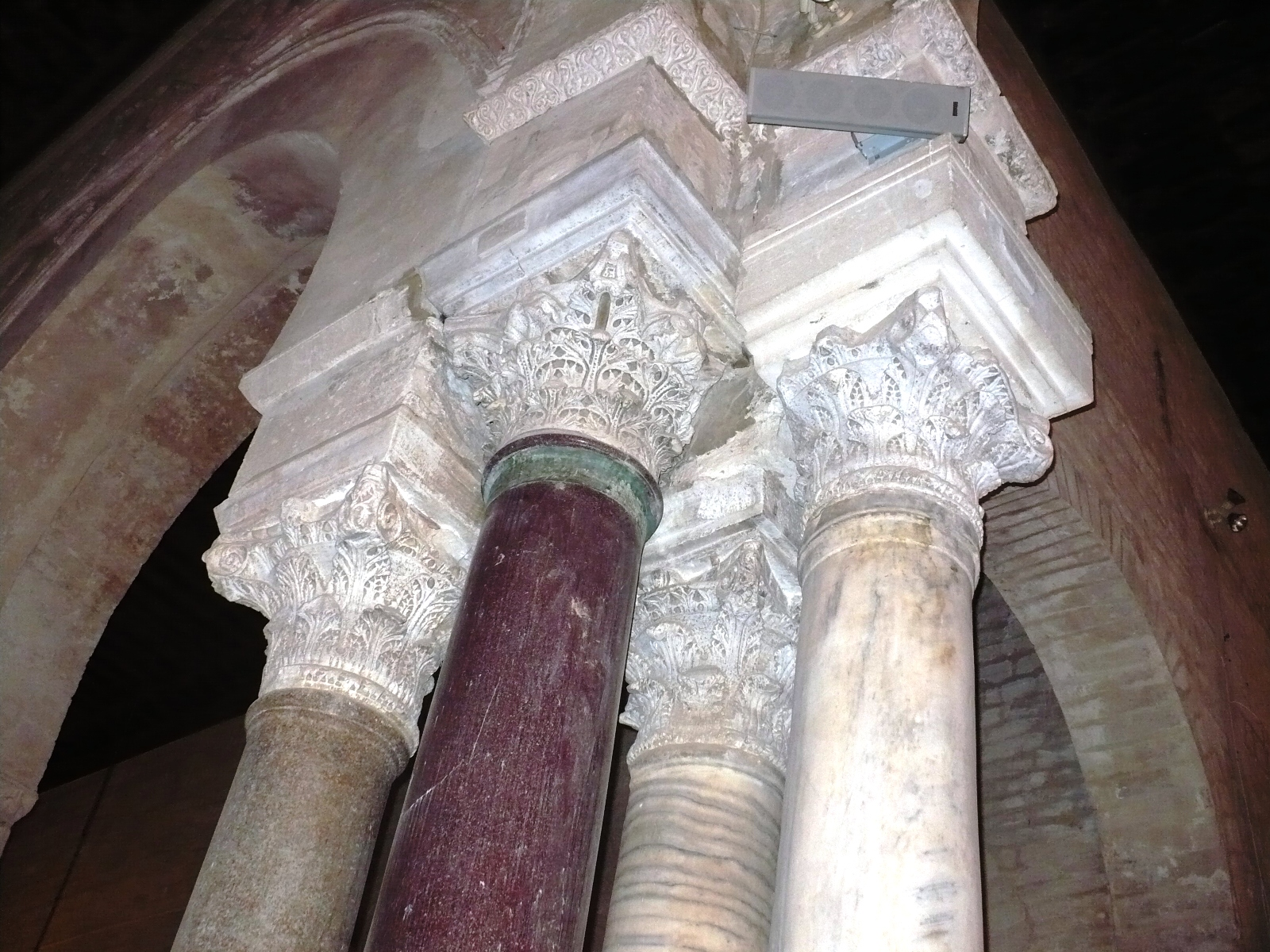
Gros plan sur un groupe de quatre colonnes : l'une d'elles possède un fût en porphyre rouge d'Égypte, les trois autres ont des fûts en marbres divers.
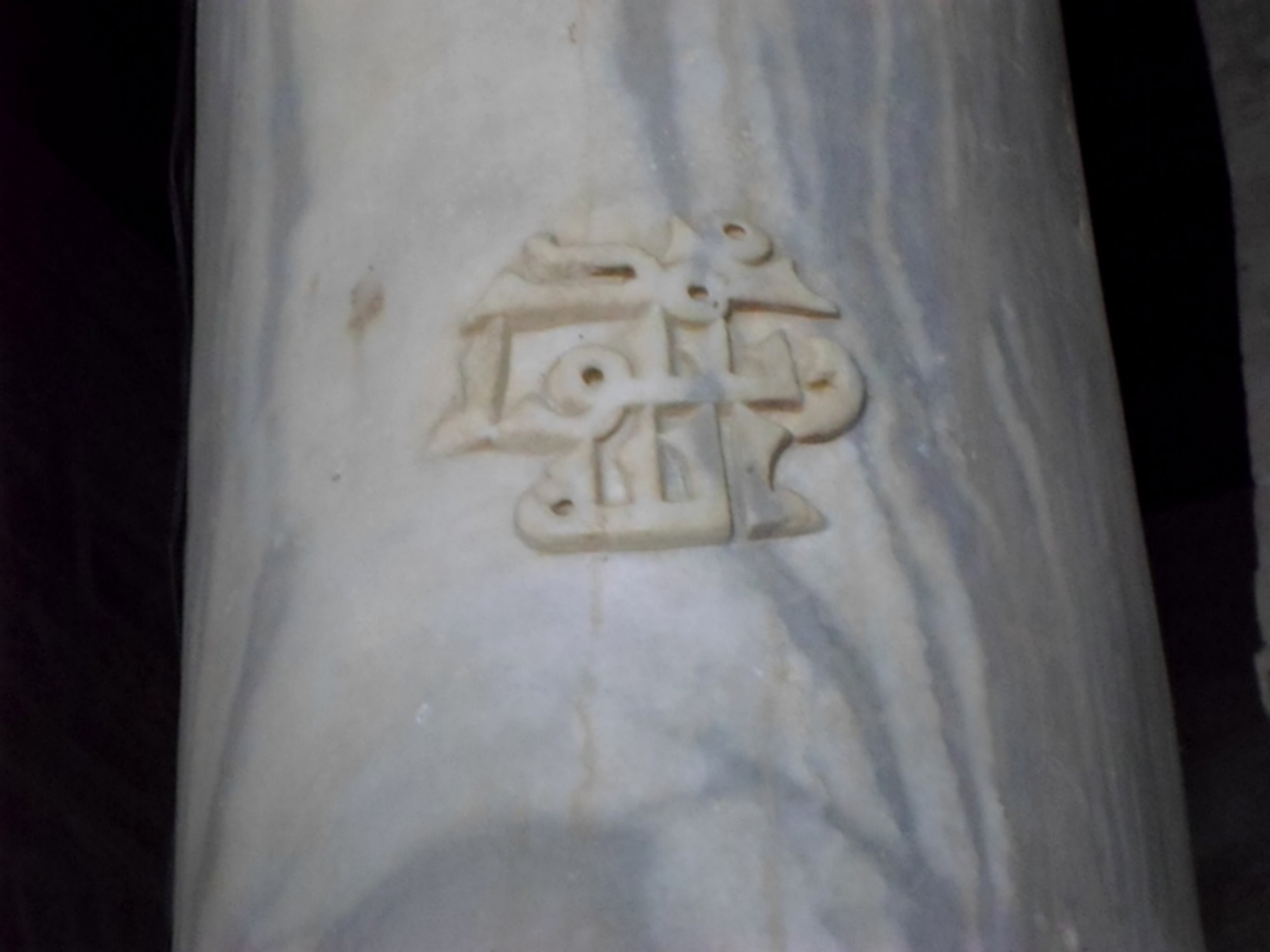
Détail d'un fût en marbre blanc veiné. Il est gravé d'une inscription arabe, réalisée en caractères coufiques en relief « Mahomet messager d'Allah ».
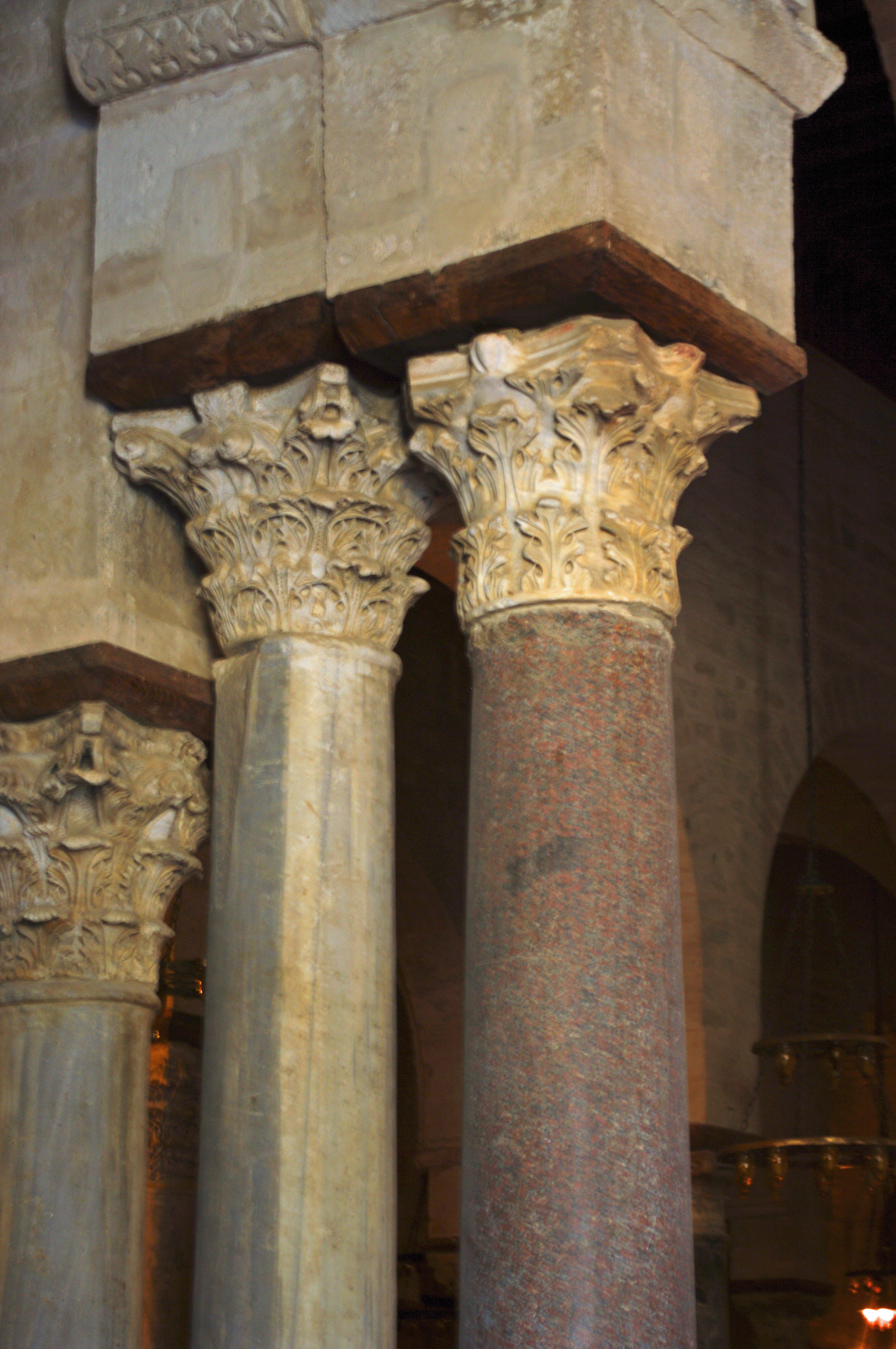
Vue partielle de trois colonnes à chapiteaux corinthiens, lesquels sont surmontés de tablettes en bois. Ces dernières séparent les chapiteaux des impostes.
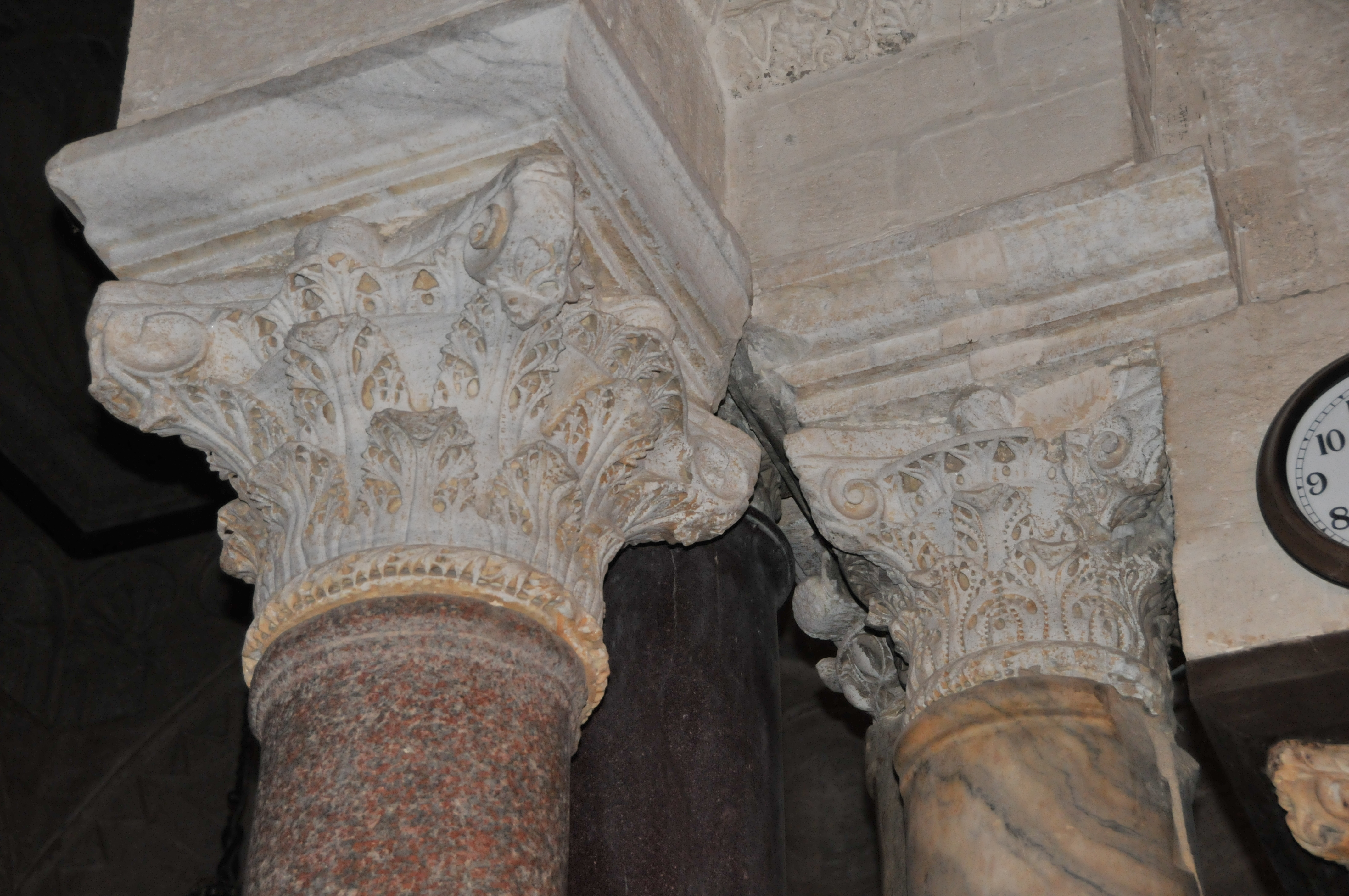
Gros plan sur deux chapiteaux composites coiffant des fûts en marbre de couleur différente. Ils sont surmontés par des abaques en marbre blanc.
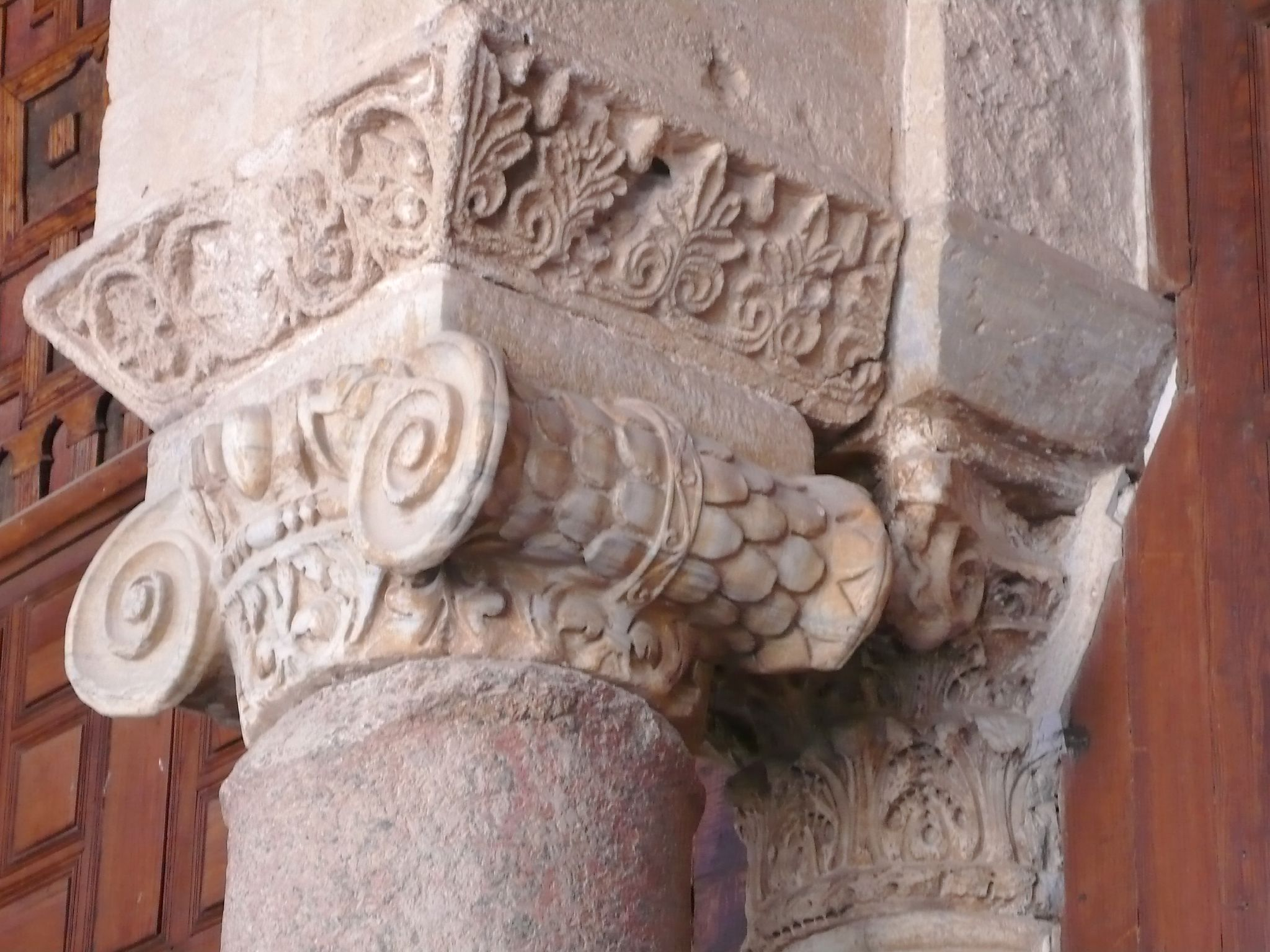
Chapiteau ionique en marbre blanc à côté de l'une des portes de la salle de prière. Son abaque en pierre est sculpté d'un décor végétal.

#### Mihrab

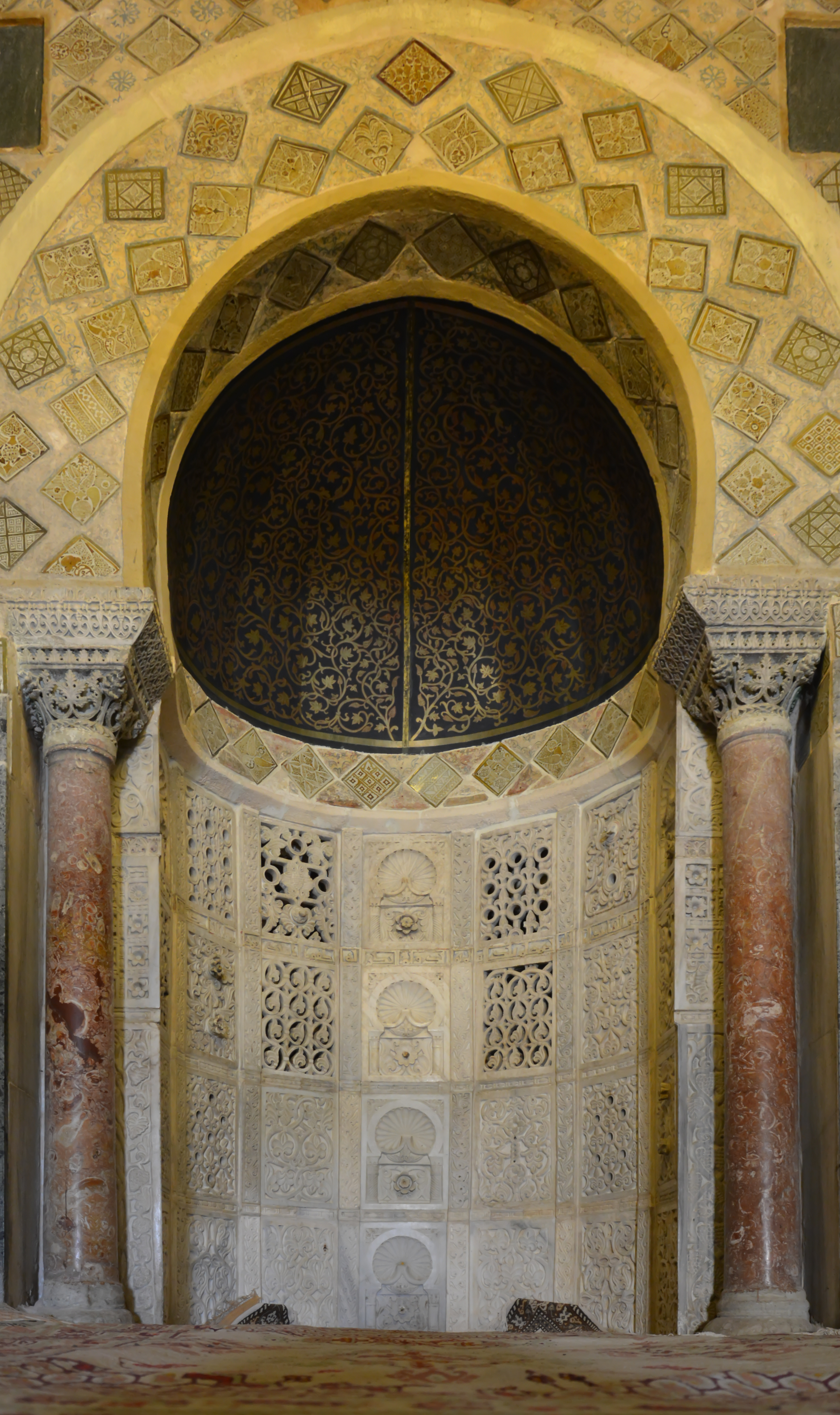
Gros plan sur le mihrab, œuvre d'art du IXe siècle, qui associe céramique lustrée, marbre sculpté et bois peint.

Le mihrab, indiquant la qibla (direction de La Mecque), et devant lequel se tient l'imam lorsqu'il dirige la prière, est aménagé à peu près au milieu du mur méridional de la salle de prière, appelé mur de la qibla, qui fait 70,6 mètres de long ; cet emplacement n'est pas rigoureusement au milieu, car il laisse à droite un espace plus long de 2,5 mètres.
Il est formé par une niche en cul-de-four, encadrée de deux colonnes de marbre et coiffée d'une demi-coupole en bois peint. Ses dimensions sont de deux mètres de longueur, 4,5 mètres de hauteur et 1,6 mètre de profondeur. Considéré comme l'exemple le plus ancien du mihrab concave, il daterait pour l'essentiel, dans son état actuel, des années 862-863,. Paré d'une décoration très soignée, qui constitue un témoin remarquable de l'art musulman dans les premiers siècles de l'islam, il se distingue par son aspect harmonieux et la qualité de ses ornements.

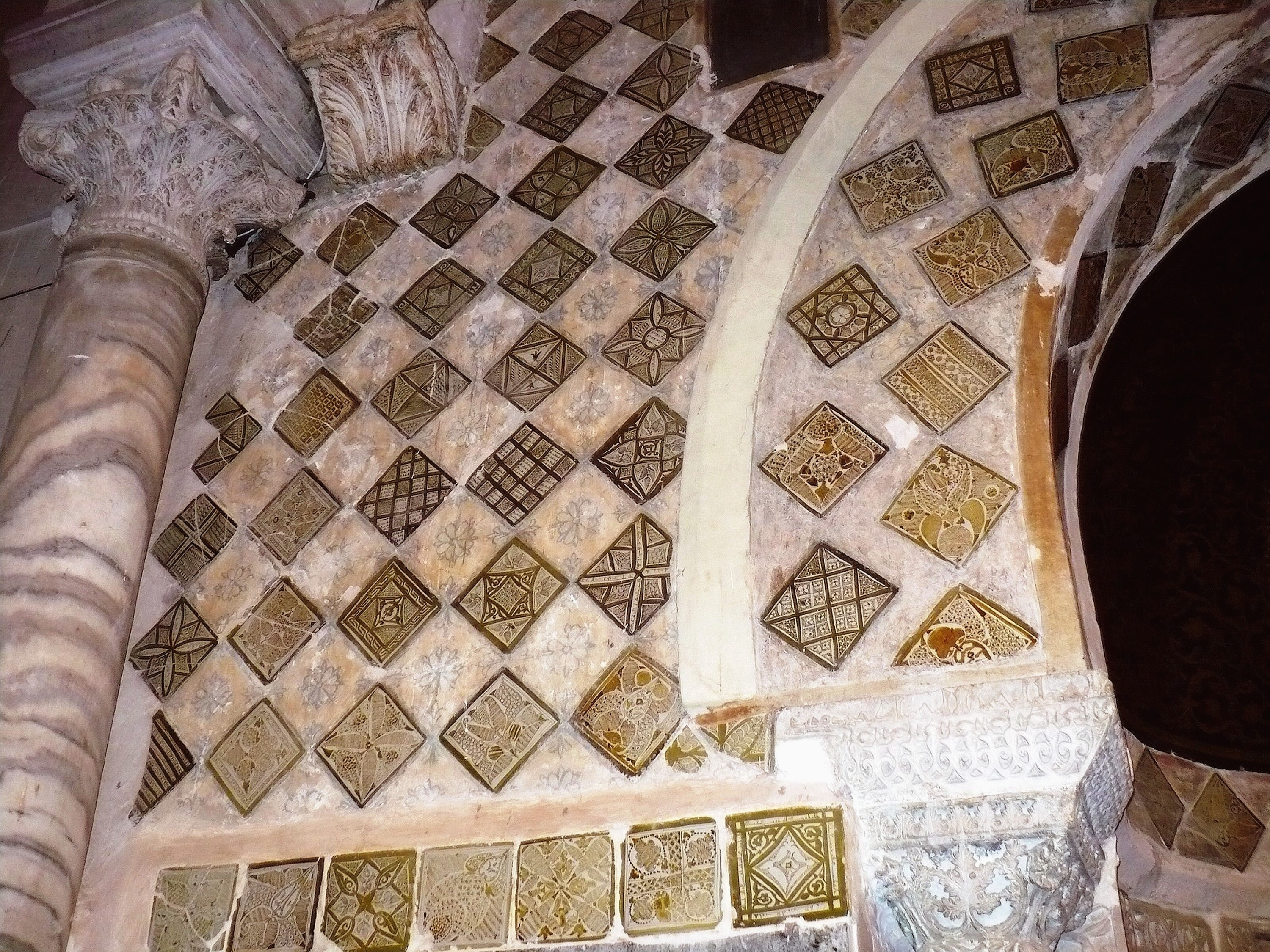
Vue des carreaux lustrés monochromes et polychromes.

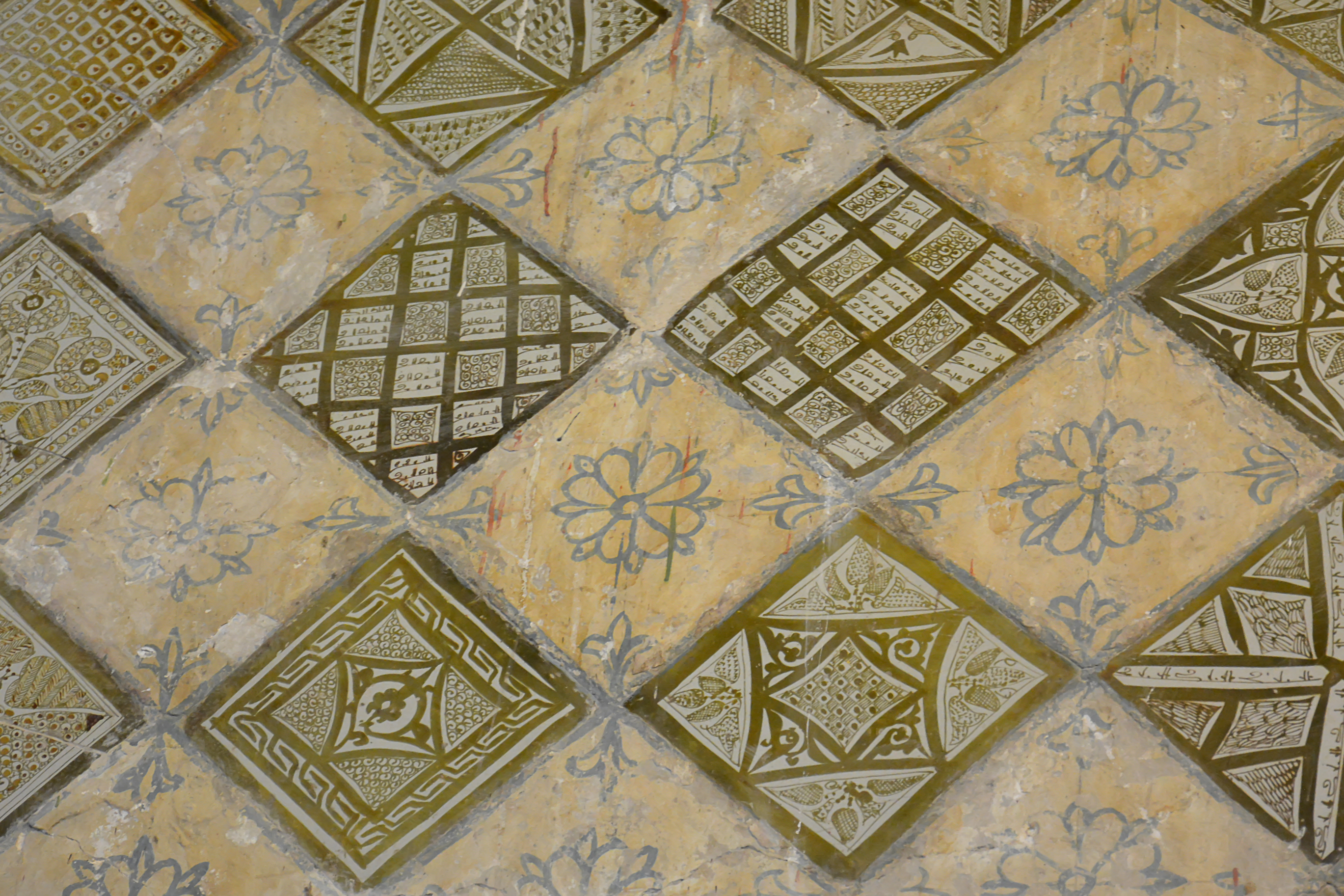
Gros plan sur un ensemble de carreaux de céramique lustrée, avec divers motifs, qui décorent la partie supérieure du mihrab.

Il est décoré, dans sa partie supérieure et tout autour, de 161 carreaux de céramique à reflets métalliques dont 139 complets ou à peu près complets, le reste étant à l'état fragmentaire. Les carreaux, disposés sur pointe en damier, font chacun 21,1 centimètres de côté pour un centimètre d'épaisseur,. Divisés en deux groupes selon leurs palettes de couleurs, ils sont datés du début de la seconde moitié du IXe siècle. et, par leur style aussi bien que par leur technique de fabrication, ils s'apparentent fortement aux pièces exécutées à la même époque dans la Mésopotamie des Abbassides (actuel Irak). Si, en se référant notamment à Georges Marçais, on ne savait pas avec certitude s'ils ont été réalisés à Bagdad ou à Kairouan par un artisan bagdadi,, la controverse sur leur provenance agitant les spécialistes, des recherches récentes ont démontré qu'ils ont été fabriqués en Mésopotamie, plus probablement à Samarra, sans pour autant exclure Bagdad, puis importés à Kairouan,.
Ces carreaux lustrés à décors variés comportant des ornements géométriques mais surtout floraux et végétaux, qui sont composés de fleurs stylisées, de palmettes asymétriques et de feuillages sur fond de hachures et de damiers, appartiennent à deux séries : l'une polychrome (87 carreaux) est caractérisée par une plus grande richesse de tons allant de l'or clair au jaune clair, sombre ou ocre et du rouge brique au brun laqué ; l'autre monochrome (74 carreaux) est d'un beau lustre qui va de l'or fumé à l'or vert. Dans cette dernière, le lustre de couleur vert doré se propage sur une glaçure plombifère. Le décor de cette série est généralement géométrique avec une ordonnance rayonnante de bandes claires, de faisceaux et de surfaces lancéolées ou triangulaires qui sont disposées en croix où cantonne un carré ou un cercle central. Les éléments végétaux sont très stylisés et se limitent à des fleurons polylobés et des palmettes.
Quant à la série polychrome, plus sophistiquée, elle admet plusieurs tons : un vert doré, un chamois clair ou ocre et un rouge brique ou brun laqué. La géométrie ne tient ici qu'une place réduite, le décor plus naturaliste montre des feuillages aux limbes remplis de petits motifs répétés. Le jeu de fond est meublé de hachures, simples treilles, damiers, imbrications, chevrons et cercles ponctués ou pointillés. Les vides laissés entre les carreaux présentent des motifs floraux, en forme de rosaces et de fleurons, peints en bleu sur enduit qui sont datables du XVIIIe siècle ou de la première moitié du XIXe siècle.

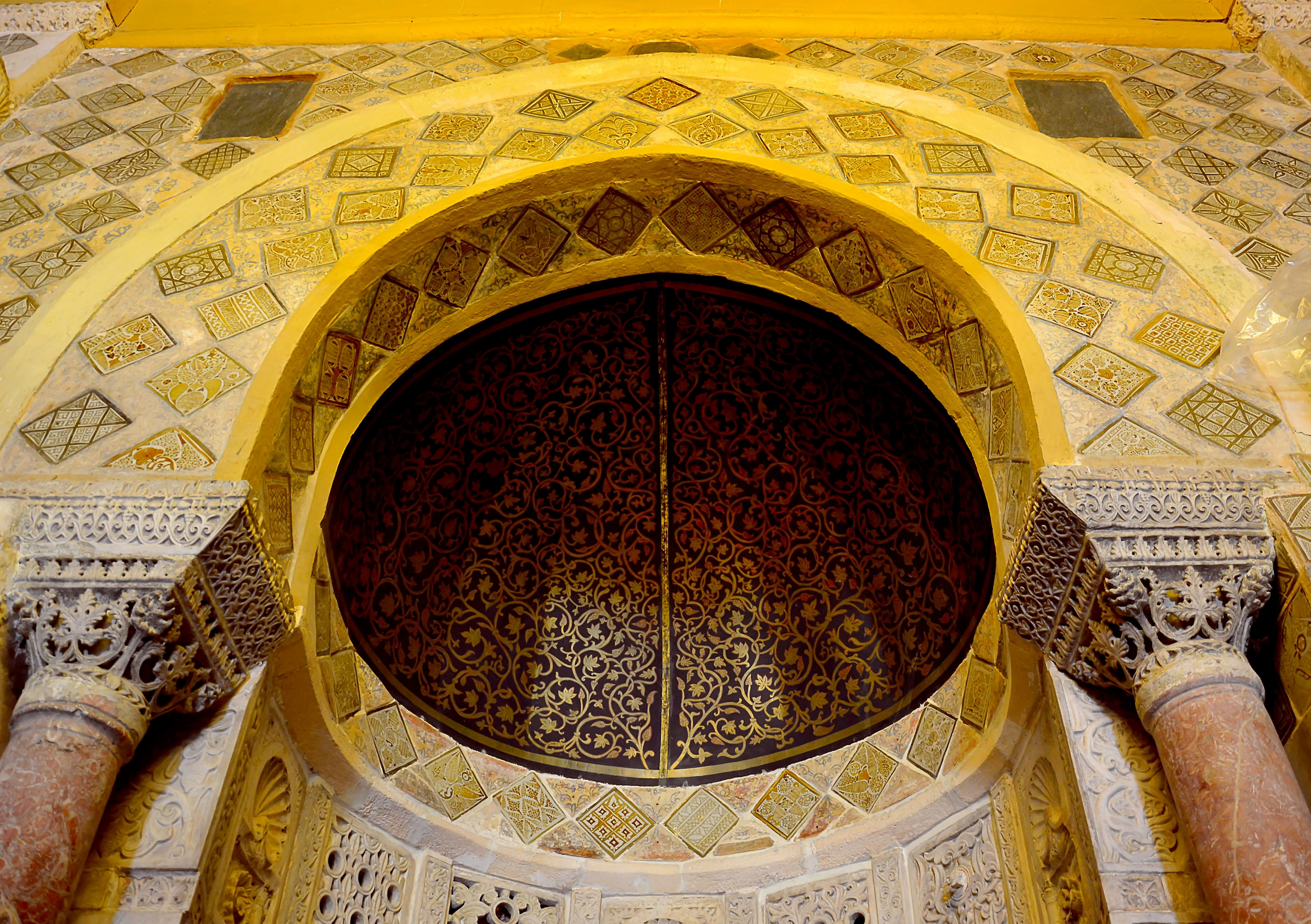
Partie supérieure du mihrab.

L'arc de tête du mihrab, outrepassé, surhaussé et brisé à la clef, repose sur deux colonnes de marbre rouge à veines jaunes, de 24 centimètres de diamètre de fût. Celles-ci sont pourvues de chapiteaux de style byzantin, en forme de tronc de cône renversé. Ces derniers sont ornés de feuillages repercés à jour, qui portent deux abaques sculptés de fleurons à trois lobes, séparés par des palmettes, que surmonte une rangée de perles et pirouettes. À leur partie supérieure, les abaques sont couronnés, chacun, d'un bandeau à inscription coufique en relief. Celui de droite porte le texte suivant : « Au nom de Dieu, ce que Dieu veut arrive. Dieu me suffit et Il suffit pour le compte ». Quant à l'inscription du bandeau de gauche, elle se présente ainsi : « Bénis Muhammad et la famille de Muhammad, de même que Tu as béni Ibrahim et la famille d'Ibrahim. Tu es loué et glorifié ».

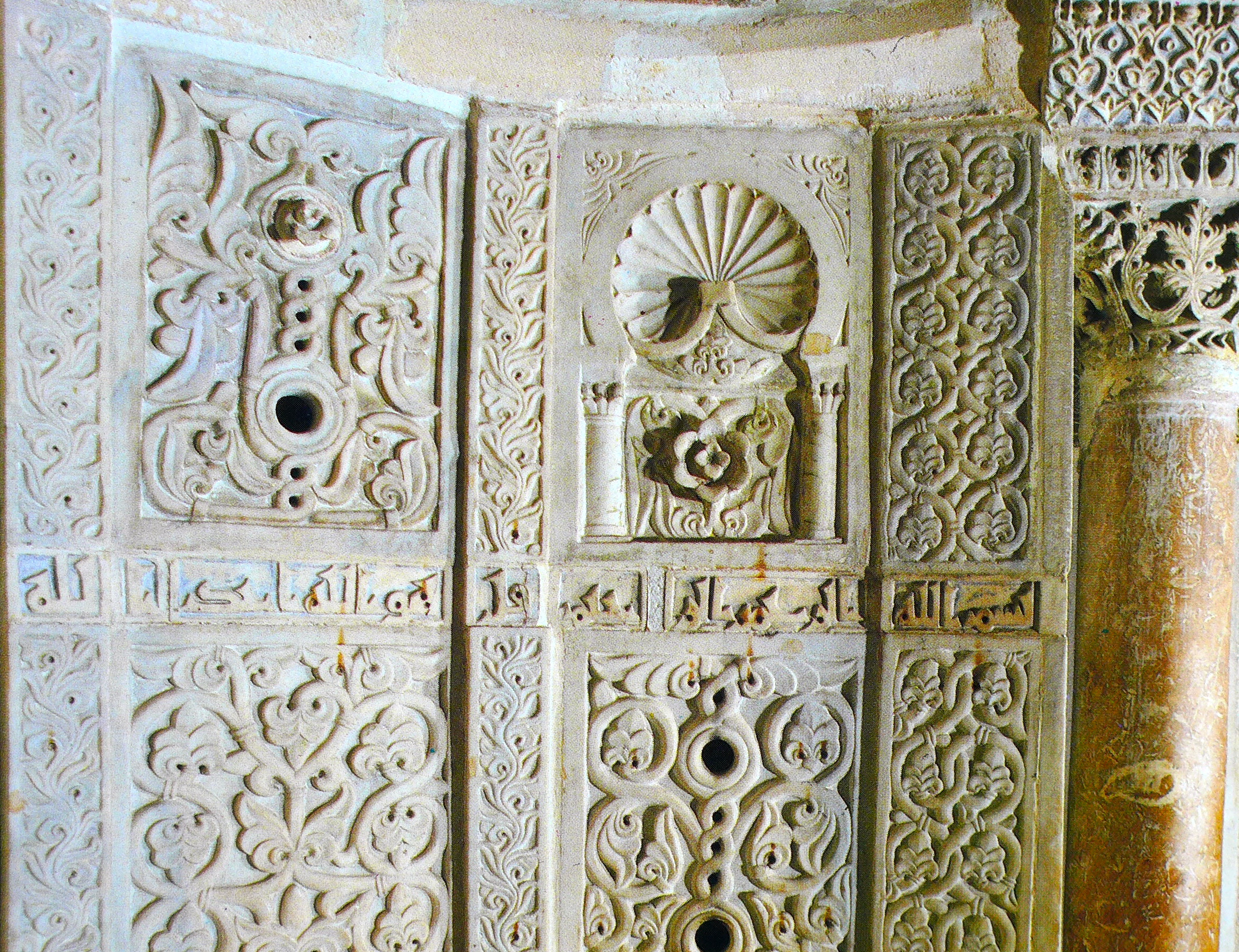
Vue partielle des panneaux en marbre blanc sculptés et ajourés de la paroi du mihrab. Entre les panneaux est visible une partie de l'inscription coranique en style coufique.

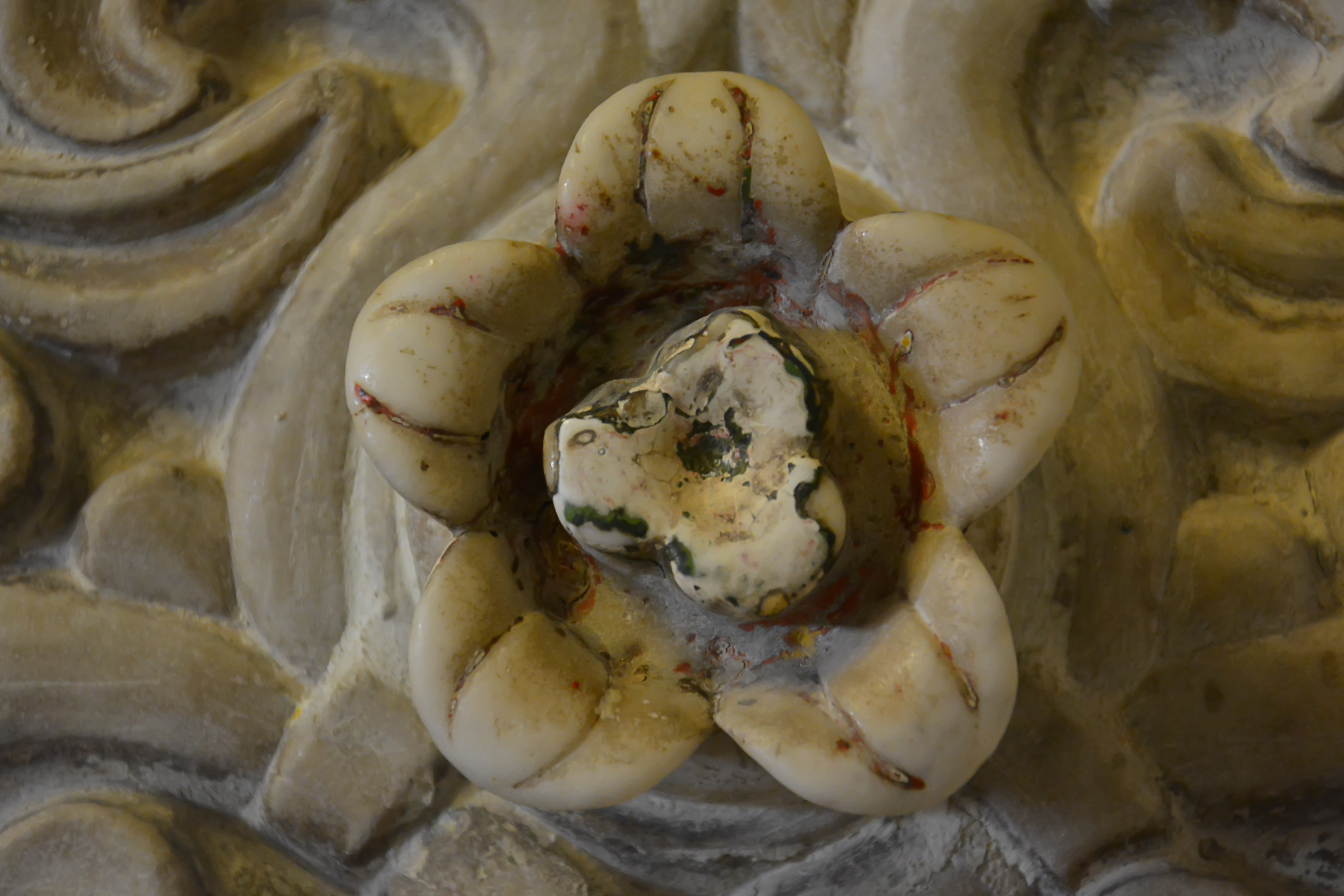
Gros plan sur un motif floral à cinq pétales d'un panneau sculpté en marbre blanc de la paroi du mihrab.

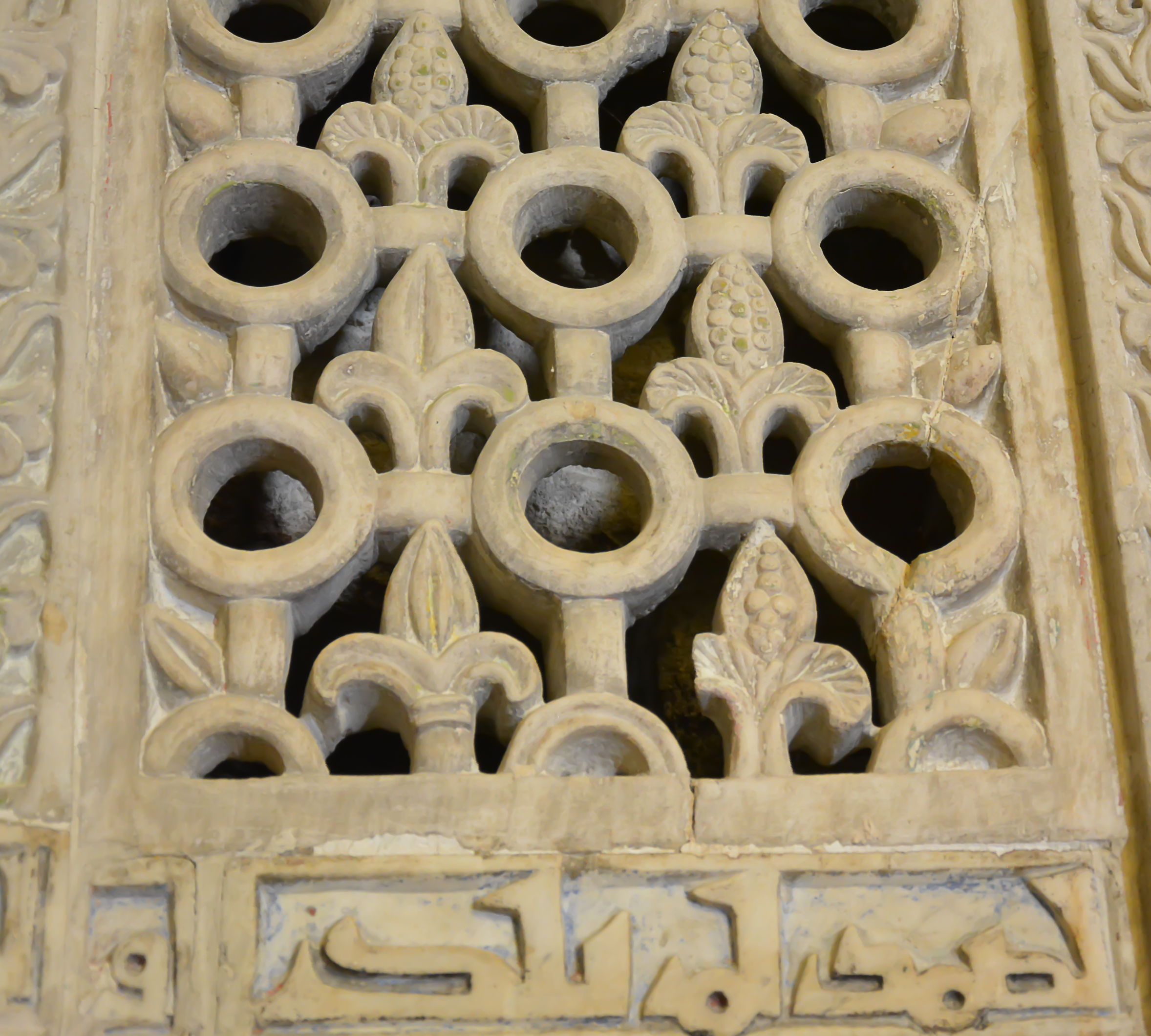
Ajourages d'un panneau du mihrab.

La paroi polyédrique du mihrab est revêtue, jusqu'à une hauteur de 2,75 mètres, de 28 panneaux rectangulaires en marbre blanc sculpté, dont plusieurs sont ajourés, qui sont agencés en sept registres verticaux de quatre éléments. Ces panneaux, qui mesurent chacun 60 sur 40 centimètres pour 4 centimètres d'épaisseur, sont séparés par des montants et des traverses de dix centimètres de largeur. Ils présentent une grande variété de motifs floraux, végétaux et géométriques, entre lesquels se distinguent la feuille de vigne stylisée, la fleurette, le fleuron trilobé, quadrilobé ou pentalobé, la coquille, les tresses, ainsi que les rinceaux symétriques, superposés ou entrecroisés.
Parmi les panneaux, six sont en forme de niche en coquille ; celle-ci est inscrite dans un bandeau arqué de plein cintre outrepassé reposant sur des colonnettes coiffées de chapiteaux à trois feuilles lisses, recourbées à leur partie supérieure. Une dizaine de panneaux présentent des ajourages qui sont, pour la plupart, de forme arrondie. Les ajourages laissent deviner, derrière, une niche plus ancienne sur laquelle ont circulé plusieurs hypothèses.
Si l'on se réfère au récit d'Al-Bakri, il s'agirait du mihrab réalisé par Oqba Ibn Nafi, le fondateur de Kairouan. L'ethnologue et archéologue français Lucien Golvin estime pour sa part qu'il ne s'agit pas d'un ancien mihrab, mais d'une construction à peine ébauchée qui sert peut-être de support aux panneaux de marbre, et remonterait soit aux travaux de Ziadet Allah Ier (817-838), soit à ceux d'Abou Ibrahim Ahmed aux alentours des années 862-863. À environ deux mètres du sol, sous la rangée supérieure des panneaux de marbre, court une inscription coufique dont les lettres se détachent sur le fond uni des traverses ; elle comporte la sourate Al-Ikhlas, la 112e sourate du Coran, qui proclame le tawhid (dogme musulman de l'unicité divine) : « Au nom d'Allah, le Clément, le Miséricordieux. Dis : il est Allah, Unique. Allah, Le Seul à être imploré pour ce que nous désirons. Il n'a jamais engendré, n'a pas été engendré non plus. Et nul n'est égal à Lui »,.

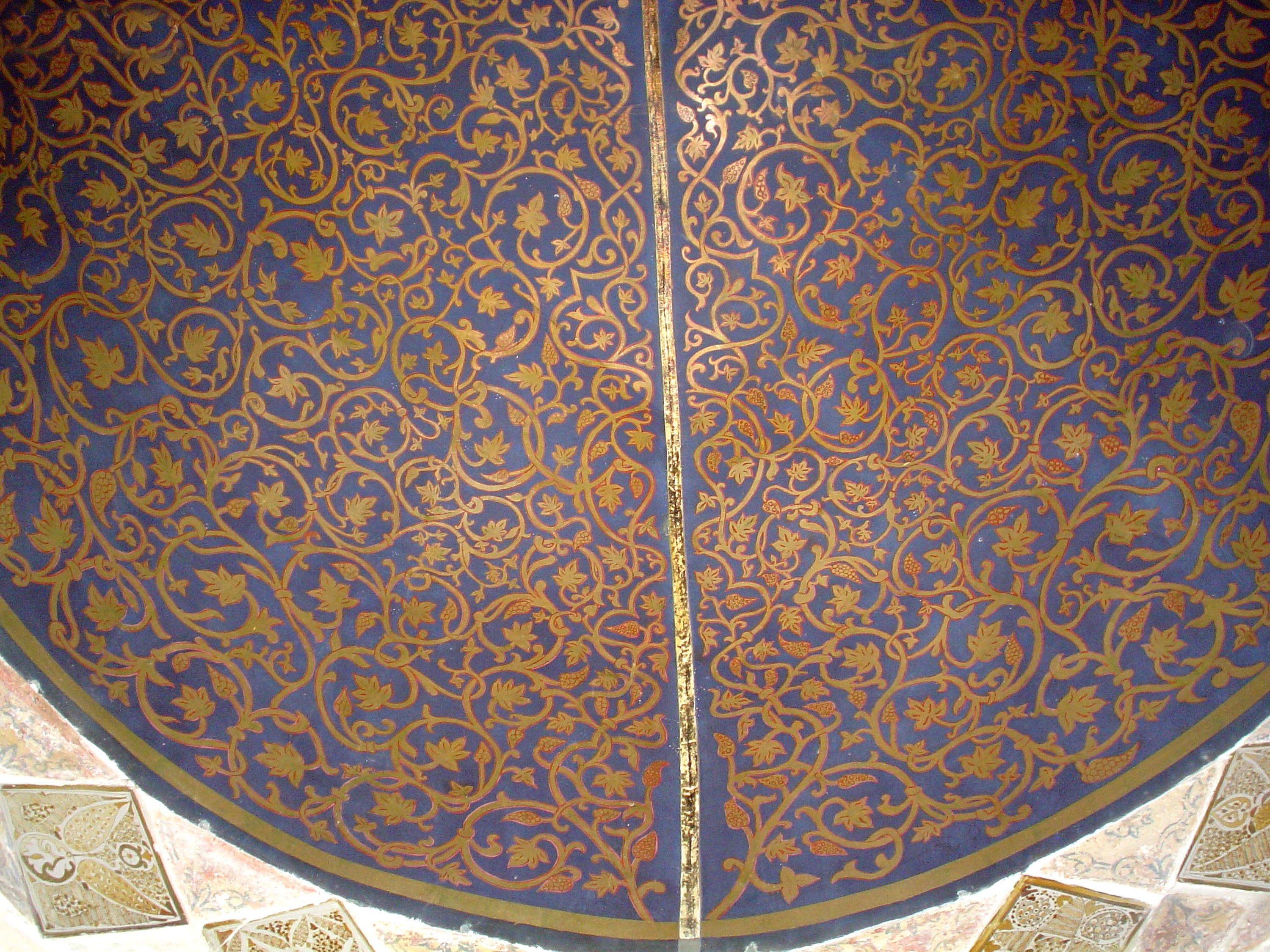
Gros plan sur le décor peint de la demi-coupole faite en planches cintrées. Symétrique, il se compose de rinceaux et de motifs végétaux stylisés de couleur jaune sur fond bleu nuit.

Au-dessus du revêtement en marbre, la niche du mihrab est coiffée d'une demi-coupole réalisée en bois de mancenillier. Cette dernière, en forme de quart de sphère, est constituée de planches cintrées, fixées sur un bâti de charpente analogue à la membrure d'un bateau. Recouverte d'un enduit épais entièrement peint, la concavité de la voûte est ornée d'enroulements de rinceaux entremêlés de feuilles de vigne à cinq lobes, de fleurons à trois lobes et de grappes pointues,,, le tout de couleur jaune sur fond bleu nuit.
C'est au bas de la demi-coupole que se trouve le point de départ de cette décoration végétale. Celle-ci est organisée de façon symétrique : de part et d'autre de l'axe montent deux lignes sinueuses, parfois interrompues par des angles aigus, dont la rigoureuse symétrie engendre cercles et fuseaux aux lignes arrondies ou brisées. Les rameaux, les feuilles et les grappes s'échappent d'une tige qui s'enracine dans l'axe. Tous les rameaux ne se rattachent pas à la tige principale, bien que l'ensemble donne l'impression d'une parfaite continuité. Cette composition est proprement un développement du rinceau dont chaque courbe est suivie d'une courbe en sens inverse ; ces courbes se rapprochent de la circonférence, et plusieurs sont même des circonférences complètes. Ce décor peint, d'une grande élégance, date aussi du IXe siècle,.

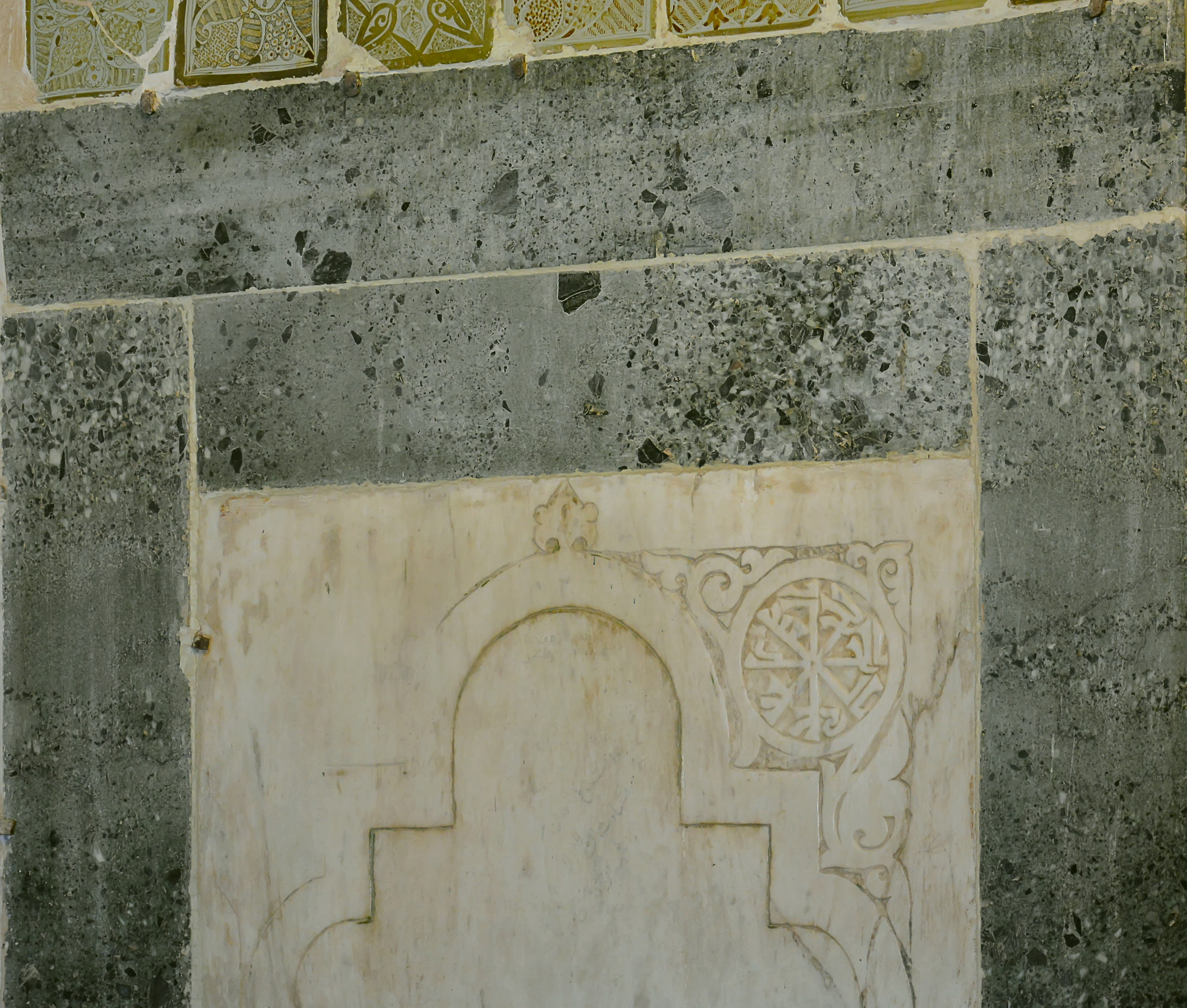
Vue d'un panneau en marbre blanc, bordé de bandeaux verts, qui est sculpté d'un arc recti-curviligne. À côté, est visible une inscription coufique rayonnante.

La partie inférieure du mur de façade du mihrab, vers la gauche, est occupée par un imposant panneau de marbre blanc encadré sur les côtés et à la partie supérieure par de larges bandeaux verts. Ce panneau est sculpté en forme de niche à fond plat qui décrit un arc recti-curviligne, lequel porte à l'un de ses écoinçons, du côté du mihrab, une inscription rayonnante en caractères coufiques, inscrite dans un cercle, qui fait penser à un chrisme. Au centre, un petit cercle constitue la lettre mīm commune à quatre mots qui s'entrecroisent pour former une eulogie : « Louange au Loué, le Créateur, le Résurrecteur »,,.

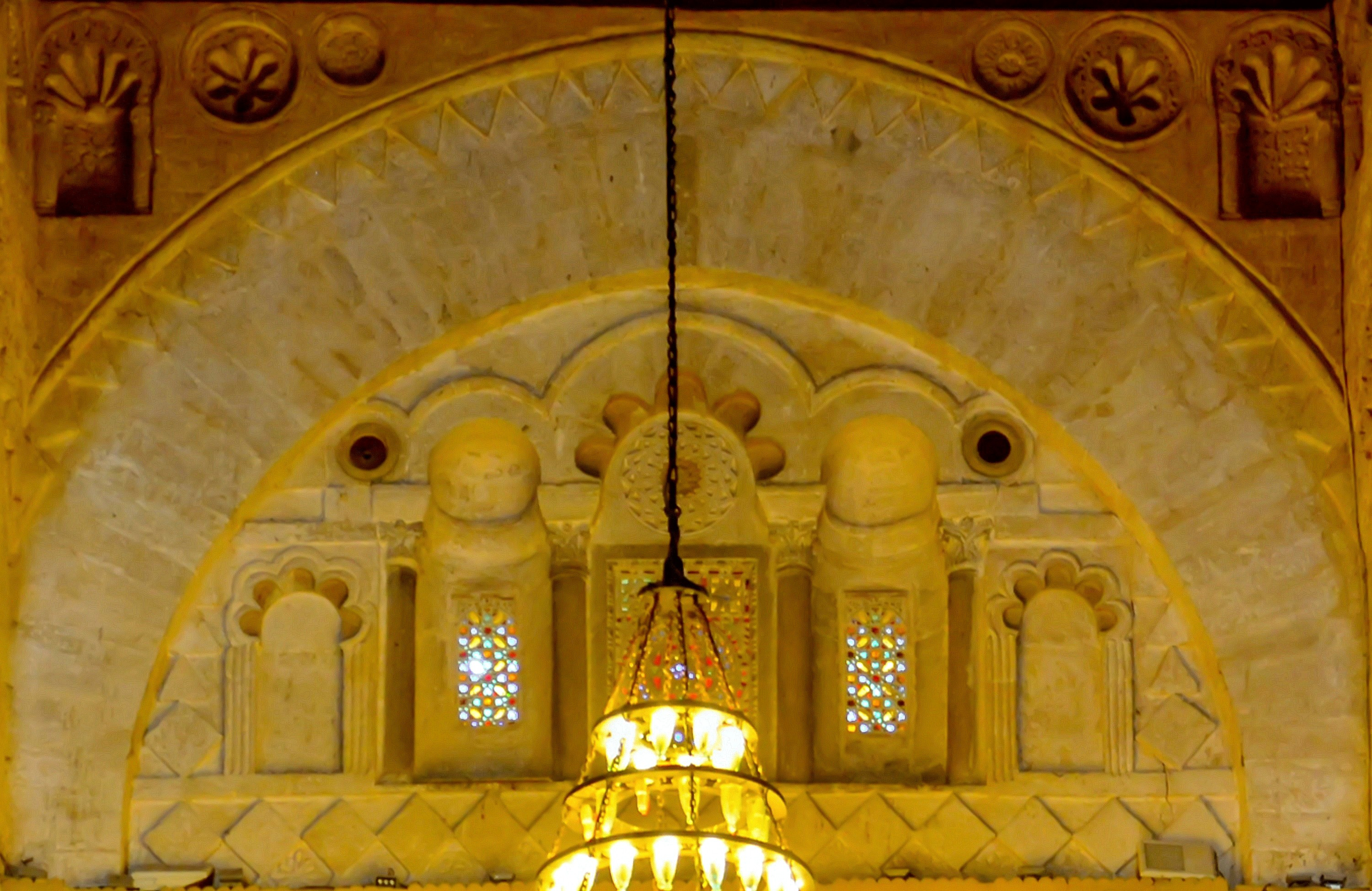
Gros plan sur la décoration du tympan de l'arc au-dessus du mihrab. Celle-ci inclut des carrés posés sur la pointe, des arcs à cinq lobes et des claustras.

Au-dessus du mihrab se trouve un large bandeau saillant sans décor, bordé d'une moulure à sa partie inférieure et d'un listel festonné à sa partie supérieure, qui est surmonté d'un grand arc appareillé, déformé à la clef. Le tympan de ce dernier est occupé en bas, juste au-dessus du bandeau, par une frise ornée de quatorze carreaux de pierre, d'environ 25 centimètres de côté, disposés sur une pointe et soigneusement alignés, servant de base à cinq niches de tailles différentes,. Celle du milieu, la plus grande, se présente comme un défoncement à fond plat, terminé à sa partie supérieure par un arc appareillé à cinq lobes, retombant sur deux abaques en forme de tronc de pyramide renversé qui reposent sur deux colonnettes de marbre à chapiteaux composites.
De part et d'autre de la niche axiale se trouvent deux niches, de taille plus réduite que celle-ci, qui sont deux défoncements semi-cylindriques surmontés d'un cul-de-four et flanqués de deux autres colonnettes de marbre assez semblables aux premières ; les deux niches extrêmes, les plus petites, ont des arcs à cinq lobes. Trois des niches, celle du milieu et celles qui l'encadrent, sont percées, chacune, d'un claustra où s'enchâssent des verres de couleur.
Le claustra de la niche axiale, panneau rectangulaire ouvragé dont le cadre est bordé d'une frise de perles et pirouettes, présente trois registres de décor ajouré superposés qui combinent motifs géométriques et végétaux, dont des carrés, des cercles, des acanthes, des palmes, etc. Les deux autres claustras, identiques et symétriques, montrent un décor essentiellement composé de rosaces étoilées à huit branches.

Mihrab
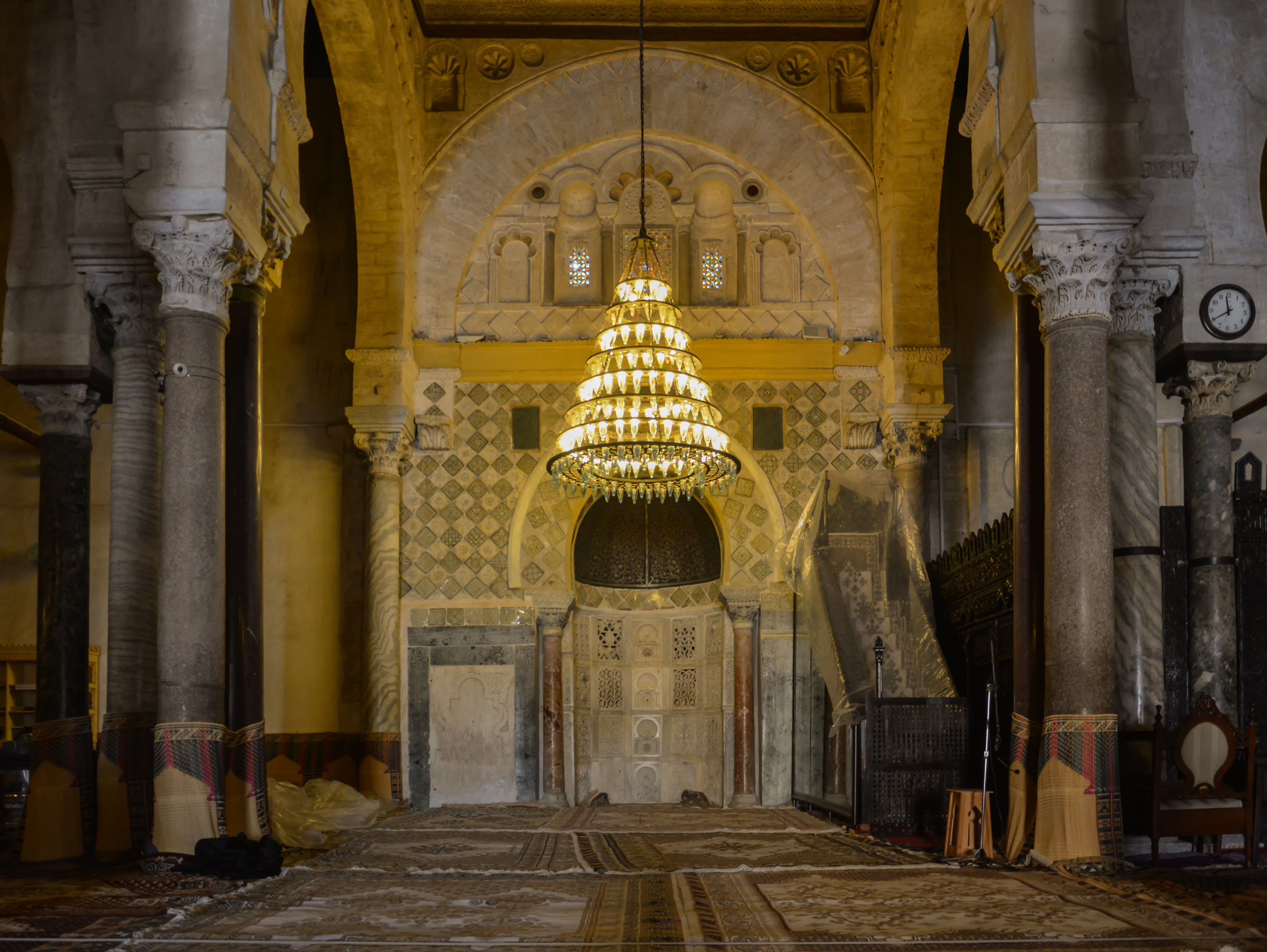
Vue du mihrab dans son environnement. La niche en cul-de-four, dotée d'un fond polyédrique, est soigneusement ornée. Elle est située approximativement au milieu du mur de la qibla de la salle de prière.
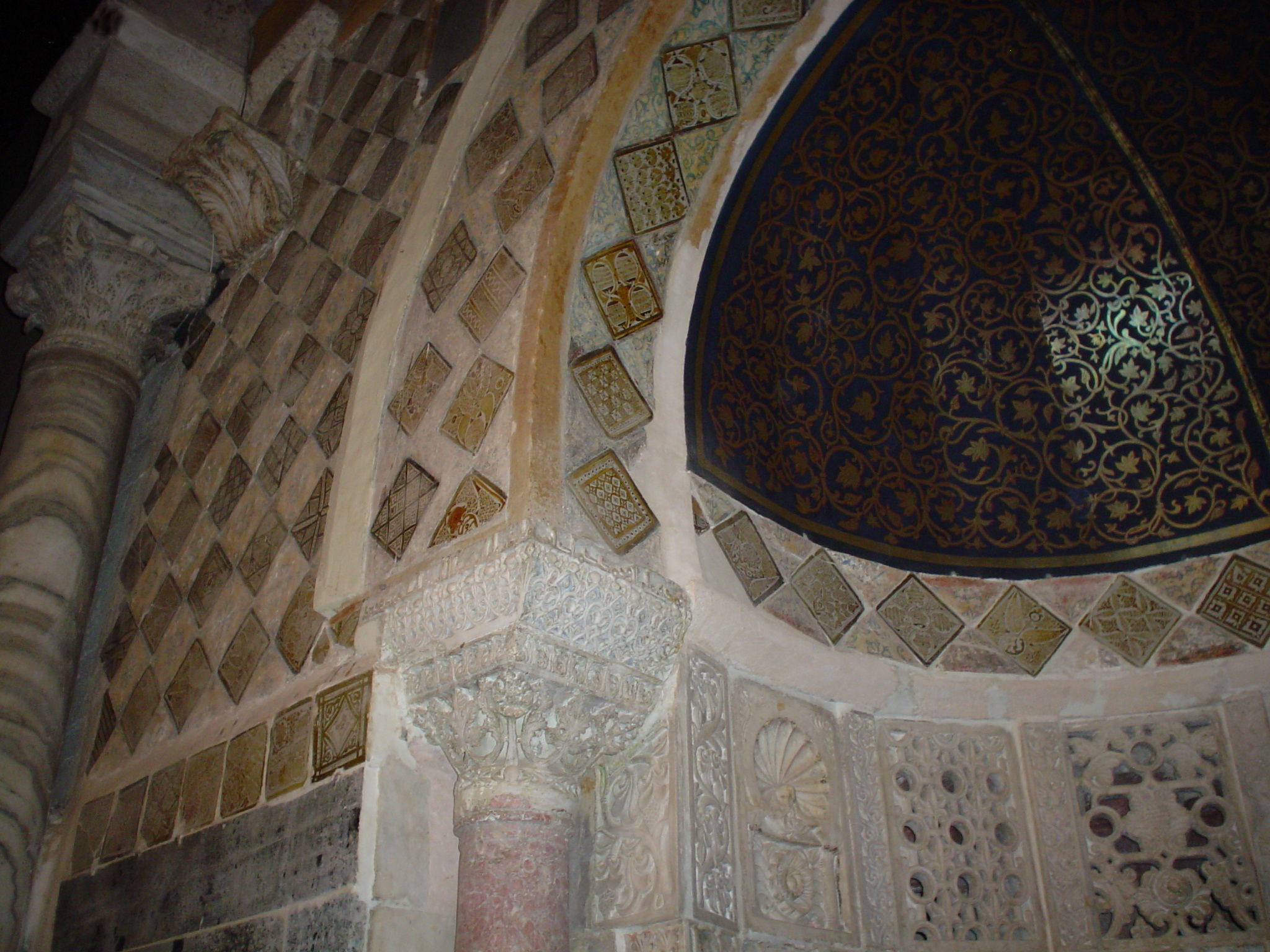
Vue partielle de la partie supérieure du mihrab, montrant la demi-coupole peinte, réalisée en bois cintré, de la niche, ainsi que les carreaux lustrés ornant l'intérieur et l'encadrement de celle-ci.
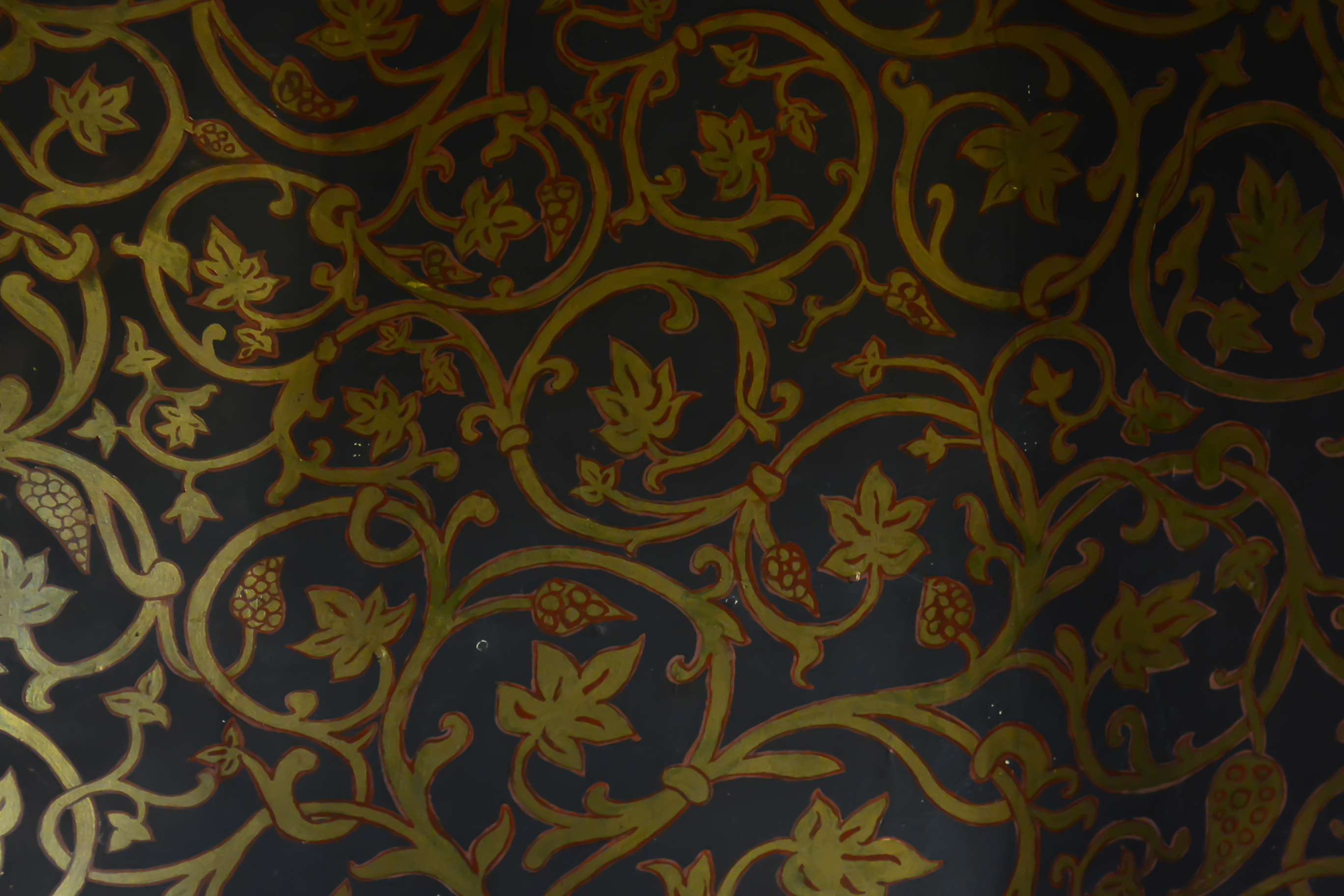
Gros plan sur des éléments décoratifs de la demi-coupole peinte de la niche. Les rinceaux et les motifs végétaux stylisés, dont des grappes et des feuilles, sont de couleur jaune sur fond bleu nuit.
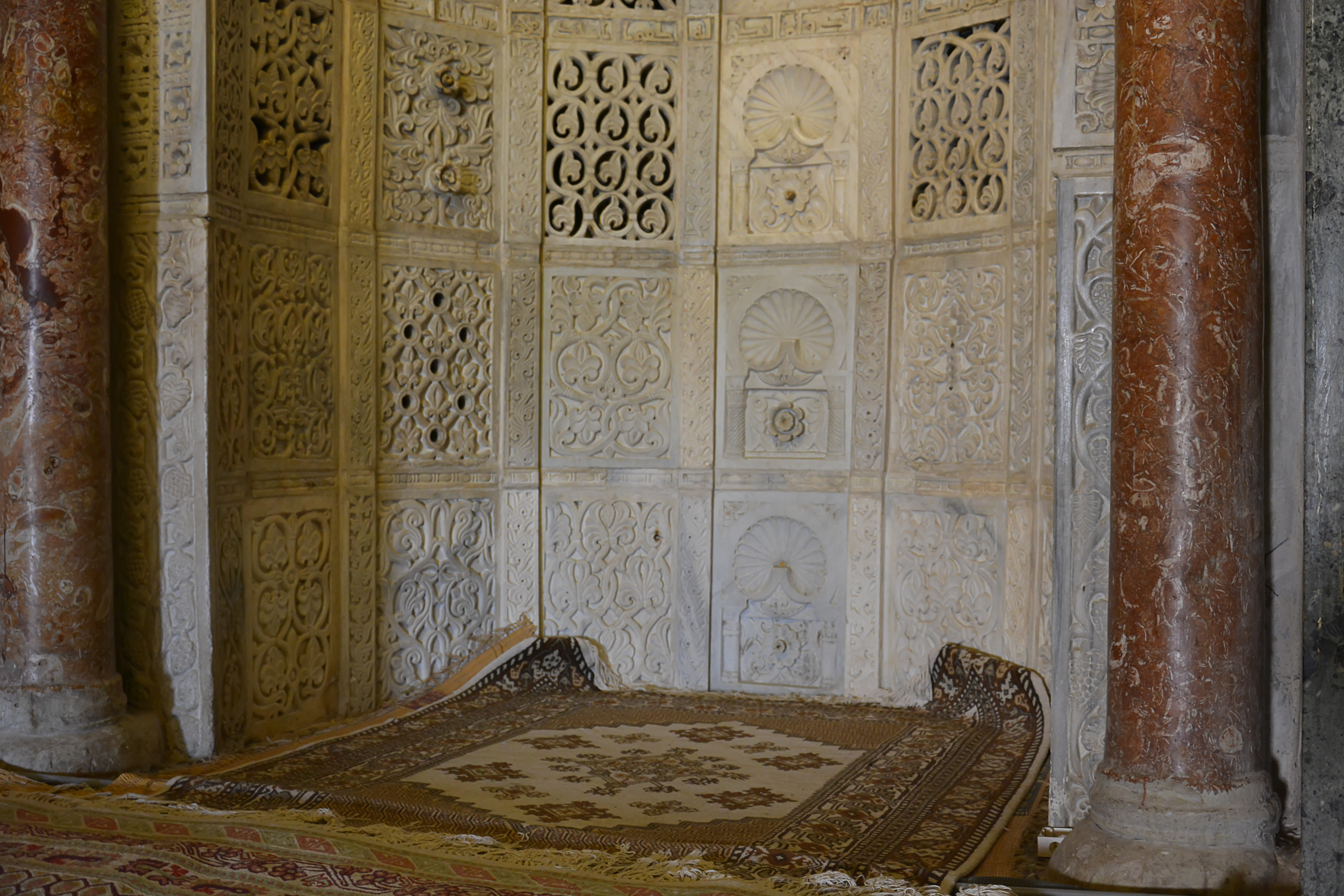
Gros plan sur la partie inférieure de la niche. Les panneaux sculptés et ajourés, du revêtement en marbre blanc, sont ornés de coquilles et de motifs essentiellement floraux et végétaux.
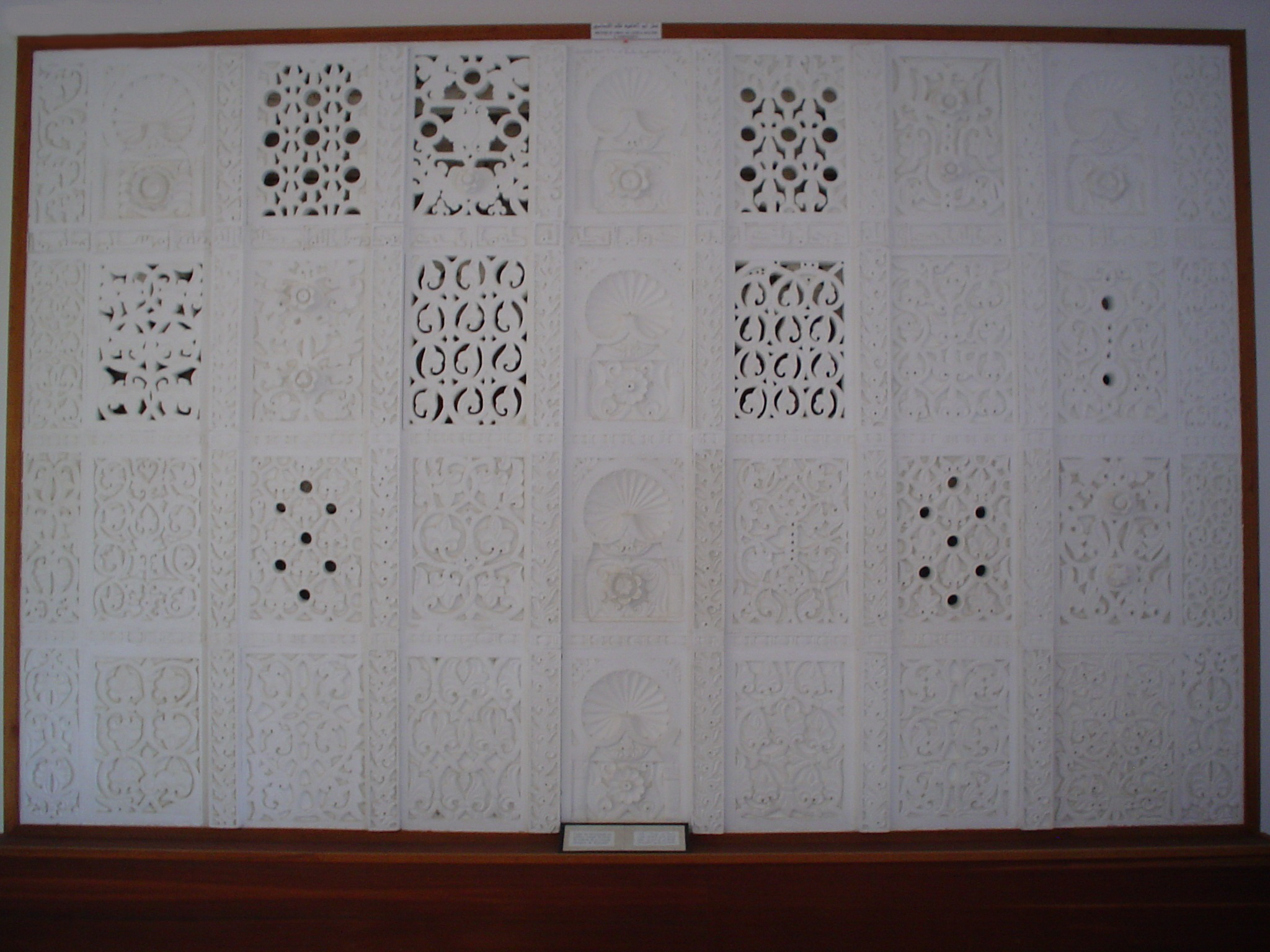
Reproduction de la paroi du mihrab au musée national d'art islamique de Raqqada, permettant d'avoir une vue aisée de l'ensemble des panneaux.
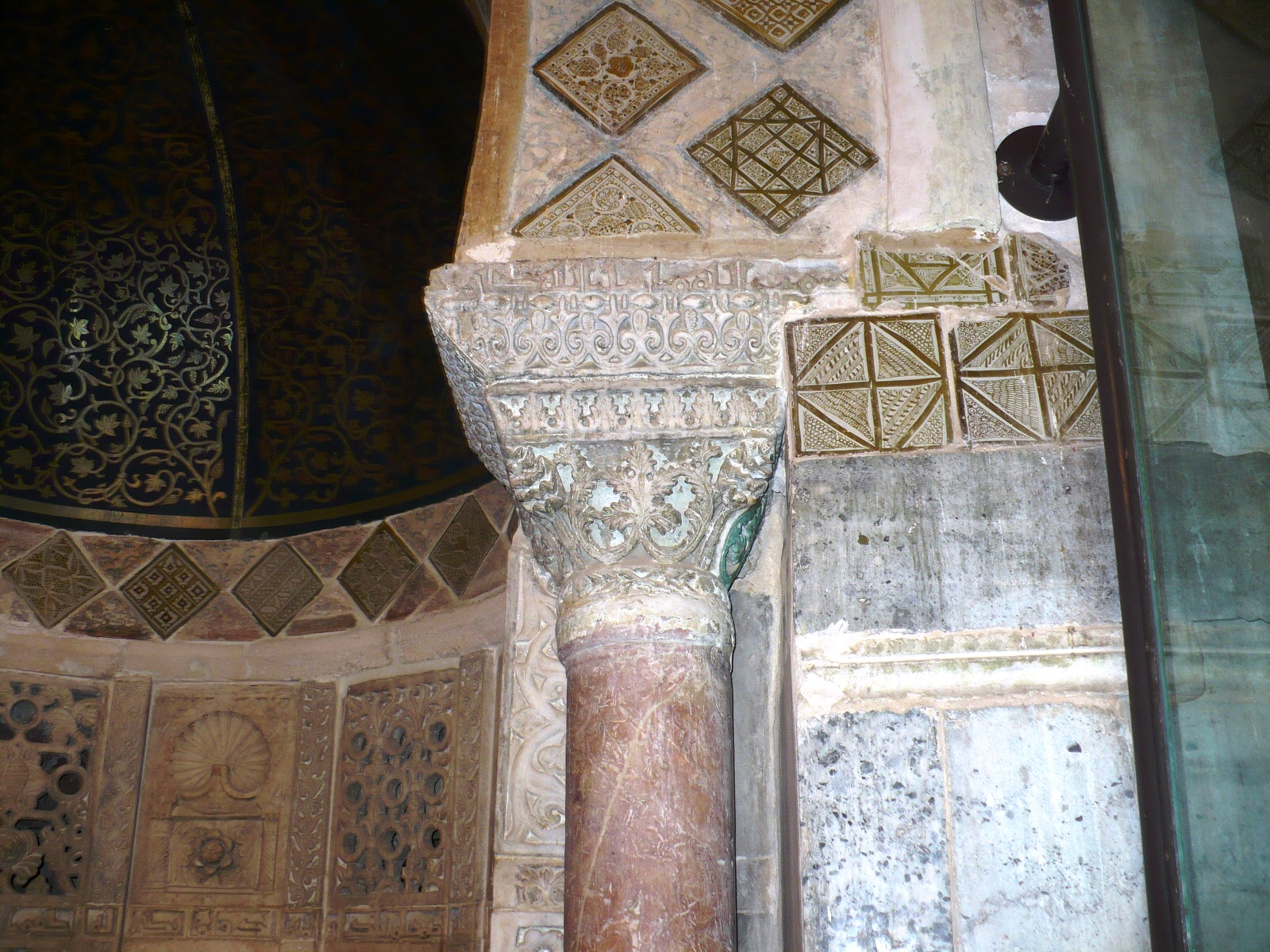
Vue d'un chapiteau du mihrab. En forme de tronc de cône renversé, il est coiffé d'un abaque richement sculpté, lequel est surmonté d'un mince bandeau épigraphique en caractères coufiques.

#### Minbar

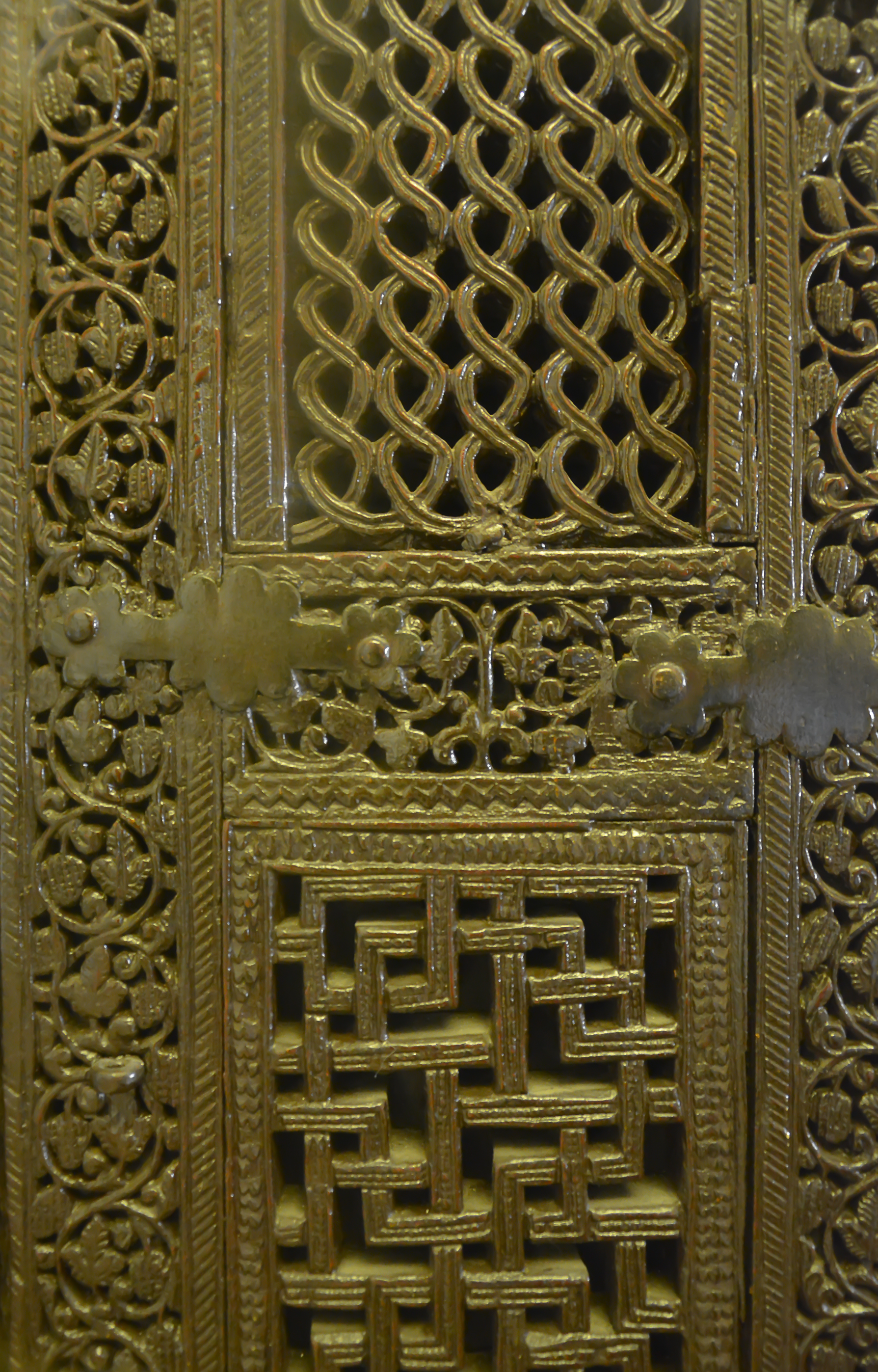
Vue partielle de deux panneaux, entourés de bandeaux à décor de rinceaux. Les pièces, réunies par des tenons et des mortaises, sont consolidées par des ferrures.

Le minbar, situé à droite du mihrab et servant à l'imam pour les prêches du vendredi et des Aïds, est une chaire en forme d'escalier qui comporte un siège supérieur auquel on accède par onze marches. Il mesure 3,93 mètres de longueur sur un mètre de largeur, et 3,31 mètres de hauteur,.

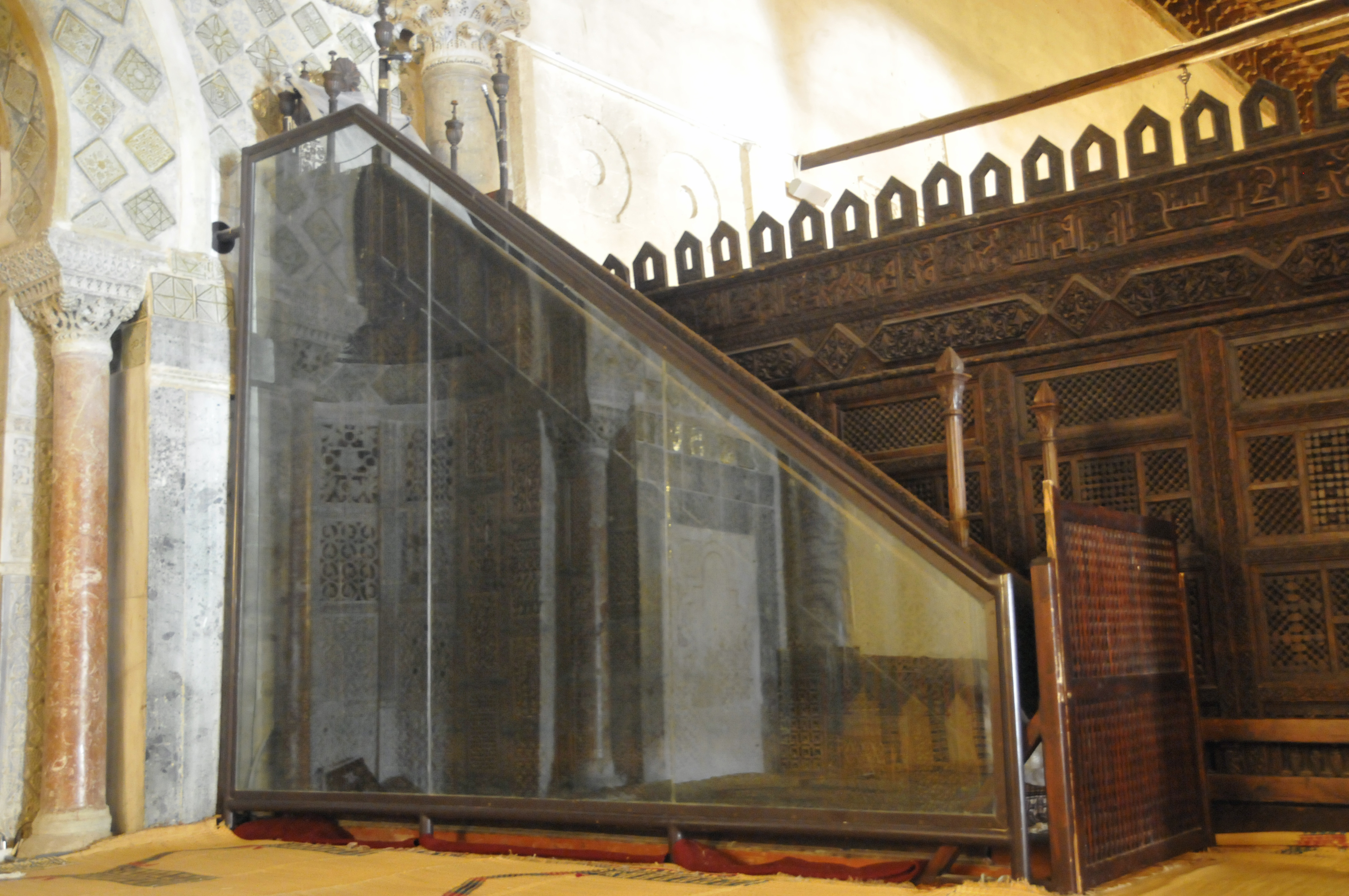
Vue en 2010 du minbar protégé à l'extérieur par un panneau de verre, alors qu'à l'intérieur un voile protège les marches, afin de le préserver de toute détérioration.

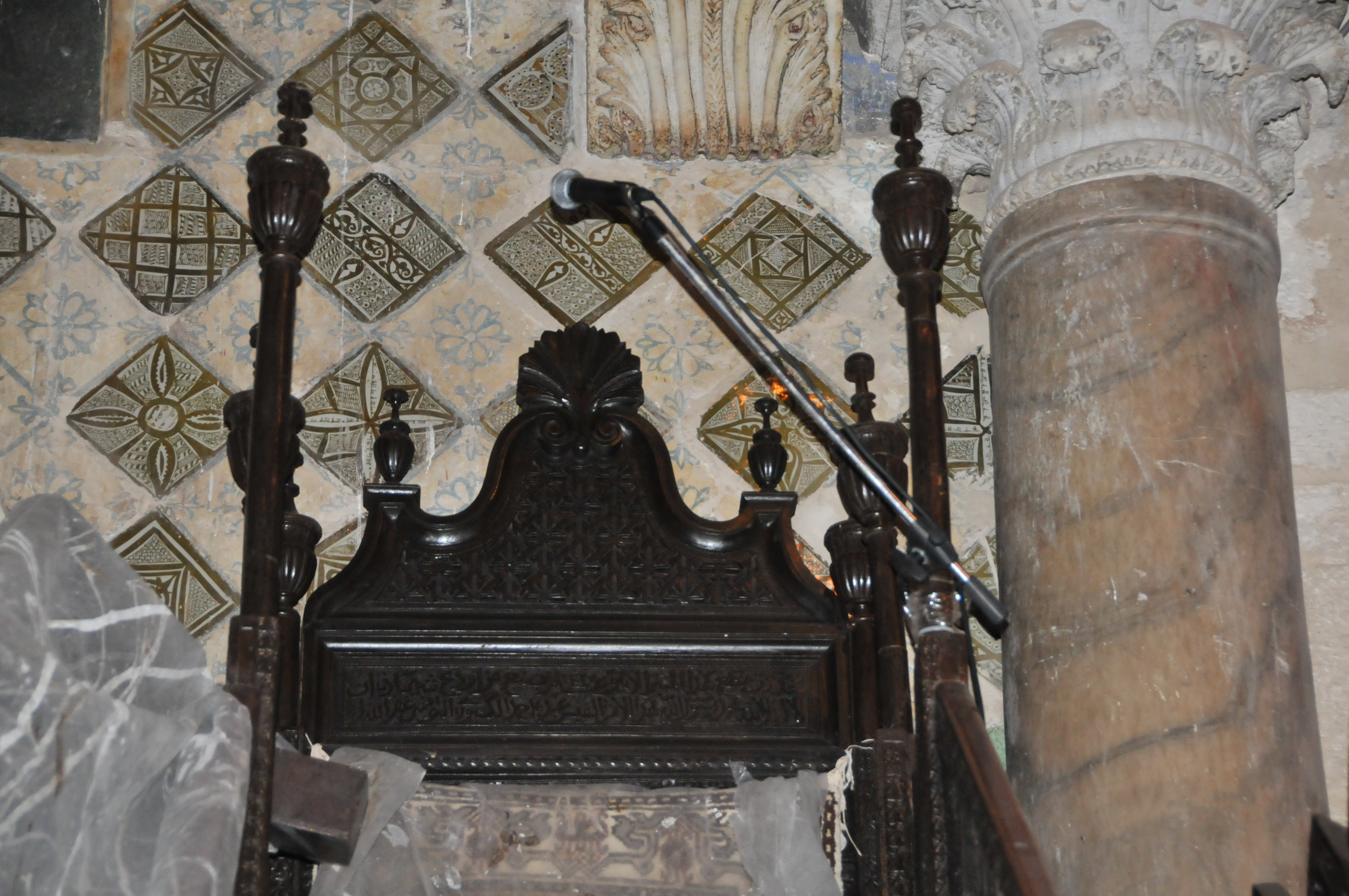
Dossier et pinacles du minbar.

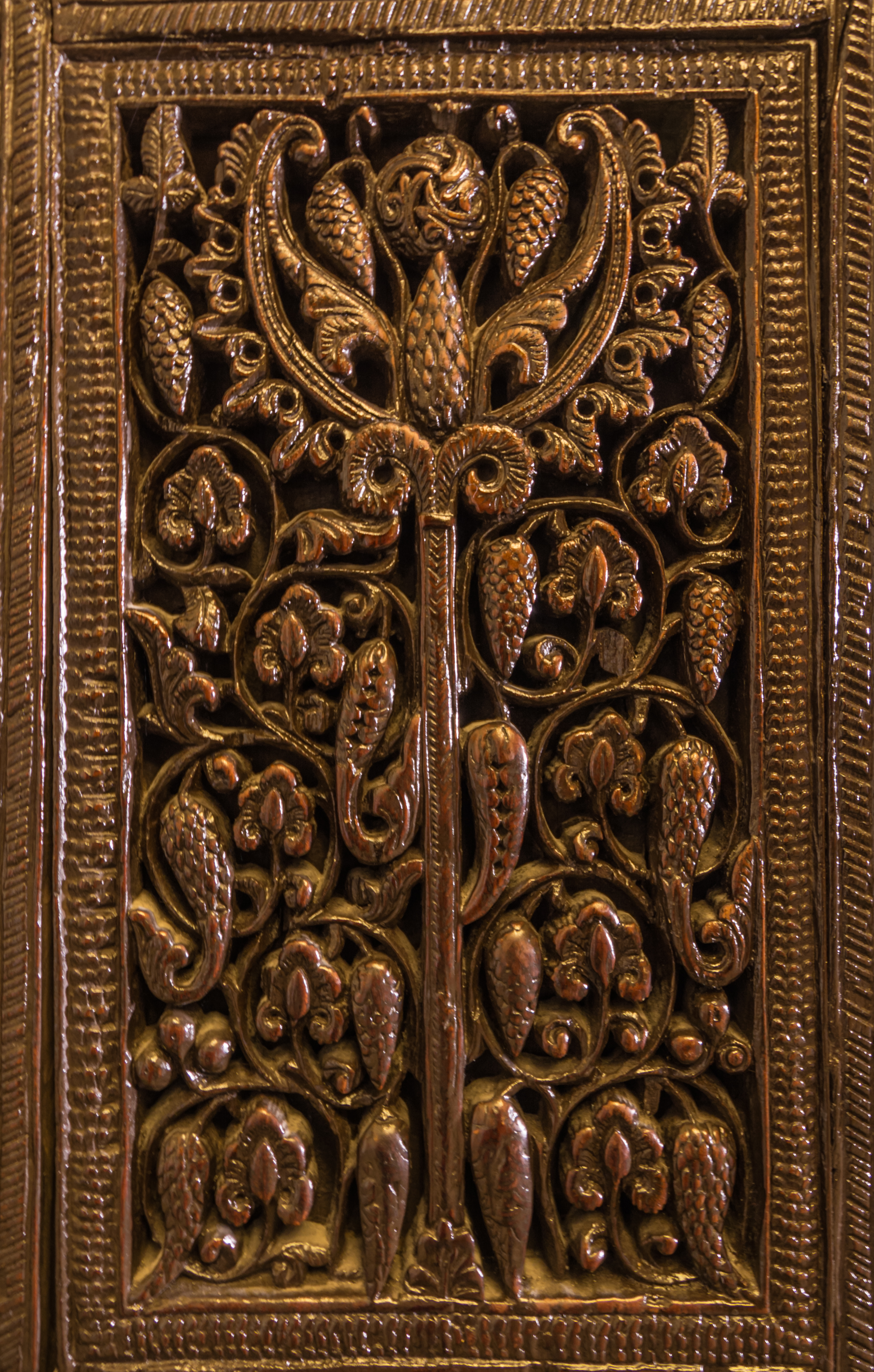
Gros plan sur un panneau sculpté à décor végétal. Il présente, de part et d'autre d'un arbre stylisé, des boucles renfermant des feuilles de vigne, des pommes de pin et des grappes pendantes.

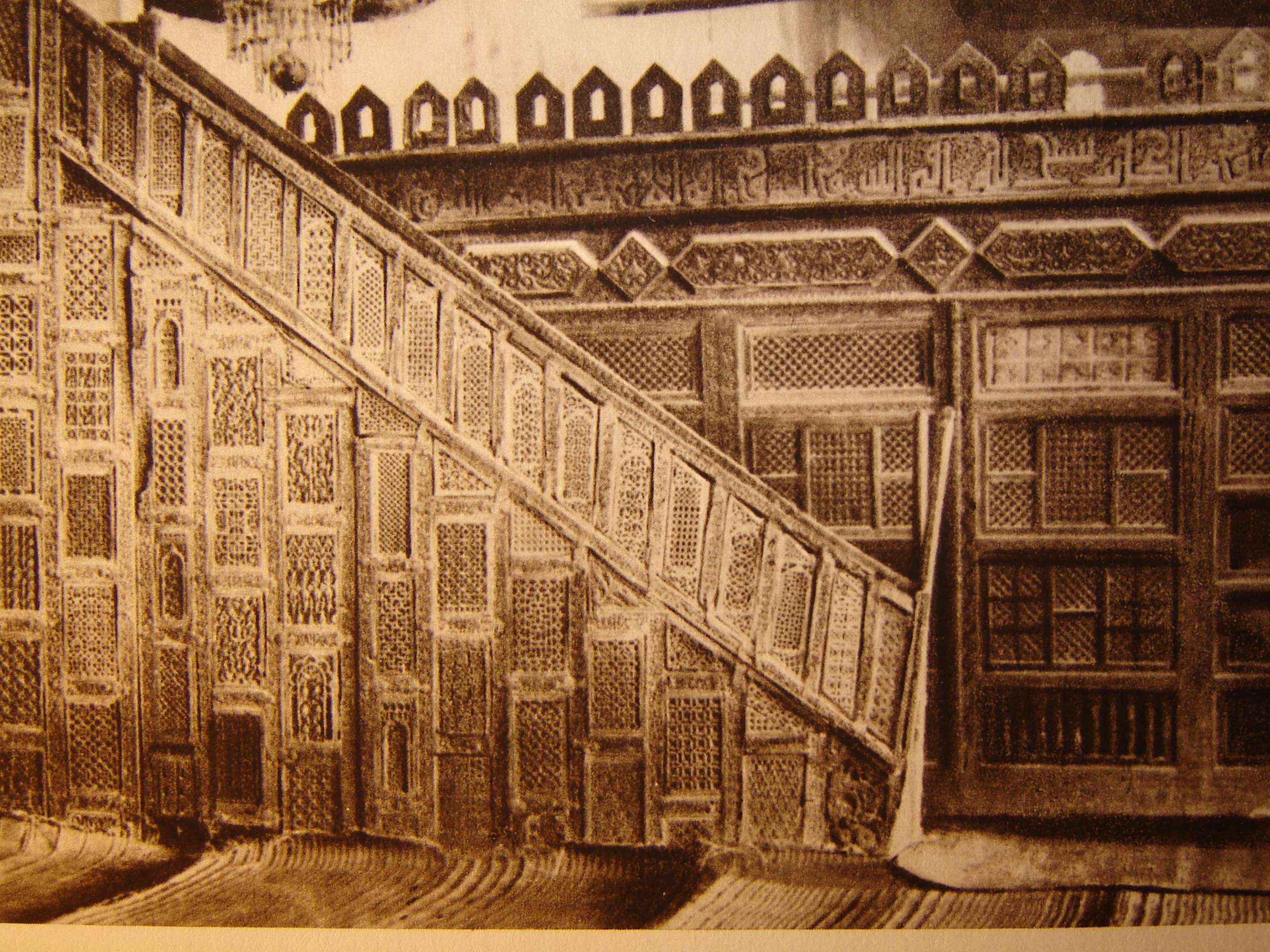
Vue ancienne du minbar avant sa restauration durant les années 1907-1908.

Daté du IXe siècle (vers 862), et confectionné sous le règne du sixième souverain aghlabide Abou Ibrahim Ahmed (856-863),, il est en bois de teck indien,. De toutes les chaires du monde musulman, c'est certainement le plus ancien exemple de minbar encore conservé de nos jours,,. Peut-être réalisé, du moins en partie, par des ébénistes de Kairouan, mais certains chercheurs évoquent aussi Bagdad, il se compose de plus de 300 pièces d'une grande richesse ornementale (motifs végétaux et géométriques évoquant des modèles omeyyades et abbassides),. Celles-ci sont sculptées, ajourées, assemblées à l'aide de tenons et mortaises, et consolidées par des ferrures.
Parmi ces pièces en bois très ouvragé, environ 90 panneaux rectangulaires, aux décors variés, réunis par des bandeaux à décor uniforme de rinceaux, sont admirablement sculptés de pommes de pin, de tiges minces et souples, de feuilles de vigne et d'acanthe, de fleurons, de fruits lancéolés délicatement ciselés en surface, de grappes piriformes, qui paraissent supporter un feuillage déployé en volutes, et de diverses formes géométriques simples (cercles, carrés, losanges, hexagones, etc.) ou plus complexes (grecques, svastikas, rosaces, étoiles, etc.),. Dans la décoration sculptée du minbar, les ornements géométriques l'emportent sur les ornements végétaux ; ainsi, les bras et le dossier du siège, la rampe, les contremarches et une grande partie des deux joues latérales sont couverts de motifs géométriques. Quant aux motifs végétaux, ils se trouvent, essentiellement, dans les montants et les traverses reliant les panneaux, ainsi que dans onze de ces derniers répartis sur les joues de la manière suivante : dix d'un côté, mais un seul de l'autre. La bordure supérieure de la rampe est ornée d'un riche décor végétal qui comprend des rinceaux enroulés en boucles alternées ; chaque boucle enveloppe une feuille de vigne étalée accompagnée d'une grappe de raisin pendante.
Si la plupart des panneaux sont soit exclusivement à décor géométrique, les plus nombreux, soit à décor purement floral et végétal, il existe, en plus de ces deux catégories, des panneaux à décor mixte. Ces derniers sont à registres, à réseaux et en forme de niches à fond plat. Ceux à registres sont généralement cloisonnés par des lignes verticales que coupent des lignes horizontales, déterminant des carrés et des rectangles. Ces deux figures géométriques sont ainsi ornées : les carrés renferment des motifs circulaires ou des feuilles de vigne et des grappes, alors que les rectangles contiennent des feuilles de vigne superposées, ponctuées de nodosités en leur centre. Pour ce qui est des panneaux à réseaux, ils procèdent d'un diagramme à réseau de losanges, de carrés concaves, d'étoiles à huit branches et de médaillons. Les vides sont essentiellement meublés d'un décor floral. Quant aux panneaux en forme de niches à fond plat, ils sont composés d'un bandeau mouluré formant le dessin d'une niche surmontée d'un arc que couronne à la clef un fleuron à trois lobes ; l'arc, reposant sur des colonnettes, possède des écoinçons garnis soit de fleurettes étalées inscrites dans un cercle, soit de fleurons à trois lobes. La niche feinte est remplie de motifs géométriques ou de motifs floraux et végétaux. Parmi ceux-ci figurent des fleurons à trois et cinq lobes, ainsi que des pommes de pin.
La qualité de la sculpture sur bois évoque immédiatement le délicat travail de l'ivoire. Le moulé des formes, les reliefs variés, les plans différents du décor, la souplesse des rinceaux, celle des feuilles traitées avec un certain réalisme, ainsi que celle des fruits la plupart du temps aisément identifiables mais parfois également stylisés volontairement dans des formes irréelles, contribuent à magnifier la matière qui, par un savant jeu d'ombre et de lumière, semble s'animer dans le clair-obscur de la salle de prière.
Au début du XXe siècle, le minbar, dont la structure s'est détériorée, fait l'objet d'une restauration minutieuse. Celle-ci, qui s'est déroulée entre 1907 et 1908, est accompagnée d'embellissements mineurs qui concernent essentiellement la réfection du dossier et des pinacles. Bien qu'ayant plus de onze siècles d'existence, tous les panneaux, à l'exception de neuf, sont originaux et dans un bon état de conservation ; la finesse d'exécution de ce minbar font de lui un véritable chef-d'œuvre selon Paul Sebag. Cette ancienne chaire du IXe siècle se trouve toujours à son emplacement d'origine, à côté du mihrab.

Panneaux du minbar
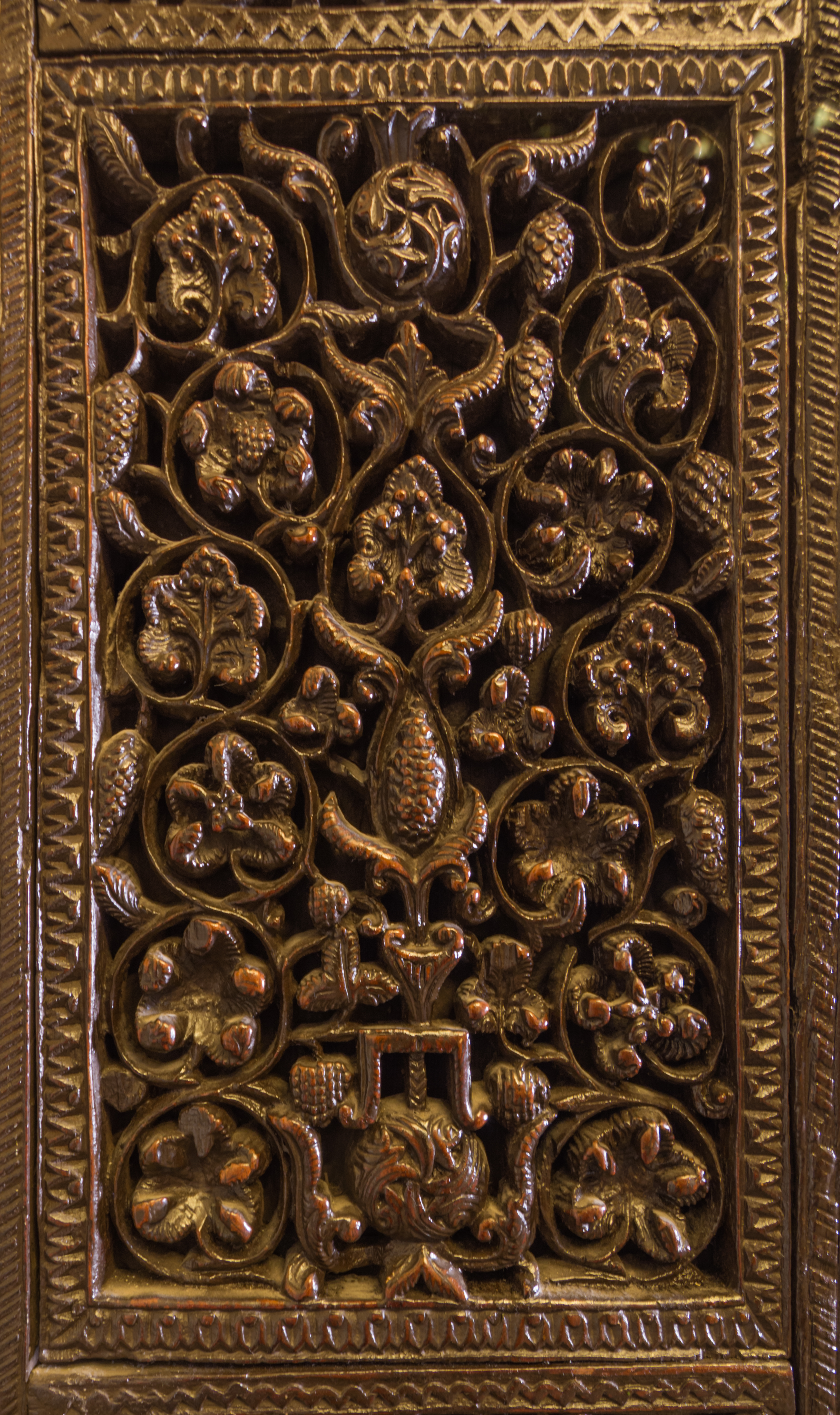
Panneau à décor purement végétal. L'ornementation touffue inclut des rinceaux, des feuilles d'acanthe et de vigne, des grappes de raisin, ainsi que des pommes de pin.
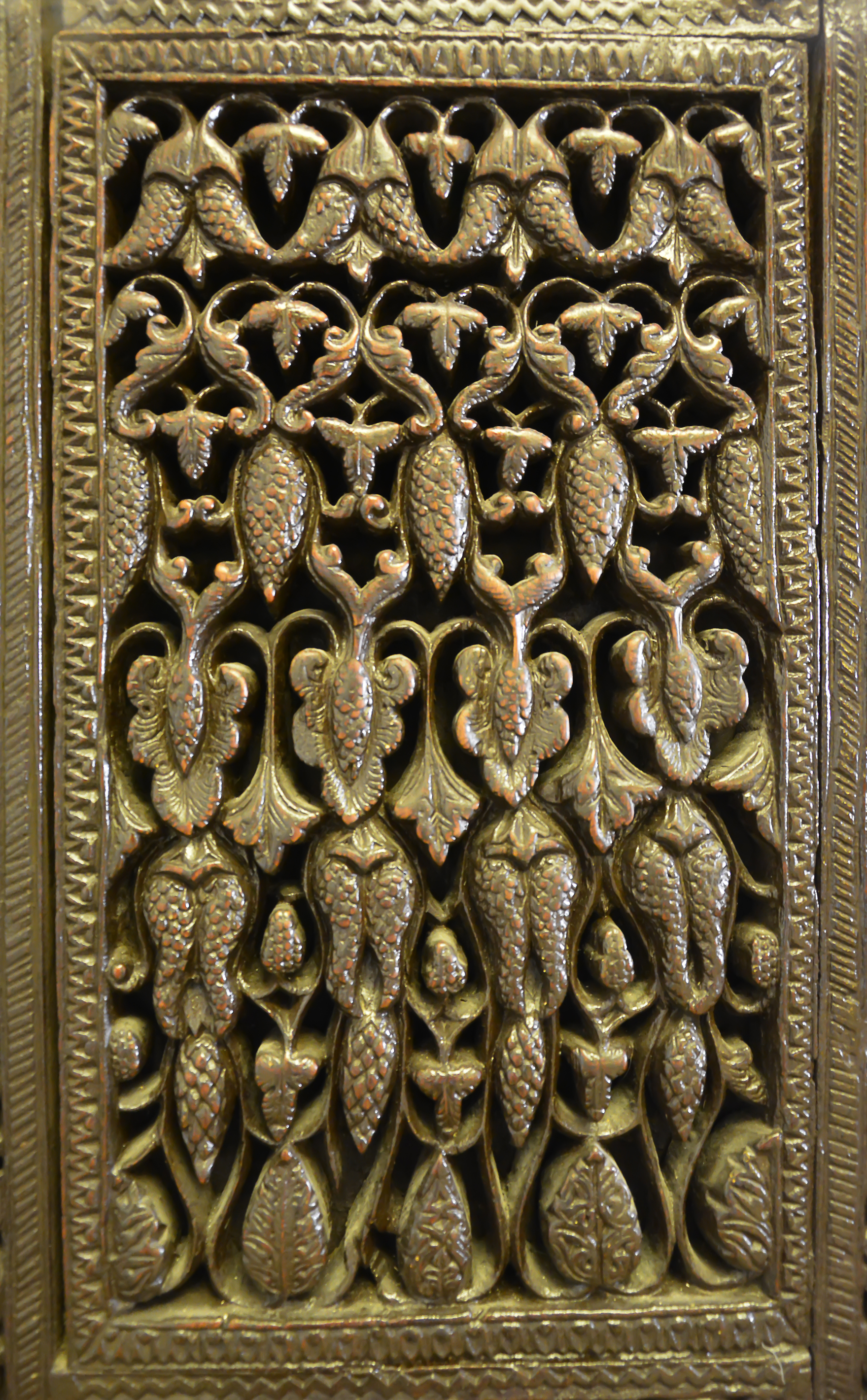
Autre panneau à ornementation purement végétale, présentant plusieurs rangées de rinceaux, de diverses feuilles et de pommes de pin.
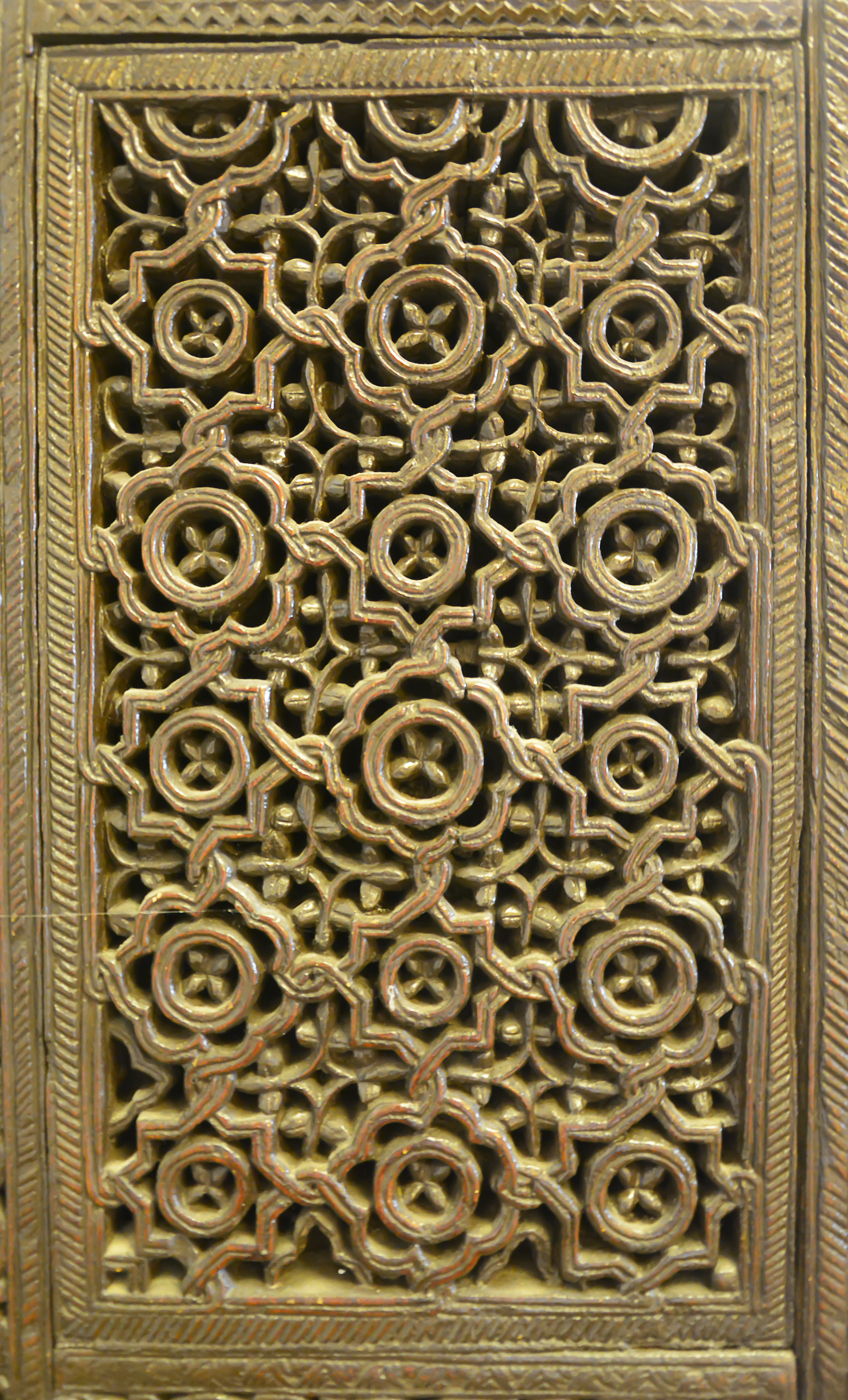
Panneau à décor mixte, géométrique et floral. Il comporte des étoiles à huit pointes et des médaillons, à l'intérieur desquels se trouvent des cercles contenant des fleurs à quatre pétales.
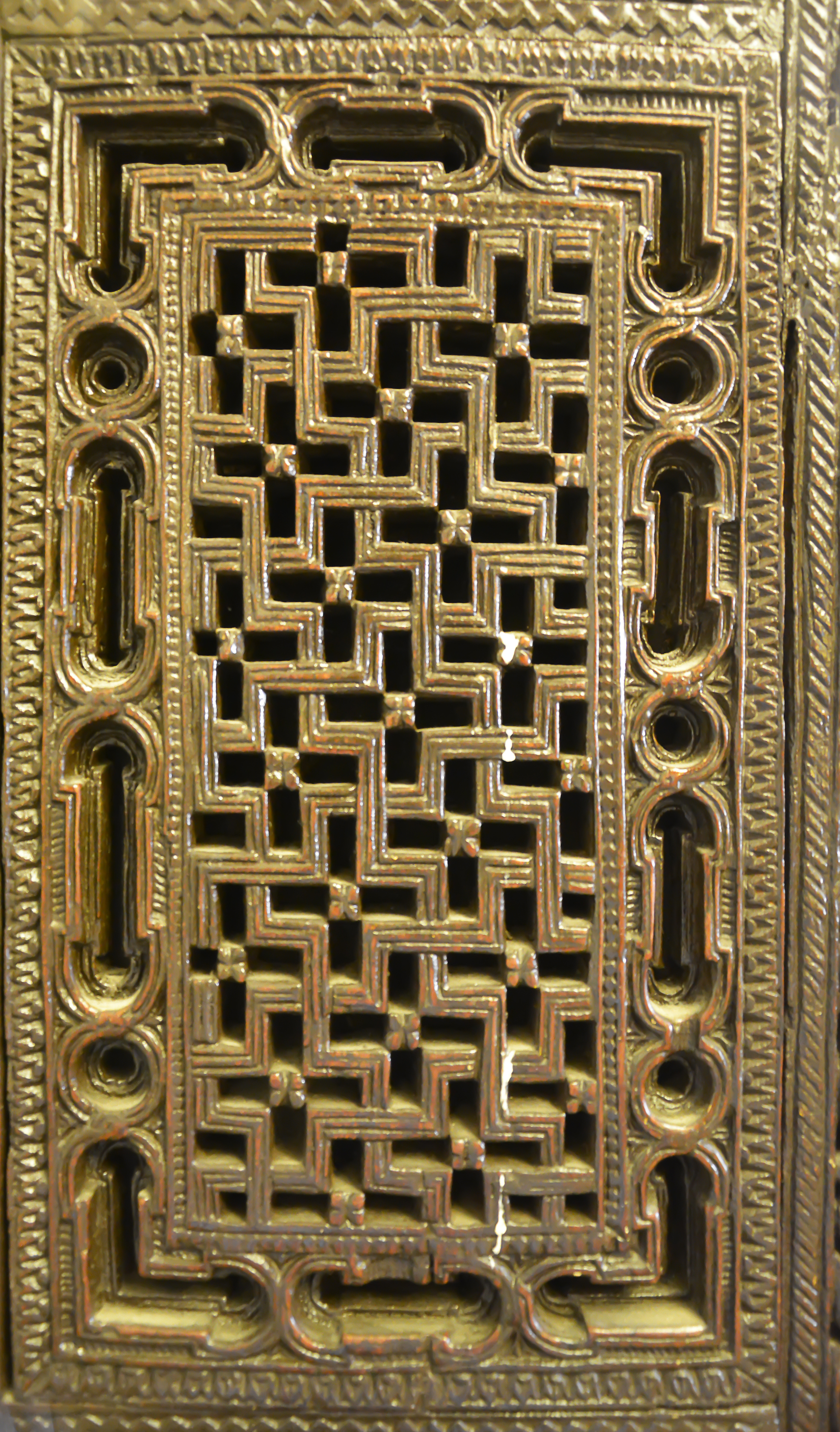
Autre panneau à décor mixte. Il est meublé d'entrelacs géométriques, qui dessinent des motifs en croix. Des fleurs à quatre pétales occupent le centre de ces derniers.
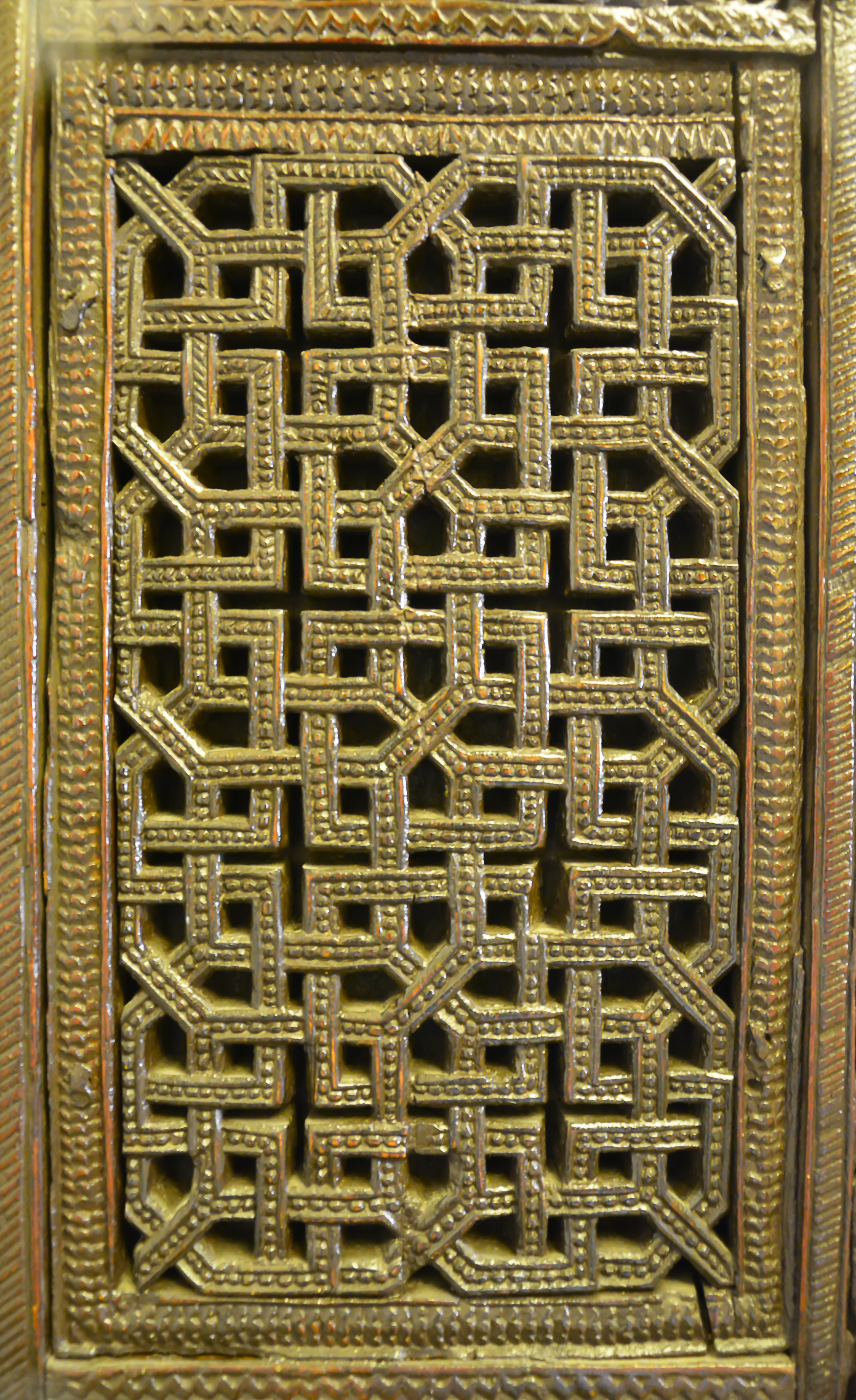
Panneau à décor exclusivement géométrique. L'ornementation est formée d'octogones, de carrés et de demi-carrés qui s'entrecroisent.
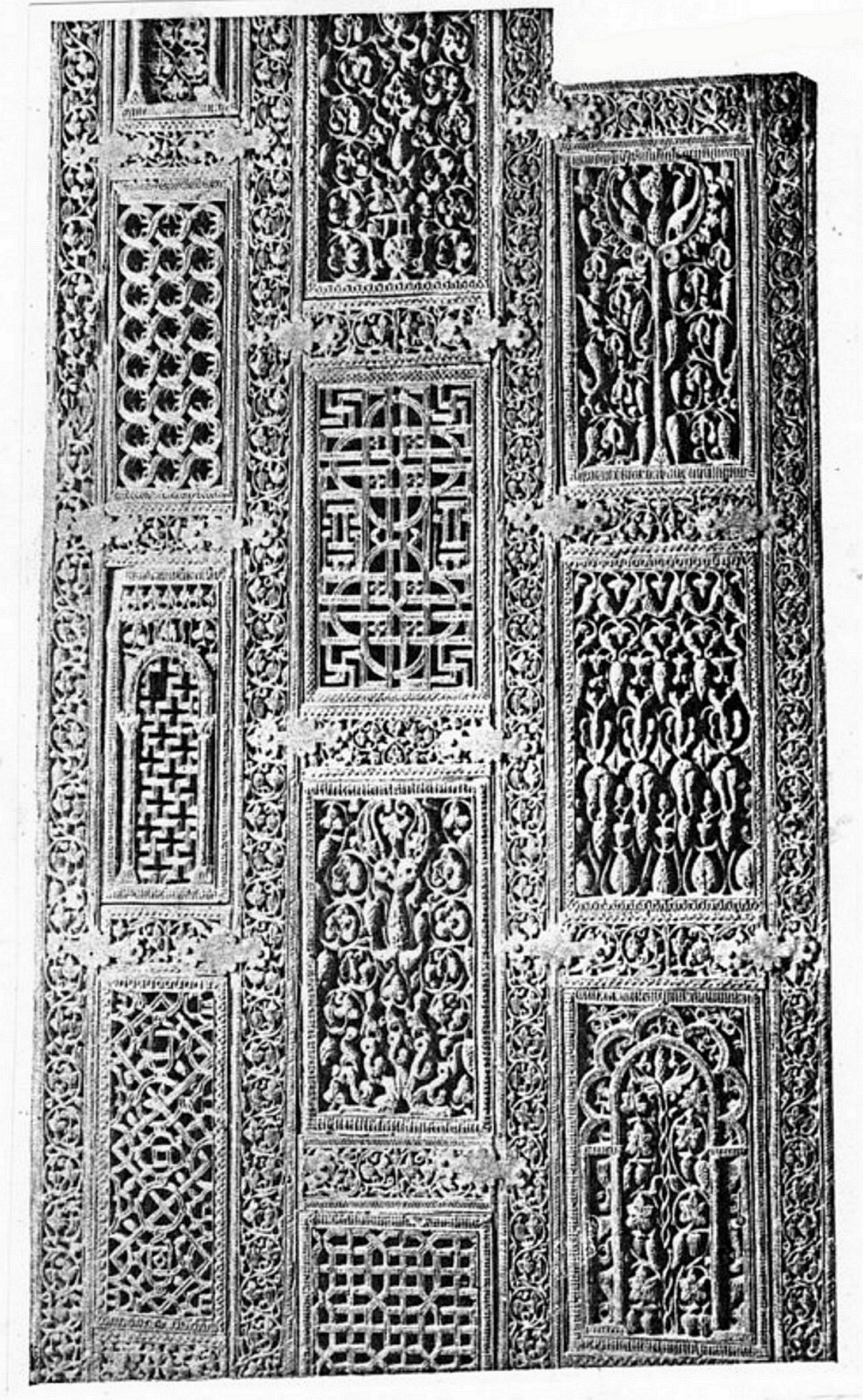
Ensemble de panneaux sculptés ou ajourés à décors très variés, comprenant le purement végétal, l'exclusivement géométrique et le mixte.

#### Maqsura

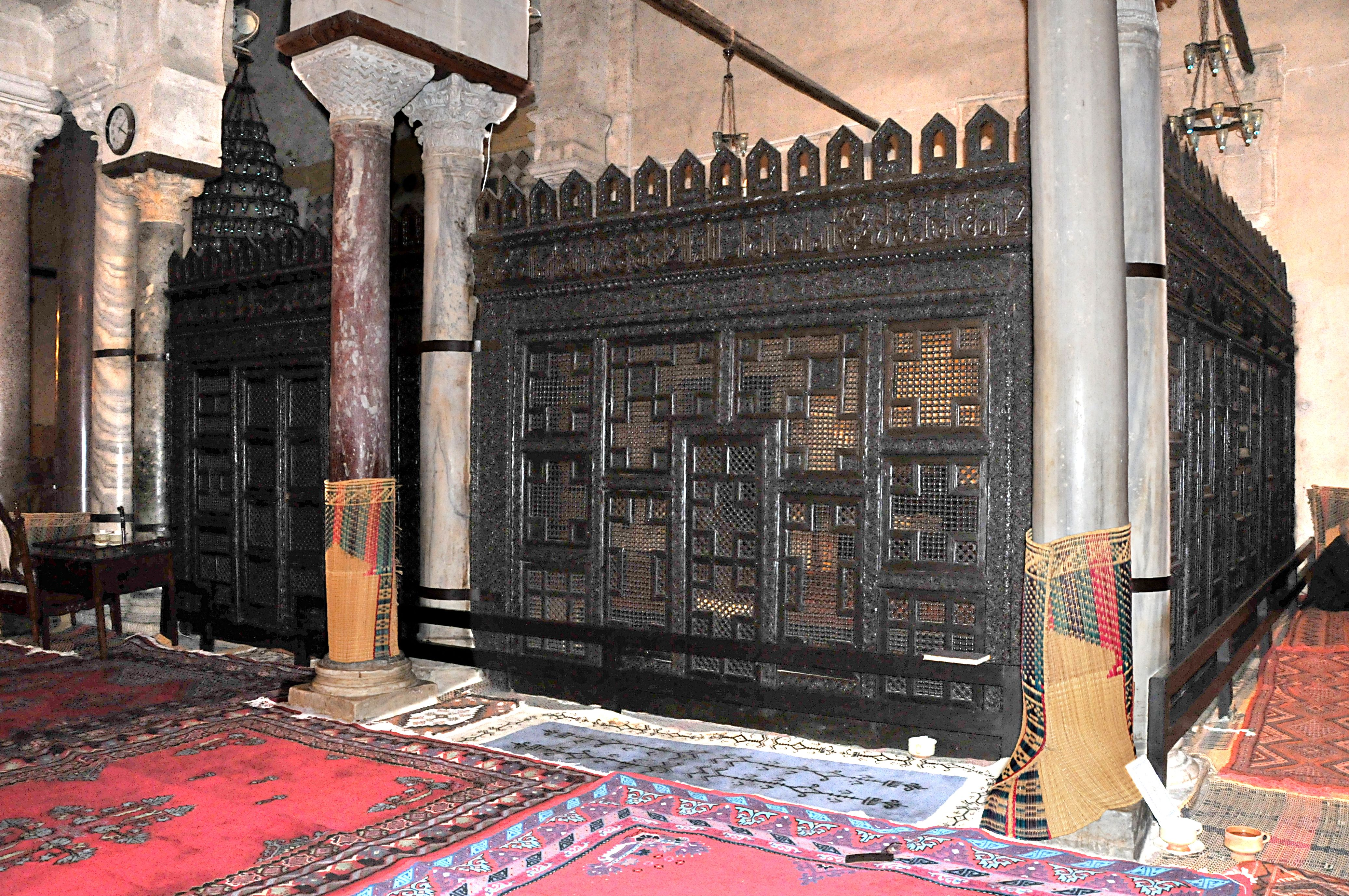
Vue de la maqsura, clôture en bois de cèdre sculpté et ajouré, qui se trouve au fond de la salle de prière.

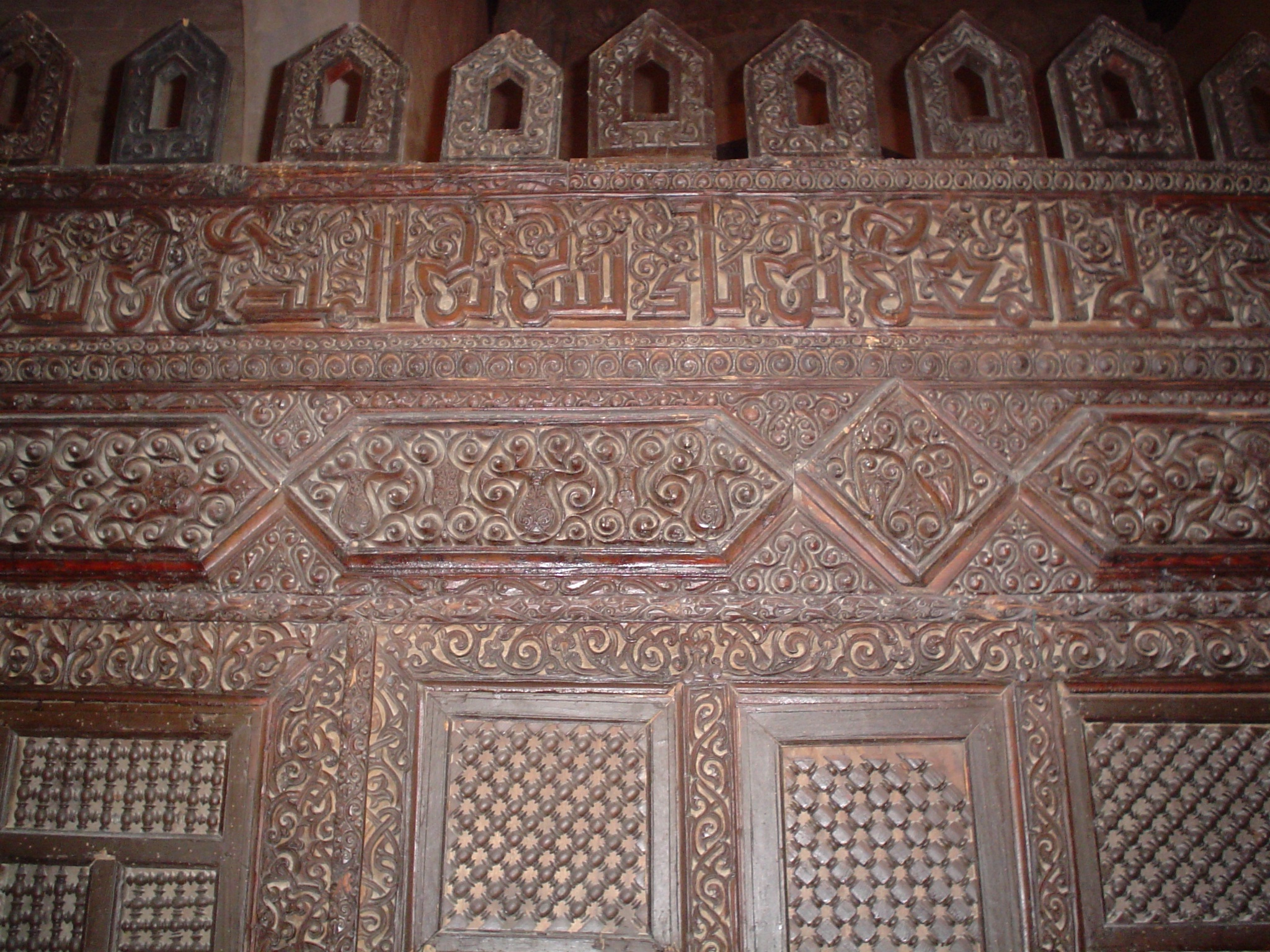
Gros plan sur la partie supérieure, montrant divers ornements sculptés, frise épigraphique, ainsi que des merlons ajourés et pointus.

La maqsura, située à proximité du minbar, est une clôture délimitant une enceinte privée qui permet au souverain et à ses hauts dignitaires de suivre la prière solennelle du vendredi sans se mêler aux simples fidèles. Destinée à la protection du souverain, elle est également le signe d'un nouveau langage social désignant une hiérarchie parmi les fidèles, et à ce titre peut être considérée comme contraire à l'esprit égalitariste de l'islam primitif, d'où sa condamnation par les théologiens rigoristes. Joyau de l'art du bois réalisé sous le règne du prince ziride Al-Muizz ben Badis et daté du premier quart du XIe siècle (attribué aux alentours des années 1022-1023),,, elle est considérée comme la plus ancienne encore en place dans le monde islamique,.
Il s'agit d'une clôture en bois de cèdre finement sculptée, comprise entre quatre colonnes : trois en façade et une en retour d'équerre ; les bâtis rectangulaires sont maintenus entre les colonnes par des bandelettes en fer plat. Elle est décorée sur les trois côtés d'arabesques végétales exubérantes et enchevêtrées, de motifs géométriques divers et de panneaux ajourés en perles et pirouettes. L'ouvrage mesure 2,8 mètres de hauteur, huit mètres de longueur et six mètres de largeur,. Sa principale parure est la frise calligraphiée qui la couronne ; cette dernière, surmontée d'une ligne de merlons ajourés et pointus, est ornée d'une inscription en caractère coufique fleuri sculptée sur fond d'entrelacs végétaux. Les lettres se terminent soit en biseau, soit par des tresses d'une remarquable qualité esthétique.
L'épigraphie marque, par rapport au IXe siècle, d'importants progrès par le recours à une calligraphie coufique fleurie et tressée, sculptée sur un champ préalablement tapissé d'entrelacs. Cette inscription, d'une composition harmonieuse et d'une exécution soignée, représente l'un des plus beaux exemplaires de bandeaux épigraphiques de l'art islamique,. Le décor sculpté de la maqsura manifeste un renouvellement de style et une richesse mêlée d'élégance ; les rigoureux reliefs se détachent sur des fonds que meublent des éléments touffus, d'échelle plus réduite, et des lignes simples circonscrivent des surfaces nettement différenciées.
Le texte épigraphique mentionne le nom du commanditaire, Al-Muizz ben Badis, et celui de son vizir Abû al-Qâsim al-Kâtib, investi du titre honorifique de Zimâm al-dawla (rêne de l'empire), par les soins duquel l'œuvre est exécutée,, comme l'indique cet extrait de l'inscription qui fait suite à la basmala et aux bénédictions sur le Prophète et sa famille : « Ceci est une des choses dont Abû Tamîm al-Muizz, fils de Bâdîs, fils d'al-Mansur — que sur lui soient le salut de Dieu, ses bénédictions et ses grâces abondantes — en vue d'obtenir la récompense généreuse de Dieu et ses magnifiques rétributions, car Dieu ne laisse point sans salaire l'œuvre de ceux qui font le bien, a ordonné la confection par les soins de Zimâm al-dawla Abû al-Qâsim, fils d'Abû Abbûd, al-Kâtib… »,.

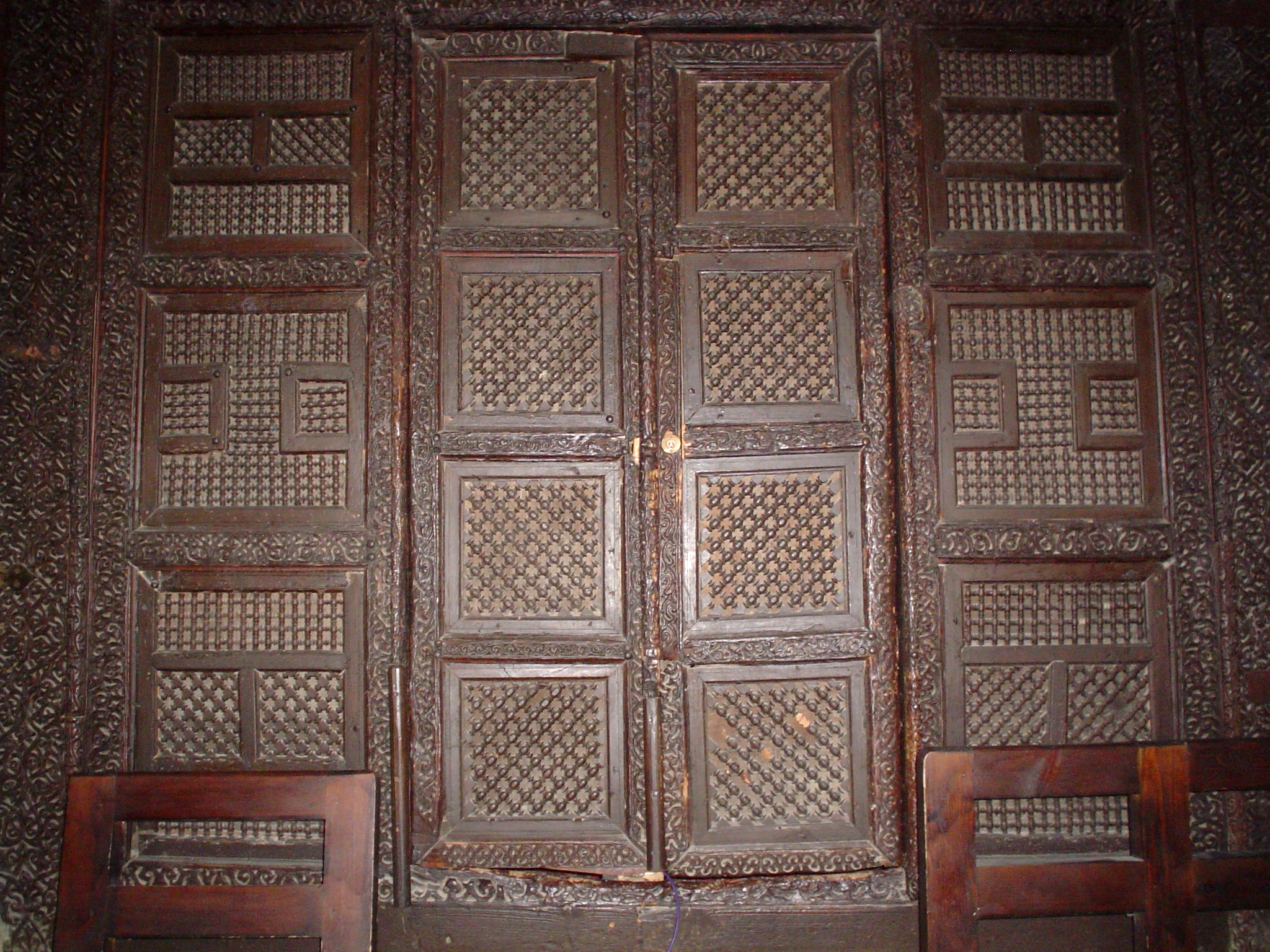
Vue centrée sur la porte à deux vantaux de la maqsura.

Sur un panneau en bois peint, une autre inscription, postérieure de six siècles à celle de la frise, atteste la restauration de la maqsura à l'époque ottomane, dans le premier quart du XVIIe siècle : « Louange à Dieu. Le Turc Topal Mustafa, fils d'Abdallah, a ordonné la réparation de cette maqsura en Rabiʿ al-awwal 1024. Dieu accorde à son père son pardon »,.
La maqsura ouvre sur la salle de prière par une porte, à deux vantaux, agrémentée de panneaux ajourés en perles et pirouettes ; chaque vantail comporte quatre panneaux ajourés de forme carrée et de mêmes dimensions. Elle communique avec l'extérieur par l'intermédiaire de l'ancienne bibliothèque. Celle-ci est accessible par une porte cloutée, à deux vantaux, dont les pieds-droits et le linteau sont des remplois antiques en marbre sculpté, décorés d'une frise à décor floral,.
Les vantaux sont garnis de fausses pentures en tôle découpées sur les bords et fixées sur le bois par des clous à tête ronde. Le battement, sculpté en méplat, est orné, de même que les vantaux, de gros clous en fer forgé, fixés sur des rosettes à six lobes. La porte possède deux heurtoirs, figurant un hexagone dont les côtés sont remplacés par des demi-cercles, qui sont fixés sur des hémisphères en fer forgé reposant, chacun, sur une rondelle à quatorze lobes en tôle découpée.
La fenêtre de la bibliothèque se signale par un décor élégant qui présente deux colonnes, encadrant l'ouverture, sur lesquelles repose un arc en fer à cheval surmonté d'une arcature aveugle à six arcs outrepassés qui sont couronnés par une série de merlons en dents de scie,. La parenté avec le mihrab de la grande mosquée de Cordoue (qui date de 966) est frappante. Certains, à l'instar de l'architecte espagnol Ricardo Velázquez Bosco (1843-1923), qui penche pour une influence aghlabide à Cordoue, sont convaincus de l'antériorité du décor de Kairouan,.

Maqsura
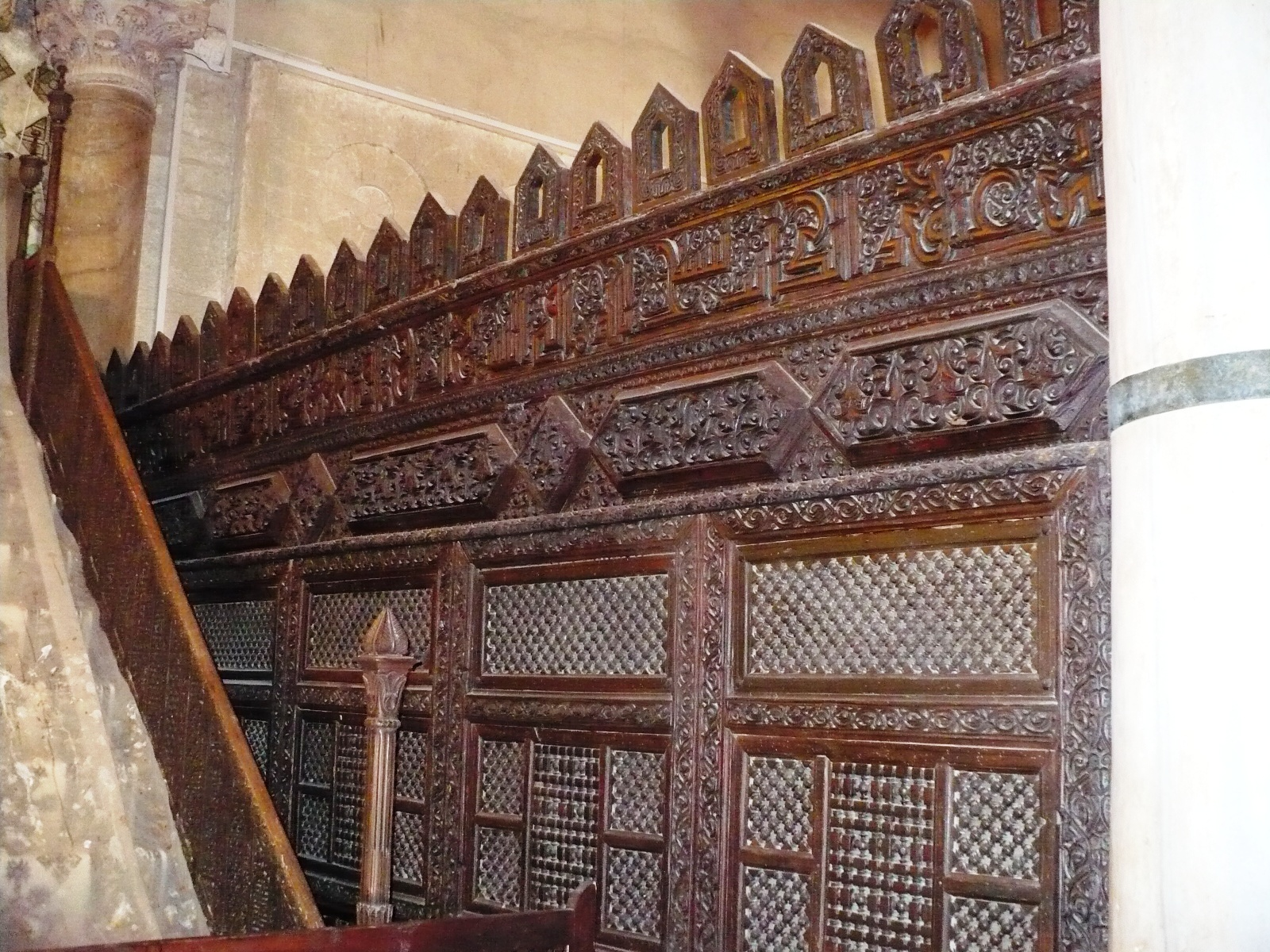
Vue de l'un des trois côtés de la maqsura, attenant au minbar.
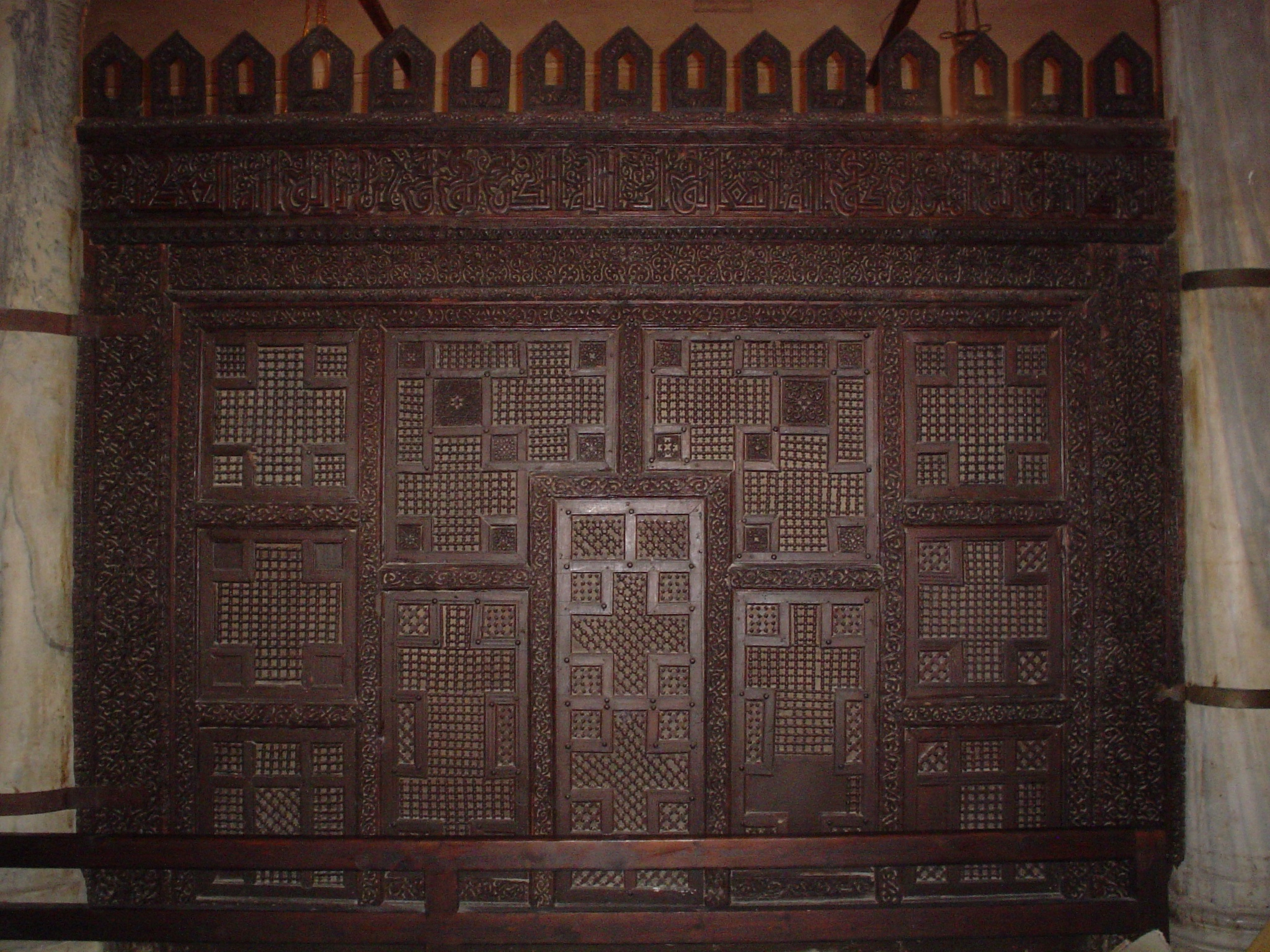
Vue partielle de la maqsura : bâti maintenu entre deux colonnes par des bandelettes en fer.
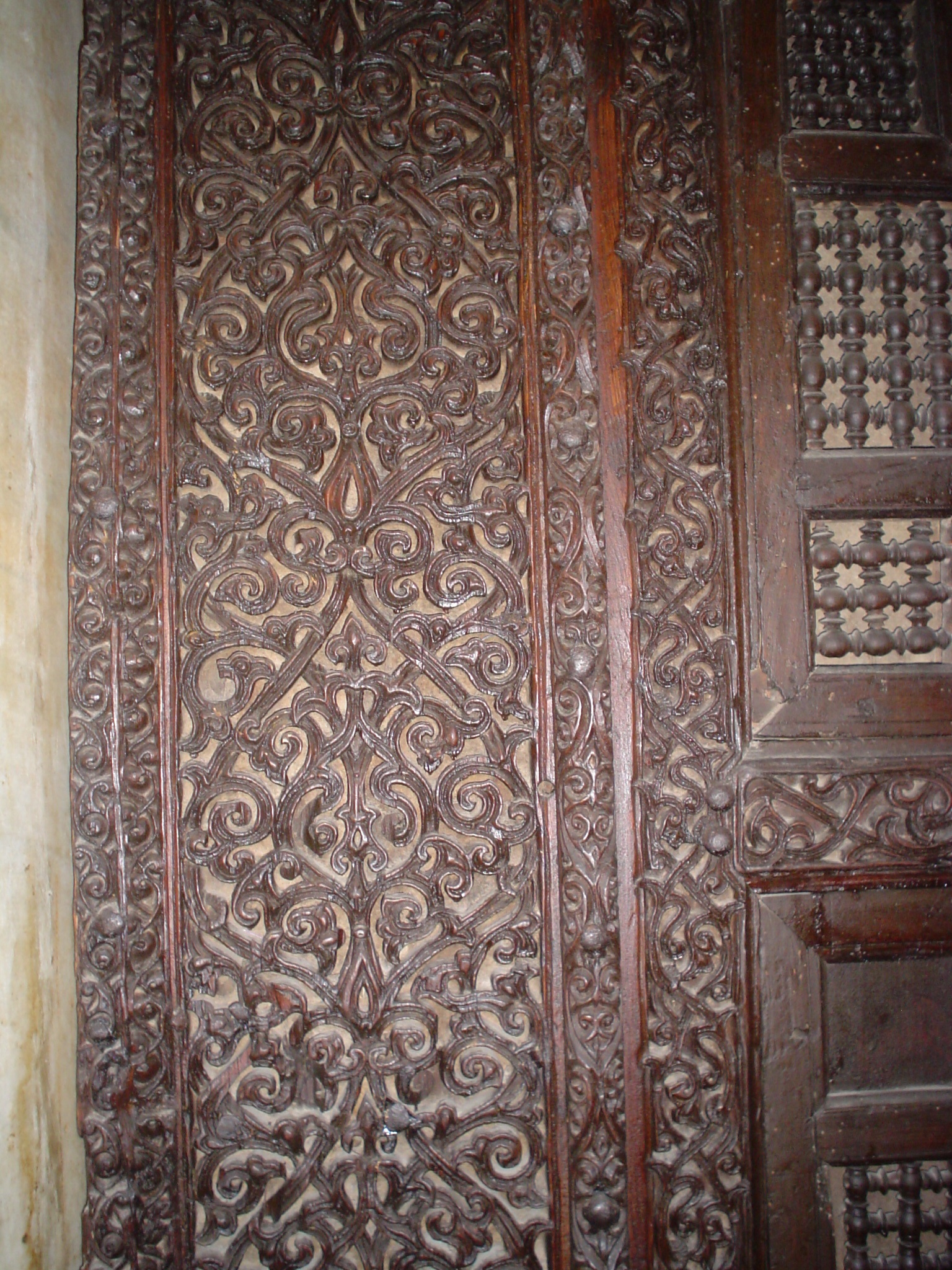
Gros plan sur le décor sculpté du bâti. Celui-ci est orné d'arabesques végétales.
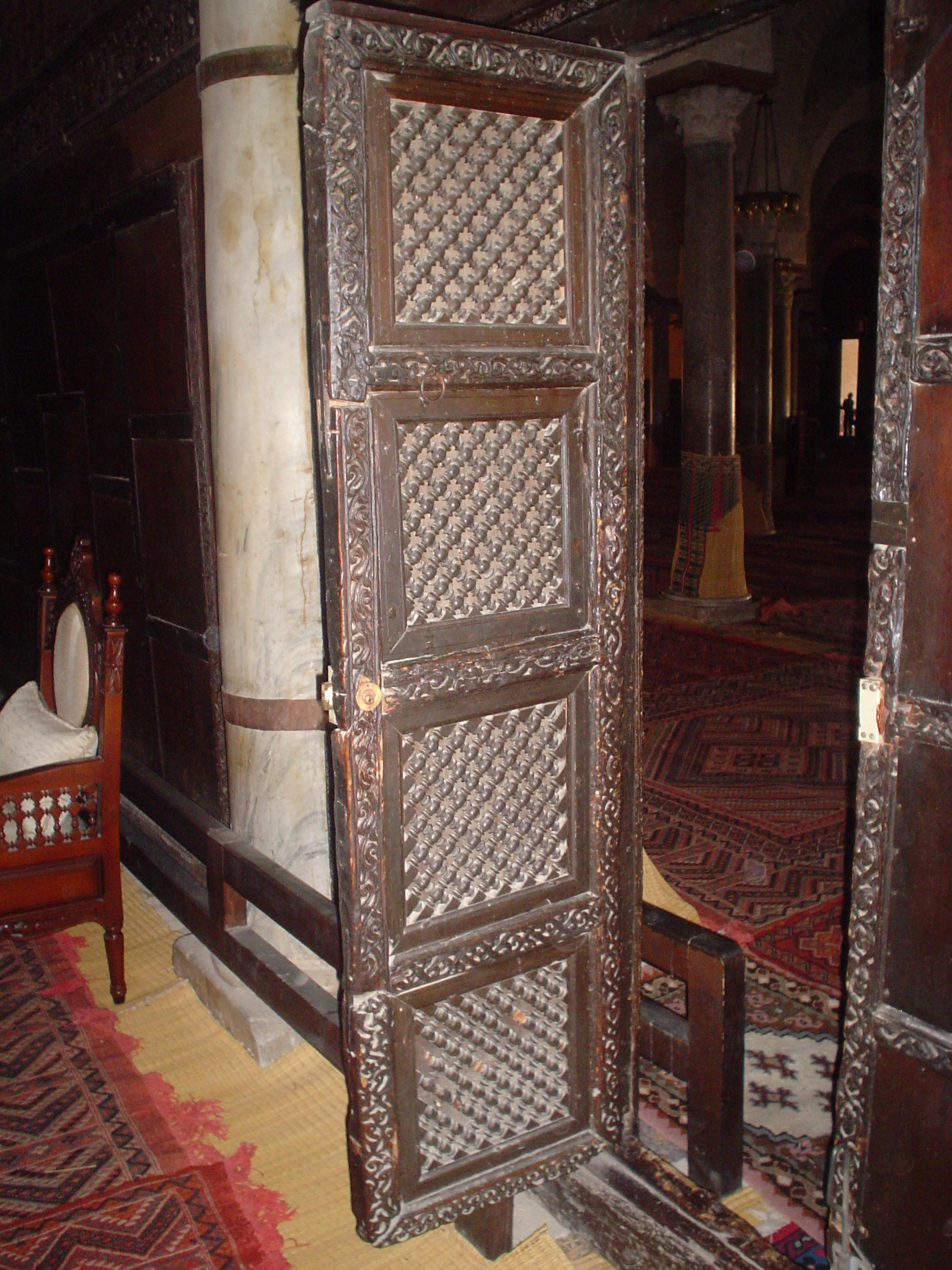
Gros plan sur un vantail de la porte. Il présente quatre panneaux carrés ajourés.
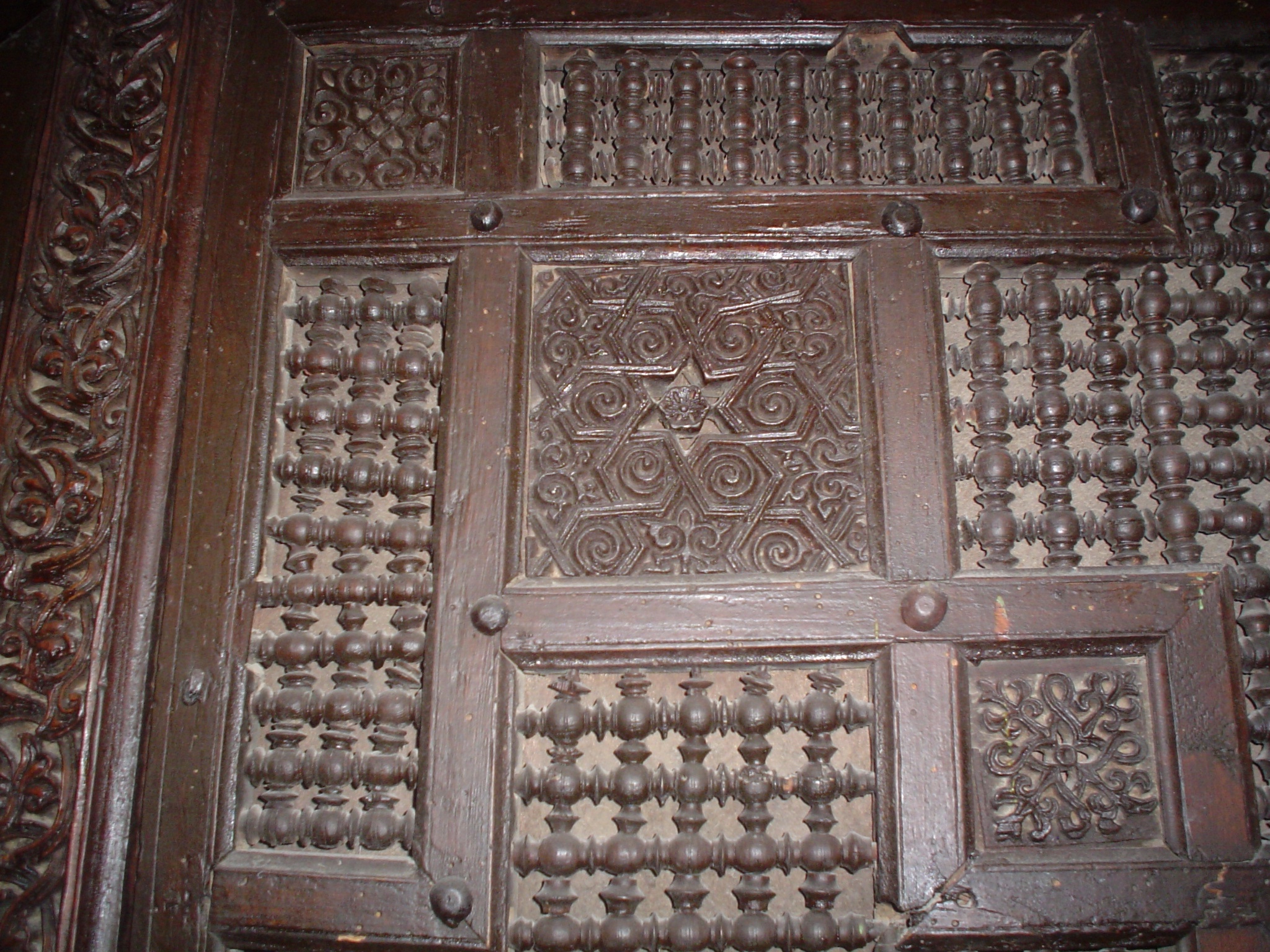
Panneaux ajourés, en perles et pirouettes, et panneaux pleins sculptés de divers motifs.
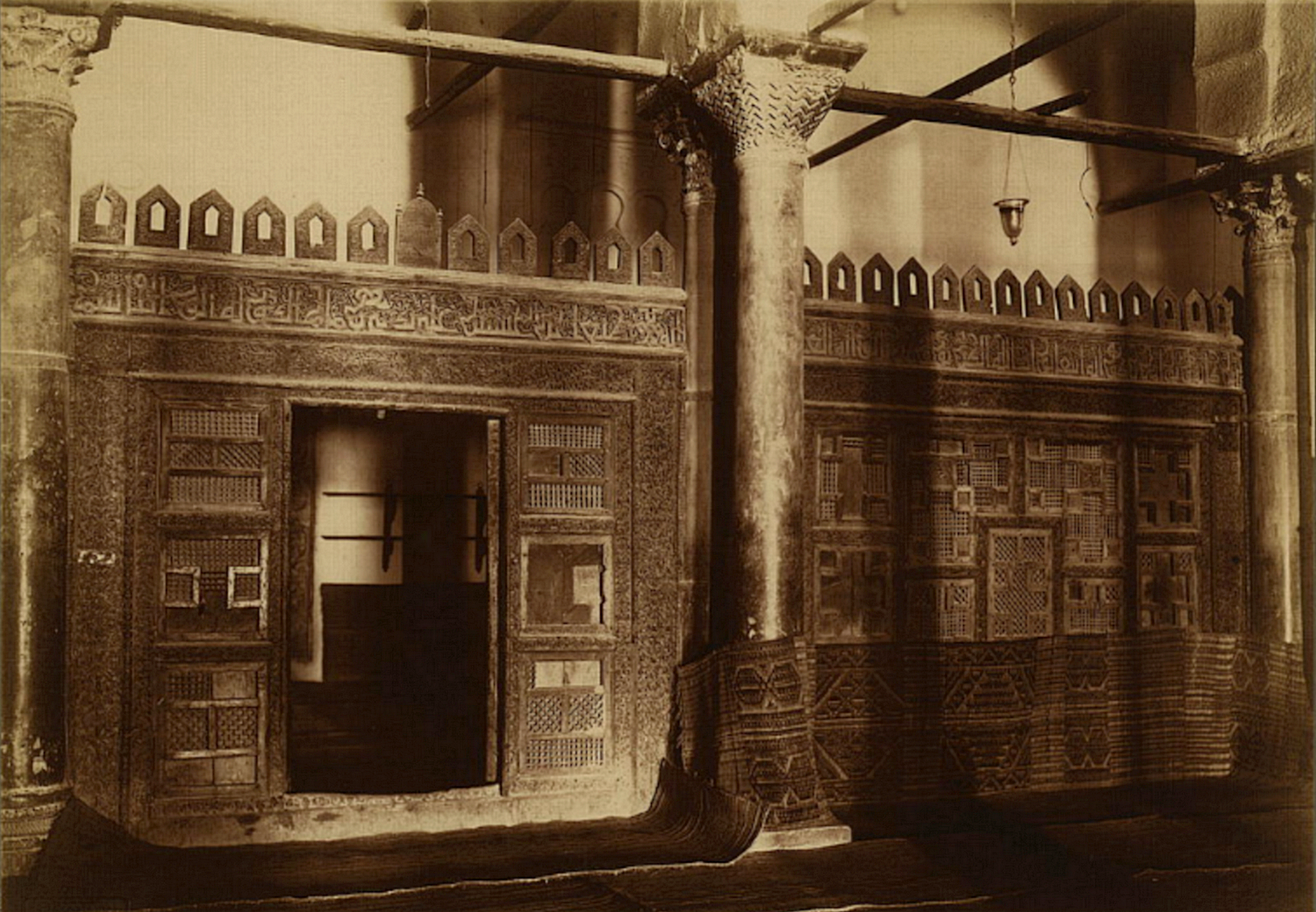
Vue ancienne de la maqsura, datant de 1904.

#### Couvrement
Le couvrement de la salle de prière est réalisé par deux coupoles, marquant les extrémités de la nef centrale, et par des plafonds peints comportant des motifs floraux et végétaux, ainsi que des inscriptions.

##### Coupoles
Deux coupoles rehaussent l'axe principal de la salle de prière : l'une au départ de la nef centrale et l'autre en avant du mihrab. La première, qui s'élève en avant de la grande porte médiane ouvrant sur la nef centrale, est désignée comme la coupole du bahou ou coupole de la galerie-narthex (portique précédant la salle de prière).

###### Coupole dubahou

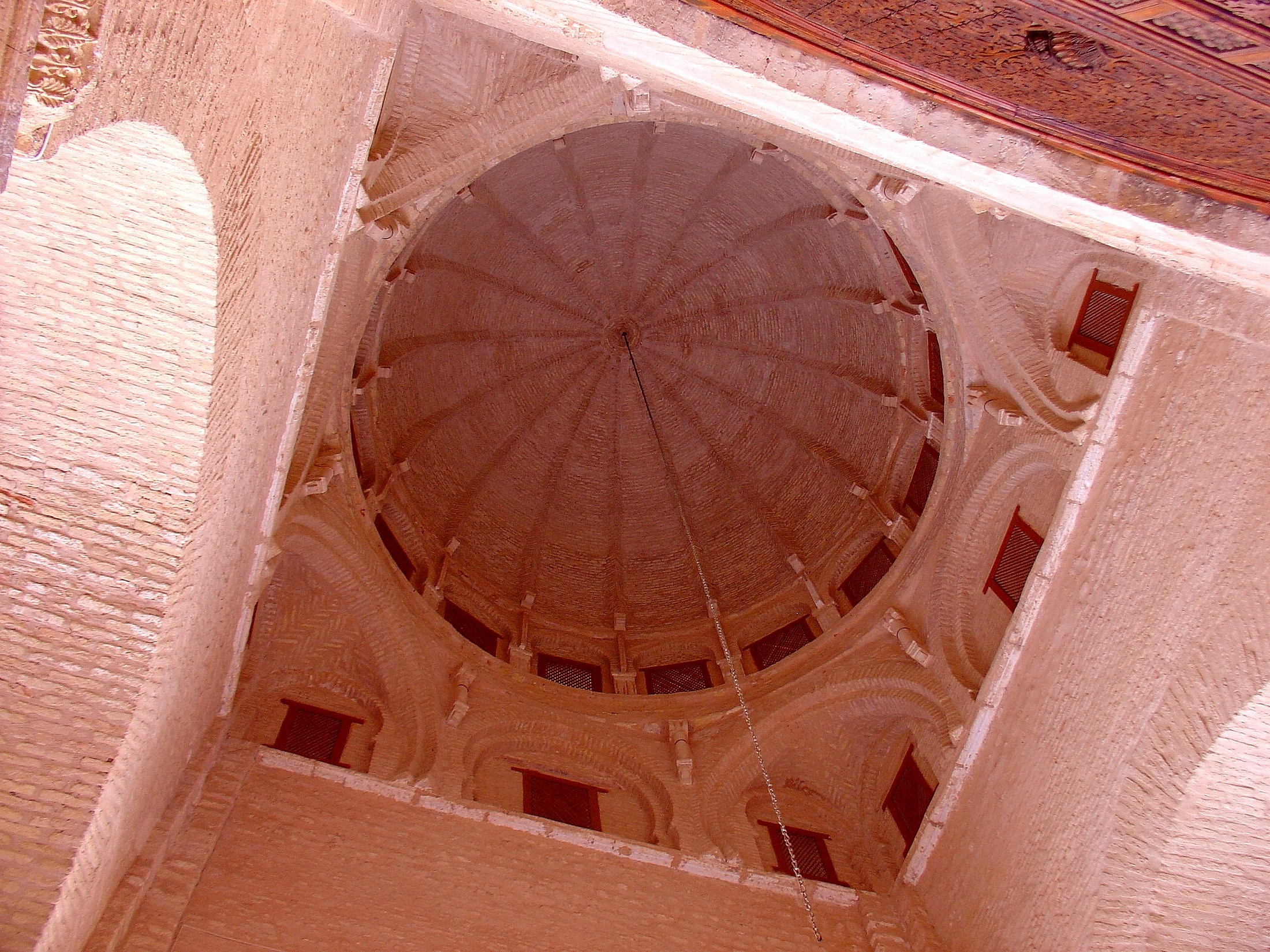
Vue intérieure de la coupole élevée au départ de la nef centrale.

Sa construction remonte à l'origine au IXe siècle, à l'époque aghlabide, lors de la campagne de travaux menés sous le règne d'Abou Ibrahim Ahmed vers 862-863 et selon Al-Bakri, historien et géographe andalou du XIe siècle, « elle est environnée de trente-deux colonnes de beau marbre ; à l'intérieur, elle est couverte de sculptures magnifiques et d'arabesques travaillées avec une netteté admirable. Toutes les personnes qui la voient n'hésitent pas à déclarer qu'il serait impossible de trouver ailleurs un plus beau monument »,.
Cependant, la coupole actuelle date de 1828, à la suite d'une réfection complète effectuée à l'époque des beys husseinites,,, et se présente intérieurement ainsi : la calotte à seize nervures repose sur un tambour circulaire qui est percé de seize fenêtres rectangulaires inscrites dans des arcs en plein cintre outrepassé ; dans sa partie inférieure, le tambour passe du plan circulaire au plan octogonal, lequel est soutenu par huit colonnettes engagées reposant sur des corbelets. Le passage du plan octogonal au plan carré est assuré par quatre trompes d'angles en demi-voûtes d'arêtes,. Ce type de coupole s'est répandu à Kairouan aux XVIIIe et XIXe siècles ; on le voit, notamment, au mausolée Sidi Amor Abbada qui est édifié au milieu du XIXe siècle, ce qui semble confirmer la date attribuée à la reconstruction de la coupole du bahou.

###### Coupole du mihrab

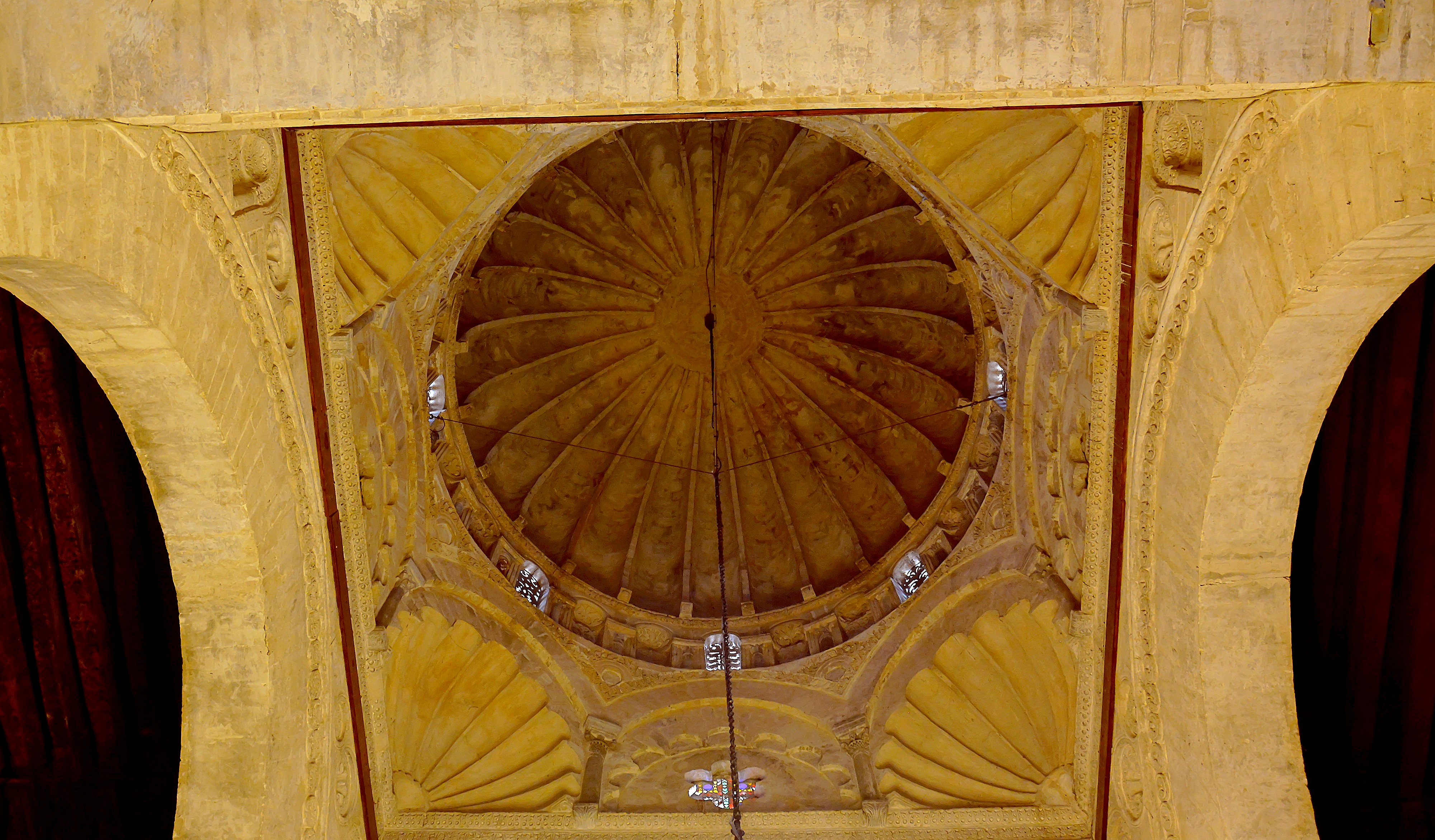
Vue intérieure de la coupole du mihrab. Sa calotte, creusée de vingt-quatre cannelures, repose sur un tambour circulaire. Celui-ci est supporté par huit arcatures et quatre trompes en coquilles.

Contrairement à la coupole du bahou, la coupole du mihrab conserve son aspect et sa décoration d'origine. Celle-ci, dont l'édification date de l'ultime reconstruction de la mosquée réalisée vers 836 par le souverain aghlabide Ziadet Allah Ier, est l'une des plus anciennes coupoles léguées par l'art de l'Occident musulman et constitue un « très beau morceau d'architecture, homogène et conçu d'un seul jet, au IXe siècle de notre ère » selon l'orientaliste français Georges Marçais.
De l'intérieur, sa calotte hémisphérique, de 5,8 mètres de diamètre,, s'élève à près de 18 mètres du sol. Elle est creusée de 24 cannelures concaves, rayonnantes autour du sommet,. Les nervures, séparant les cannelures, sont supportées par des corbelets. La calotte repose sur un tambour circulaire percé de huit fenêtres à claustra, entre lesquelles s'intercalent seize niches en plein cintre groupées par deux. Ces dernières, formées d'une partie supérieure en cul-de-four et d'une partie inférieure à fond plat, sont tapissées de panneaux de pierre sculptés, ornés de motifs géométriques et floraux caractéristiques du répertoire décoratif aghlabide : coquilles, arcs polylobés, rosaces, feuilles de vigne stylisées, etc. Les niches et les fenêtres sont encadrées de colonnettes coiffées, pour la plupart, de chapiteaux du IXe siècle à feuilles épannelées, sans découpures,.

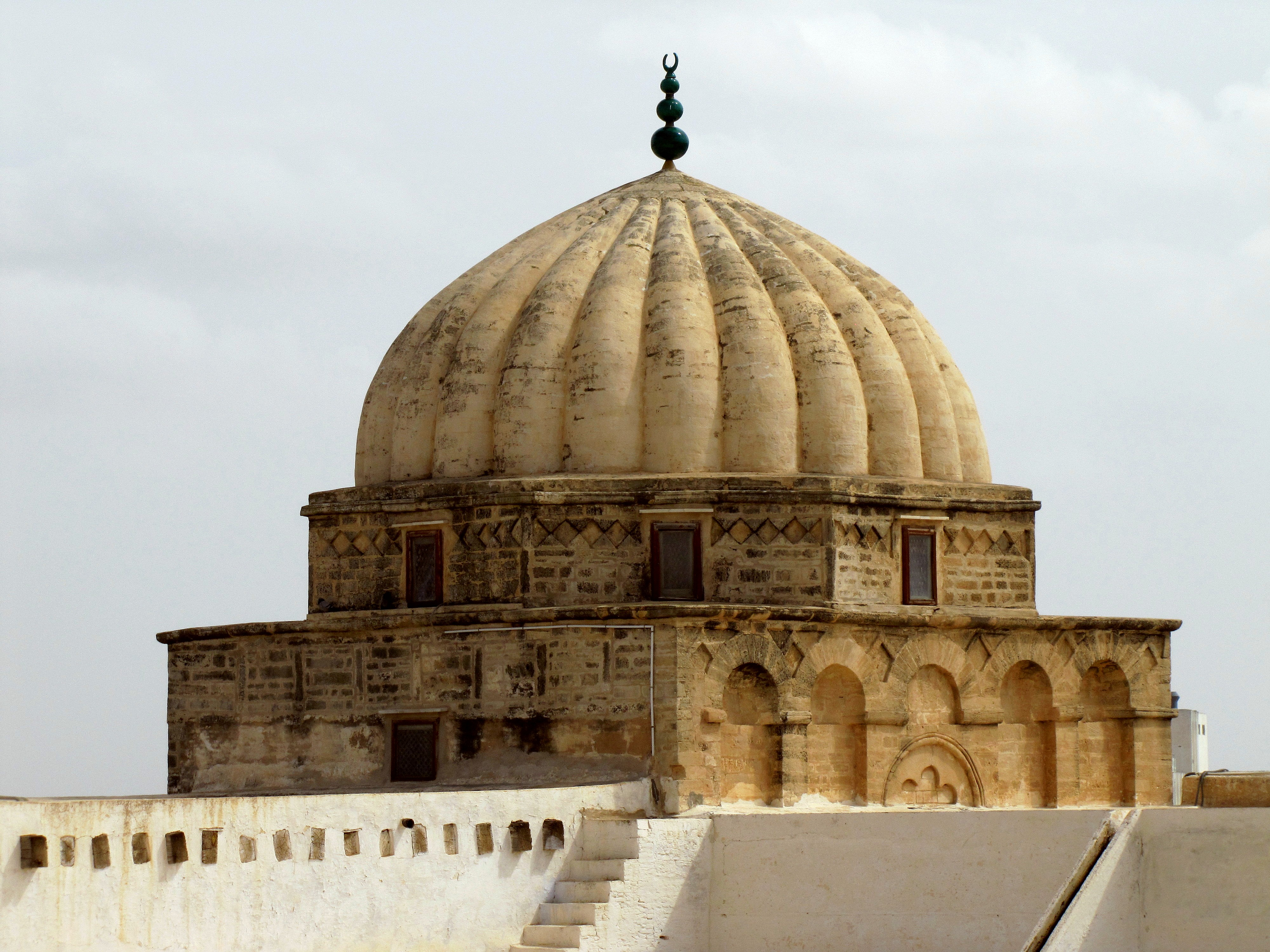
Gros plan extérieur de la coupole du mihrab. Le dôme, côtelé de godrons, repose sur un tambour octogonal à faces faiblement concaves.

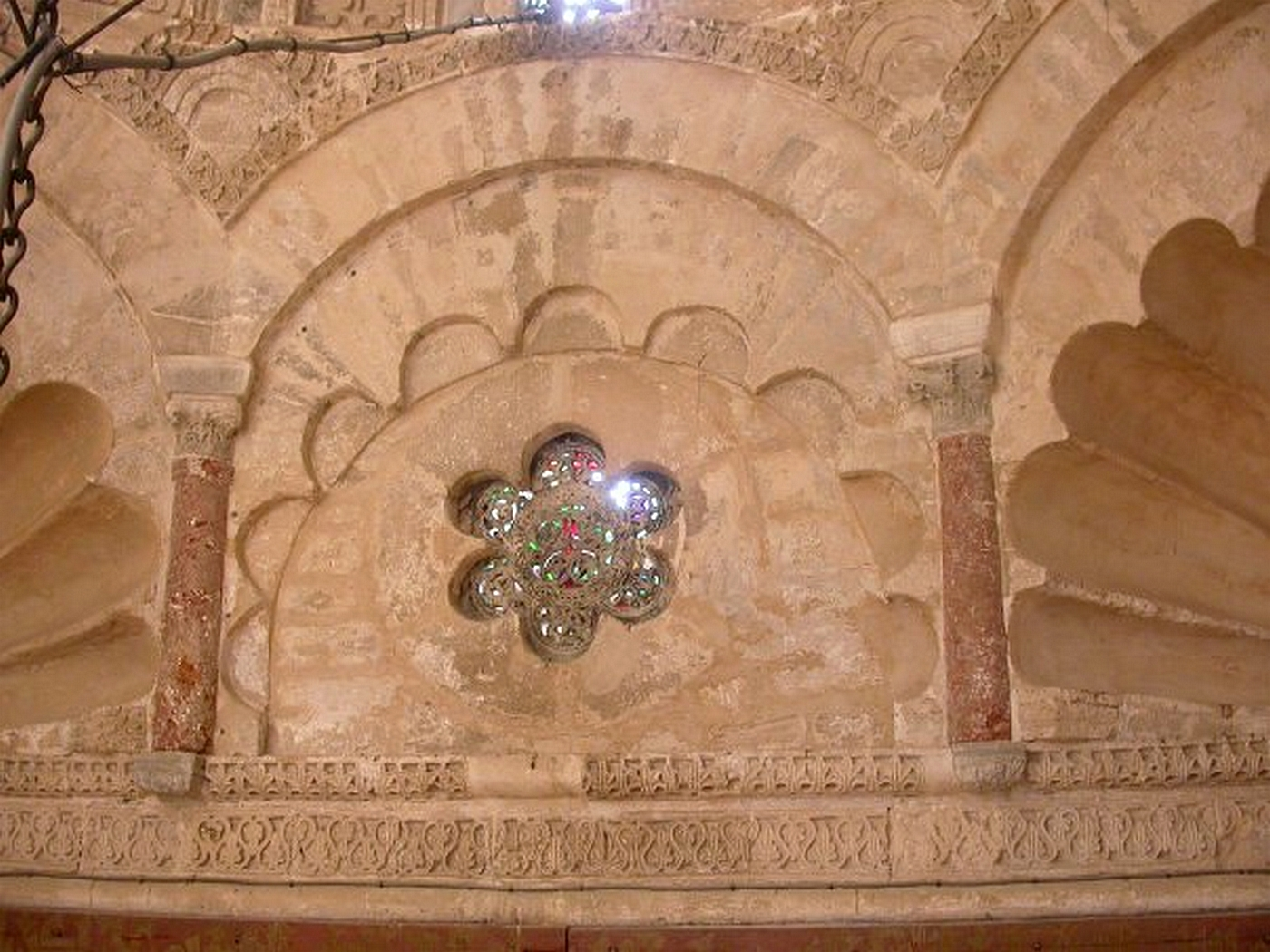
Vue d'un oculus hexalobé à claustra.

Le tambour circulaire repose à son tour sur une zone, de plan octogonal, composée de huit arcatures en plein cintre qui retombent sur des colonnettes engagées. Celles-ci, au nombre de huit, sont supportées par des consoles sculptées d'éléments végétaux stylisés. Quatre arcatures en plein cintre et leurs colonnettes encadrent quatre trompes cannelées en forme de coquille, chacune d'elles possède neuf cannelures découpées en lobes circulaires.
Les arcatures en plein cintre, situées entre celles encadrant les trompes, surmontent des arcatures polylobées (à neuf lobes). Les intervalles entre les trompes sont percés, au milieu, d'oculi lobés à claustra. Huit petites trompes embryonnaires, formées de trois voussures concentriques, garnissent les écoinçons au-dessus de l'extrados des arcatures en plein cintre,. La zone octogonale, aux angles de laquelle se trouvent les trompes, assure la transition du plan circulaire du tambour au plan carré inférieur.
De l'extérieur, cette coupole du mihrab présente un dôme côtelé à 24 godrons, de forme un peu pointue. À son sommet, il présente trois sphères superposées, de diamètre dégressif, surmontées par un croissant. Le dôme, dont les godrons sont en pierres de taille, repose sur un tambour en pierre octogonal à faces légèrement concaves, dont chacune est percée, au milieu, d'une fenêtre rectangulaire. Ce dernier circonscrit le tambour circulaire intérieur. Le tambour octogonal est orné, dans la partie supérieure de chacune de ses faces, de frises de triangles en relief, opposés par leurs sommets, formant des carrés posés sur la pointe. De part et d'autre du tiers supérieur de chaque fenêtre se trouve une succession de trois carrés sur pointe, flanquée de deux triangles.
Le tambour octogonal, haut d'environ 1,25 mètre, repose sur une base carrée. Celle-ci, dont la hauteur varie entre 1,8 et 2,2 mètres suivant l'inclinaison du toit, est décorée, sur chacune de ses trois faces sud, est et ouest, de cinq niches à fond plat coiffées d'arcs en plein cintre, ; quant à la face nord, elle est dépourvue de niches. L'arc médian de la face sud surmonte une ouverture, en oculus hexalobé, inscrite dans un cadre circulaire mouluré,. Sur les faces est et ouest, l'oculus est partiellement masqué par le toit tandis que, sur la face nord, l'oculus est remplacé par une fenêtre rectangulaire.

Coupole du mihrab
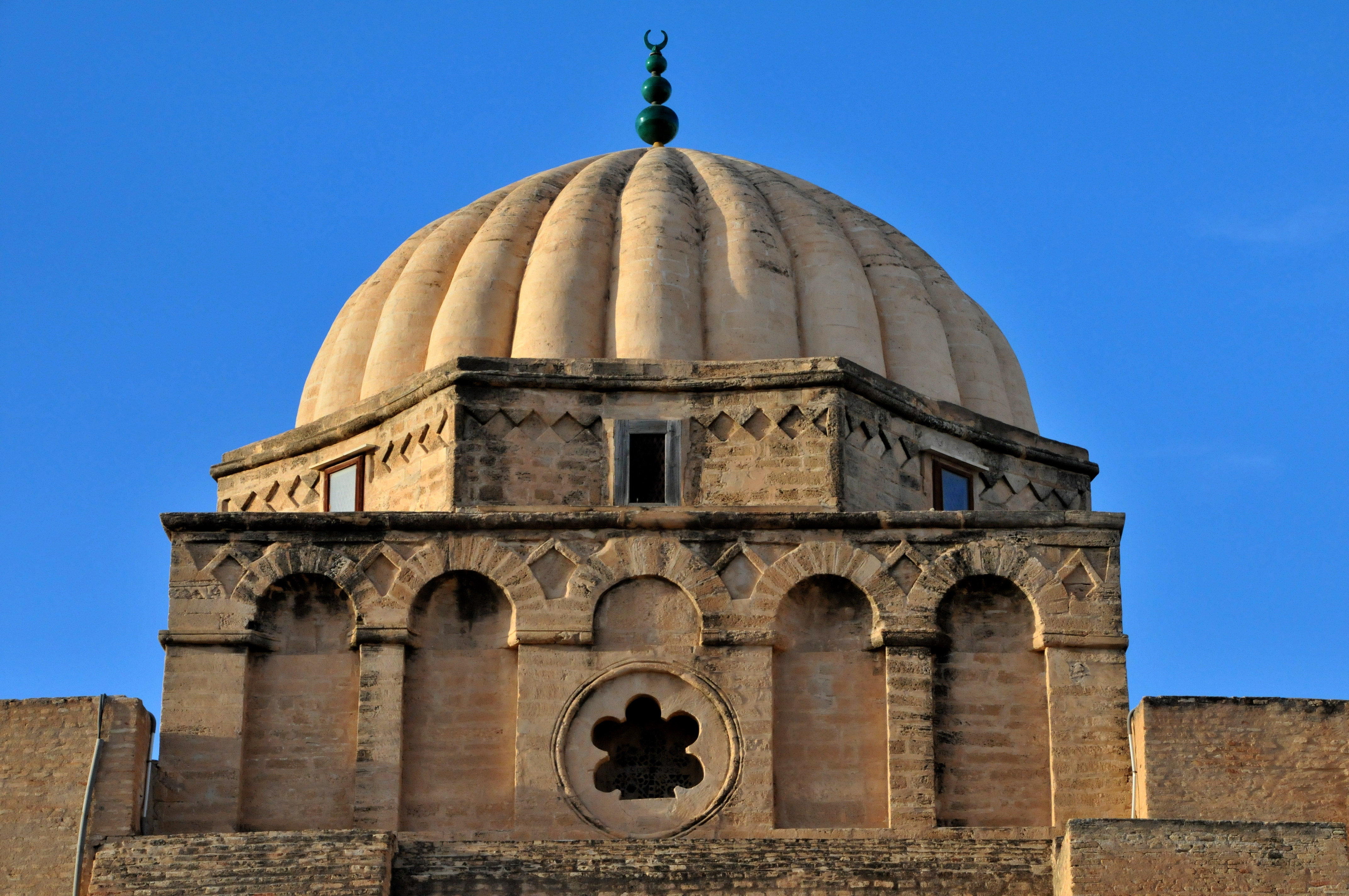
Autre gros plan de la coupole. La face sud de la base est décorée de niches à fond plat et d'un oculus percé au milieu.
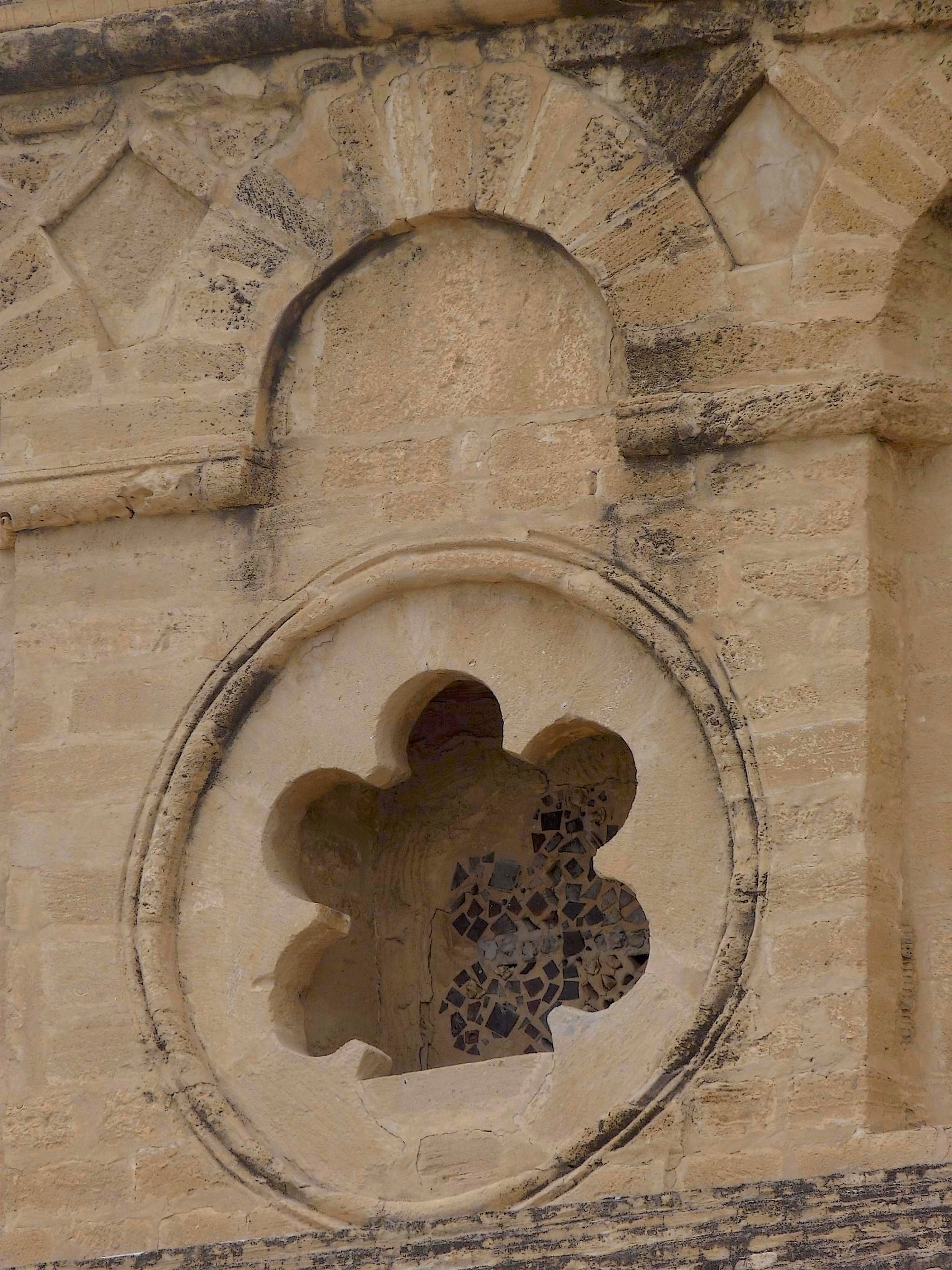
Gros plan sur l'oculus à six lobes ornant le milieu de la face sud de la base. Il est inscrit dans un cadre circulaire mouluré.
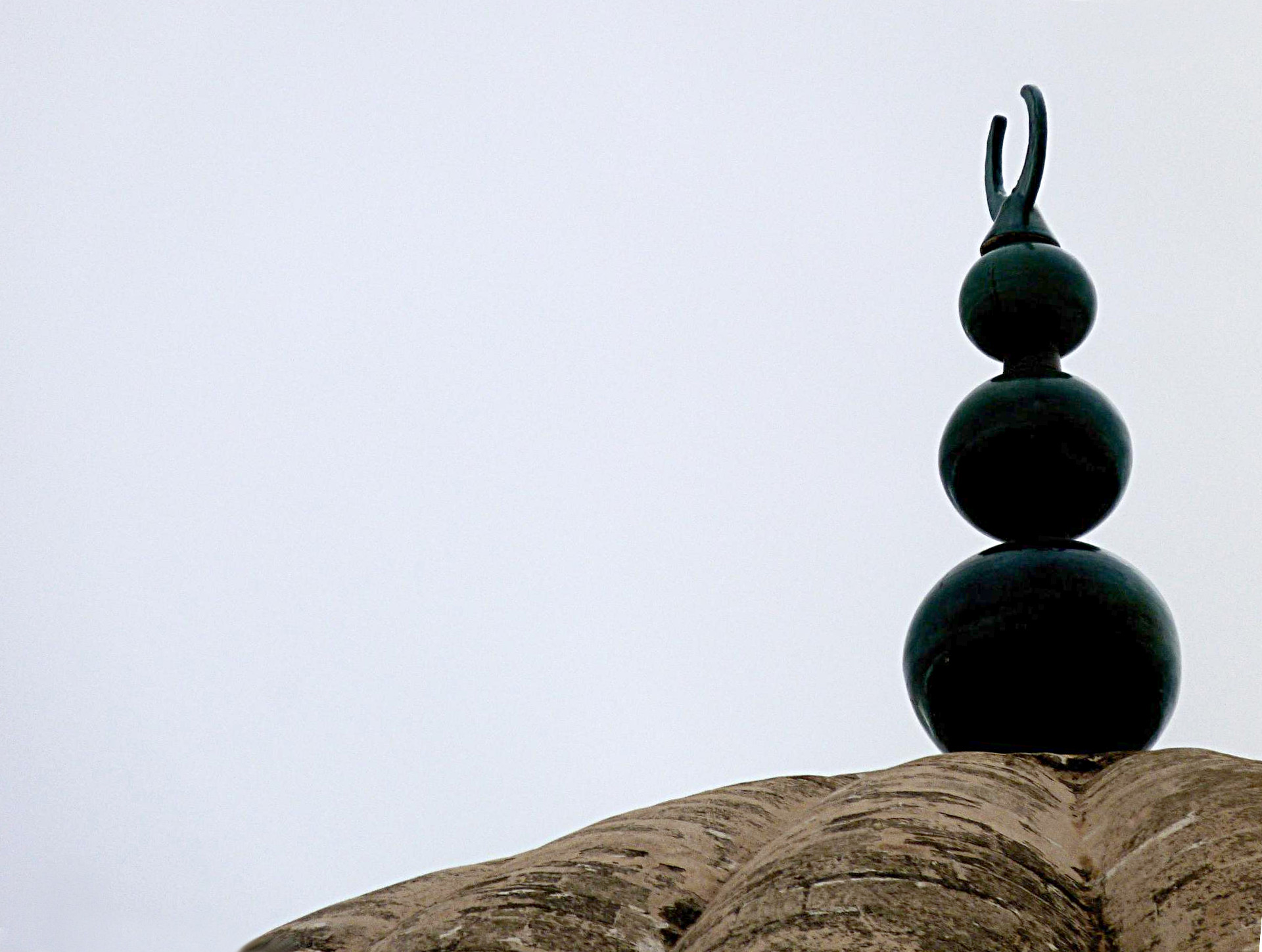
Gros plan sur trois boules superposées, de diamètre dégressif et terminées par un croissant, surmontant la coupole.
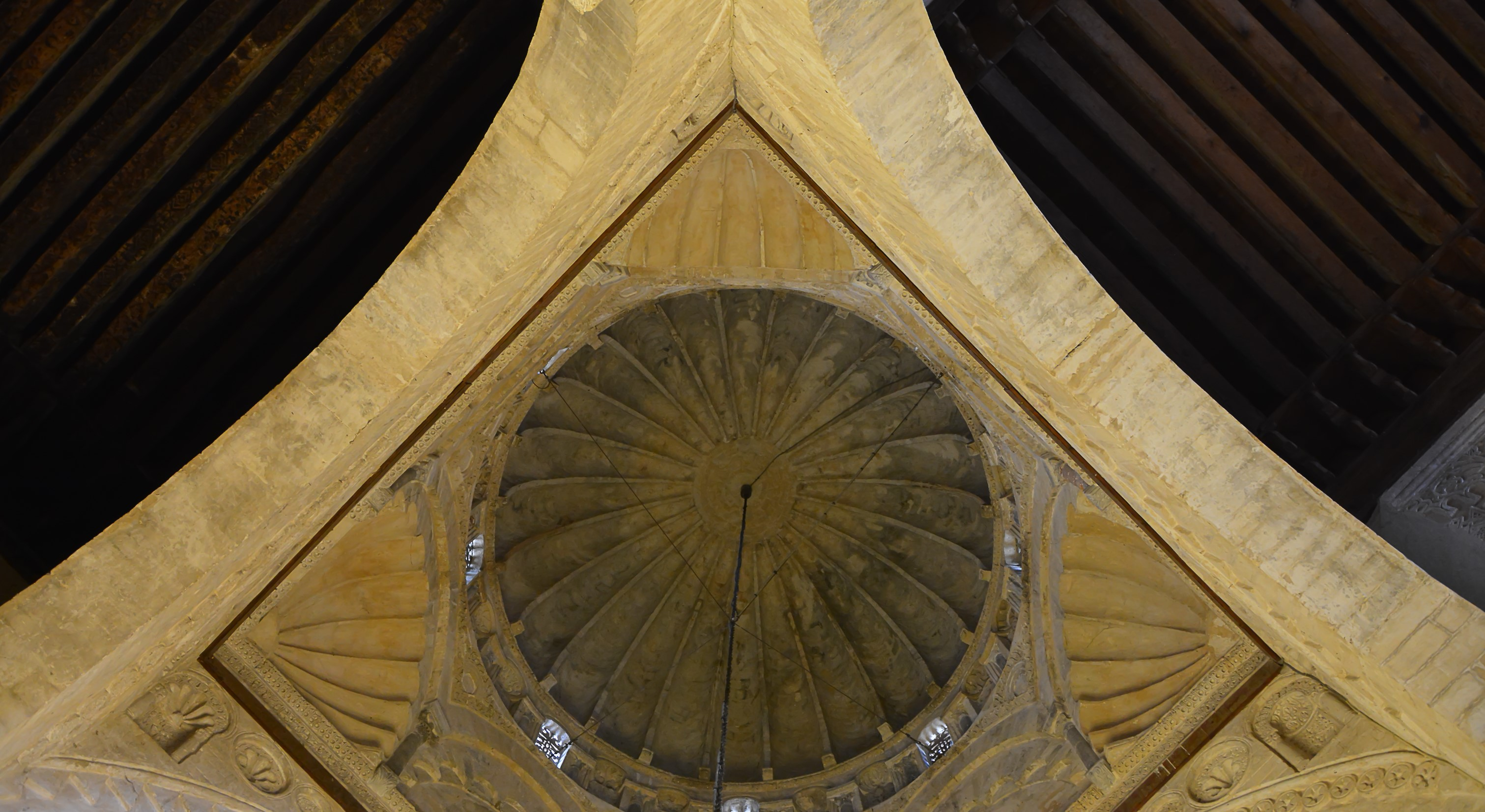
Vue partielle intérieure de la coupole. Elle est élevée à l'intersection de la nef centrale et de la travée de la qibla.
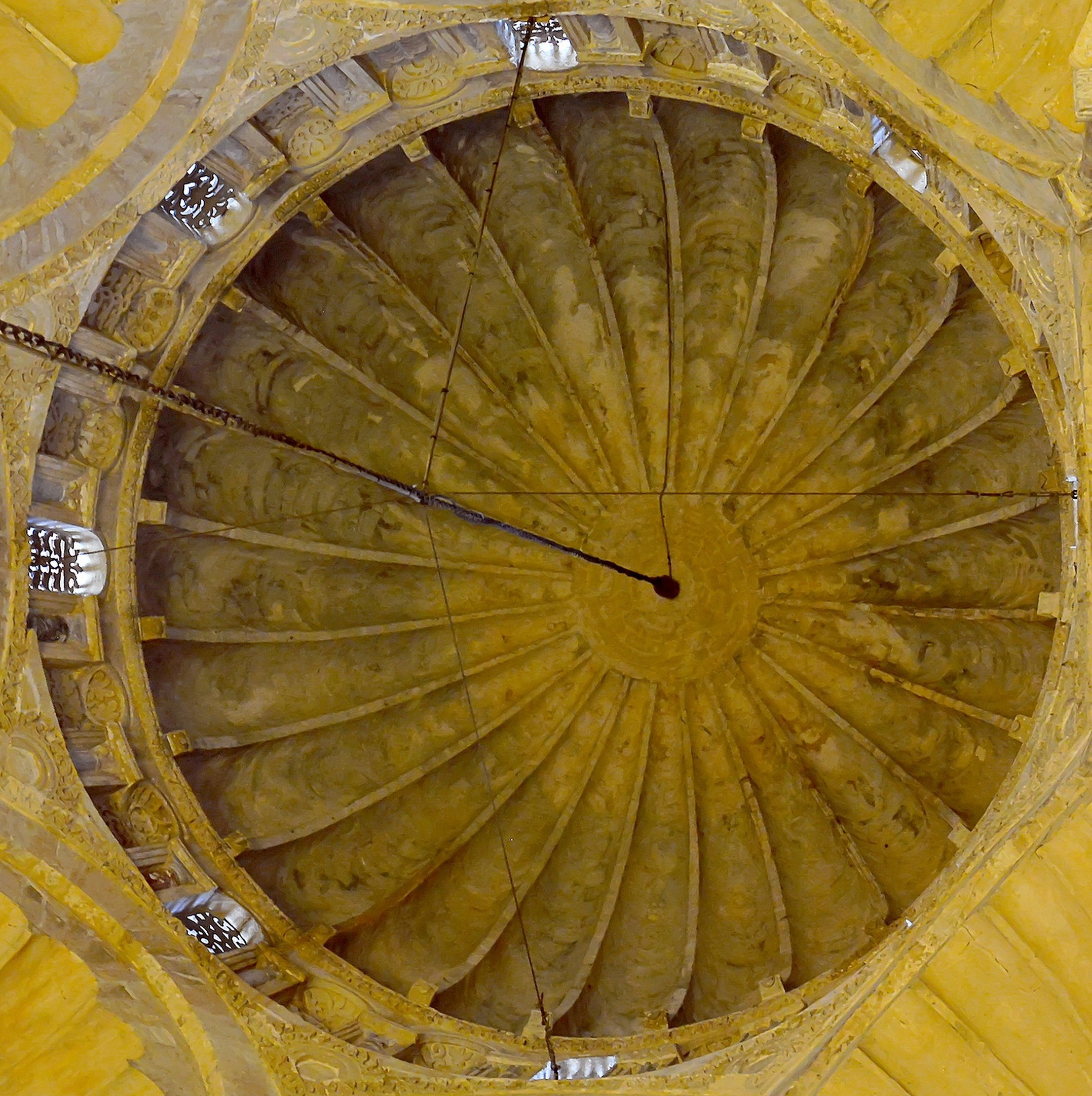
Gros plan sur la calotte divisée par des nervures. Celles-ci, séparant les vingt-quatre cannelures, sont supportées par des corbelets.
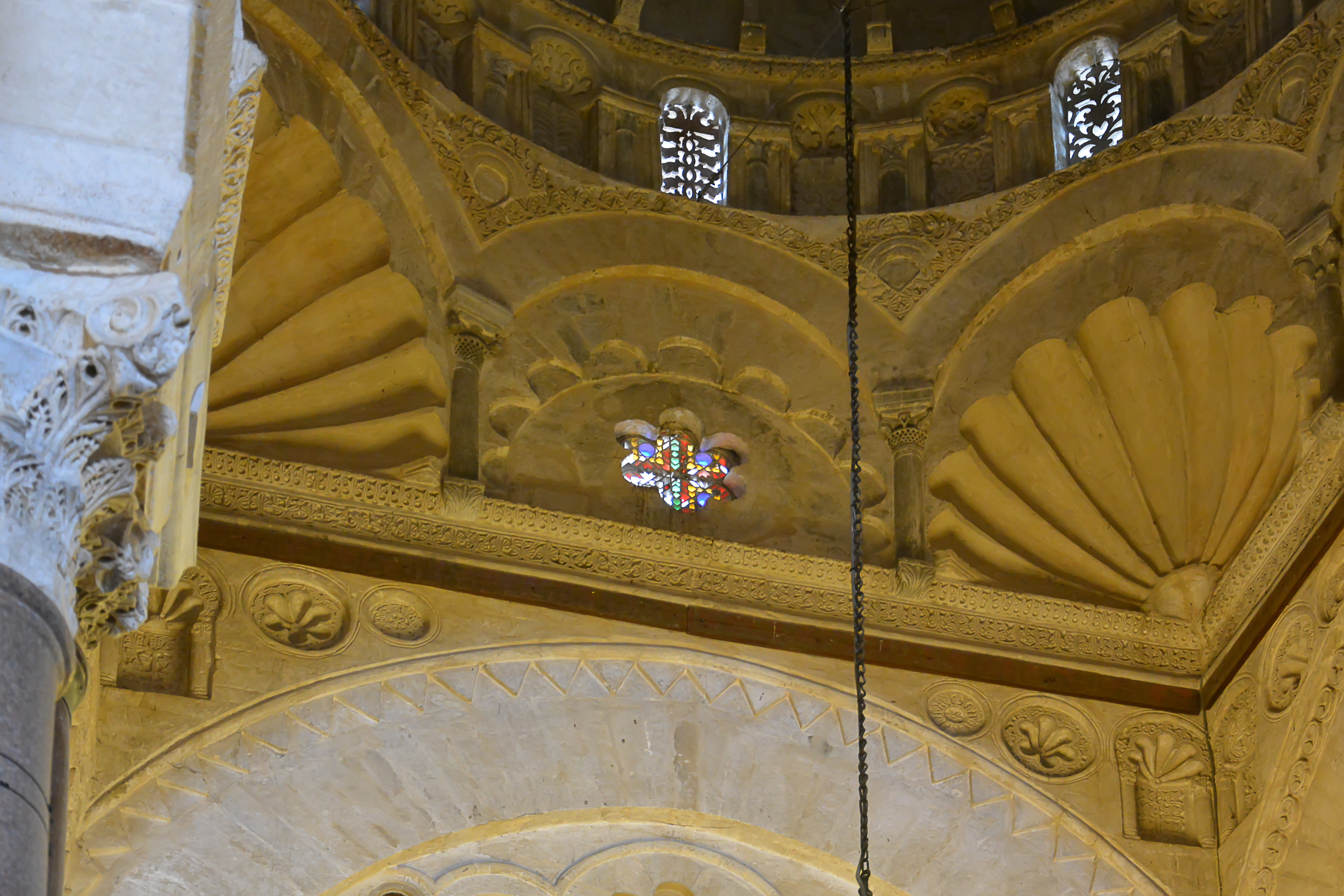
Vue partielle de la décoration intérieure. Les trompes en coquille ont des cannelures taillées en lobes circulaires.

##### Plafonds

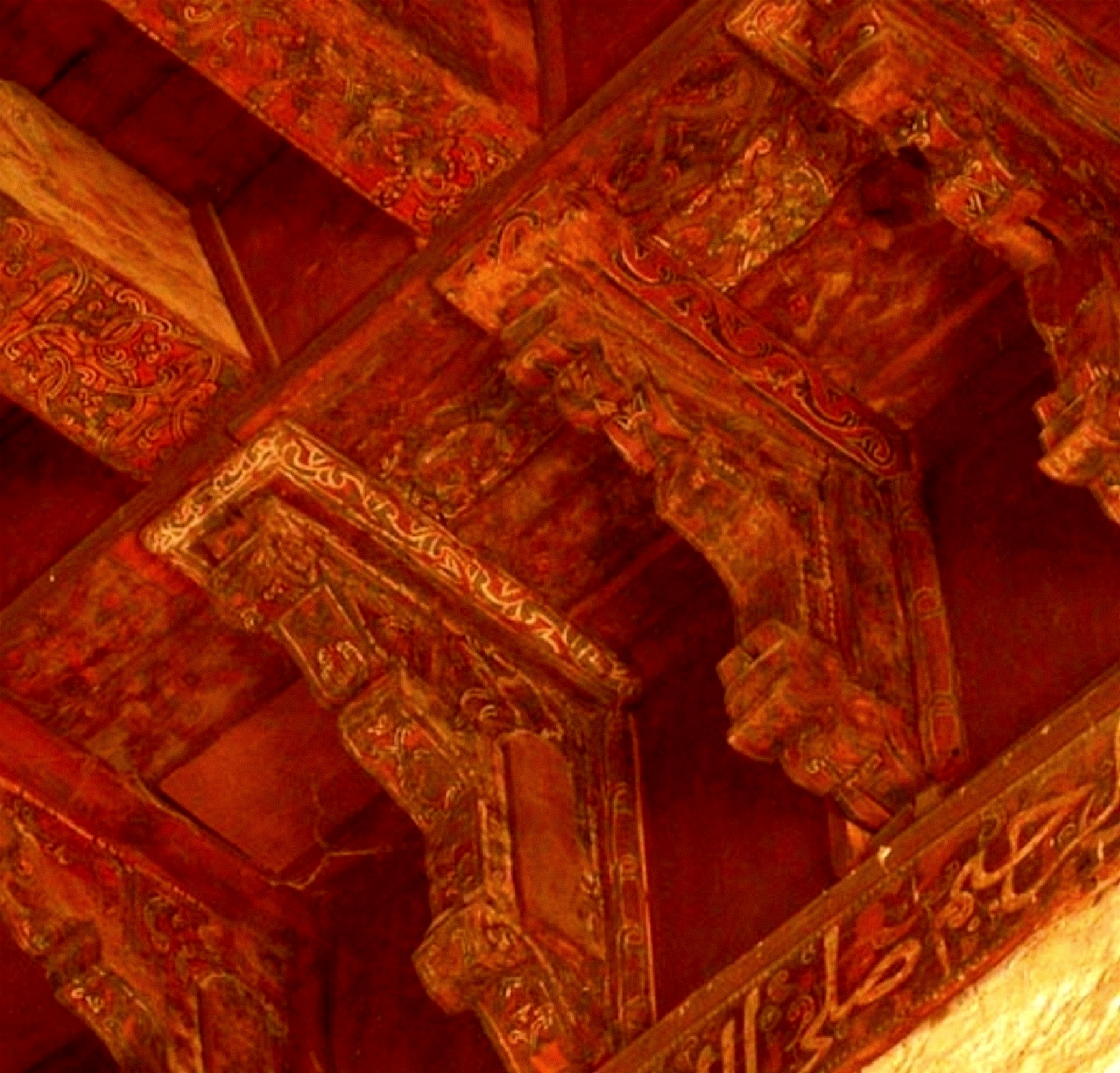
Gros plan sur les consoles en bois, peintes et sculptées, des plafonds de la salle de prière.

Les plafonds peints constituent un ensemble unique de planches, d'entraits, de poutres et de consoles retraçant près de mille ans de l'histoire de la peinture sur bois en Tunisie, depuis l'époque aghlabide jusqu'à l'époque husseinite.
Les consoles en bois offrent une grande variété de style et de décor ; en forme de corbeau ou de sauterelle aux ailes déployées ou fixes, elles se caractérisent par un décor qui combine des motifs floraux peints ou sculptés avec des rainures. Les plus anciennes planches remontent à la période aghlabide (IXe siècle) et se distinguent par leur flore stylisée, ainsi que par leurs couleurs dans lesquelles le rouge amarante ou brique domine sur le vert olive et le bleu turquoise. Elles présentent un décor de rinceaux et de fleurons sur fond rouge qui est constitué de carrés à côtés concaves dans lesquels sont inscrites des fleurettes à quatre pétales de couleur verte et bleue, et chaque pétale possède, à son extrémité, un bourgeon entouré par deux rinceaux évasés. Dans chaque carré, deux fleurettes, dont les pétales se croisent, élaborent une sorte d'étoile octogonale qui entoure un cercle de couleur verte ou bleue. Celles réalisées sous la dynastie ziride, durant le premier quart du XIe siècle, se caractérisent par des inscriptions en écriture coufique de couleur noire à pourtour doré, et dont les hampes des lettres se terminent en biseau ou par des fleurons bilobés, le tout sur un fond de couleur marron orné d'un décor floral simplifié et estampé.

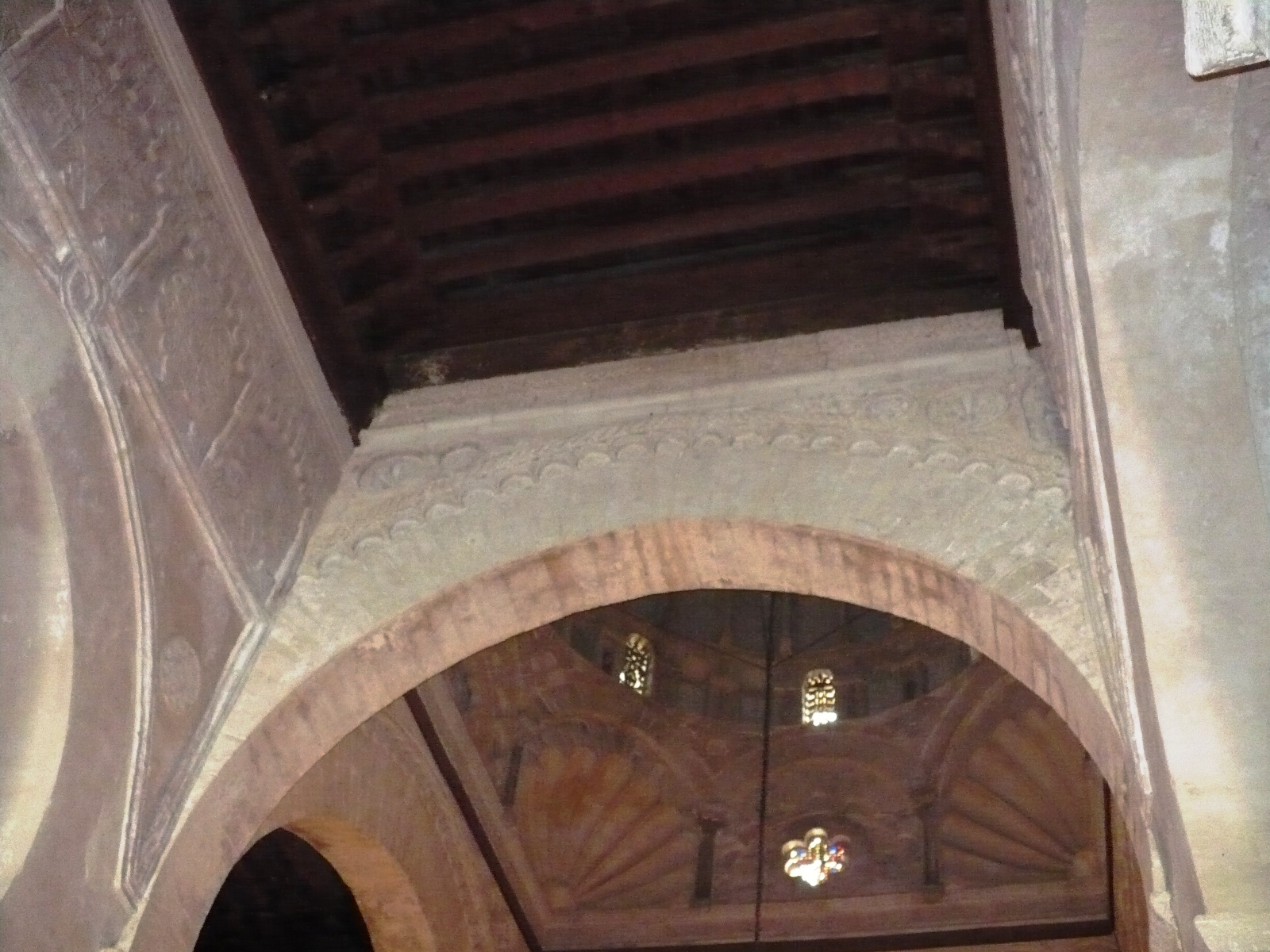
Vue (très partielle) du plafond de la nef centrale de la salle de prière.

Les sections de plafonds peintes à l'époque hafside (au cours du XIIIe siècle) offrent un décor, inspiré du répertoire hispano-mauresque, constitué de motifs floraux blancs et bleus s'entrelaçant avec des arcs polylobés de couleur verte. La frise d'une travée de la salle de prière porte une inscription qui attribue au souverain hafside Abû Zakariyâ Yahyâ, dans les dernières années de son règne, la réfection d'une partie des plafonds à une date comprise entre 1244 et 1248,. Le texte débute ainsi : « Je demande à Dieu de me préserver de Satan, le lapidé […] Ceci a été fait par ordre de l'émir vénérable et béni Abû Zakariyâ… »,.
Les parties les plus récentes des plafonds peints sont datées des XVIIe et XVIIIe siècles, à l'époque des beys mouradites et husseinites. Celles du XVIIe siècle, exécutées en 1618-1619, sous le règne de Mourad Ier Bey, se distinguent par un décor épigraphique constitué de longs textes, en écriture coufique abâtardie, en noir et rouge avec jeu de fond vert olive,,.
Ces inscriptions, du début de la période mouradite, fournissent les noms des personnes impliquées dans l'exécution de l'ouvrage. Elles donnent le nom de l'intendant des travaux, Abul Bahâ Jamâl Eddin : « Louange à Dieu. Ce plafond béni fut restauré sous la direction du cheikh, l'imam, le jurisconsulte, le savant très docte, le prédicateur Abul Bahâ Jamâl Eddin, fils du jurisconsulte, le marabout Abul Abbâs Ahmad de la lignée du cheikh Abul Qâsim… »,, et celui de l'artisan qui a réalisé l'œuvre, Muhammad al-Gafsi, ainsi que la date d'exécution, 1028, suivant le calendrier hégirien : « Ceci est ce qu'a fait l'esclave qui a besoin de Dieu, Muhammad, fils d'Abul Nour, fils d'Ahmad al-Gafsi. Dieu leur fasse miséricorde ! Achevé en 1028 de l'hégire »,. Les sections de plafonds datant du XVIIIe siècle, sous la dynastie des Husseinites, présentent des inscriptions en écriture naskhi blanche sur un fond orangé.
L'aménagement des plafonds de la salle de prière est réalisé de façon similaire aussi bien pour les nefs, orientées perpendiculairement au mur de la qibla, que pour la travée qui longe celui-ci. Dans la partie occupée par ces dernières, les plafonds recouvrent, indépendamment les uns des autres, chacune de ces allées. Les entraits sont disposés est-ouest, parallèlement les uns aux autres, et sont perpendiculaires aux arcades sur lesquelles ils prennent appui ; supportés par des consoles séparées par des caissons, ils portent à leur tour de minces solives sur lesquelles repose le plancher. Quant à la travée de la qibla, elle est semblablement plafonnée, à la différence que les entraits sont disposés nord-sud pour prendre appui sur le mur de la qibla et sur celui de l'arcade parallèle à ce mur.

## Œuvres d'art
La grande mosquée de Kairouan, l'un des rares édifices religieux de l'islam ayant conservé, intacts et authentiques, la quasi-totalité de ses éléments architecturaux et décoratifs, constitue grâce à la richesse de son répertoire ornemental un véritable musée d'art et d'architecture islamiques. La plupart des œuvres qui font la réputation de la mosquée sont encore conservées in situ alors qu'un certain nombre ont rejoint les collections du musée national d'art islamique de Raqqada, localité située à une dizaine de kilomètres au sud-ouest de Kairouan.

### Parchemins
De la bibliothèque de la mosquée provient une importante collection de parchemins et de manuscrits calligraphiés dont les plus anciens remontent à la deuxième moitié du IXe siècle. Cette précieuse collection est, selon le professeur d'histoire et d'archéologie à l'université de Tunis, M'hamed Hassine Fantar, « de l'avis général, l'une des collections de parchemins les plus importantes du monde musulman et la plus célèbre ». Remarquée dès la fin du XIXe siècle par les orientalistes français Octave Houdas et René Basset qui l'évoquent dans leur rapport sur leur mission scientifique en Tunisie paru dans le Bulletin de correspondance africaine en 1882, elle comprend selon l'inventaire établi à l'époque hafside (vers 1293-1294) plusieurs Corans, ainsi que des tafsirs (commentaires du texte coranique), et des ouvrages de droit musulman qui concernent principalement le jurisprudence malikite et ses sources,. Ces derniers constituent les plus anciens fonds de littérature juridique malikite qui nous soient parvenus.

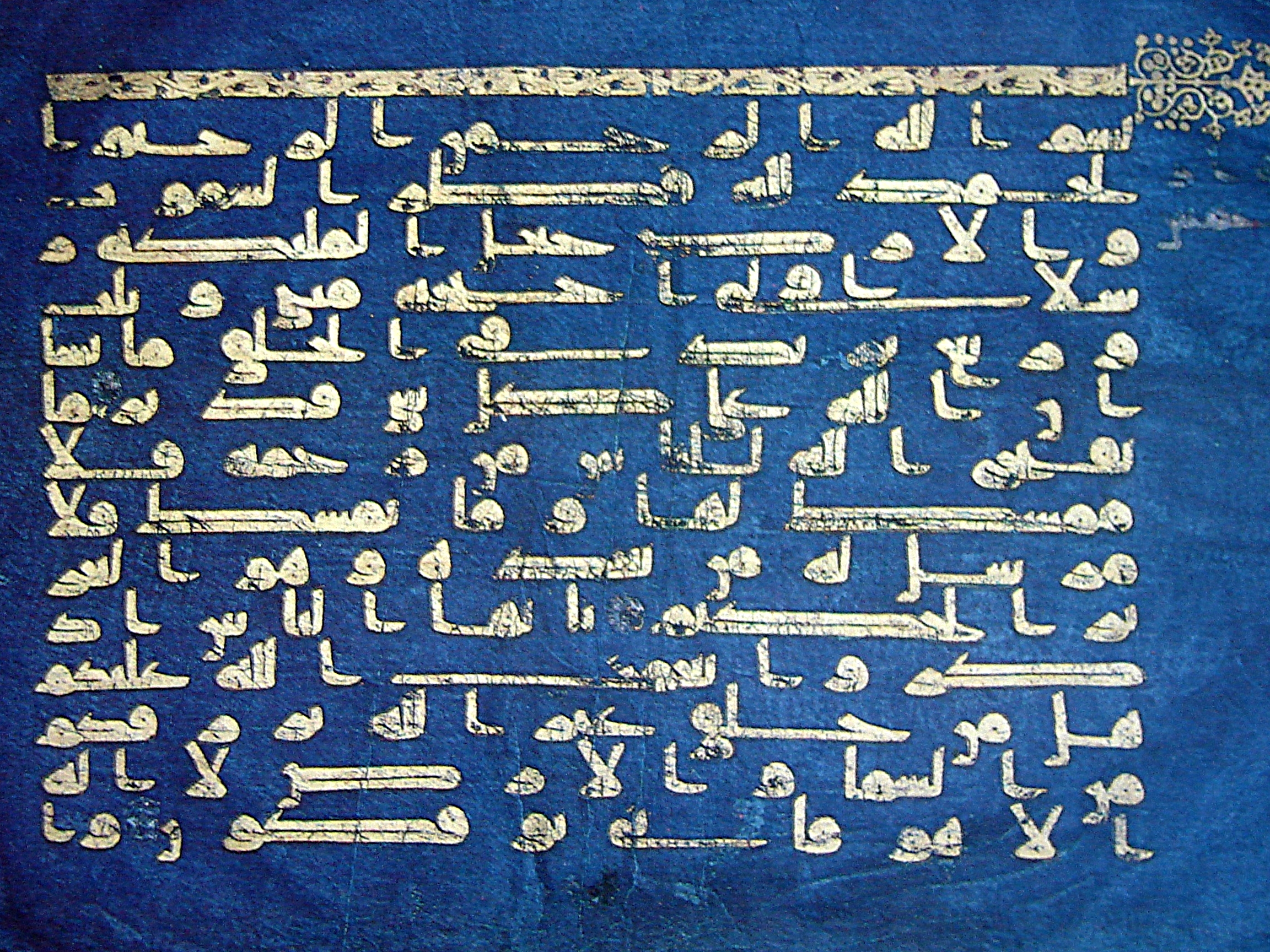
Feuillet du Coran bleu, provenant à l'origine de la bibliothèque de la mosquée.

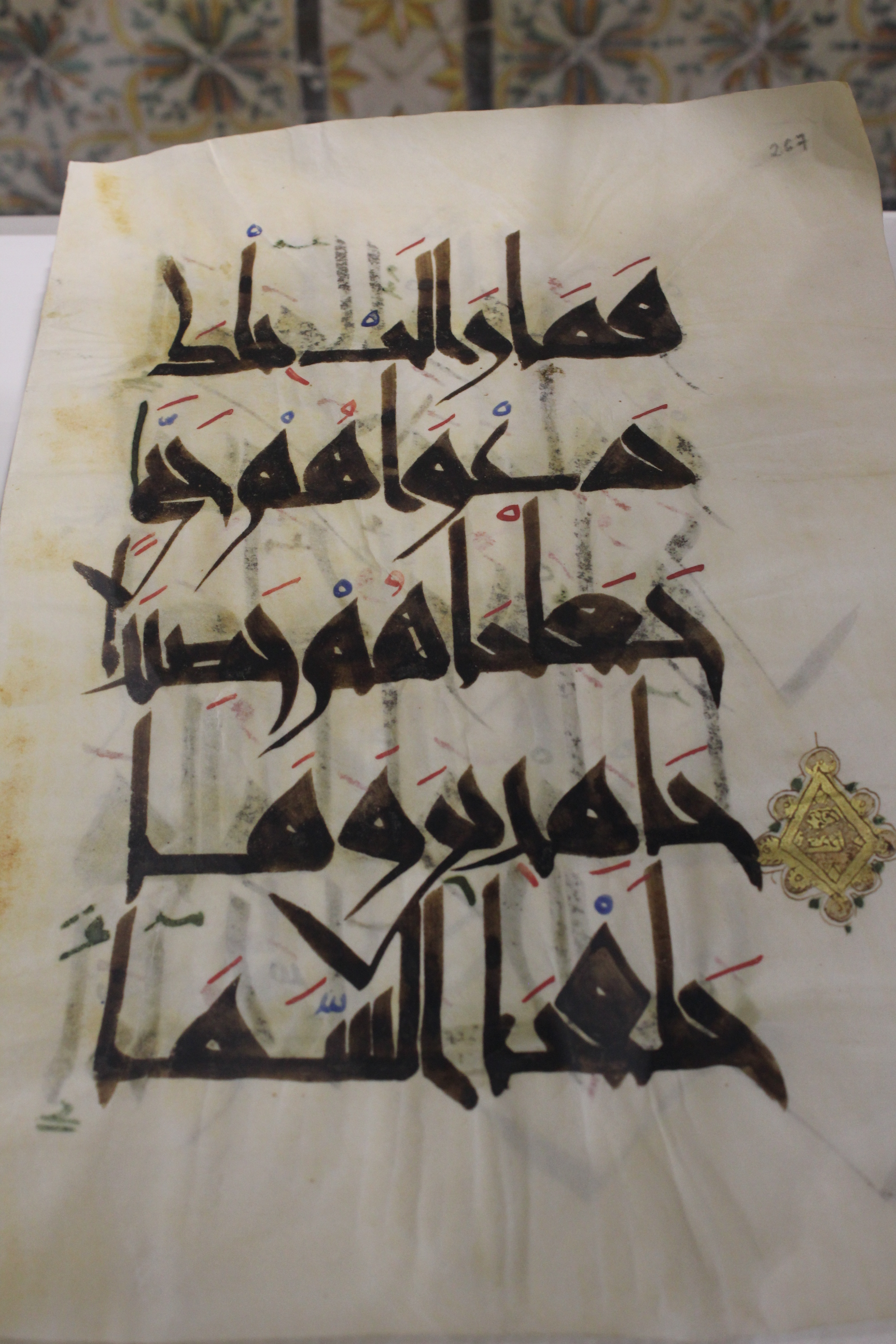
Feuillet du Coran de la Hadinah (premier quart du XIe siècle).

Parmi les plus belles œuvres de cet ensemble, les feuillets du Coran bleu, actuellement exposés au musée de Raqqada et au musée national du Bardo, appartiennent à un célèbre Coran de la seconde moitié du IVe siècle de l'hégire (soit le Xe siècle) dont la majeure partie est conservée en Tunisie et le reste éparpillé dans des musées et des collections privées à travers le monde. Comportant des sourates écrites en caractère coufique doré sur du vélin teint à l'indigo, elles se distinguent par une graphie compacte dépourvue de marques pour les voyelles. Le début de chaque sourate est indiqué par un bandeau constitué d'un rinceau feuillu stylisé, doré et ponctué de rouge et de bleu, alors que les versets sont séparés par des rosettes argentées qui ont noirci sous l'effet de l'oxydation. L'indigo utilisé pour la teinture provient du commerce avec les Indes, ou avec l'Égypte. Quant à la dorure, elle est collée au parchemin grâce au blanc d'œuf,.
D'autres parchemins et des Corans calligraphiés, comme celui dit de la Hadinah (Coran de la nourrice), copié et enluminé par le calligraphe Ali ibn Ahmad al-Warraq pour la nourrice du prince ziride Al-Muizz ben Badis vers 1020,, se trouvaient également dans cette bibliothèque avant d'être transférés au musée de Raqqada. Les feuillets de ce Coran, écrits sur du vélin à format vertical, se caractérisent par une calligraphie en coufique oriental, dans laquelle le tracé des cursives est plus triangulaire que courbé.
Les points-voyelles sont absents de cette écriture, alors que les signes orthographiques abondent. Les voyelles sont marquées en rouge, le sukûn et la shaddah en bleu, la hamza et la maddah en vert. Le titre de chaque sourate est indiqué par un rectangle encadré d'entrelacs dorés dans lequel figurent le nom de la sourate et le nombre de ses versets, et d'où émane une palmette stylisée dorée soulignée de bleu,. Cette collection constitue une source unique pour l'étude de l'histoire et de l'évolution calligraphique des manuscrits médiévaux au Maghreb, portant sur la période qui s'étend du IXe au XIe siècle.

### Autres œuvres d'art

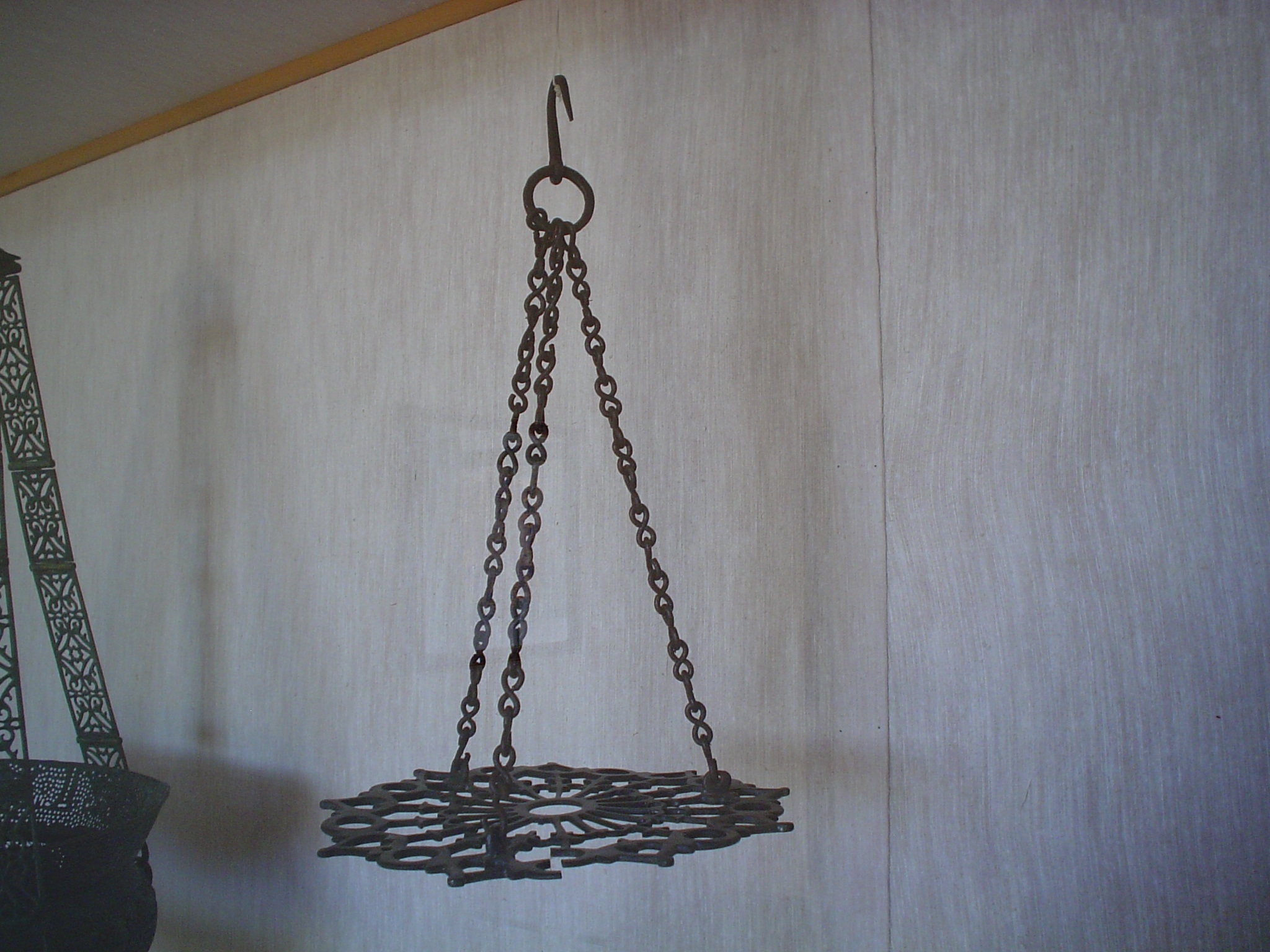
Gros plan sur un polycandéon.

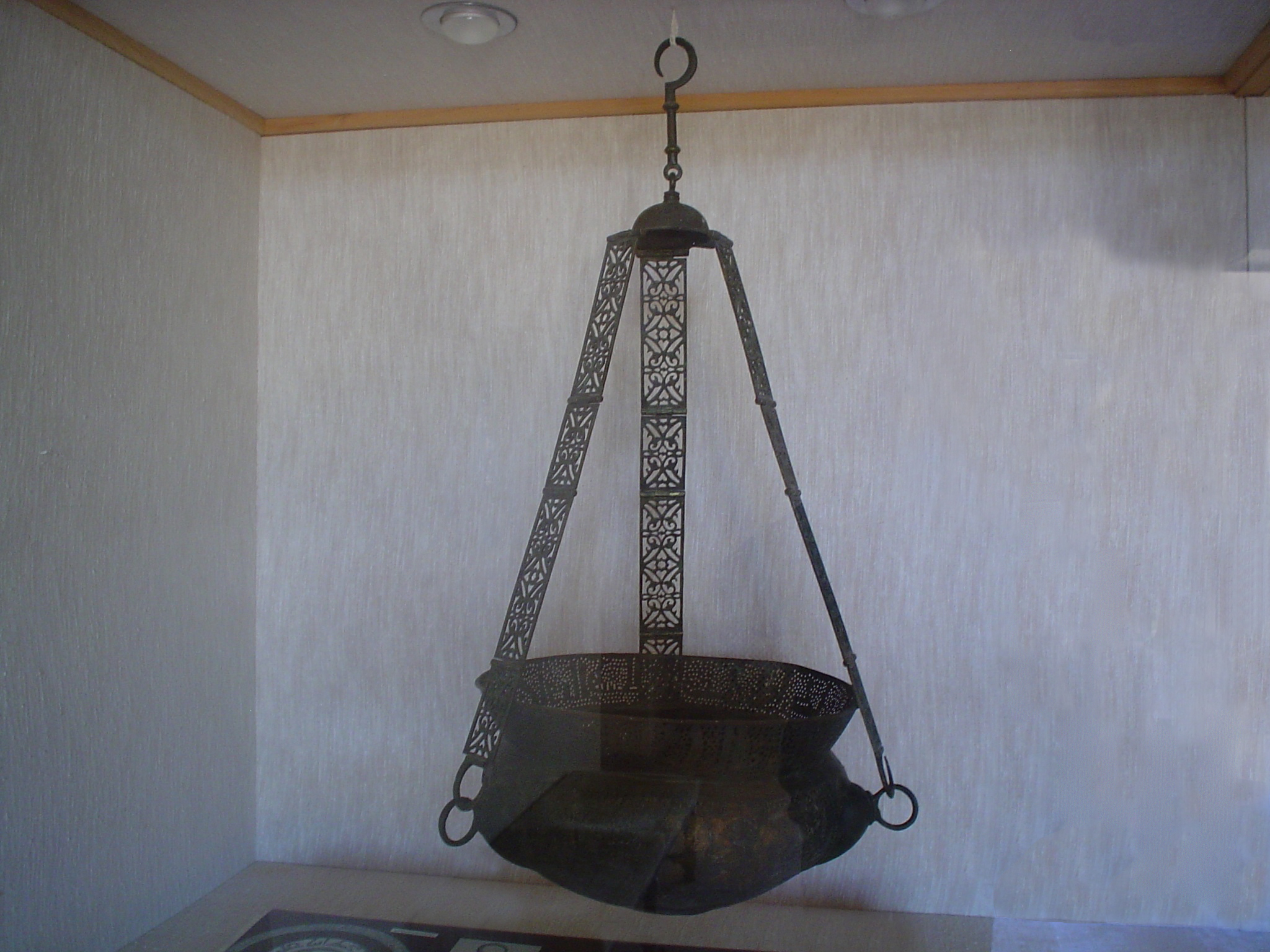
Gros plan sur la lanterne d'al-Muizz.

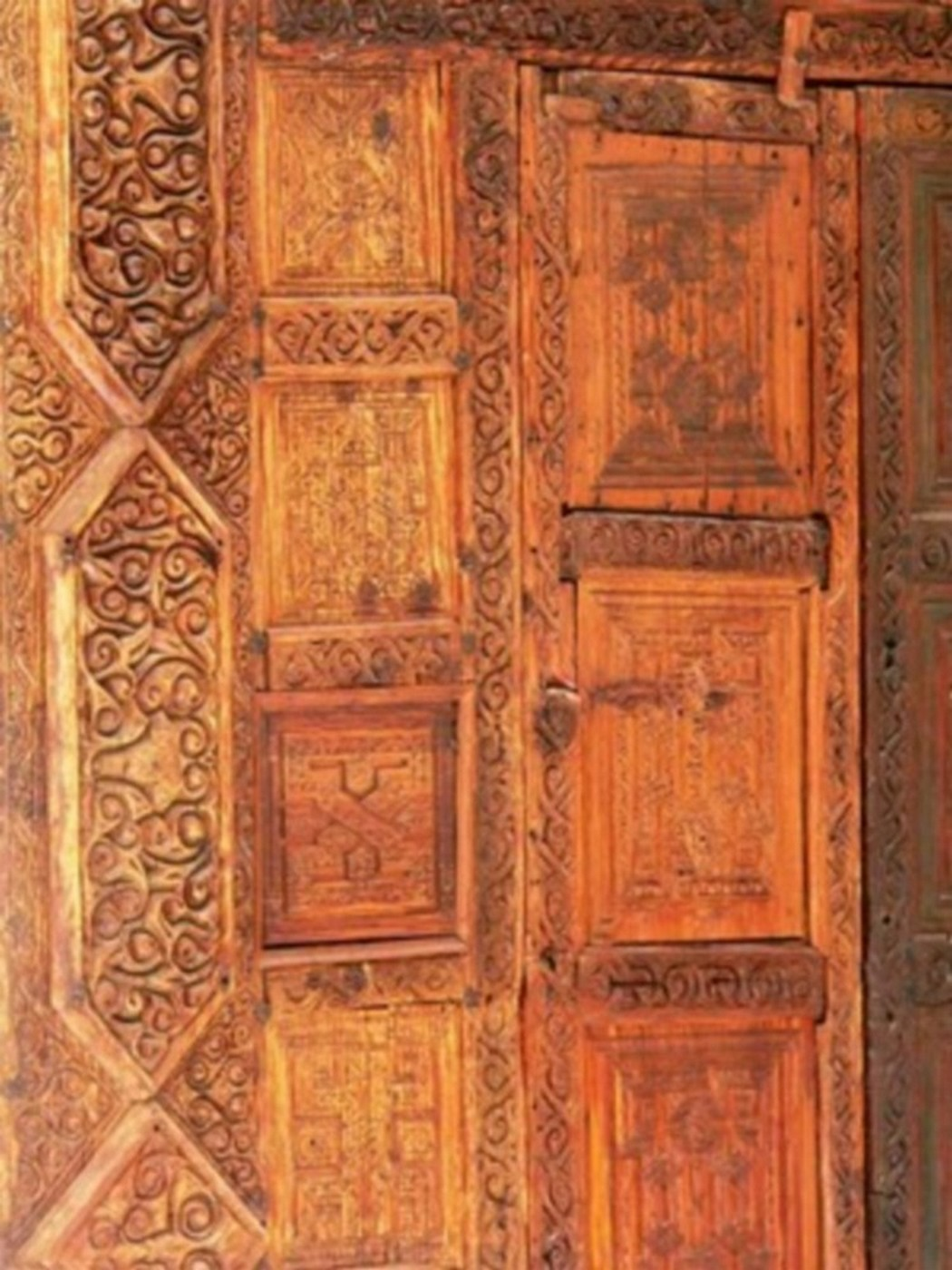
Gros plan (partiel) sur la porte de l'antichambre de la maqsura.

D'autres œuvres d'art telles que les couronnes de lumière en bronze coulé et à décor ajouré, datant de l'époque fatimo-ziride (Xe –début du XIe siècle), appartenaient à l'origine au mobilier de la mosquée. Ces polycandélons, aujourd'hui dispersés dans certains musées tunisiens dont celui de Raqqada, se composent de trois chaînes, soutenant un plateau ajouré en bronze. Celui-ci présente un anneau central circulaire autour duquel rayonnent 18 hampes équidistantes reliées par autant d'arcs outrepassés et munies, pour chacune d'elles, de deux fleurons évasés ; l'ensemble dessine une rosace festonnée.
Neuf des 18 hampes se terminent par des anneaux circulaires, destinés à recevoir les godets, alternant avec les neuf autres hampes qui s'achèvent par des lobes cordiformes. Le motif cordiforme, très fréquent dans les reliures kairouanaises, se trouve sous une forme plus ou moins stylisée sur nombre de sculptures d'époque fatimide. Les trois chaînes, réunies par un anneau de suspension, sont fixées chacune au plateau par un fleuron en forme d'amande. Les couronnes de lumière sont marquées par l'influence byzantine à laquelle l'artisan kairouanais a apporté les spécificités du répertoire décoratif musulman (motifs géométriques et floraux). Ce luminaire présente des analogies certaines avec des polycandélons trouvés en Syrie, en Égypte et en Espagne. Les pièces les plus représentatives furent découvertes lors des fouilles du site archéologique de Madînat Elvira, près de Grenade. De la même trouvaille proviennent des exemples similaires à ceux de Kairouan. La ressemblance entre les couronnes de lumière kairouanaises et celles de Madînat Elvira permet d'évoquer la possible existence d'une école de dinanderie commune à l'Occident musulman.
La grande lanterne d'al-Muizz, désormais au musée de Raqqada, faisait également partie du mobilier de la mosquée. Réalisée par le dinandier Muhammad fils de Ali al-Qaysi al-Saffar durant le deuxième quart du XIe siècle, l'œuvre, d'une hauteur de 118 centimètres et d'un diamètre maximal de 51,5 centimètres, présente un bel exemple de dinanderie islamique pendant le haut Moyen Âge. Exécutée en alliage cuivreux martelé au décor ciselé et ajouré, elle est constituée de divers éléments : un crochet de suspension, formé d'une tige et d'un anneau, est relié à une calotte hémisphérique ; de cette dernière se détachent trois chaînes constituées de plaques ajourées, garnies d'un décor d'entrelacs et de feuillets trilobés, rattachant par des anneaux la calotte à un grand bassin en laiton martelé, en forme de vase circulaire, qui est criblé de points lumineux obtenus par reperçage.
L'ajourage du bassin comporte sur l'épaule un galon constitué d'octogones et de demi octogones, tandis que sur le fond, se trouve une étoile à six branches inscrite dans un cercle, ainsi que trois bandeaux épigraphiés rédigés en écriture coufique. Parmi les inscriptions, l'une d'elles atteste qu'il s'agit d'un don effectué à la mosquée par le prince ziride Al-Muizz ben Badis (règne de 1016 à 1062). Cette lanterne offre une ressemblance remarquable avec une lampe de mosquée d'origine méconnue conservée à l'Art Institute of Chicago, et avec une lanterne d'origine persane appartenant à la Collection David à Copenhague. Toutes les deux sont datables du XIe siècle. Tout laisse à penser que la lanterne d'al-Muizz constitue un modèle artisanal en vogue dans l'ensemble du monde arabo-musulman au cours des Xe et XIe siècles.
La porte de l'antichambre de la maqsura, entreposée auparavant dans l'une des dépendances de la mosquée avant de rejoindre les collections du musée de Raqqada en 1992, est une œuvre en bois de cèdre sculpté datant du deuxième quart du XIe siècle. Cette ample porte rectangulaire, mesurant 2,84 mètres de haut sur 2,21 mètres de large, est constituée de deux encadrements compartimentés et de deux vantaux. Elle est composée de plusieurs panneaux reliés par des montants saillants en bois richement sculpté d'ornements floraux. Ce décor s'étale plus abondamment encore dans les grandes bandes de l'encadrement externe. Dans ces dernières, il est composé d'enroulements d'où émanent des fleurons à trois lobes que les involutions d'une tige souple, caractérisées par une symétrie rigoureuse, enlacent tout en paraissant s'en évader. Ces grandes bandes constituent elles-mêmes une plate-forme sur laquelle se développe une frise de cartouches saillantes où alternent les hexagones (en fait des rectangles terminés par des triangles) et les carrés placés sur leurs pointes. Le front est orné, au centre, d'un polygone à seize côtés, en forme d'étoile, dont le décor est plus varié et plus exubérant : aux pommes de pin et calices se mêlent les tiges et les palmes larges et enroulées. Quant au décor des panneaux des vantaux et de leur encadrement adjacent (interne), il est plus simple et se limite à quelques motifs géométriques ; un certain nombre de ces panneaux semblent avoir fait l'objet d'une restauration à l'époque hafside.
L'ornementation et la technique de fabrication de cette porte sont parfaitement identiques à ceux de la maqsura réalisée pour Al-Muizz ben Badis au fond de la salle de prière. Ses dimensions, notamment sa hauteur, et l'absence de toute inscription calligraphique ont écarté l'hypothèse qu'il puisse s'agir de la porte de la maqsura elle-même. Des recherches ont permis de conclure qu'elle se trouvait à l'entrée d'une chambre adjacente à la maqsura qui sert de nos jours de salle d'audience à l'imam. Cette pièce servait manifestement à abriter le souverain ziride avant qu'il ne rejoigne la maqsura pour suivre la prière avec les membres de sa suite.

## Rôle dans la civilisation musulmane

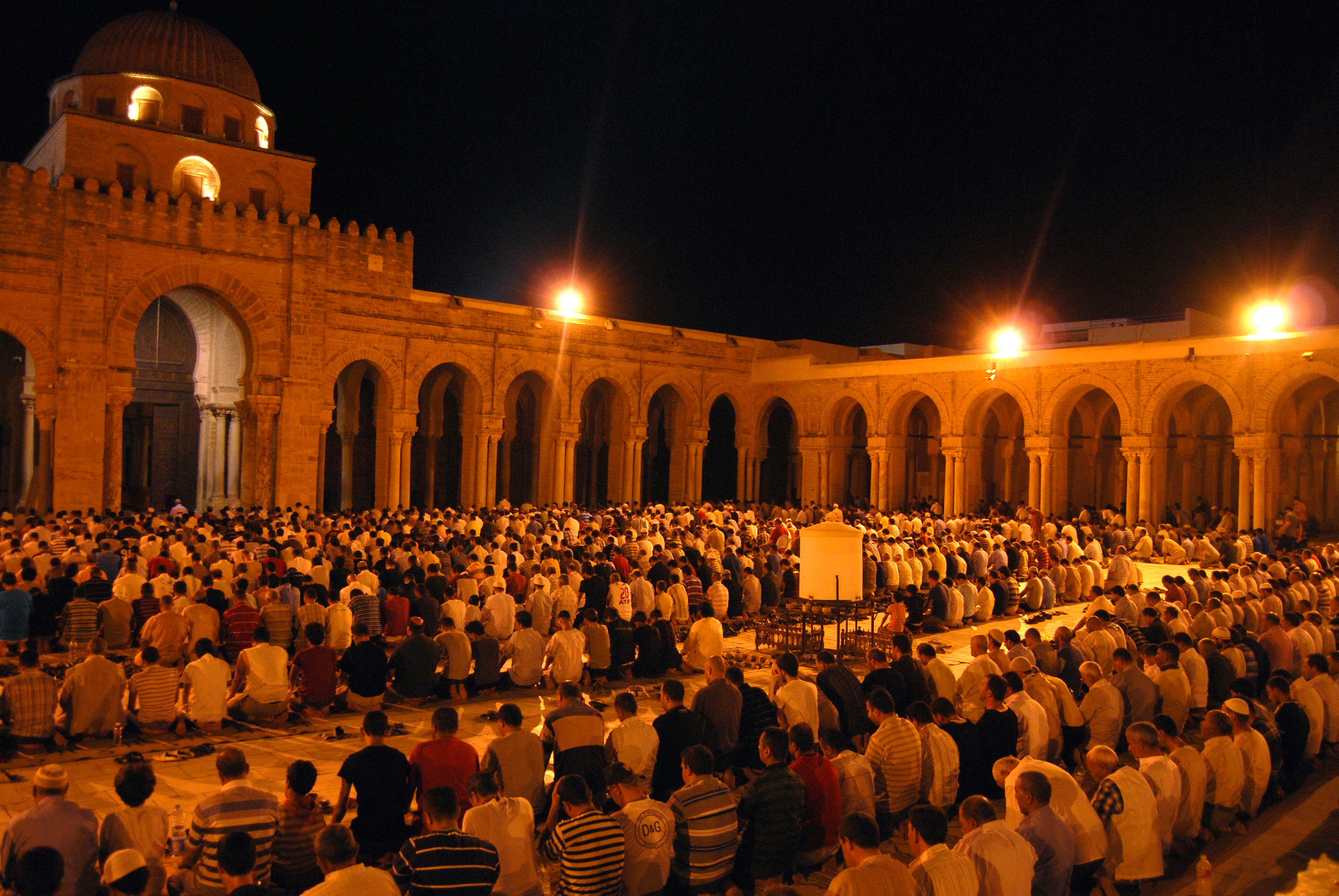
Fidèles priant dans la cour, lors d'une nuit du mois de ramadan 2012.

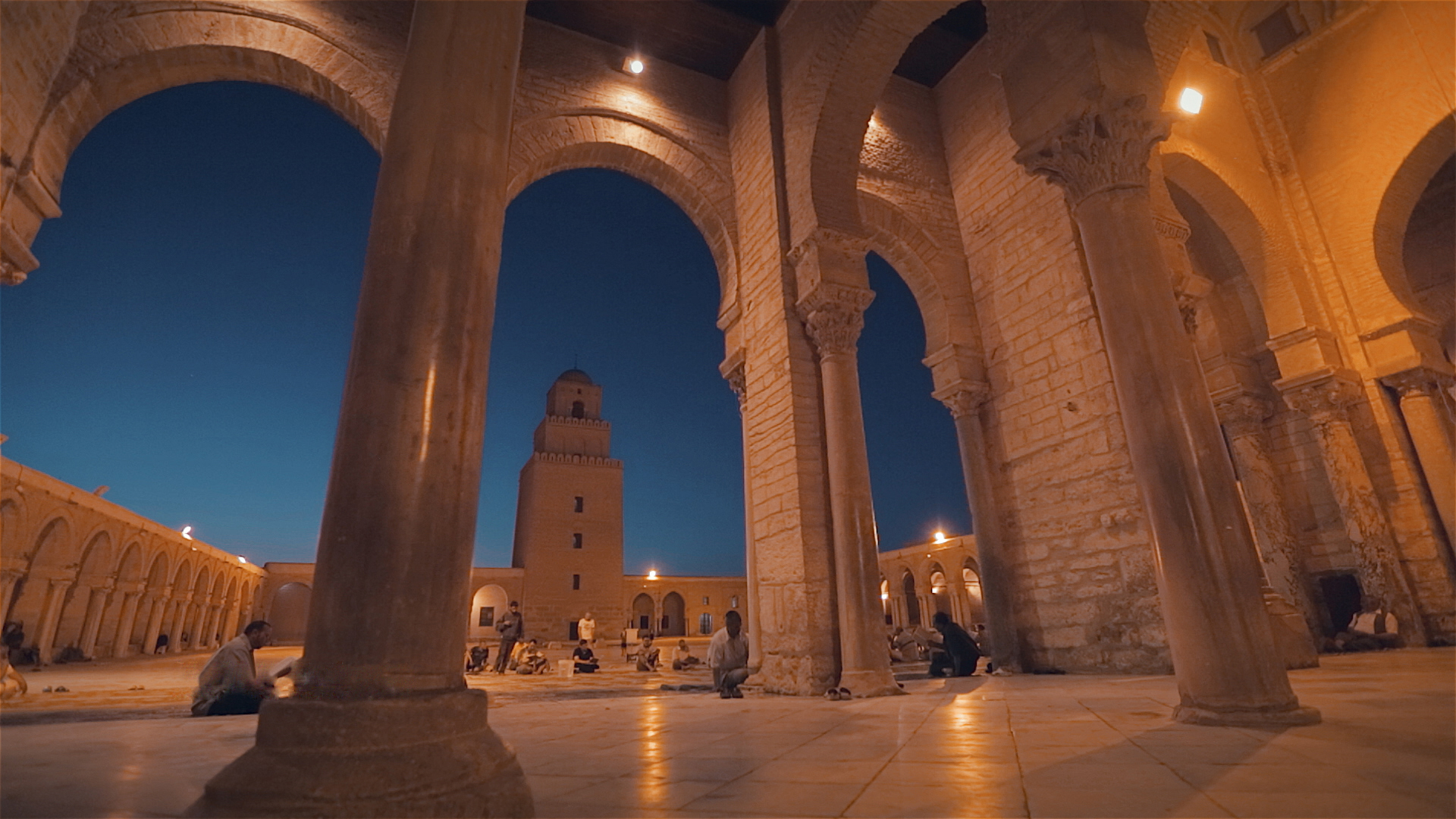
Fidèles près d'un portique.

À l'époque de sa plus grande splendeur, entre les IXe et XIe siècles, Kairouan est l'un des plus grands centres de la civilisation musulmane,, et sa réputation comme foyer d'érudition s'étend à l'ensemble du Maghreb. Durant cette période, la grande mosquée de Kairouan est à la fois un lieu de prière et un centre pour l'enseignement des sciences islamiques selon le courant malikite,. On peut comparer son rôle à celui de l'université de Paris durant le Moyen Âge.
En plus des études consacrées à l'approfondissement de la pensée religieuse et à la jurisprudence malikite, la mosquée accueille également des cours en diverses matières profanes telles que les mathématiques, l'astronomie, la médecine et la botanique. La transmission du savoir est assurée par d'illustres savants et théologiens parmi lesquels figurent l'imam Sahnoun et Assad ibn al-Furat, éminents juristes ayant beaucoup contribué à la diffusion de la pensée malikite, Ishaq ibn Imran et Ibn Al Jazzar pour la médecine, Abou Sahl al-Kairouani et Abd al-Monim al-Kindi pour les mathématiques. Ainsi la mosquée, siège d'une prestigieuse université dotée d'une importante bibliothèque comptant un nombre considérable d'ouvrages scientifiques et théologiques, était le pôle culturel et intellectuel le plus remarquable en Afrique du Nord pendant les IXe, Xe et XIe siècles.
Par la suite, malgré le déclin de Kairouan à partir de la seconde moitié du XIe siècle et le choix de Tunis comme capitale de l'Ifriqiya dès le XIIe siècle, une tradition de la connaissance est conservée grâce à une transmission du savoir assurée par les oulémas locaux et stimulée, au Moyen Âge, par la dynastie des Hafsides puis, à l'époque contemporaine, par celle des Husseinites. Des familles d'oulémas, d'imams, de muftis et de cadis président au destin de la grande mosquée jusqu'à la fin du protectorat français en Tunisie, à l'exemple des Saddem, Adhoum, Bouras, etc., dont l'autorité découlait du savoir et de la notoriété. Parmi les oulémas kairouanais de l'époque contemporaine figure Mohamed ben Mohamed Salah al-Joudi (1862-1943), auteur d'une histoire des cadis de la ville analysée par Jacques Berque, et d'un dictionnaire biographique de ses savants et de ses saints. La fonction d'imam de la grande mosquée est exercée, de manière quasi héréditaire jusqu'au milieu du XXe siècle, par la famille Saddem qui constitue, depuis des siècles, une dynastie de dignitaires religieux ; durant la seconde moitié du XXe siècle et le tout début du XXIe siècle, cette charge incombe au cheikh Abderrahman Khelif (1917-2006), éminent prédicateur jouissant d'une grande autorité morale auprès de la population kairouanaise.